# Canada
Pour les articles homonymes, voir Canada (homonymie).
Canada
Le Canada (prononcé en français standard /kanada/  ; en anglais /ˈkænədə/ ) est un pays d'Amérique septentrionale constitué de dix provinces et de trois territoires.
Le Canada est une monarchie constitutionnelle et une démocratie parlementaire s'inscrivant dans la tradition de Westminster. En tant que royaume du Commonwealth, il est en union personnelle avec le Royaume-Uni et a donc comme souverain le roi Charles III. Le roi du Canada est le chef de l'État et est représenté par un gouverneur général, qui nomme le premier ministre, chef du gouvernement. Ce dernier est traditionnellement le chef de la majorité élue à la Chambre des communes.
Le Canada s'étend dans les océans Atlantique à l'est, Arctique au nord et Pacifique à l'ouest. Cette façade maritime lui offre la huitième plus vaste zone économique exclusive du monde, avec comme particularité qu'elle soit moins vaste que ses eaux territoriales. Le pays a des frontières terrestres avec les États-Unis d'Amérique et le Danemark (Groenland). Sa frontière sud et ouest avec les États-Unis, qui s'étend sur 8 891 km, est la plus longue frontière terrestre binationale du monde tandis que sa frontière avec le Danemark, qui s'étend sur environ un kilomètre, est la deuxième plus petite au monde après celle entre le Botswana et la Zambie. Le Canada partage également une frontière maritime avec la France, en Atlantique Nord, et une autre dans l'Arctique avec la Russie, laquelle est cependant contestée. Couvrant une superficie de 9,98 millions de kilomètres carrés, il est le deuxième plus grand pays du monde en superficie, derrière la Russie.
La capitale du Canada est Ottawa, et ses trois plus grandes régions métropolitaines sont Toronto, Montréal et Vancouver. Les langues officielles du pays sont l'anglais et le français. En 2023, la population canadienne est de 40 millions d'habitants. La majorité de la population est blanche, mais elle comporte également plusieurs minorités, en raison d'une diversification de l'immigration depuis l'introduction du multiculturalisme en 1971.
Ce qui constitue aujourd'hui le territoire canadien est habité par les Autochtones du Canada depuis plusieurs milliers d'années. À partir de la fin du XVe siècle, des expéditions britanniques et françaises explorent puis colonisent la côte atlantique. Après plusieurs guerres intercoloniales, la France cède à la Grande-Bretagne la quasi-totalité de ses colonies d'Amérique septentrionale en 1763. À la suite de la guerre d'indépendance des États-Unis, en 1783, de nombreux loyalistes américains sont expulsés et migrent vers l'Amérique du Nord britannique, correspondant à l'actuel Canada. Les colonies parviennent à repousser une tentative d'invasion américaine en 1812. Au cours du XIXe siècle, les Britanniques élargissent l'espace colonial en explorant puis en établissant des colonies sur la côte pacifique. L'Amérique du Nord britannique commence à s'unifier le 1er juillet 1867 par le biais de la Confédération, avec l'union de trois colonies donnant naissance au Dominion du Canada. Au fil du temps, le dominion s'étend et obtient de plus en plus de souveraineté vis-à-vis du Royaume-Uni, grâce notamment au Statut de Westminster de 1931, puis à la Loi de 1982 sur le Canada, qui rompt les derniers liens de dépendance juridique du pays vis-à-vis du Parlement du Royaume-Uni. Contrairement aux autres provinces, le Québec n'a pas signé la Loi de 1982. La relation du Canada avec les États-Unis comme voisin a eu des conséquences significatives sur son histoire, son économie et sa culture.
Le Canada figure en haut des classements internationaux en termes de transparence gouvernementale, de libertés civiles, de qualité de vie, de liberté économique, d’égalité des sexes et d'éducation. En tant que pays développé, il possède le 24e PIB nominal par habitant le plus élevé au monde et occupe le quinzième rang en termes d'indice de développement humain. Son économie est dixième au niveau mondial et est principalement basée sur d'abondantes ressources naturelles, ainsi que sur des réseaux commerciaux internationaux développés.
Le Canada est membre de plusieurs grandes organisations internationales, dont le Commonwealth, le Conseil de l'Arctique, le Conseil mondial de la paix (CMP), la Coopération économique pour l'Asie-Pacifique (APEC), le groupe des sept (G7), des dix (G10) et des vingt (G20), l'Organisation de coopération et de développement économiques (OCDE), l'Organisation des États américains (OEA), l'Organisation internationale de la francophonie (OIF), l'Organisation mondiale du commerce (OMC), l'Organisation des Nations unies (ONU), l'Organisation du traité de l'Atlantique Nord (OTAN), l'Union internationale pour la conservation de la nature (UICN), etc.

## Nom du Canada

### Étymologie
Le nom du Canada provient du mot iroquois « kanata », le « k » se prononçant comme un « g » et le « t » comme un « d » (soit « ganada », ce qui signifie « village », « établissement » ou « terre »),,. En 1534, les habitants indigènes de l'actuelle ville et région de Québec utilisèrent ce mot pour guider le navigateur breton Jacques Cartier jusqu'au village de Stadaconé. Cartier utilisa par la suite le mot « Canada » non seulement pour désigner ce village, mais également pour l'ensemble des terres de Donnacona, chef de Stadaconé.
Le comte de Castelnau donne une autre étymologie du nom Canada dans le récit de son voyage dans l'Amérique septentrionale, en reprenant une théorie énoncée par Louis Hennepin en 1704 : « les Espagnols ont fait la première découverte du Canada : ayant mis pied à terre, ils n'y trouvèrent rien de considérable ; cette raison les obligea d'abandonner ce pays, qu'ils appelèrent il capo di nada[réf. nécessaire], c'est-à-dire Cap de rien ; d'où est venu par corruption ce nom de Canada. »
La France du XVIe siècle adopta donc le mot « Canada » pour désigner ce qui correspondait alors à la vallée du fleuve Saint-Laurent, ceci se reflétant dans les écrits et sur les cartes produites. Certaines références permettent de décrire davantage le contexte dans lequel ceci se matérialisa,,,.
En juillet 1534, au terme de son premier voyage, Jacques Cartier convainquit deux jeunes Amérindiens dans la vingtaine, Domagaya et Taignoagny, fils du chef Donnacona, de l’accompagner en France. Il s’agissait d’une décision stratégique, Cartier savait que ceux-ci apprendraient le français et deviendraient des guides très utiles lors du prochain voyage qu’il planifiait déjà. Les deux frères furent ainsi en contact avec des Français pendant un an et acquirent une certaine connaissance de la langue.
Mai 1535, deuxième départ de Cartier, accompagné de ses deux guides iroquoiens. En arrivant sur la côte nord-américaine, Cartier navigua les premiers jours dans des secteurs qu’il avait déjà vus l’année précédente. Puis arrive l’étape capitale de ce deuxième voyage et même un jalon important de l’exploration de l’Amérique du Nord. La flottille atteint la pointe ouest de l’île d’Anticosti que Cartier prend, comme tous les autres explorateurs européens avant lui, pour une péninsule.

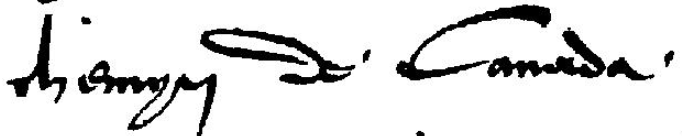
Une des toutes premières écritures de « Canada » par Cartier dans son journal. Le « chemyn de Canada » dans la bouche de ses guides amérindiens désigne le fleuve qui guidera les vaisseaux vers le lieu-dit Canada.

Domagaya et Taignoagny, qui avaient l’expérience de faire de la pêche dans ce secteur, reconnaissent des lieux qui leur sont familiers et ne veulent pas que Cartier fasse demi-tour pour continuer vers le nord. Le 13 août 1535, Cartier apprend de la bouche de ses guides que cette terre est en fait une île et que, s’il continue de naviguer au sud-ouest de celle-ci, il fera alors face au chemyn de Canada, expression qu’ils ont utilisée et qui signifiait le fleuve qui mène au « lieu » appelé Canada. Donc, en cette journée, deux faits majeurs, le mot Canada était entendu pour la toute première fois par un Européen et Cartier venait d'être mis au courant de l'existence de cette immense voie d'entrée dans l'Amérique du Nord,.
Les deux images affichent l'écriture de Cartier du mot Canada. Première image : Chemyn de Canada ; deuxième image : extrait de la page 13 du journal de Cartier, le mot Canada apparaît sur les 2e et 3e lignes, il a exactement la même épellation qu'aujourd'hui.
La flottille commence à s’exécuter, elle va en zigzaguant, Cartier semble hésiter, mais ses deux guides insistent : selon eux, il s'agit bien du « chemyn » qui mène vers « Canada » et « Hochelaga », le cours d’eau ira en se rétrécissant et personne n’en n’aurait encore vu l’extrémité. Ces paroles font grandir l’intérêt du navigateur breton.
Jacques Cartier écrira le mot « Canada » à 22 reprises dans son journal de voyage totalisant 134 pages. [Seconde navigation faicte par le commandemen et vouloir du tres chrestien Roy Francoys Premier de ce nom…]. Parfois, il l’utilise pour désigner le fleuve sous le nom « Rivière de Canada ». Il ne s’agissait donc pas d’une occurrence unique ou accidentelle, mais d’un mot significatif. Domagaya et Taignoagny se sont référés à ce terme à plus d’une reprise.
Cartier et ses guides se côtoient depuis maintenant un an, ils séjournent sur le même navire depuis 3 mois, ces derniers parlent un certain niveau de français et Cartier connait des mots iroquoiens. On peut soupçonner que Cartier et ses guides avaient développé entre eux une capacité de communiquer à un niveau intelligible.
Après avoir navigué une semaine sur le fleuve, le 7 septembre 1535, la flottille atteint l’île d’Orléans, Cartier déclare dans ses écrits que c’est « le commencement de la terre et prouvynce de Canada »,. Cartier n’étant jamais venu à cet endroit précis auparavant, il n’aurait vraisemblablement pu faire une telle assertion sans l’entendre de la part de ses guides.
C’est ainsi que, dans les écrits et sur la carte de Cartier, le mot Canada prit une place prépondérante qui finit par désigner la terre de l’ensemble de la vallée du Saint-Laurent. Cartier n’en est pas moins conscient du sens premier du mot. Il crée en effet un lexique de 140 mots iroquoiens à la fin de son journal. Ainsi, il écrit : « Ilz appellent une ville – Canada ». Le Canada de l’époque correspondait à l’établissement autour de Stadaconé, c’est-à-dire le site actuel de la ville de Québec, et dont le chef était Donnaconna, celui-ci étant identifié comme Sieur de Canada dans les écrits de Cartier.
Après son retour en France, les écrits de Cartier devinrent la référence dans le milieu de la Cour, le roi François Ier lui-même était enthousiaste du projet du Nouveau Monde. Ainsi, en 1538, un mémoire de planification élaboré lui fut présenté en vue de la préparation d’une expédition beaucoup plus ambitieuse : Mémoire des hommes et provisions nécessaires pour les Vaisseaux que le Roy voulait envoyer au Canada.

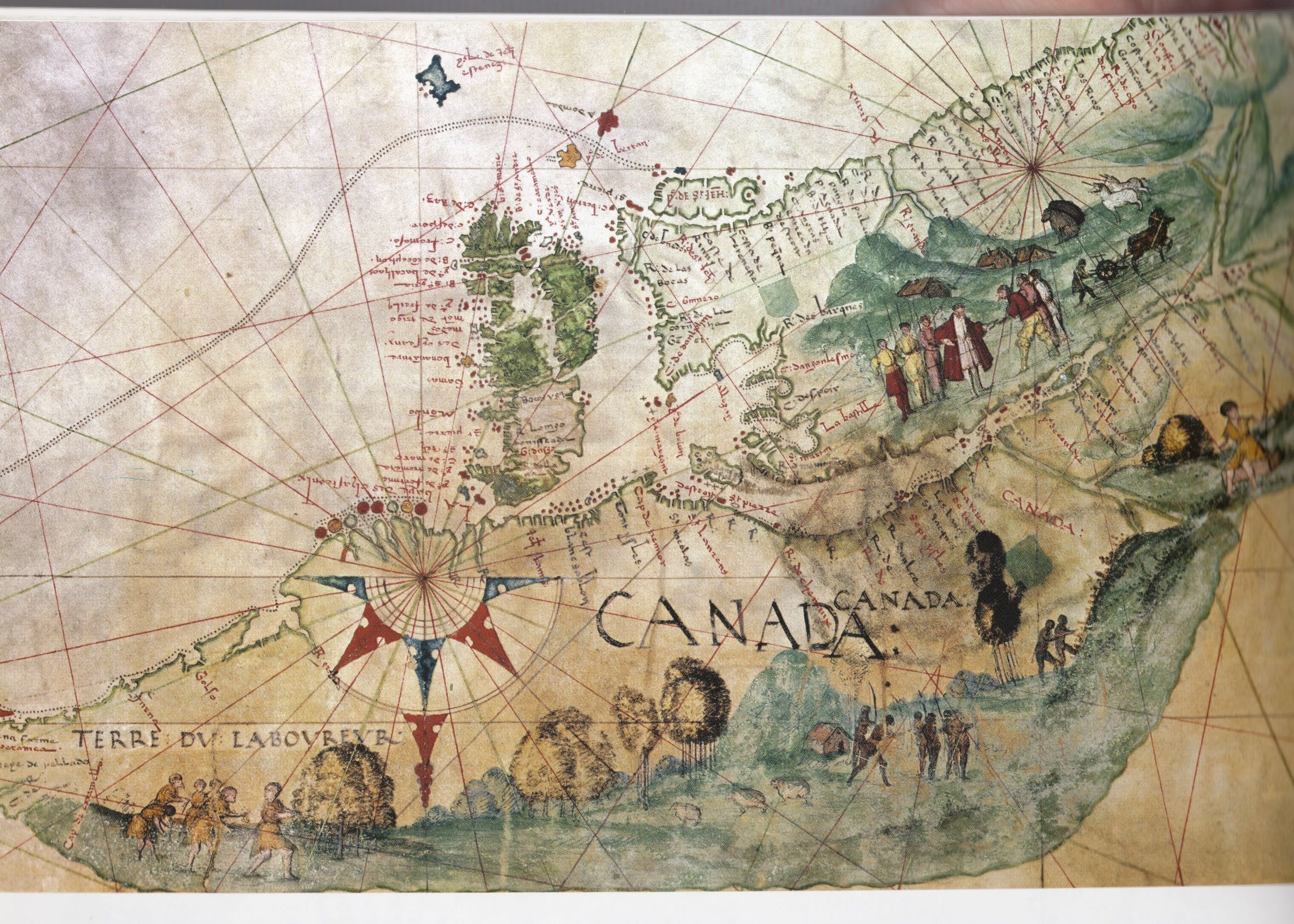
Une des premières cartes montrant la nouvelle Terre de « Canada », produite entre 1542 et 1544 par l'École de Dieppe, basée sur les écrits de Jacques Cartier.

Jusqu’ici, la nomenclature de Cartier demeurait d’une diffusion limitée à la Cour de France. Le toponyme Canada en tant que pays de la vallée du Saint- Laurent et sa diffusion à travers l’Europe, sinon de par le monde, prit son envol sous l’impulsion de la réputée École de cartographie de Dieppe qui produisit successivement, à partir de 1541, une série de cartes et de mappemondes illustrant de façon explicite le nom et la position du Canada : en 1541 (Nicolas Desliens), en 1542 (dite Harléenne), en 1543 (anonyme), en 1547 (Nicolas Vallard), en 1550 (Pierre Desceliers) et d’autres par la suite,.
Mais simultanément, les cartographes espagnols furent bien renseignés sur les observations de Cartier. Ainsi, la Real Academia de la Historia de Madrid possède une carte (anonyme) datant de 1541. Elle représente le fleuve Saint-Laurent et ses rives avec l’identification de « Canada » à l’endroit approximatif de l’établissement iroquoien de Stadaconé, un peu à côté de l’île d’Orléans, qui fut elle aussi nommée par Cartier. Cette carte rapporte même les nombreux Français de l’équipage de Cartier y étant morts à l’hiver 1535-1536.
Ces cartes s’appuyaient sur les écrits et sur la carte de Cartier produits lors de son deuxième voyage en Amérique (1535-1536). Ces cartes servirent de référence pour les décennies à venir à d’autres cartographes européens de calibre. Sous l’impulsion de la France, l’existence d’une terre dite « Canada » fut ainsi consacrée pour les siècles à venir. Ci-joint un extrait de la mappemonde dite Harléenne (vers 1542-1544), qui affiche trois fois le nom Canada, comme pour indiquer à la fois son sens territorial global et sa référence à l'établissement de Stadaconé.

### Usage et évolution
En 1541, des documents et des cartes espagnoles commencent à désigner cette région par le mot « Canada ».

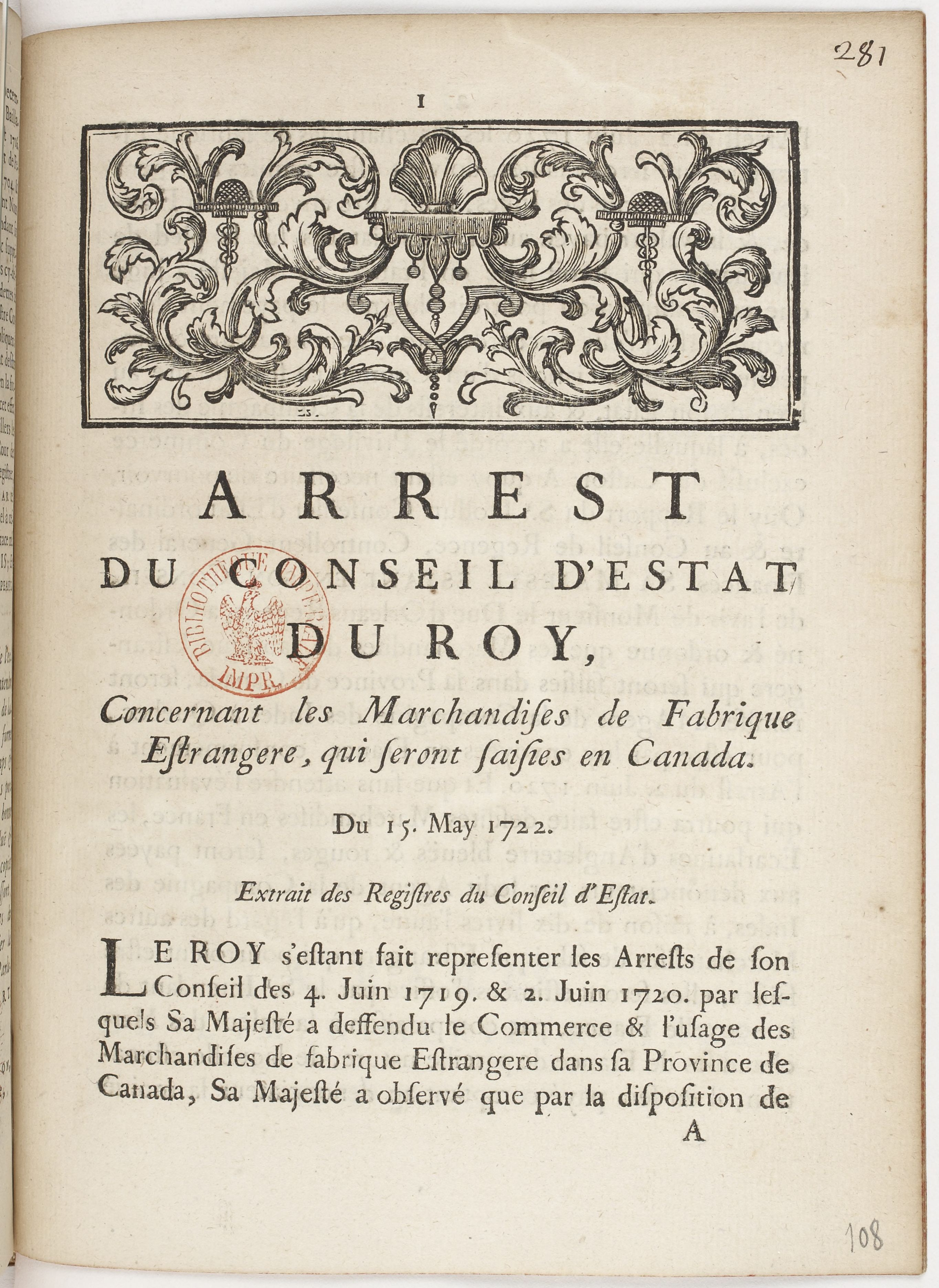
ARREST du Conseil d'Estat du Roy de 1722 affectant la Province de Canada

Grâce à la circulation des cartes, l’usage du terme Canada est ainsi devenu courant auprès de ceux qui faisaient commerce avec le nouveau continent : notaires, marchands, marins puis avec les habitants des régions côtières de la France. Un témoignage pertinent vient du jésuite François Du Creux (1596-1666) qui a publié en 1664 : Historiae Canadensis. Il a relaté que : «…Il est clair cependant que c’est un mot ancien [Canada] car il était employé de façon usuelle quand j’étais un jeune garçon, il y a 60 ans. ».
Au XVIIe et au XVIIIe siècle, le mot « Canada » désigne l'une des colonies formant la Nouvelle-France, qui se situait le long du fleuve Saint-Laurent et de la rive nord des Grands Lacs. C'était néanmoins celle qui abritait, et de loin, le plus de colons français, mais presque qu'exclusivement le long des rives du fleuve. Pour l'administration royale française, elle porte le nom de « Province de Canada » comme on peut le voir sur un document qu'elle a émis le 15 mai 1722 : « Arrest du Conseil d'Estat du Roy ». Aux deux dernières lignes du bas de la première page, on peut lire « Province de Canada ».
Cependant, l’usage du mot Canada par les cartographes français illustre une réalité un peu différente. La consultation d’une quarantaine de cartes datant du Régime français indique une variabilité dans les titres retenus : parfois « Nouvelle-France » seulement, parfois « Canada » seulement, mais le plus fréquemment, « Canada ou Nouvelle-France » ou « Nouvelle-France ou Canada » ou encore « Nouvelle-France dite Canada ».
Une carte qui représente à merveille cet état de chose est celle datant de 1656 de Nicolas Sanson d’Abbeville, géographe ordinaire du roi à Paris, et ayant pour titre « Canada ou Nouvelle-France ».
Donc, pour les cartographes, les termes « Canada » et « Nouvelle-France » sont devenus interchangeables, sinon des quasi-synonymes. Ceci se confirme d’ailleurs dans l’Encyclopédie ou Dictionnaire raisonné des sciences, des arts et des métiers de Denis Diderot (début des années 1750). On y trouve en effet sous la rubrique Canada : Canada ou Nouvelle France, (Géog.) pays fort vaste de l'Amérique septentrionale, borné à l'est par l'Océan, à l'ouest par le Mississipi, au sud par les colonies Angloises, & au nord par des pays deserts & inconnus… Donc, le Canada de l'époque de Jacques Cartier a gagné beaucoup de superficie en 200 ans.
Mais pour les colons français habitant les rives du fleuve, « Canada » devient beaucoup plus qu'une référence géographique ou administrative. Observant leurs particularités par rapport à leurs cousins restés en France, ils commencent à se nommer « Canadiens » ou « Canadois » vers les environs de 1670, et Canada prend ainsi le sens de patrie. Comme les habitants de la colonie voisine de l'Acadie se sont identifiés Acadiens, ceux de Canada s'identifièrent Canadiens. La première mention en français (et non en latin) faisant référence à une identité canadienne propre est bien connue, elle provient d'une lettre de Mère Marie de l'Incarnation datée du 16 octobre 1666. Elle y mentionne « …nos jeunes François-Canadois… ». Une autre formule distinctive à l'époque est « habitant du Canada ».
Un personnage qui contribua à la diffusion du nom Canada fut nul autre que Voltaire. Celui-ci était en effet très critique de la colonisation du Canada par la France et il écrivit à plusieurs reprises sur le sujet. Sa répartie la plus célèbre demeure celle du philosophe Martin, énoncée dans son conte philosophique Candide (début 1759), au chapitre XXIII, relativement à la France et l’Angleterre :

« Vous savez que ces deux nations sont en guerre pour quelques arpents de neige vers le Canada, et qu’elles dépensent pour cette belle guerre beaucoup plus que tout le Canada ne vaut. »

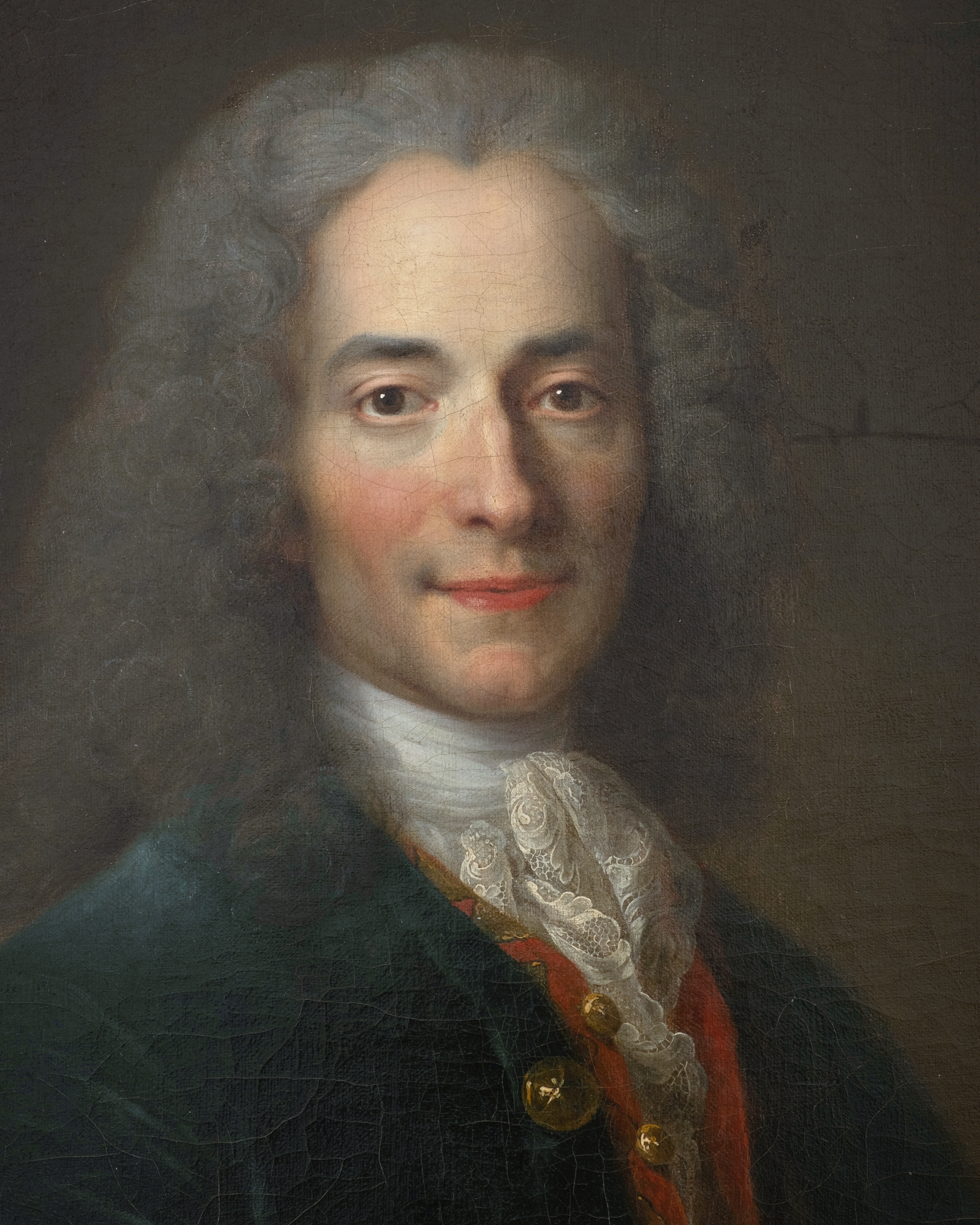
Voltaire, auteur du conte philosophique Candide.

Une production littéraire et poétique vit le jour en Nouvelle-France et au Canada durant le régime français, ceci étant relativement peu connu. La consultation de diverses œuvres produites au lendemain de la conquête et du Traité de Paris jette une lumière quant à la perception identitaire de ces nouveaux « conquis ». Citons ici de très courts extraits de quelques-uns de ces écrits.
Quand Georges Trois, prit l’Canada [Anonyme, 1763] : Courage mes frères canadiens, Prenons notre sort en chrétiens; Sire Louis, Quinze du nom [Anonyme, 1763]: Cher Canadien parle hardiment…Comment les Anglais ont-ils pris Québec? Comment Français, Canadiens et Sauvages, Ont-ils manqué d’hardiesse et de courage? Chanson Nouvelle [Mr. Divertissant, 1765] : LE PaÏs du CANADA, A beaucoup fait de Fracas; En Canada est arrivé [Anonyme, 1775] : En Canada est arrivé, Une chose à remarquer, Les Canadiens vivaient tranquilles, Les Bastonnais ont décidé, De les soumettre à leur contrée.

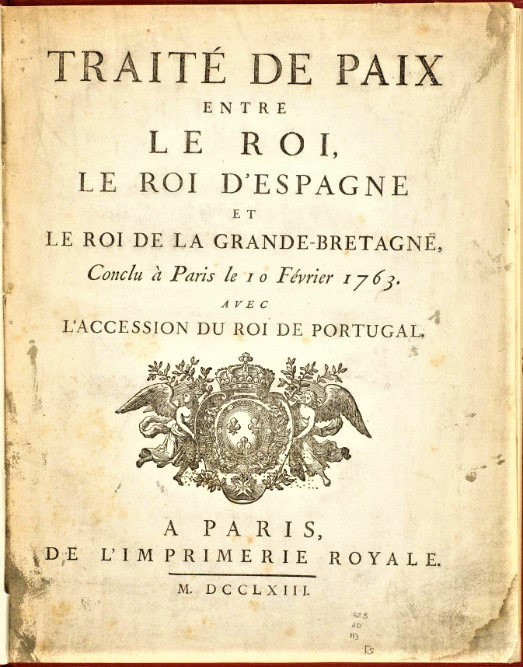
Première page du Traité de Paris (10 février 1763) qui cède, entre autres, le Canada de la France à la Grande-Bretagne.

Puis vint l’étape historique et déterminante de la signature du Traité de Paris (10 février 1763) qui fit un usage bien précis du terme « Canada » à sept reprises. Ce document fut de nature très officielle puisque signé par les plénipotentiaires des rois des trois plus grandes puissances occidentales de l’époque : la France, la Grande-Bretagne et l’Espagne. Un traité qui confirme officiellement par son contenu l’existence d’un pays français appelé le Canada et traite aussi du sort spirituel de ses habitants catholiques (donc sous-entendu français). Paradoxalement, ce même document confirme aussi sa disparition en tant que territoire français.
L’article 4 porte principalement sur l’Amérique du Nord. Ainsi, il est dit :

« Sa Majesté Trés Chretienne cede & garantit à Sa dite Majesté Britannique, en toute Proprieté, le Canada avec toutes ses Dependances… »

Un peu plus loin il est mentionné :

« De son Coté Sa Majesté Britannique convient d'accorder aux Habitans du Canada la Liberté de la Religion Catholique. »

Cette dernière concession eut un effet important quant à la survivance du français en Amérique du Nord.
Les autres articles traitent de territoires aux Antilles, en Floride, en Amérique du Sud, en Europe et aux Indes orientales. De façon surprenante, le terme « Nouvelle-France » n’est jamais mentionné. On a vu un peu plus haut que le mot Canada était déjà devenu plus ou moins son synonyme depuis des années.
Le mot désigna par la suite deux colonies britanniques, le Haut-Canada et le Bas-Canada, qui ont été réunifiées en 1841 en la Province du Canada, ou plus communément appelée le Canada-Uni.
En 1864, le projet de fédérer plusieurs colonies de l'Amérique du Nord britannique pour former un pays démarre. Lors de la Conférence de Londres, plusieurs noms sont proposés pour désigner le nouveau pays qui allait naître (par exemple Tuponia), et parmi ces diverses propositions, le nom « Canada » est suggéré en février 1867, approuvé et adopté par l'ensemble des délégués. Le 1er juillet 1867, trois colonies de l'Empire britannique se fédérèrent et le nouveau pays devient officiellement le Canada.

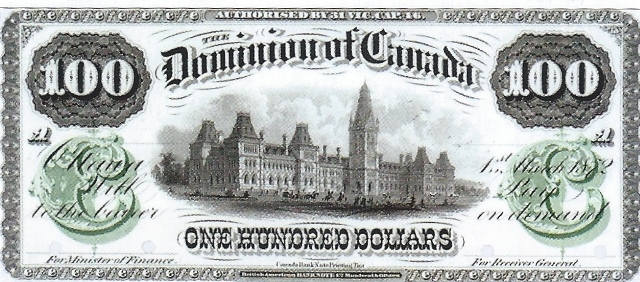
Un billet de banque du Dominion du Canada.

La désignation en forme longue est « Dominion du Canada » (en anglais, Dominion of Canada). Toutefois, le gouvernement fédéral utilise quasi-exclusivement la simple désignation en forme courte « Canada » sur les divers traités et documents d'État. Ainsi, le mot « dominion » n'apparaît pas dans la loi constitutionnelle de 1982, bien que n'étant pas officiellement supprimé. Par la même occasion, le nom de la fête nationale, la « Fête du Dominion » (en anglais Dominion Day, littéralement le « Jour du Dominion »), est changé en « Fête du Canada » (en anglais Canada Day, le « Jour du Canada »).

## Histoire

### Période précolombienne (avant 1492)

#### Histoire géologique

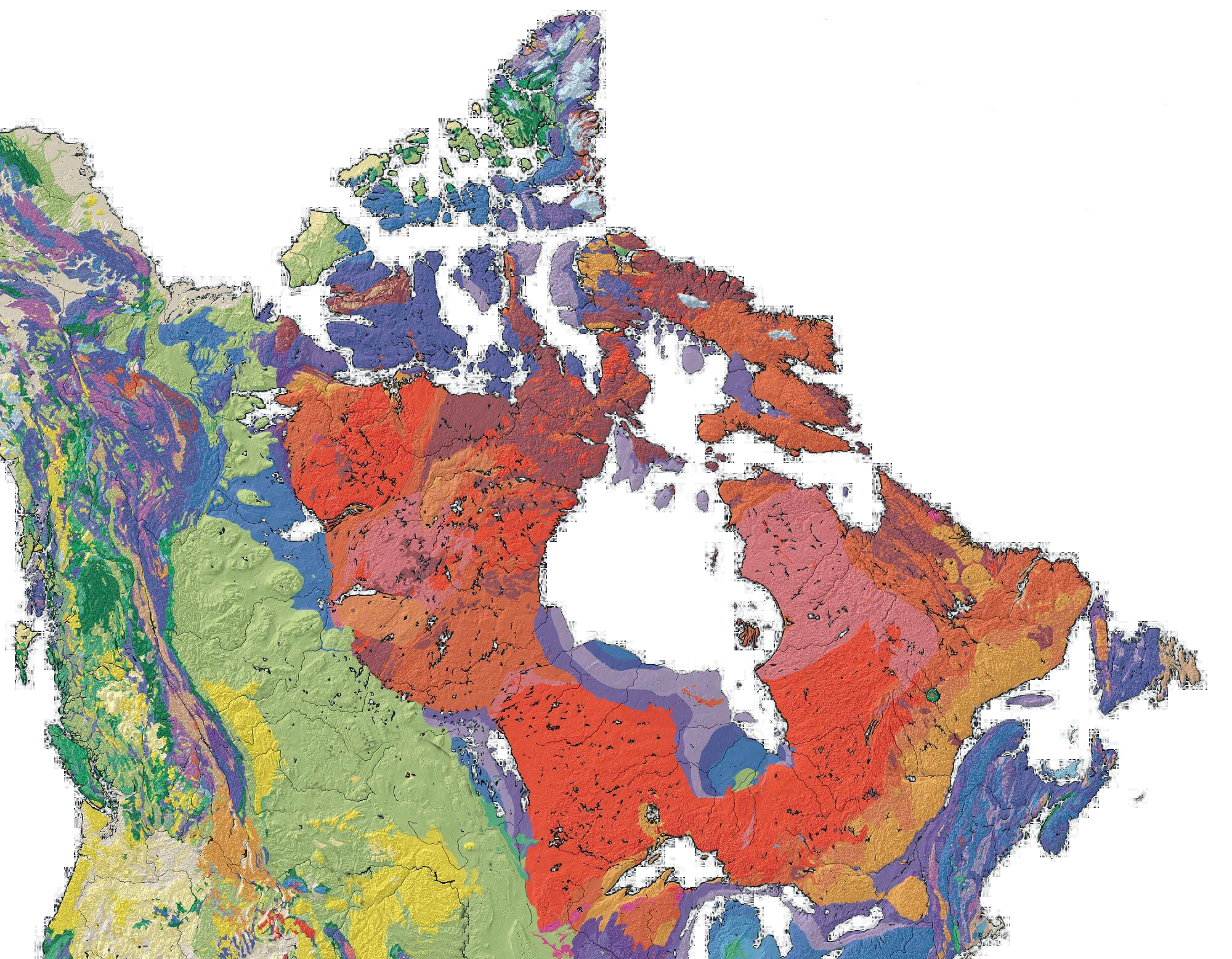
Carte géologique du Canada, avec le bouclier canadien (plateau laurentien en rouge), hautes terres entourant la baie d'Hudson, et au sud-est la province de Grenville (bande brune) et les Appalaches (en bleu).

Alors que la Pangée n'est encore qu'un immense territoire, à l'ère paléozoïque, la formation et le développement de la chaîne de montagnes des Appalaches débute dès la période dévonienne, il y a 410 millions d'années. Après la division de la Pangée au début de l'ère mésozoïque, la partie septentrionale de celle-ci, la Laurasie - (Laur)entien + Eur(asie), se divisa en deux lors de la période jurassique. La partie occidentale forma ce qui devint plus tard l'Amérique du Nord et dériva pendant plusieurs millions d'années jusqu'à son emplacement actuel. Puis, la formation des montagnes rocheuses commença il y a 138 millions d'années lors de la période crétacé. C'est à la fin de cette même période que la Terre assista à l'extinction massive des animaux, dont les dinosaures. Les réserves de pétrole commencèrent à se former par la suite surtout en Alberta pour devenir plus tard l'une des principales ressources économiques du Canada. Puis, il faut attendre la fin de la période tertiaire de l'ère cénozoïque il y a 5 millions d'années pour que commence la formation de la calotte polaire recouvrant le Nord du Canada. Vers la fin de cette période, le climat commença à se refroidir ouvrant ainsi la porte à une ère glaciaire et à une migration des mammifères entre continents. C'est pendant la période quaternaire il y a 1,6 million d'années que le climat devint excessivement froid et que les variations du niveau de la mer provoquèrent l'apparition des Grands Lacs, du lac Champlain, du fleuve Saint-Laurent, d'autres grands lacs et ce, en plus du Plateau laurentien. Le développement et la migration de l'humain moderne commencèrent à l'époque holocène il y a 10 000 ans. À cette époque, le climat se réchauffa et devint plus sec, favorisant ainsi la fonte des glaces.

#### De la Préhistoire aux premières explorations européennes (27500 av. J.-C. – 990 apr. J.-C.)
Alors que peu de documents attestent de leur présence, des fouilles archéologiques font remonter la présence des peuples autochtones sur le territoire du Canada à plus de 26 500 ans dans le nord du Yukon et à 9 500 ans dans le sud de l'Ontario. Ainsi, certaines régions du territoire actuel du Canada sont habitées par les peuples amérindiens et inuits depuis des temps immémoriaux. Ces peuples autochtones seraient arrivés en Amérique grâce à leur migration par l'isthme de la Béringie entre l'Alaska et la Sibérie orientale.
Tant les Premières Nations que les Inuits vivaient essentiellement de la chasse, de la pêche et du piégeage. Chaque peuple était organisé dans des régions spécifiques et possédait ses propres caractéristiques culturelles, toutes liées à la nature. L'animisme était cependant la religion principale de l'ensemble des peuples autochtones. Alors basés sur l'île de Terre-Neuve, les Béothuks sont la première nation autochtone à entrer en contact avec les Européens venus fouler le sol de l'Amérique. Ils sont à l'origine de l'expression Peaux rouges, laquelle sera par la suite généralisée aux autres nations amérindiennes de l'Amérique du Nord. De par leur isolement des autres peuples autochtones, les Inuits ne seront quant à eux davantage connus qu'à la fin du XIXe siècle et début du XXe siècle lorsque des explorateurs canadiens-français iront à leur rencontre dans le Grand Nord. Ils seront alors connus sous le nom d'Eskimos.
Attention : ces données ont été revues depuis que les études sur l'ADN mitochondrial ont démontré une parenté étroite entre certaines populations du Canada et celles de l'Europe du Nord (facteur X) qui est d'ailleurs absent des autres continents. Pour plus de détails sur le sujet, voir l'article portant sur les migrations humaines.

#### D'Erikson à Colomb (990–1492)

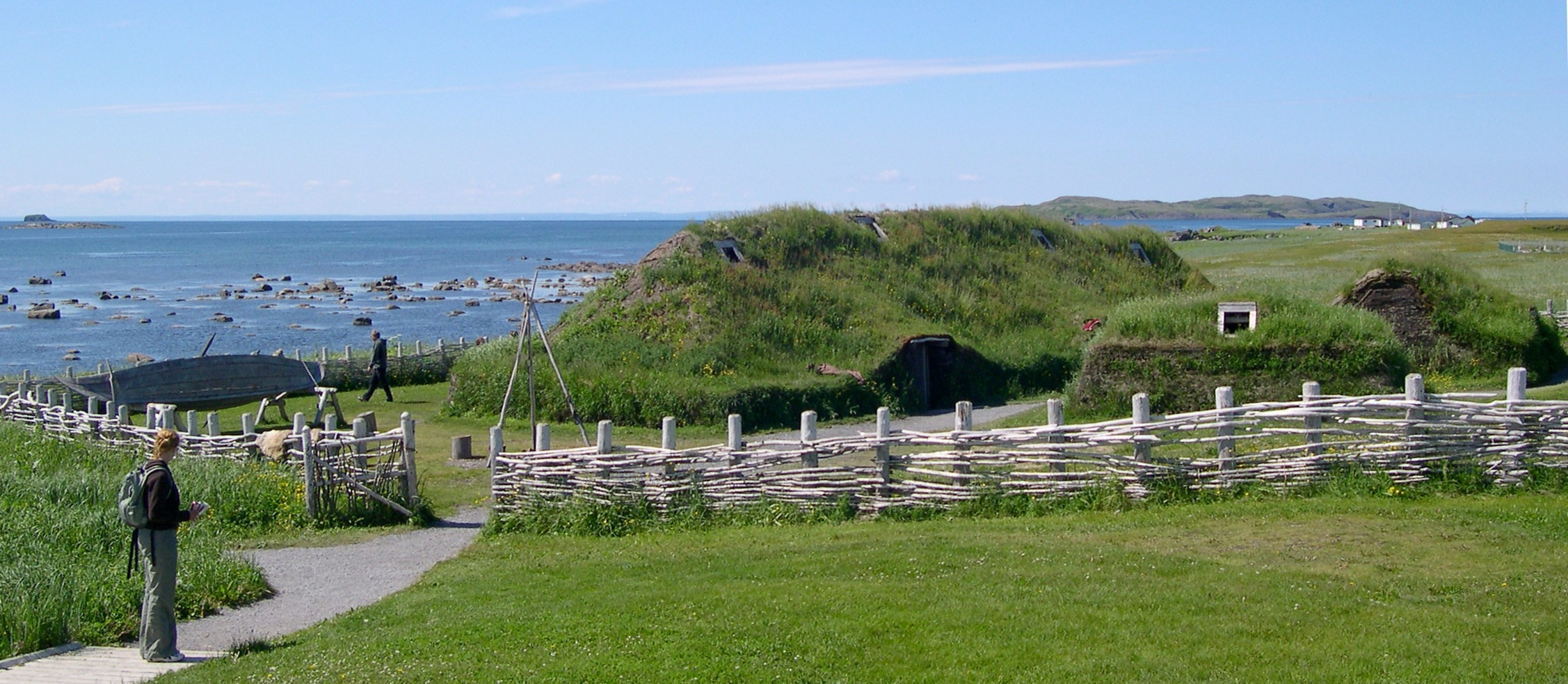
Site de l'Anse aux Meadows, reconstitution archéologique d'un habitat probablement viking au Canada.

Les premières explorations européennes commencent quant à elles sur les côtes du Labrador et de l'île de Terre-Neuve, lesquelles sont visitées par les Vikings, les Normands et probablement les Basques, depuis le 1er millénaire. L'explorateur islandais Leif Erikson serait en fait le premier Européen à visiter l'Est du territoire actuel du Canada (île de Terre-Neuve) aux alentours de l'année 990 après que le navigateur islandais Bjarni Herjólfsson l'a aperçu quelques années auparavant, selon la saga
d'Erik le Rouge,. Les vestiges du village qu'il érige peuvent être retrouvés à L'Anse aux Meadows sur l'île de
Terre-Neuve alors qu'il nomme trois contrées s'étendant de l'île de Baffin à l'île de Terre-Neuve en passant par le Labrador : Helluland, Markland et Vinland. Les contacts entre les Vikings et les Amérindiens qu'ils appellent Skrælings sont tout d'abord cordiaux avant de devenir hostiles. Les historiens avancent l'hypothèse que ces Skraelings étaient peut-être les Béothuks.

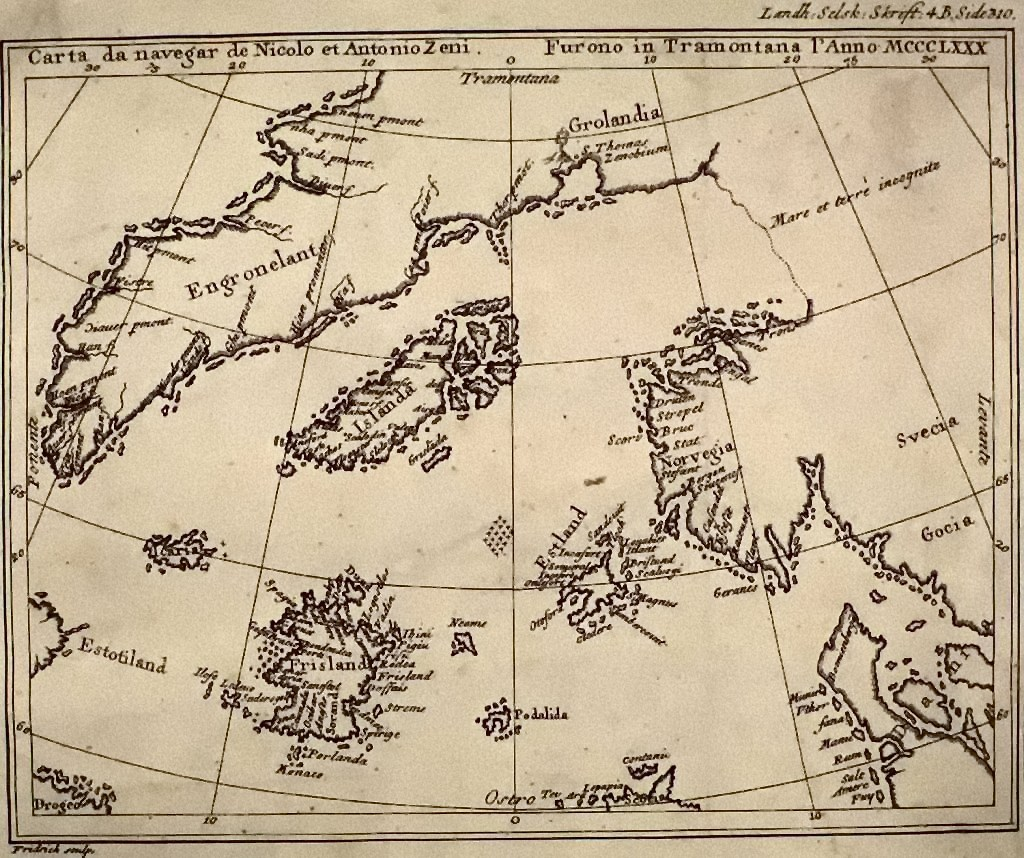
Carte Zeno indiquant Estotiland et Drogeo.

Au cours du Moyen Âge apparaissent sur les cartes marines, bien avant le voyage de Christophe Colomb, les noms de deux lieux situés en Amérique du Nord, Estotiland localisé selon les cartes sur l'actuel Labrador et Québec, et Drogeo situé plus au Sud, sur l'actuelle Nouvelle-Écosse, Nouveau-Brunswick et Nouvelle-Angleterre. Drogeo attire l'attention en raison de son étymologie qui s'apparente à celle de la terminologie micmac [-geo-] que l'on retrouve dans les différents territoires Micmacs. Dans la mythologie irlandaise, des navigateurs et des moines irlandais auraient abordé le continent américain au cours du XIIIe siècle suivant en cela le voyage de saint Brendan effectué au VIe siècle.
Ces voyages deviennent un mythe dans l'exploration de l'Amérique. Jean Cabot et Jacques Cartier chercheront en vain le territoire de Norembergue, lieu supposé des Hommes du Nord européens venus coloniser l'Amérique au cours de la période médiévale. Par la suite, il semble que les Basques viendront pêcher sur les grands bancs de morue au large de l'île de Terre-Neuve pendant près d'un demi-siècle. Ces derniers fondent entre autres, après la redécouverte par Christophe Colomb, la colonie de Plaisance qui s'étendra sur les îles Saint-Pierre-et-Miquelon et laquelle deviendra plus tard un refuge pour les pêcheurs français en plus d'une colonie satellite pour l'Acadie et le Canada.

### Période coloniale (1492-1867)

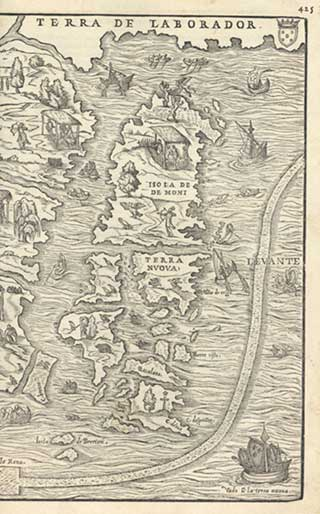
Carte établie par Jean Cabot lors de l'exploration des côtes canadiennes.

Les explorateurs vénitiens Jean Cabot et son fils Sébastien débarquent à Bonavista (Terre-Neuve) en 1497 pour le compte du roi Henri VII d'Angleterre, probablement suivant les traces des frères Zeno qui y auraient débarqué au XIVe siècle. L'explorateur portugais João Fernandes Lavrador longe quant à lui le littoral du Labrador actuel (nommé en son honneur) et le cartographie vers 1500 en compagnie de l'explorateur Pêro de Barcelos, mais sans prise de possession des terres. Dans les faits, la carte dessinée est à l'origine du conflit frontalier du Labrador, lequel oppose encore aujourd'hui le Québec à Terre-Neuve-et-Labrador quant au droit de propriété du territoire actuel du Labrador. Alors que le Québec soutient que le territoire du Labrador ne repose que sur une bande d'une largeur d'un mille sur le littoral de la mer du Labrador, la province de Terre-Neuve-et-Labrador considère qu'il s'étend jusqu'à la ligne de partage des eaux (frontière actuelle délimitée par le Comité judiciaire du Conseil privé de Londres en 1927).
À la recherche du Passage du Nord-Ouest, l'explorateur portugais Gaspar Corte-Real visite quant à lui l'île de Terre-Neuve en 1500, mais retourne au Portugal après avoir capturé des esclaves amérindiens. Ces territoires ne seront cependant intégrés au Canada qu'en 1949 pour former la province actuelle de Terre-Neuve-et-Labrador alors que le territoire du Labrador est lui devenu possession française et partie intégrante du Canada dès le XVIIIe siècle.

#### Nouvelle-France (1534-1763)

##### Exploration
De Saint-Malo sur les côtes armoricaines à bord de deux navires, Jacques Cartier et son équipage de 61 hommes se dirigent vers le Nouveau Monde où ils visitent Terre-Neuve, le golfe du Saint-Laurent, les Îles-de-la-Madeleine ainsi que l'Île-du-Prince-Édouard. Puis finalement, Cartier débarque en 1534 à Gaspé (surnommé le « Berceau du Canada français »), y plante une croix et prend possession de la terre au nom du roi de France, François Ier. Ainsi, Jacques Cartier devient le deuxième mandataire du roi de France à venir en Amérique à la suite du voyage de Giovanni da Verrazano en 1524, lequel longe le littoral s'étendant de la Floride à la Nouvelle-Écosse et qui devient le premier à utiliser la dénomination « Nouvelle-France ».

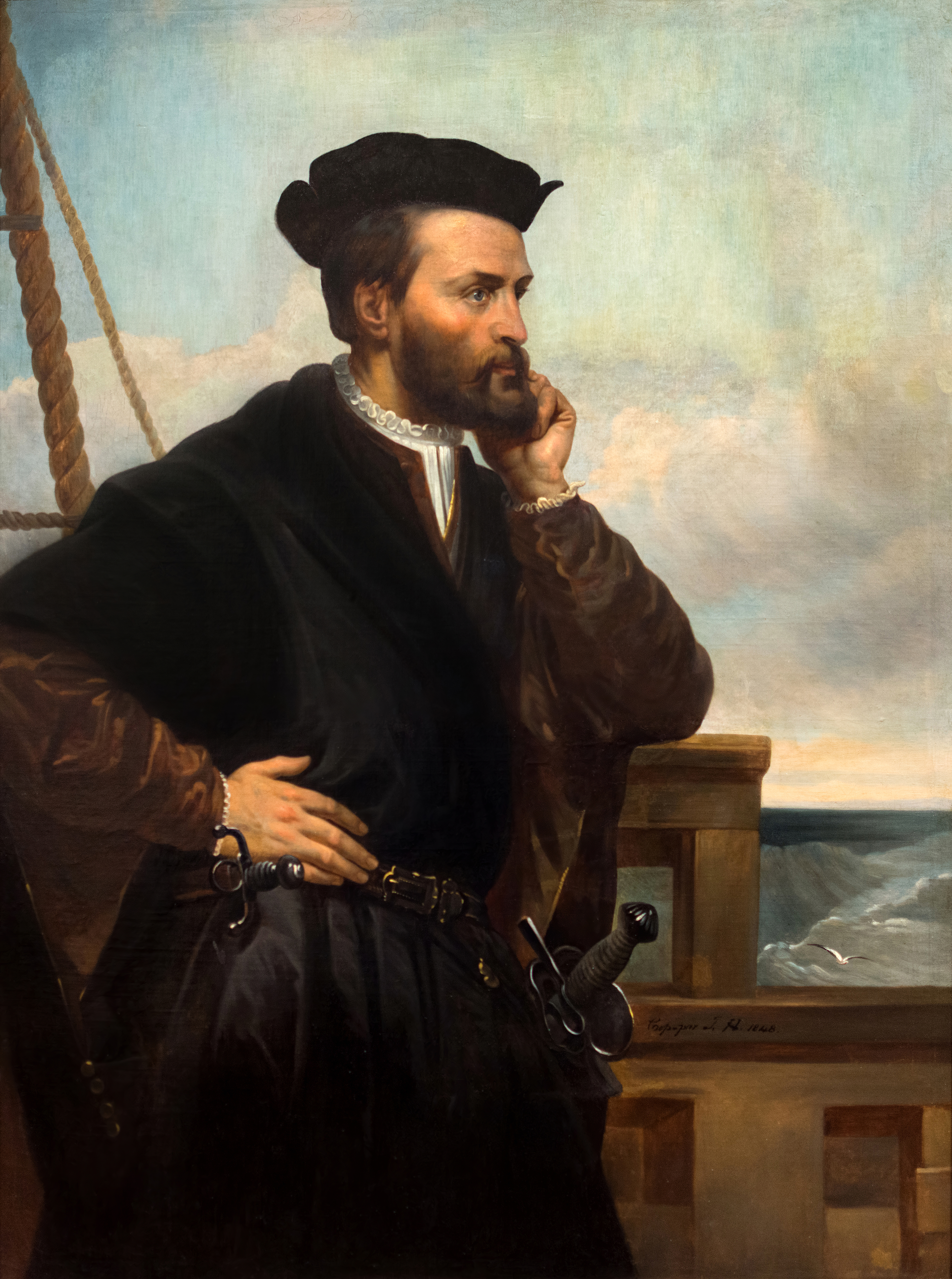
Jacques Cartier, explorateur français, arrive à Gaspé en 1534.

Lors de son second voyage, en 1535, à bord de la Grande Hermine (la Petite Hermine et l'Émérillon complètent ses vaisseaux), Cartier remonte le fleuve d'abord jusqu'à Stadaconé (Québec), où il revoit Donnacona, chef des Iroquoiens du Saint-Laurent (peuple aujourd'hui disparu ou assimilé, que l'on confond souvent à tort avec les Iroquois et les Hurons), qu'il avait déjà rencontré à Gaspé lors de son premier voyage. Il désigne le territoire autour de Stadaconé sous le nom de « pays de Canada » (en gros, Québec et sa région), dénomination qui sera généralisée par la suite à toute la vallée du Saint-Laurent, puis finalement à l'une des colonies de la Nouvelle-France. Puis il remonte le fleuve jusqu'à Hochelaga (aujourd'hui Montréal), arrêté par les rapides de Lachine. Lors de son troisième et dernier voyage en 1541, Jacques Cartier explore les terres du Canada en plus de ses régions avoisinantes, et y fonde Charlesbourg-Royal à l'embouchure de la rivière Cap-Rouge, à l'extrémité ouest du cap aux Diamants, le village iroquoien de Québec étant à l'extrémité est de ce Cap.
Bien qu'il ne soit pas encore prouvé que Giovanni Caboto ait débarqué au Canada et à Terra Nova (Terre-Neuve), plusieurs explorateurs français reviennent explorer le Nouveau Monde après le départ de Jacques Cartier, dont Jean-François de La Rocque de Roberval qui en 1542 explore le Royaume de Saguenay et qui fonde France-Roy en l'emplacement de Charlesbourg-Royal laissé vacant. En 1555, Nicolas Durand de Villegagnon tente d'établir une colonie en France Antarctique dans la baie de Rio de Janeiro, mais est rapidement délogé par les Portugais. Puis de 1562 à 1565, les Français huguenots Jean Ribault et René de Goulaine de Laudonnière tentent de coloniser ce qui est aujourd'hui la Caroline du Sud et la Floride, mais sont massacrés par les Espagnols. À la recherche du Passage du Nord-Ouest, Martin Frobisher découvre quant à lui la région arctique de l'île de Baffin, notamment la baie de Frobisher (Iqaluit) en 1576, au nom de l'Angleterre, qui devient plus tard un territoire du Canada. Dans le même dessein, l'Espagne emploie l'explorateur grec Ioannis Phokas en 1592, lequel navigue vers le nord à partir du Mexique actuel et atteint les eaux du détroit de Juan de Fuca (nommé en son honneur en 1788 selon sa dénomination espagnole) situé entre le sud de l'île de Vancouver et le nord-ouest de l'État actuel de Washington. Il arrête cependant son voyage avant d'atteindre le passage Intérieur dans les archipels et les fjords situés à l'ouest de la Colombie-Britannique actuelle.

##### Colonisation

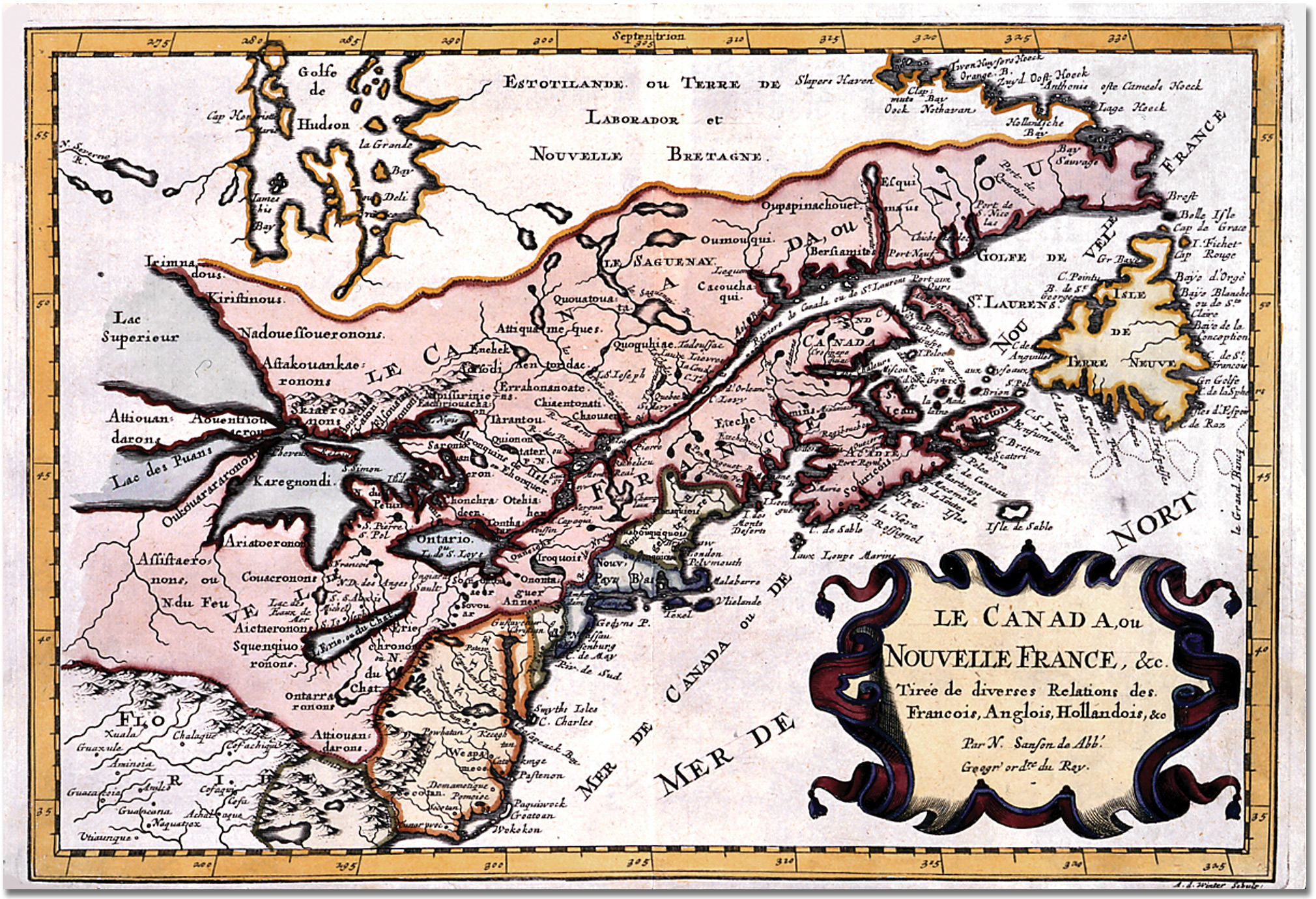
Carte de la Nouvelle-France vers 1660, indiquant l'Acadie, Québec, Terre-Neuve, Estotiland ou Labrador et les Grands Lacs.

Le « Canada » proprement dit se réfère quant à lui à l'origine à un peuplement français situé sur le territoire de la ville actuelle de Québec et, en tant que colonie française, constitue une des provinces de la Nouvelle-France. La colonie est fondée le long des berges du fleuve Saint-Laurent en 1534, lors de la découverte du Québec par Jacques Cartier et du développement de relations diplomatiques avec les Amérindiens de la région. Il faut attendre Tadoussac en 1600 pour le premier établissement d'un fort français permanent, origine du village actuel du même nom à l'embouchure de la rivière Saguenay. Les colons français qui peuplent le Canada proviennent principalement des anciennes provinces de France de Normandie, du Poitou et de la Saintonge, alors que les filles du Roy et quelques dignitaires arrivent de l'Île-de-France et de l'Orléanais.
Entre 1598 et 1603, Henri IV charge Troilus de La Roche de Mesgouez, à titre de lieutenant général des pays de Canada, Terre-Neuve, Labrador et Norembègue, d'établir un nouveau poste de colonisation avec quelques dizaines d'hommes et de femmes en Nouvelle-France. Cette deuxième tentative de colonisation s'effectue sur l'île de Sable, située au large de la Nouvelle-Écosse actuelle.

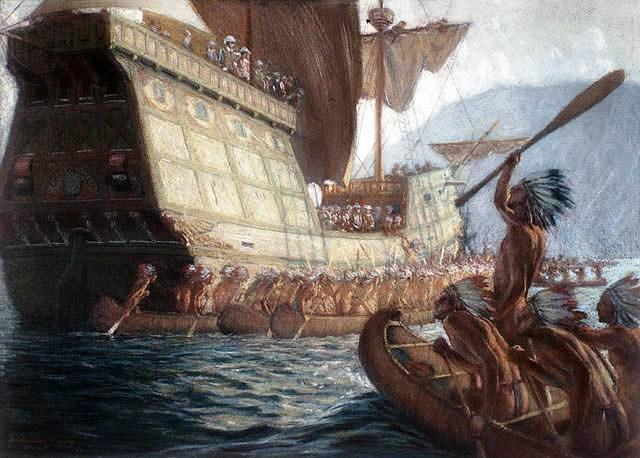
Arrivée de Samuel de Champlain sur le futur site de la ville de Québec selon George Agnew Reid. En fait, Champlain avait laissé ses navires dans la région de Tadoussac pour poursuivre son voyage avec une plus petite embarcation.

Après de nombreuses tentatives ratées (dont La Nouvelle-Angoulême à Long Island et Saint-Augustine en Floride), les Français établissent finalement leur premier comptoir commercial estival à Tadoussac (Québec) en 1600, grâce à un monopole accordé par le roi à Pierre Chauvin, sieur de Tonnetuit. En 1603, Henri IV nomme Pierre Dugua de Mons « Lieutenant général en Amérique septentrionale », et lui accorde le monopole de la traite des fourrures, pour compenser les frais d'établissement d'une colonie à cet endroit. En 1604, Dugua organise une expédition qu'il conduit en personne au sud-est du Canada, où il est accompagné de Samuel Champlain, qui y participe en tant que géographe et cartographe, et de Jean de Poutrincourt.
Pierre Dugua de Mons installe, en 1604, une première colonie en Acadie, sur l'île Sainte-Croix, dans le fond de la Baie française. Mais l'hiver terrible enduré par ces premiers colons le conduit, au mois d'août 1605, à la fondation de Port Royal, un lieu protégé des vents du nord-ouest et situé sur un lagon à l'est de la Baie française (aujourd'hui dans la vallée dite d'Annapolis Royal, en Nouvelle-Écosse, près de Digby), première capitale de l'Acadie. Marc Lescarbot, avocat au Parlement de Paris, fait un séjour en Acadie entre 1606 et 1607 et rédige la première Histoire de la Nouvelle-France, parue en 1609, où il découvre des « sauvages » Amérindiens micmacs sous le prisme de l'humanisme et de la tolérance.

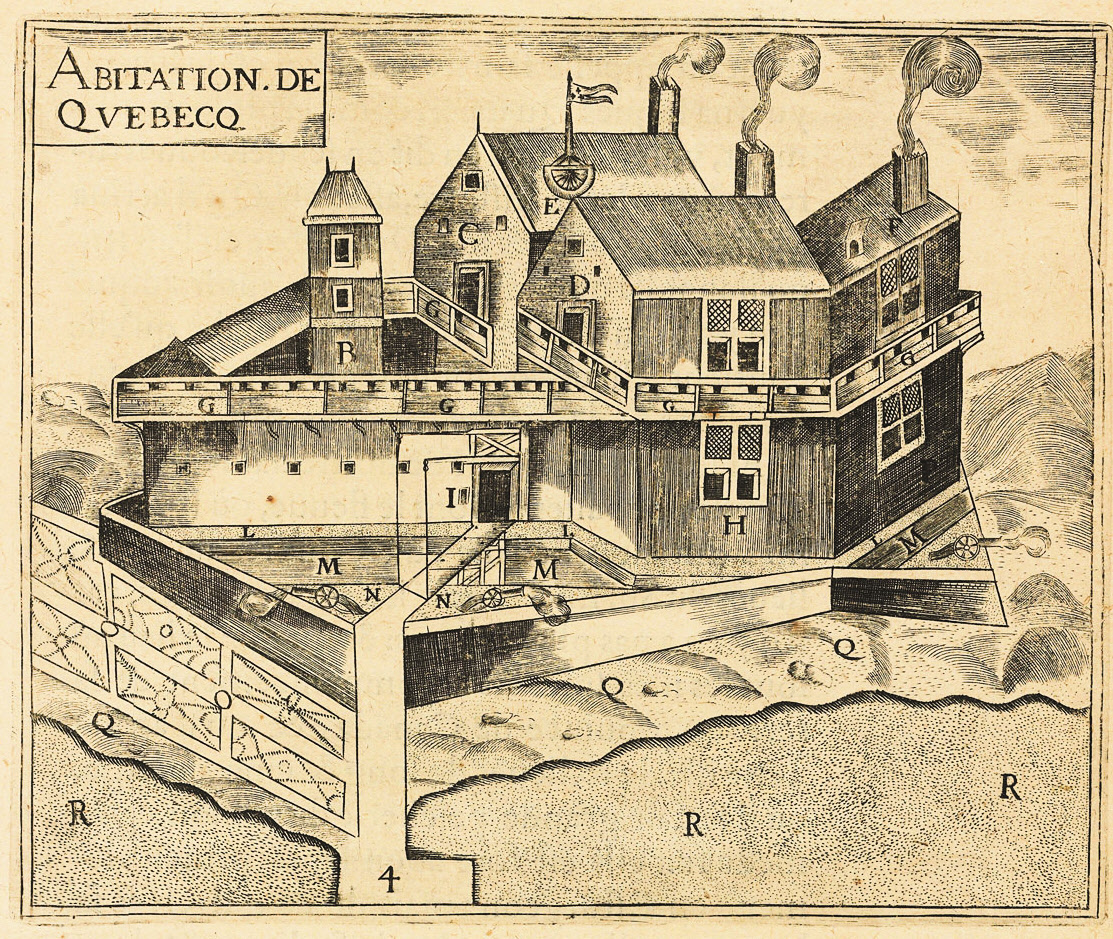
Habitation de Champlain à Québec, à la fondation de la ville.

Samuel Champlain fonde Québec en 1608, mandaté par Pierre Dugua de Mons, « là où le fleuve se rétrécit », selon l'appellation algonquienne, et il en fait la capitale de la Nouvelle-France aussi dite le « Canada ». Québec est le premier lieu habité à l'année de façon continue par des Français et leurs descendants en Amérique du Nord. Champlain remonte aussi le fleuve en 1615 jusqu'au-delà du Sault Saint-Louis (rapides de Lachine), à la baie Georgienne (partie orientale du lac Huron) et navigue sur les eaux de la rivière Richelieu jusqu'au site de l'actuel lac Champlain. Tout au long de son périple en Nouvelle-France, il établit notamment avec les Innus-Montagnais, les Algonquins et les Hurons-Wendats d'excellentes relations diplomatiques et commerciales, et agit de facto (non en titre) comme premier gouverneur de la Nouvelle-France.
Cependant, les colons européens apportent de nombreuses maladies qui, par les routes commerciales, se propagent rapidement au sein des populations autochtones, faisant des ravages parmi celles-ci. Les colons français, arrivant souvent très malades dans des bateaux qui ne sont pas très sains, sont sauvés par les remèdes amérindiens. Ainsi, pour soigner le scorbut, les Iroquoiens du Saint-Laurent proposent à Cartier des décoctions d'écorce de cèdre blanc, appelé annedda. Après son retour de France en 1616, « Samuel de Champlain revien[dra] à Québec avec l'apothicaire et laboureur Louis Hébert. Celui-ci (…) [sera] accompagné de sa femme, [de] son fils, [de] ses deux filles et de son beau-frère. L'arrivée de cette famille jette[ra] les bases de la colonie française en Nouvelle-France ».
Les Récollets, premiers missionnaires catholiques en Nouvelle-France, arrivent en 1615 et se voient offrir une terre aux abords de la rivière Saint-Charles en 1620 pour y fonder un couvent. Bien que l'emplacement soit laissé vacant pendant quelques années, les Récollets reviennent en 1670 et se voient rétrocéder le site qu'ils dénommeront Notre-Dame-des-Anges. En 1692, Jean-Baptiste de la Croix de Chevrières, Monseigneur de Saint-Vallier alors évêque de Québec depuis 1685, fait l'acquisition du site et y fonde l'hôpital général de Québec l'année suivante. Aujourd'hui, l'hôpital forme une municipalité enclavée et séparée de Québec sous le nom de Notre-Dame-des-Anges. Dans un but d'évangélisation et d'éducation des Amérindiens, les Jésuites arrivent en Nouvelle-France en 1625. Ils fondent le Collège de Québec en 1635 pour y instruire les garçons français et les Hurons devenus chrétiens. Bien que leur principal but soit la conversion religieuse des tribus amérindiennes, le rôle des missionnaires est aussi de découvrir le territoire grâce à leurs relations avec les Hurons. Cependant, en 1648, les Iroquois, soutenus par les Anglais, attaquent les missions de Saint-Joseph et de Saint-Michel en Huronnie, et y massacrent les pères catholiques, dont Jean de Brébeuf, connus aujourd'hui sous la dénomination des Saints-Martyrs-Canadiens.

##### Développement
Afin de diriger la colonie, le roi Louis XIII place le gouverneur de la Nouvelle-France directement sous l'autorité du cardinal de Richelieu dès son entrée en fonction en tant que principal ministre d'État en 1624 et jusqu'à sa mort en 1642. Par la suite, la régente Anne d'Autriche nommera le Cardinal Mazarin en 1643 pour lui succéder jusqu'en 1661.
C'est en 1627 qu'est créé le régime seigneurial, principal mode d'administration des terres de la Nouvelle-France. Ce système est inspiré du régime féodal de la France sous lequel le censitaire (ou habitant) est dépendant du seigneur. Fondée par Armand Jean du Plessis, Cardinal de Richelieu, la Compagnie des Cent-Associés dont fait partie Samuel de Champlain, se voit octroyer les droits légaux et seigneuriaux et ce, en plus du droit de distribution des terres. Elle remplace la Compagnie de Montmorency, fondée en 1621, laquelle reprenait le rôle de la première compagnie de marchands de fourrure, la Compagnie des marchands de Rouen, fondée en 1613 par Samuel de Champlain et qui ont toutes deux manqué à leurs obligations de colonisation. C'est ainsi que le territoire de la Nouvelle-France est divisé en seigneuries, chacune faisant face à un cours d'eau, remises aux colons les plus offrants afin d'en exploiter les richesses, lesquelles deviendront des entités économiques essentielles à leur survie. De plus, la Compagnie des Cent-Associés obtiendra le monopole du commerce de la fourrure dans les colonies françaises de l'Amérique du Nord. En 1645, ce monopole de la traite sera transféré à la Compagnie des Habitants (à l'exception de l'Acadie). Autre changement important pendant l'année 1627 : la Compagnie des Cent-Associés introduit la Coutume de Paris qui, en 1664, devient obligatoire en vertu de l'édit royal créant la Compagnie des Indes occidentales. Cet unique code de loi vient ainsi uniformiser les rapports entre les citoyens à la grandeur de la colonie, notamment dans les affaires commerciales et civiles.
À la première conquête de 1629, la Nouvelle-France passe sous domination britannique lorsque le marchand Sir David Kirke, en compagnie de ses frères, prend possession du fort et château Saint-Louis après l'assaut sur la ville de Québec où il somme Samuel de Champlain à la capitulation. Ce dernier est emmené de force en Grande-Bretagne pour négocier les termes de la cession des territoires français en Amérique. Cependant, après une période de tergiversation de trois ans, celui-ci est libéré, et l'Angleterre restitue la Nouvelle-France à la France en 1632 lors de la signature du traité de Saint-Germain-en-Laye. À son retour en 1633, Samuel de Champlain fait construire l'église Notre-Dame-de-Recouvrance (sur le site de Place-Royale dans la basse-ville de Québec) et la nomme ainsi pour souligner le fait que la France (…) [vient] de recouvrer sa colonie.

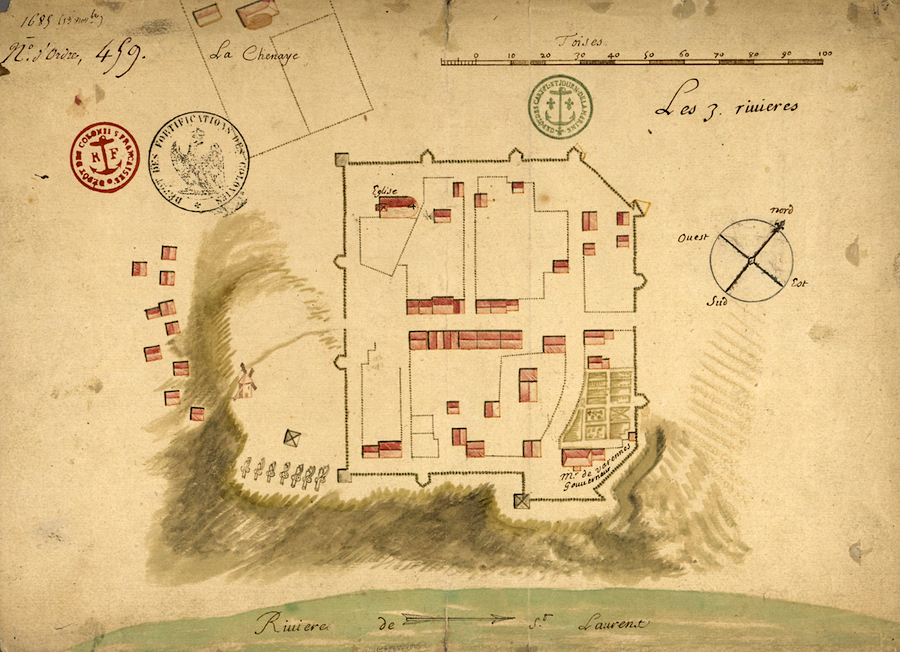
Plan de la ville de Trois-Rivières, au Canada, en 1685.

En 1634, la ville de Trois-Rivières est fondée par un certain Laviolette (dont nous ne savons rien d'autre, sinon qu'il est un émissaire de Samuel Champlain), sur la rive nord du fleuve au confluent des trois chenaux dessinés par la rivière Saint-Maurice, à mi-chemin entre Québec et le futur site de Montréal. Ce site était, depuis le début du siècle, un endroit stratégique pour la traite des fourrures, avec développement vers le nord-ouest. Et c'est en 1639 que les premières religieuses de la congrégation des Ursulines s'établissent en Nouvelle-France dans la région de Québec, pour y fonder la première école pour filles en Amérique du Nord. En 1697, elles s'établiront à Trois-Rivières et, avec l'aide de l'évêque de Québec, achèteront du gouverneur de Trois-Rivières Claude de Ramezay, une maison dans laquelle elles auront pour mission d'ouvrir une école et un hôpital.
Lors de l'élargissement des frontières en terrains vacants et du développement de relations diplomatiques avec les Algonquiens, les Français sont aux prises avec la menace des offensives britanniques et iroquoises. C'est donc dans le but de protéger les colons que Ville-Marie (Montréal), fondée en 1642 par Paul de Chomedey de Maisonneuve est érigée sur une île au pied du mont Royal. Et c'est en cette même année que Jeanne Mance fonde l'hôpital de Ville-Marie, premier Hôtel-Dieu. Bien que relevant de l'État laïc, Jeanne Mance est toujours secondée, à compter de 1659 jusqu'à sa mort en 1673, par les Religieuses hospitalières de Saint-Joseph. En 1653, Sieur de Maisonneuve invite Marguerite Bourgeoys à s'installer à Ville-Marie pour y devenir institutrice. Elle fait construire en cette même année la chapelle Notre-Dame-de-Bon-Secours (dans le Vieux-Montréal actuel) et fondera la congrégation Notre-Dame en 1659.
Après les massacres des Jésuites, Charles le Moyne de Longueuil et Pierre Picoté de Belestre entreprennent, à partir de 1648, une série d'expéditions diplomatiques en pays iroquois, lesquelles mèneront à l'expédition menée par le gouverneur Daniel de Rémy de Courcelles en 1666 et qui met définitivement fin à la menace iroquoise. Cependant, alors que les attaques iroquoises et anglaises s'intensifient et deviennent de plus en plus imminentes au cours de ces années, plusieurs Français se dévouent à la défense de la colonie et s'élèvent au rang des héros de la Nouvelle-France. Le plus connu sera sans doute Adam Dollard des Ormeaux, Sieur des Ormeaux et commandant de la garnison du Fort de Ville-Marie, qui se rend en 1660, lors de la bataille de Long Sault, avec une équipe de jeunes soldats au Fort du Sault de la Chaudière sur la rivière des Outaouais, afin de défendre la Nouvelle-France contre l'invasion iroquoise. Bien qu'il mourra au combat, il sera néanmoins reconnu pour avoir repoussé l'invasion. Son nom est encore aujourd'hui bien ancré dans l'imaginaire des francophones du Québec et de l'Ontario qui le célébraient naguère chaque année au lieu de la fête de la Reine au mois de mai. Cependant la fête de Dollard fut renommée la journée nationale des patriotes en 2002 à cause de documents historiques qui selon les historiens réduirait Dollard des Ormeaux au titre de pirate qui serait mort en tentant de voler des fourrures et marchandises. Ces fourrures et marchandise auraient été attendues en France pendant près de deux ans, mais leur envoi aurait été retardé à cause de la guerre avec les Iroquois. Dollard des Ormeaux aurait été mystifié par les autorités religieuses de la colonie qui étaient avides de héros et de martyrs propres à stimuler le sentiment patriotique et religieux Puis, une jeune femme de 14 ans du nom de Marie-Madeleine Jarret de Verchères défend, en 1692 pendant huit jours, le fort de Verchères grâce à un mouvement de va-et-vient et des habits de soldats tout en faisant croire aux assaillants que le fort est rempli d'hommes alors qu'un seul soldat y veille.
Entre 1654 et 1656, le coureur des bois Médard Chouart des Groseilliers élargit les limites de la Nouvelle-France en explorant les territoires de ce qui est aujourd'hui le nord de l'Ontario en plus de ceux du pourtour de la baie d'Hudson et devient un des premiers Européens à atteindre le lac Supérieur. Il y retourne en 1659 avec Pierre-Esprit Radisson afin d'y exploiter le commerce de la fourrure. Cependant, à leur retour en 1660, ils sont réprimandés par le gouverneur Pierre de Voyer d'Argenson, vicomte de Mouzay pour commerce illégal.
Comme la très grande majorité des familles pionnières du Canada, lesquelles s'établissent notamment à l'île d'Orléans, Charles Aubert de La Chesnaye arrive en Nouvelle-France au courant des années 1650. À partir de ce moment, il développera l'activité économique de la colonie, notamment en devenant le premier homme d'affaires du Canada et ce, en créant plusieurs commerces et en acquérant les droits de propriété de compagnies de traite de fourrures, mais aussi en devenant l'un des plus grands seigneurs et propriétaires terriens du Canada. En 1682, il créera la Compagnie de la Baie du Nord, laquelle obtiendra le monopole du commerce de la fourrure dans la colonie de la Baie du Nord (Baie d'Hudson) jusqu'en 1700, année à laquelle elle sera dissoute et remplacée par la Compagnie de la Colonie.

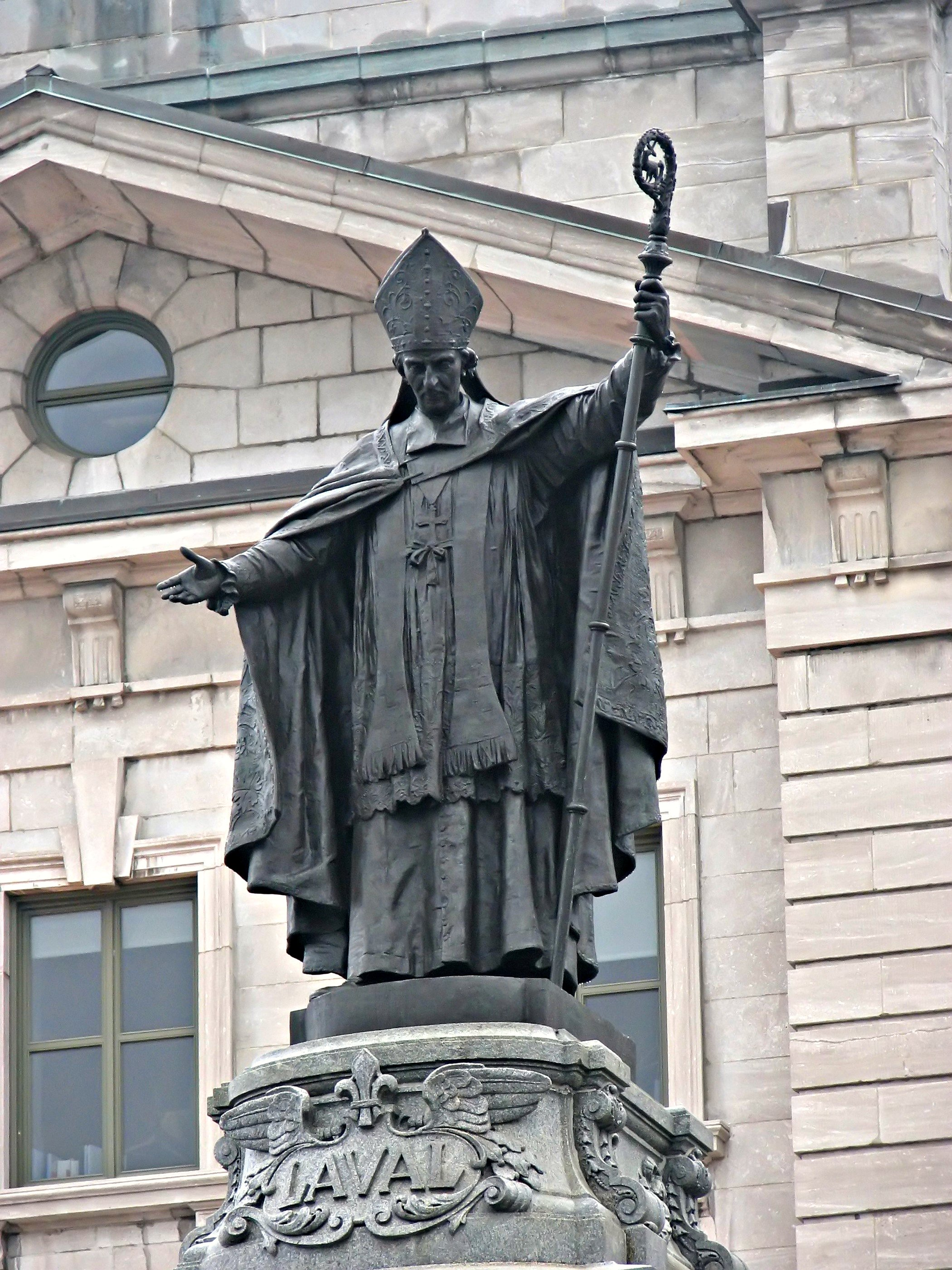
François de Laval.

Nommé vicaire apostolique de la Nouvelle-France et sacré évêque en 1658, Monseigneur François de Montmorency-Laval devient le premier évêque de Québec où il arrive le 16 juin 1659. Il fonde le Séminaire de Québec en 1663, à l'origine de la première université du Canada et la plus ancienne université francophone en Amérique, l'Université Laval. Il assume la fonction de gouverneur intérimaire de la Nouvelle-France à deux occasions, soit en 1663 et 1682. En 1658, on érige, sur la Côte-de-Beaupré en aval de Québec, une chapelle dédiée à Sainte-Anne. Elle fut reconstruite en 1661 en un site où se situe aujourd'hui la Basilique Sainte-Anne-de-Beaupré, un des cinq sanctuaires nationaux du Canada. L'année 1672 verra les débuts de la construction de la basilique Notre-Dame de Montréal grâce aux prêtres de Saint-Sulpice. Bien que le diocèse de Québec ne soit créé qu'en 1674, le vicariat apostolique de la Nouvelle-France est créé en 1658 afin d'étudier le terrain pour l'instauration officielle d'une administration catholique au Canada. L'Église catholique jouera un rôle politique important où l'évêque de Québec sera responsable au sein du gouvernement des domaines touchant à la foi religieuse, à l'éducation et à la santé jusqu'à la Révolution tranquille du Québec dans les années 1960. Au fil des siècles, le diocèse prendra de plus en plus d'importance au point tel où il couvrira la totalité du territoire de la Nouvelle-France au XVIIIe siècle. Bien qu'il sera par la suite divisé en d'autres diocèses, il conservera son importance politique parmi tous les autres. En effet, il acquerra le titre d'archidiocèse, de province ecclésiastique et finalement, de primatie de l'Église catholique du Canada.

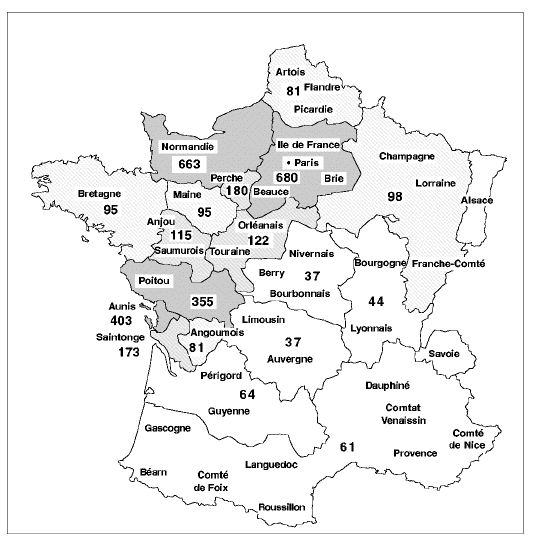
Origines régionales des premiers colons français au Canada au XVIIe siècle.

En 1665, Jean Talon, surnommé « le Bâtisseur », est nommé premier intendant de la Nouvelle-France par Jean-Baptiste Colbert, sous commission du roi Louis XIV. Lors de son arrivée, le roi fait aussi venir des troupes militaires afin de défendre la colonie contre les menaces iroquoises. C'est ainsi que le lieutenant-général Alexandre de Prouville, marquis de Tracy, fait construire trois forts le long de la rivière Richelieu : le Fort Richelieu à l'emplacement actuel de la ville de Sorel-Tracy, le Fort Sainte-Thérèse près de Carignan et le Fort Saint-Jean près de la ville actuelle de Saint-Jean-sur-Richelieu. Toujours dans l'esprit de sa mission de bâtir la colonie, Jean Talon propose en outre d'instaurer le Conseil souverain au sein d'un gouvernement royal et de créer des cours de justice dans les villes de Montréal, de Québec et de Trois-Rivières. En 1666, Jean Talon effectue le premier recensement de la Nouvelle-France et, à la suite des conclusions qui en sont tirées, il met en place une série de mesures de compensation et d'imposition afin d'encourager la nuptialité et la natalité. Il fait entre autres venir de France 800 femmes, communément appelées les « Filles du Roy » parce que dotées par le roi, lesquelles sont accueillies par Marguerite Bourgeoys. Tout au long de son intendance, il encourage la colonisation de la vallée du Saint-Laurent, en y créant et en attribuant la grande partie des seigneuries de la Nouvelle-France, tout comme les gouverneurs qui suivront. C'est ainsi qu'à partir de la fin de la première moitié du XVIIe siècle et tout au long de la seconde moitié, l'on assistera au début de la formation des régions actuelles du Québec avec l'arrivée des colons français et le développement du commerce de la fourrure. Ainsi, avec la sédentarisation des nouveaux colons canadiens et la traite de la fourrure, le site de plusieurs centres régionaux historiques actuels sera fixé. De ce fait, la Nouvelle-France assistera à la naissance des villes telles que Baie-Saint-Paul, Blainville, Boisbriand, Boucherville, Châteauguay, Lachute, Laval, Lavaltrie, Lévis, Longueuil, Matane, Montmagny, Repentigny, Rimouski, Rivière-du-Loup, Sept-Îles, Terrebonne, Varennes et Vaudreuil-Dorion, ainsi que La Tuque plus au nord, Belœil sur la rivière Richelieu et Saguenay dans le fjord du Saguenay. Bien que le régime seigneurial soit l'unique mode de division des terres, Jean Talon projette la création de trois villages en adoptant le plan de lotissement radial des Jésuites sur la seigneurie Notre-Dame-des-Anges en 1665, selon les directives du roi Louis XIV. Cette division des terres, unique en Amérique du Nord, permet le regroupement des colons afin d'assurer leur protection mutuelle contre les attaques iroquoises. Des trois villages projetés de Bourg-Royal, Bourg-Talon et Bourg-la-Reine, seul le village de Bourg-Royal voit le jour. Les terres en forme de triangle tronqué se déploient tout autour d'un quadrilatère central, situé à l'emplacement de l'arrondissement historique du Trait-Carré de Charlesbourg dans la ville de Québec.
En 1669, le roi Louis XIV crée un nouveau poste au sein de l'Ancien Régime français afin de diriger la Nouvelle-France, celui de Secrétaire d'État de la Marine. Ainsi, le Conseil souverain sera placé directement sous son autorité et recevra les ordonnances du roi par son intermédiaire. Cependant, plus tard, deux autres principaux ministres de l'État auront une autorité sur la colonie et par le fait même agiront de concert avec les secrétaires d'État de la Marine de l'époque. Il en est ainsi du Cardinal Dubois qui assumera ce rôle sous la régence du duc Philippe d'Orléans de 1715 à 1723 ainsi que d'André Hercule de Fleury qui effectuera les mêmes tâches de 1726 à 1743 sous le règne de Louis XV. Avec cette nouvelle organisation, Jean Talon réussira à diversifier l'économie grâce au système mercantile établi entre la Nouvelle-France, la métropole et les Antilles françaises. Il agrandit en outre les limites de la Nouvelle-France en chargeant des explorateurs d'étudier de nouveaux territoires. C'est ainsi que le coureur des bois Louis Jolliet et le père Jacques Marquette sont envoyés en exploration le long de la vallée du Mississippi. En revenant de leur expédition, ils s'arrêtent sur le site de la ville actuelle de Chicago (point de passage entre les Grands Lacs du Canada et le bassin du Mississippi) et y créent un poste permanent de traite de fourrure. Cependant, c'est en 1682 que René Robert Cavelier de La Salle prend possession des lieux et nommera le territoire s'étendant des Grands Lacs au Golfe du Mexique du nom de Louisiane en l'honneur du roi de France. De plus, Jean Talon envoie deux équipes à l'est afin de trouver une solution pour relier l'Acadie et le Canada par route terrestre. Dans la même lignée d'exploration, Charles Albanel, Paul Denys de Saint-Simon et Sébastien Provencher sont recrutés pour explorer les terres de la Baie du Nord (Baie d'Hudson) et pour appuyer la souveraineté de la France sur cette région au moment où la Compagnie de la baie d'Hudson y commence ses activités. Simon François Daumont de Saint-Lusson a pour sa part la mission d'explorer la région de l'Outaouais et du bassin des Grands Lacs, constituant en grande partie l'ensemble de la région canadienne des Pays-d'en-Haut. Parallèlement le peuplement reste une préoccupation, même si la colonie peut compter sur une immigration de la métropole dont certaines sont dues au bannissement. Par exemple, entre 1730 et 1745, 585 faux-sauniers sont envoyés en Nouvelle-France plutôt qu'aux galères.
Dirigé par Pierre de Troyes, l'explorateur canadien Pierre Le Moyne d'Iberville est envoyé en expédition à la baie James et se rend donc en 1686 dans la région de la baie d'Hudson avec pour mission d'y déloger les Anglais qui y avaient établi la Compagnie de la Baie d'Hudson en 1670. Ces derniers avaient indûment pris possession des territoires entourant le plan d'eau après la trahison de Médard Chouart des Groseilliers et de Pierre-Esprit Radisson à l'endroit de la France. Ces deux explorateurs français avaient suscité l'intérêt de l'Angleterre afin de prendre le contrôle du commerce de la fourrure dans la région en 1668 après le refus de Louis XIV de leur accorder les permis d'exploitation. Le seul voyage de l'Angleterre dans la région se fit en 1610 lorsque Henry Hudson navigua sur les eaux de la baie d'Hudson. Ce dernier n'avait cependant établi qu'un campement hivernal sur la rive de la baie puisque pris par les glaces, sans exploration des territoires, puis fut laissé pour mort au printemps lors de la mutinerie de son équipage qui retourna en Angleterre.

##### Guerres vers 1700
La compétition pour les territoires, les bases navales, la fourrure et la pêche devenant de plus en plus féroce, maintes guerres éclatent impliquant les Français, les Hollandais, les Britanniques et les tribus amérindiennes comme alliées. Ainsi, le XVIIIe siècle sera caractérisé en grande partie par les guerres intercoloniales (nommées French and Indian Wars en Nouvelle-Angleterre) qui apparaissent entre les Français, avec pour alliés les Hurons et les Algonquins, et les Hollandais — au début — ainsi que les Britanniques par la suite, lesquels ont pour alliée la confédération iroquoise, afin de définir le contrôle du commerce de la fourrure, notamment dans la vallée de l'Ohio. Ces guerres intercoloniales se perpétreront environ au même moment que les quatre guerres franco-britanniques en Europe entre 1689 et 1763.

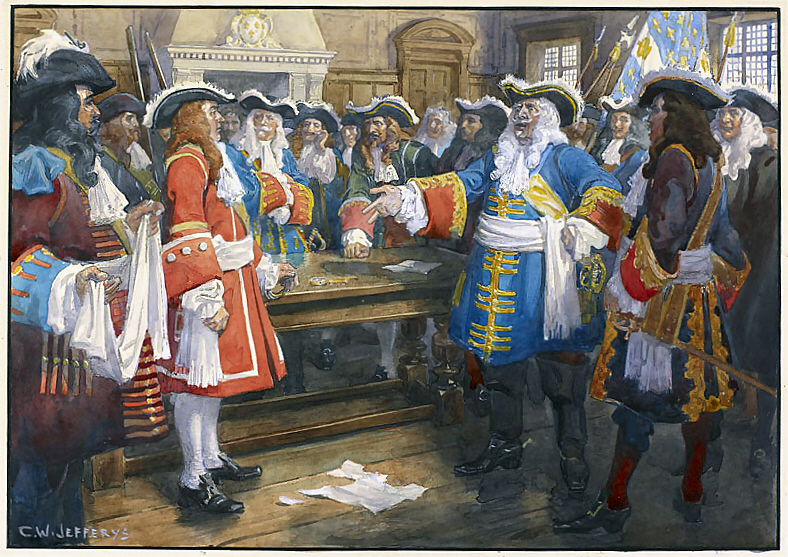
Le gouverneur Frontenac refusant de se rendre lors de la bataille de Québec.

Dans le but de protéger la ville de Québec contre la Nouvelle-Angleterre, le gouverneur Louis de Buade de Frontenac fait construire la première enceinte de la Citadelle de Québec en 1690. Au mois d'octobre de cette même année, le gouverneur Frontenac rejette l'offre de reddition de la ville et réussit à repousser les Britanniques de William Phips à la bataille de Québec. De plus en 1695, à l'emplacement actuel de Kingston en Ontario, celui-ci reprend la construction du Fort Frontenac qui avait été détruit en 1688 par les Iroquois, alors que l'ancien fort avait été construit après négociations entre le gouverneur Frontenac et une délégation iroquoise en 1673 afin d'étendre le commerce de la fourrure dans les Pays d'en Haut et de protéger Ville-Marie contre les Anglais.
Les nations autochtones s'étant fait la guerre entre elles tout au long du XVIIe siècle pour obtenir le privilège du commerce de la fourrure auprès des puissances européennes, la Nouvelle-France signe finalement la Paix des Braves en 1701 entre ses alliés et la confédération iroquoise, connue aussi sous le nom de Grande paix de Montréal, grâce au gouverneur Louis-Hector de Callière. Celle-ci regroupe près d'une quarantaine de nations autochtones et plusieurs milliers de délégués français et autochtones. Bien que des traités de paix furent avancés auparavant par les différents gouverneurs auprès des Iroquois, ce traité mettra définitivement fin aux guerres franco-iroquoises et de ce fait, aux guerres entre les peuples autochtones mêmes qui avaient débuté avant même l'arrivée des Européens en Amérique du Nord. Il marquera un tournant dans l'histoire dans les relations entre Français et Amérindiens alliant ainsi les Français aux Iroquois en protection contre les offensives britanniques,,.
Par suite de la première guerre franco-britannique (guerre de la Ligue d'Augsbourg), le traité de Ryswick de 1697 élargit les frontières de la Nouvelle-France, notamment grâce à la reconnaissance par l'Espagne de la partie ouest de Saint-Domingue (Haïti) comme étant possession française. De plus, ils mettent provisoirement fin à la guerre en restituant à la France les établissements de la baie d'Hudson et une partie de l'Acadie. Puis, en cette même année, Pierre Le Moyne d'Iberville est choisi par la France pour retourner découvrir l'embouchure du fleuve Mississippi et coloniser la Louisiane, laquelle est convoitée par les Britanniques. Il y fonde le premier peuplement près de la baie de Biloxi, en compagnie de son frère Jean-Baptiste Le Moyne de Bienville. Ce dernier fondera La Nouvelle-Orléans en 1718.
Dans la même période d'exploration qui s'étend vers le Pays des Illinois en Louisiane et au moment où les Français tentent de coloniser davantage les territoires du sud pour faire face à la menace britannique dans la vallée de l'Ohio, Antoine Laumet de La Mothe, Sieur de Cadillac, fonde en 1701 la ville de Détroit avec la construction du Fort Pontchartrain. La ville de Windsor, sur l'autre rive de la rivière Détroit, sera peuplée en 1748 à même ce fort, alors que le Fort Rouillé sera érigé en 1750 à l'emplacement actuel de la ville de Toronto sous l'ordonnance du gouverneur Jacques-Pierre de Taffanel de La Jonquière, marquis de La Jonquière.

##### Traité et paix d'Utrecht
Après la victoire de la Grande-Bretagne à la Guerre de Succession d'Espagne, les Britanniques s'emparent, lors du traité d'Utrecht en 1713, de la partie française de Terre-Neuve, de la baie d'Hudson et d'une partie de l'Acadie, puis mènent à la destruction complète de la capitale de cette dernière, Port-Royal (Annapolis Royal). Les territoires acadiens à l'est de la baie Française (baie de Fundy) formeront une nouvelle colonie britannique qui prendra le nom de Nouvelle-Écosse. Cependant, par faute d'une évaluation exacte de la superficie du territoire par les Anglais, les Français conservent une partie de l'Acadie continentale, soit le Nouveau-Brunswick actuel, bien que la souveraineté de cette région sera disputée. Les îles de la Madeleine, l'île Saint-Jean (Île-du-Prince-Édouard) et l'île Royale (île du Cap-Breton) demeurent aussi au sein de la Nouvelle-France et seront unies en colonie de l'Île-Royale. Sur l'île Royale, les Français entreprennent la construction de la forteresse de Louisbourg, ville qui deviendra capitale en 1718. Lors de la guerre de Succession d'Autriche, les Britanniques venus de Nouvelle-Angleterre captureront la forteresse en 1745, mais cette dernière sera restituée à la France lors de la signature du traité d'Aix-la-Chapelle en 1748. L'année suivante, les soldats britanniques fonderont la ville d'Halifax en y créant un avant-poste militaire afin de peupler la Nouvelle-Écosse de colons britanniques.

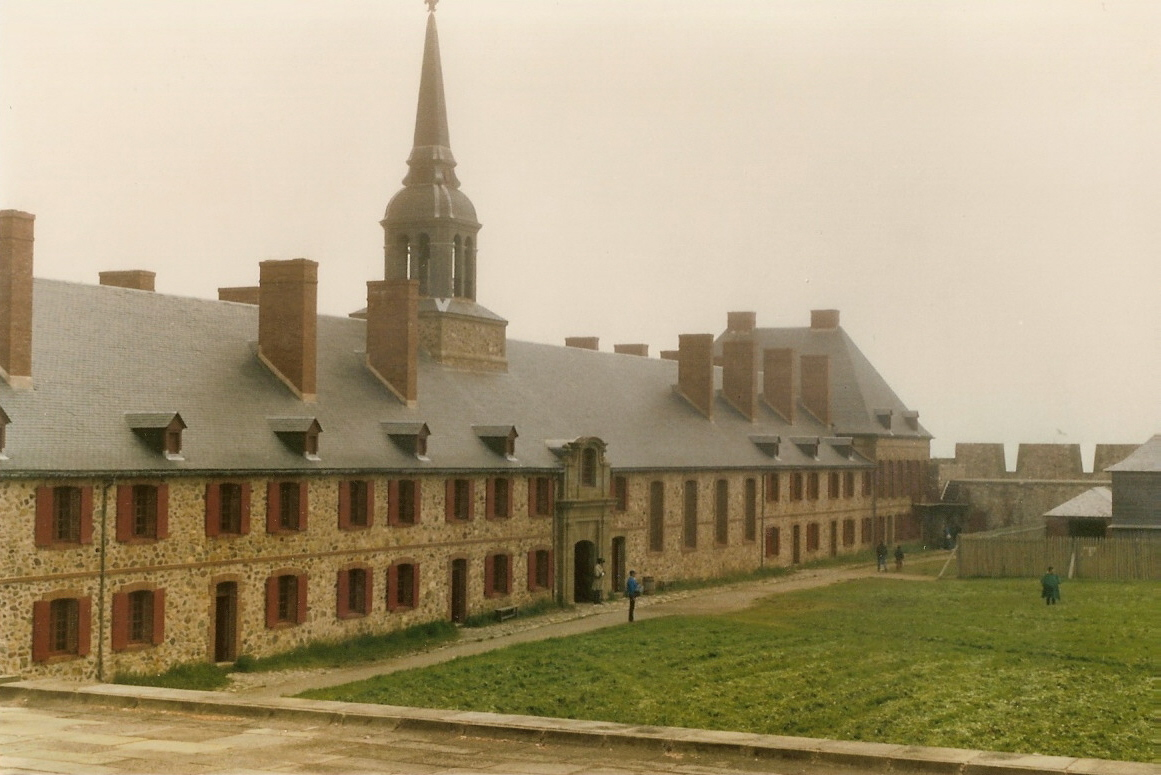
La Forteresse de Louisbourg, aujourd’hui intégrée à Parcs Canada.

Pendant la période de paix qui suit le traité d'Utrecht, en plus de la construction de la forteresse de Louisbourg et de la fondation de Port-la-Joie (aujourd'hui Charlottetown) par les Acadiens, les colons de la Nouvelle-France construisent le chemin du Roy en 1737 afin de relier Québec, Trois-Rivières et Montréal sur la rive nord du fleuve Saint-Laurent. Ce chemin devient la première route carrossable au Canada et est nommé ainsi dans l'espoir que le roi l'empruntera un jour. À partir de 1720, les fortifications de la ville de Québec sont par ailleurs érigées. De plus, la colonisation française commence à s'étendre le long de la rivière Chaudière, laquelle mène directement aux colonies de la Nouvelle-Angleterre à partir de la ville de Québec, et par conséquent développe la région de la Beauce, allant même jusqu'au site actuel de Lac-Mégantic. Puis, en 1738, la Nouvelle-France agrandit son territoire de plus belle avec l'exploration de l'ouest canadien. La région est explorée pour la première fois grâce à Pierre Gaultier, seigneur de Varennes et de La Vérendrye, lequel fait construire le Fort Rouge, à l'emplacement actuel de la ville de Winnipeg. En 1740, son fils François atteint les montagnes Rocheuses et explore les régions actuelles du Montana et du Wyoming. Après la guerre de Succession d'Autriche, en 1748, Pierre de Rigaud de Vaudreuil, alors gouverneur de Montréal, reçoit une seigneurie du roi Louis XV sur les terres de la ville actuelle de Saint-Hyacinthe.

##### Guerre de la Conquête
La Nouvelle-France s'étend dorénavant du golfe du Saint-Laurent aux montagnes Rocheuses. Cependant, afin de prendre le contrôle du commerce de la fourrure et d'empêcher l'expansion du catholicisme en Amérique, les Britanniques tentent de plus belle de s'emparer des territoires de la Nouvelle-France, notamment en essayant de se rendre dans la vallée de l'Ohio. Lorsque la guerre de Sept Ans éclatera en 1756 entre la France et la Grande-Bretagne en Europe, le conflit fait déjà rage en Amérique.

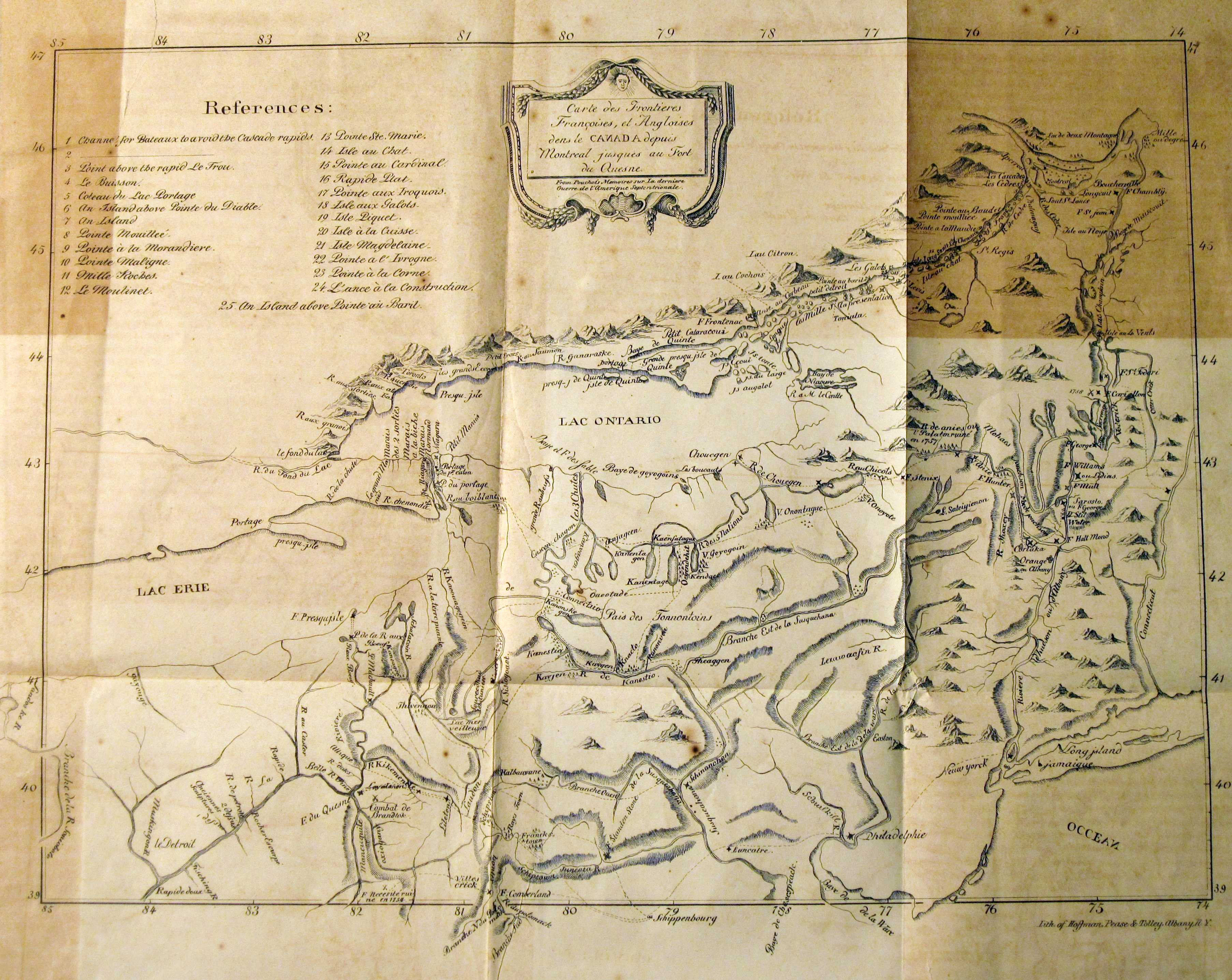
Carte de la frontière méridionale du Canada vers 1755/1759 par Pierre Pouchot commandant du Fort Niagara.

Ainsi, la guerre de la Conquête débute au mois de mai 1754 lorsque Coulon de Jumonville est envoyé en mission de reconnaissance afin de savoir si le territoire français (dans l'actuel État de Pennsylvanie) est en effet envahi par les Anglais et, le cas échéant, pour délivrer à ces derniers une sommation de retrait au nom du roi Louis XV. Dans cette altercation qui sera connue comme étant l'Affaire Jumonville est la cause directe du déclenchement de la guerre. George Washington est accusé par les Français d'avoir ouvert le feu sur cet émissaire du roi de France. Ce conflit a pour conséquence la bataille de Fort Necessity en juillet de cette même année. Au cours de cette dernière, le commandant du Fort Duquesne (actuel Pittsburgh), Claude-Pierre Pécaudy de Contrecœur, décrète l'ordonnance d'arrestation de George Washington par un contingent de soldats commandé par Louis Coulon de Villiers, se soldant ainsi par la première victoire française.
Puis, en 1755, les soldats britanniques dirigés par Robert Monckton ouvrent une offensive et conduisent à la bataille de Fort Beauséjour dans la région du Beaubassin près du village « Le Coude » en Acadie (site de la ville actuelle de Moncton). Cette dernière mènera à la Déportation des Acadiens (surnommé le Grand Dérangement) par les Anglais, en cette même année, à partir du village de Grand-Pré dans le bassin des Mines. Alors que la résistance mènera des Acadiens à se réfugier au Canada, d'autres conflits continueront la déportation dont la prise du Fort Gaspareaux et la bataille de Petitcoudiac en cette même année ainsi que la bataille du Cran en juillet 1758. Cependant, le siège de Louisbourg commença un mois avant cette dernière et mène la Grande-Bretagne à contraindre à la reddition les Français de la forteresse de Louisbourg en juillet, laquelle deviendra un point stratégique pour la prise de la ville de Québec.
Une série d'expéditions et de batailles se succéderont pour la prise de la vallée de l'Ohio, au cours desquelles tant les Britanniques que les Français connaîtront victoires et défaites. Parmi les batailles les plus décisives de la guerre de la Conquête sur ce territoire, l'on peut nommer, entre autres, la bataille de la Monongahela, la bataille du Lac George, la bataille de Fort Bull, la bataille de Fort Oswego, l'expédition Kittanning, la bataille de Fort William Henry, la bataille de Fort Carillon, la bataille de Fort Frontenac, la bataille de Fort Duquesne, la bataille de Fort Ligonier et la bataille de Fort Niagara (dernière bataille majeure pour la possession de la vallée de l'Ohio).

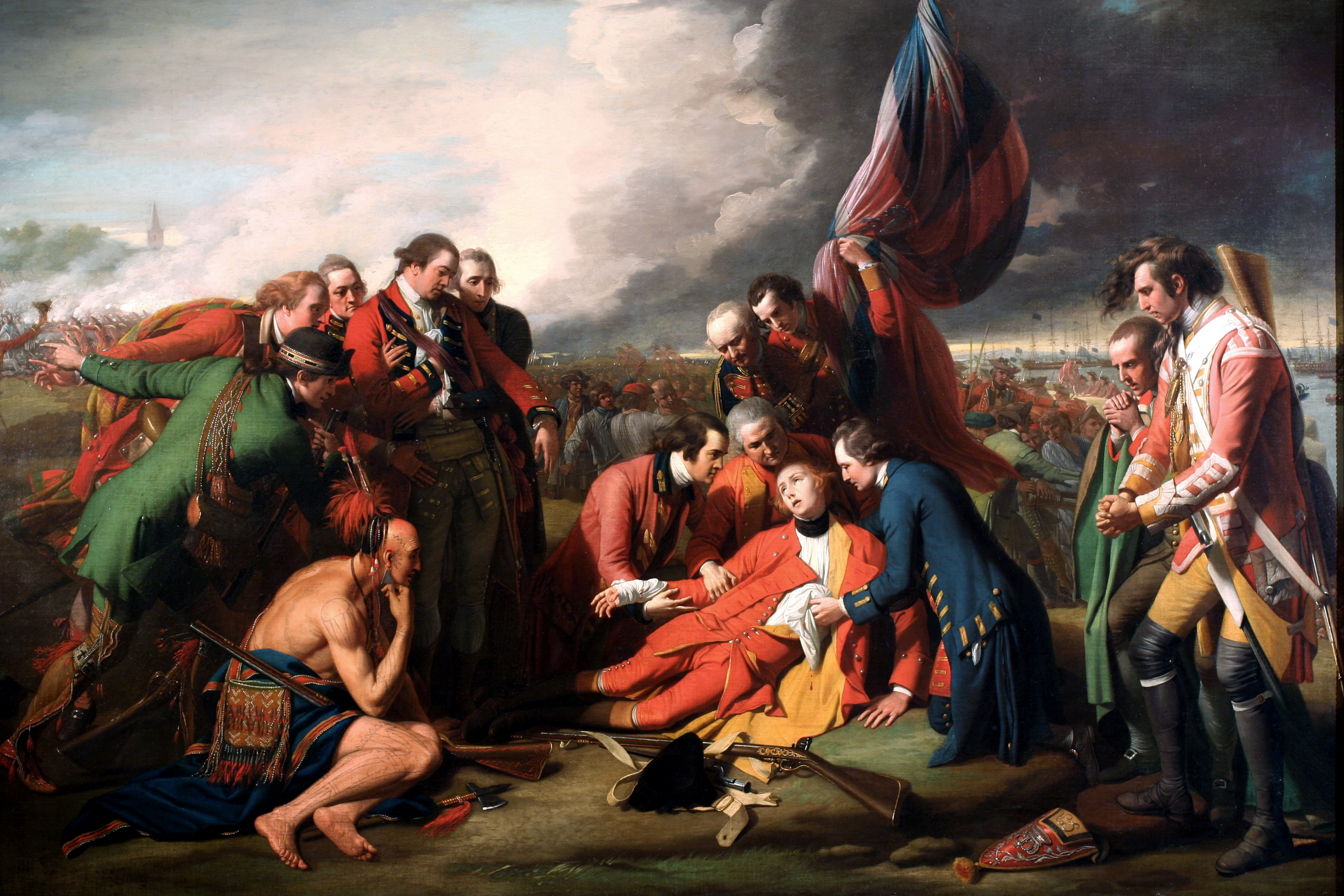
La Mort du général Wolfe, peint par Benjamin West, illustre la mort du général britannique Wolfe après sa victoire à la bataille des Plaines d'Abraham en 1759.

Le 26 juin 1759, le siège de la ville de Québec débute lorsque les Britanniques posent pied à l'île d'Orléans. À la première tentative de débarquement pour la prise de Québec, les Anglais connaissent cependant une défaite lors de la bataille de Beauport au mois de juillet 1759. Au mois de septembre de la même année, les troupes britanniques débarquent à l'anse au Foulon, et des soldats escaladent la falaise du cap Diamant. La bataille des Plaines d'Abraham devient l'une des batailles les plus déterminantes de la guerre de la Conquête et mène à la prise définitive de la ville de Québec par le général James Wolfe sur Louis-Joseph de Montcalm, marquis de Montcalm.
Lors de la bataille de Sainte-Foy, le gouverneur de la Nouvelle-France et François Gaston de Lévis, chevalier de Lévis réussissent à repousser les Britanniques du général James Murray. Cependant, les renforts britanniques arriveront avant ceux de la France et mèneront successivement à la capitulation de Trois-Rivières et à celle de Montréal en septembre 1760 par le gouverneur Pierre de Rigaud de Vaudreuil de Cavagnial, marquis de Vaudreuil, sous les conditions du général Jeffery Amherst, quelque temps après la bataille des Mille-Îles. Un dernier espoir est toutefois donné par la France aux colons de la Nouvelle-France au mois de juillet 1760 : une petite flotte armée est envoyée dans la baie des Chaleurs, mais confrontée à une bataille vaine, la bataille de la Ristigouche.
Pendant trois ans, la Nouvelle-France est dominée par un régime militaire anglais, puis à la suite de la victoire britannique à la guerre de Sept Ans, la Grande-Bretagne s'approprie définitivement les colonies de l'Acadie, de l'Île-Royale et du Canada et la partie orientale de la Louisiane (entre le Mississippi et les Appalaches) au Traité de Paris en 1763. Ainsi, la Nouvelle-France prend fin et, bien que plusieurs vestiges de cette période passée demeurent encore aujourd'hui après la vente aux Américains du restant de la Louisiane en 1803 par Napoléon Bonaparte, le territoire des îles Saint-Pierre-et-Miquelon reste la seule possession française en Amérique du Nord. À partir de 1763, les colons français acadiens et canadiens sont coupés de tous liens avec la métropole par l'armée britannique. Du moins jusque dans les années 1760, cette situation mènera ainsi la population acadienne et canadienne-française à un manque d'approvisionnement, à une soumission inconditionnelle de survie puisque coupée de toute défense militaire et autre, et à un appauvrissement face aux Anglais qui prennent possession des terres des Français et ce, tout en étant continuellement approvisionnés par la métropole britannique.

#### Régime militaire britannique provisoire (1760-1763)

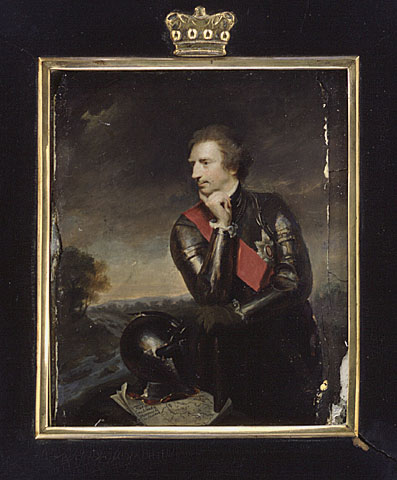
Le général Jeffery Amherst établit un régime militaire provisoire après le passage du Canada entre les mains des Britanniques.

Alors que la France et la Grande-Bretagne sont toujours en guerre en Europe, la Nouvelle-France et la Nouvelle-Angleterre sortent d'une guerre qui a duré près de sept ans. Comme les décisions administratives et politiques concernant les colonies sont prises par les métropoles respectives, le général Jeffery Amherst, à titre de commandant en chef de l'armée britannique en Amérique du Nord, établit un régime militaire provisoire en Nouvelle-France. Ce dernier ne comporte aucune réforme afin de ne pas provoquer le soulèvement des Canadiens.
Pendant cette période, la bataille de Signal Hill met définitivement fin à la présence française à Saint-Jean de Terre-Neuve en 1762. Cette même année, la France cède secrètement la Louisiane de l'ouest du fleuve Mississippi, incluant La Nouvelle-Orléans, à l'Espagne par le traité de Fontainebleau. Cette cession est effectuée afin d'éviter que le territoire ne tombe aux mains de la Grande-Bretagne, mais le territoire sera rétrocédé à la France en 1800, trois ans avant sa vente aux Américains. Après le traité de Paris de 1763, certains Acadiens iront s'établir dans la région qu'ils nommeront Acadiane, mais ils découvriront vite que le territoire sera maintenant possession espagnole. D'autres reviendront sur les terres acadiennes, rejoignant ainsi ceux s'y étant cachés tout au long du nettoyage ethnique. Cependant, ils seront contraints par l'armée britannique de se disperser en petits groupes et ils coloniseront donc les régions acadiennes actuelles de l'Île-du-Prince-Édouard, de la Nouvelle-Écosse, du Nouveau-Brunswick, du Québec et de Terre-Neuve. Cette période marquera le début de la reconstruction d'une « Nouvelle Acadie » pour le peuple acadien et mènera à la « Renaissance acadienne » au milieu du XIXe siècle avec la création d'institutions et de symboles nationaux. Cette dernière sera motivée par la publication du poème Évangéline : Un conte d'Acadie de l'auteur américain Henry Wadsworth Longfellow en 1847, l'un des premiers jalons dans l'éveil de la conscience collective du peuple acadien.

#### Colonies britanniques des Maritimes
À la suite du traité de Paris, la colonie de la Nouvelle-Écosse s'agrandit en annexant la colonie de l'Île-Royale (excepté les îles de la Madeleine, qui rejoignent la colonie de Terre-Neuve) et ce qu'il restait de l'Acadie continentale française. En 1769, la colonie de l'Île-Saint-Jean, rebaptisée l'Île-du-Prince-Édouard en 1799, est séparée de la Nouvelle-Écosse. En 1774, Terre-Neuve perd l'île d'Anticosti et les îles de la Madeleine, qui sont transférées à la Province de Québec. Le territoire à l'ouest de la baie de Fundy se sépare aussi de la Nouvelle-Écosse en 1784 et devient la colonie du Nouveau-Brunswick et ce, pour mieux accueillir les loyalistes américains. Au même moment, l'île du Cap-Breton, l'ancienne île Royale française, devient une colonie britannique indépendante, mais réintègre la Nouvelle-Écosse en 1820.

#### Province de Québec (1763–1791)

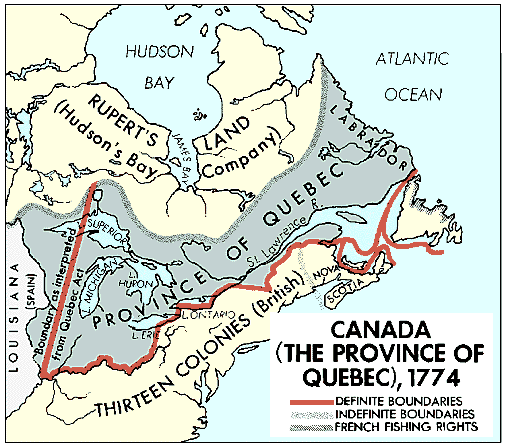
La province de Québec sous le régime britannique.

Après la conquête anglaise en Amérique et la fin de la Guerre de Sept Ans en Europe, la Nouvelle-France disparaît complètement et donne place à l'Empire britannique. Par la Proclamation royale faite en 1763 sous commission du roi George III, le Canada change de nom et devient la Province of Quebec ; le premier gouvernement civil y est institué avec un gouverneur général à sa tête reprenant le rôle du gouverneur et de l'intendant de la Nouvelle-France. De façon similaire au gouvernement de la Nouvelle-France, le gouverneur général est placé sous l'autorité de la Couronne britannique par l'intermédiaire du Bureau colonial (Colonial Office). De plus, le territoire est limité à la base de peuplement de la vallée du fleuve Saint-Laurent. Au cours de la période, la Nouvelle-Écosse s'étendra sur la quasi-totalité du territoire de l'Acadie jusqu'en 1784, les colonies de l'Île-du-Prince-Édouard et de l'Île du Cap-Breton seront créées, et l'on verra s'agrandir les frontières de la Terre de Rupert.
De 1763 à 1766, les Amérindiens outaouais se soulèvent contre les Britanniques, ce qui est connu aujourd'hui comme étant la rébellion de Pontiac. Au cours de cette dernière, les soldats anglais amorcent une guerre biologique auprès de la population autochtone en distribuant des couvertures infectées par le virus de la variole dans les forts amérindiens.
Dans la Province de Québec, les droits des citoyens canadiens-français sont réduits malgré l'entente de capitulation de la ville de Montréal. Les institutions canadiennes sont abolies, alors que des institutions et des cours de justice britanniques sont implantées graduellement. Par conséquent, les Canadiens français ne peuvent exercer leur religion – ainsi le serment du Test est obligatoire pour toute personne voulant occuper une charge civile - et l'utilisation de la Coutume de Paris (droit coutumier originaire du Nord de la France) est remplacée par la Common law, droit coutumier britannique.
Dès 1763, deux grands mouvements politiques font surface : le mouvement de restauration où les Canadiens français demandent la protection et la reconnaissance de leurs droits civils et religieux, et le mouvement de réforme chez les marchands britanniques venus s'installer dans la colonie où l'on demande l'implantation immédiate des institutions britanniques telles qu'une chambre d'assemblée législative. Devant les menaces d'insurrection dans la province de Québec, sous la pression de l'Église catholique romaine et pour des raisons pratiques, Londres proclame finalement l'Acte de Québec en 1774 sous les recommandations du gouverneur Guy Carleton. Ce nouvel acte élargit les frontières de la colonie en incluant les territoires de l'Ontario actuel et de la vallée de l'Ohio. De plus, l'Acte de Québec redonne aux Canadiens français certains privilèges tels que la conservation du régime seigneurial ainsi que le droit de pratiquer la religion catholique et d'utiliser la Coutume de Paris pour régir le commerce et les rapports civils. Le serment du test est aboli, mais le droit criminel et pénal britannique est toutefois maintenu. De plus, on interdit aux Canadiens de rétablir les liens avec la mère patrie.
À la bataille de Québec de 1775, les Américains attaquent les Britanniques basés à Québec et tentent vainement de s'emparer de la ville afin de soulever les Canadiens français contre la Grande-Bretagne et de gagner leur soutien dans la quête de l'indépendance des États-Unis. Malgré cette défaite, la ville de Montréal et les forts de la rivière Richelieu sont cependant contraints à la reddition. Le Congrès continental, assemblée législative commune des treize colonies de la Nouvelle-Angleterre, avait tenté à deux reprises de recruter les Canadiens français, mais la majorité de ces derniers décidèrent de demeurer neutres de l'avis du clergé catholique. Les forces révolutionnaires se retirent ensuite, seule la baie d'Hudson est attaquée en 1782 (par le français Jean-François de La Pérouse).
Bien que le mouvement de réforme ait fait relâche pendant la période de la guerre d'indépendance des États-Unis, il revient en force après la signature du traité de Paris de 1783 qui met fin à la guerre. Ce mouvement de protestation est d'autant plus amplifié lorsque près de 50 000 loyalistes de l'Empire Uni immigrent dans les colonies de la province de Québec, de la Nouvelle-Écosse, de l'Île-du-Prince-Édouard et de Terre-Neuve afin de rester fidèles à la Couronne britannique. Un projet de constitution parlementaire sera établi et mènera à l'établissement d'une assemblée législative en 1791.
D'autre part, les territoires conservés par l'Empire britannique en Amérique du Nord après la guerre d'indépendance américaine, comprenant l'ensemble des Loyalistes s'y réfugiant, seront dorénavant connus comme constituant l'Amérique du Nord britannique. La majeure partie des Loyalistes s'installeront dans l'ouest de la province de Québec, le long du lac Ontario et de l'archipel des Mille-Îles, fondant entre autres les villes actuelles de Belleville, de Brockville et de Cornwall, tout en peuplant davantage le site de la ville de Kingston. Cependant, plus à l'est, comme les Loyalistes ne sont guère les bienvenus en Nouvelle-Écosse, la partie occidentale de celle-ci se détache afin de former une nouvelle colonie, le Nouveau-Brunswick, qui les accueille en 1784. Les Loyalistes s'installeront notamment sur les sites acadiens des villes actuelles de Fredericton et de Saint-Jean. En outre, avec le début de la Conquête de l'Ouest et la cession des territoires du sud au pays nouvellement formé des États-Unis par le Royaume-Uni, la province de Québec est contrainte de réduire les limites de son territoire. Ainsi, elle perd la vallée de l'Ohio, et les nouvelles frontières du sud sont définies par les barrières naturelles que sont les Grands Lacs et la rivière Niagara.

#### Haut-Canada et Bas-Canada (1791–1840)
Afin d'accommoder les loyalistes anglophones qui se sont réfugiés dans l'ouest de la province de Québec, cette dernière est divisée par l'Acte constitutionnel de 1791 en deux colonies distinctes, le Haut-Canada et le Bas-Canada. Le Haut-Canada correspond à l'Ontario actuel, majoritairement composé des Loyalistes de l'Empire Uni issus de la guerre d'Indépendance américaine. Le Bas-Canada correspond au Québec actuel, et on y retrouve une majorité de francophones nommés « les Canadiens français ». Comme toutes autres colonies, le Haut-Canada a son lieutenant-gouverneur nommé par le gouverneur général. Afin de protéger la capitale des attaques américaines, les édifices législatifs du Haut-Canada (en) déménageront de Newark (Niagara-on-the-Lake) à York (Toronto) lors du mandat de John Graves Simcoe, alors que ce dernier fondera London en 1793 pour aussi en faire la capitale, mais en vain. Le Bas-Canada est, quant à lui, dirigé par le gouverneur général lui-même siégeant à Québec, capitale de l'Amérique du Nord britannique.

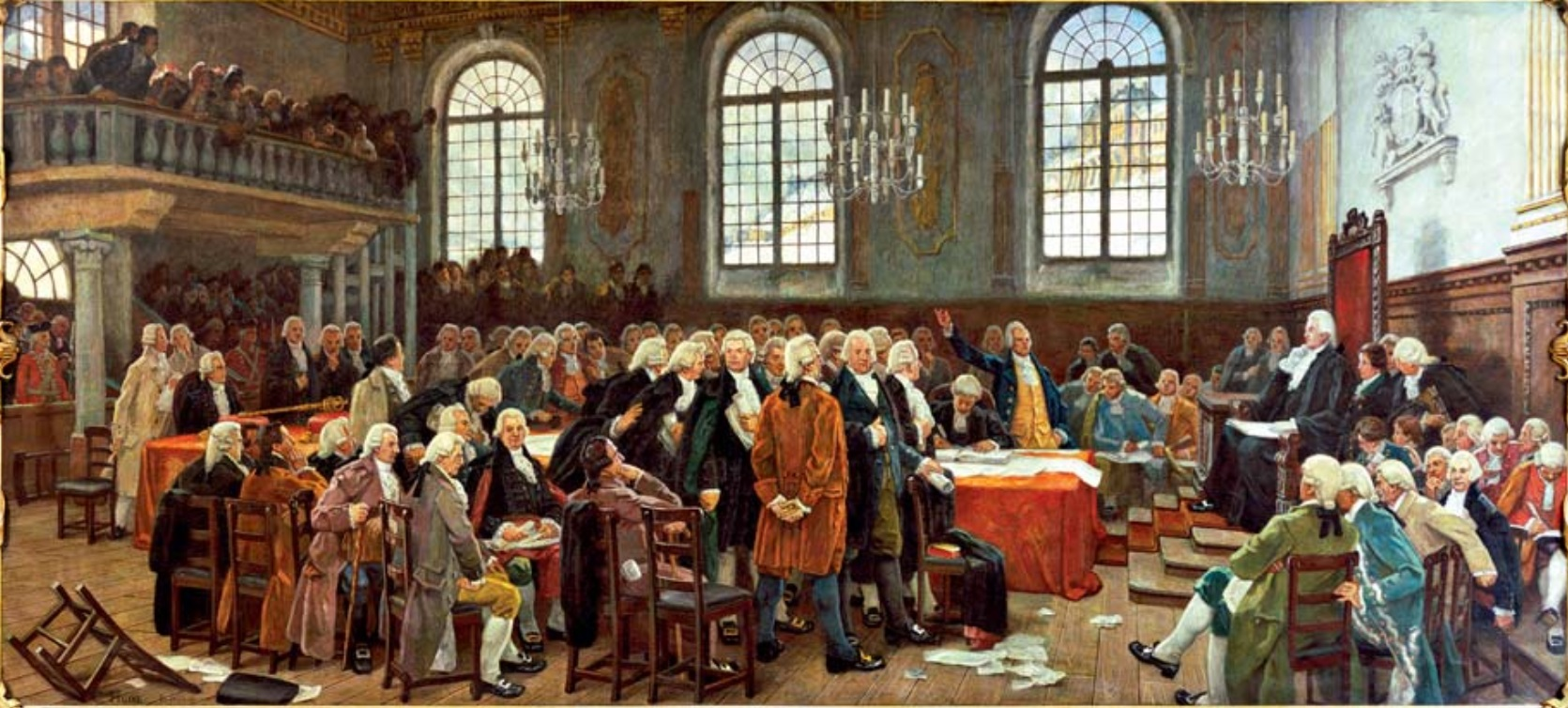
Débat sur les langues tenu lors du premier Parlement du Bas-Canada le 21 janvier 1793 - demi-portion du tableau peint par Charles Huot entre 1910–1913, dont la toile est aujourd'hui affichée dans la salle de l'Assemblée nationale du Québec.

Bien que chaque colonie soit théoriquement une démocratie ayant son Assemblée législative élue par la population - la Chambre d'assemblée du Bas-Canada et la Chambre d'assemblée du Haut-Canada (en) - cette dernière ne possède aucun pouvoir réel. Le régime d'État est une monarchie dont la Couronne est à Londres et dont la représentation se fait par l'intermédiaire du gouverneur général et du lieutenant-gouverneur. De plus, contrairement au Haut-Canada où tous les membres de la législature (incluant le Conseil législatif du Haut-Canada (en)) sont anglais - l'acte constitutionnel crée le Conseil législatif du Bas-Canada dont les membres sont non élus et nommés par le gouverneur général. Cette disposition a donc pour effet de créer un système bicaméral à deux chambres législatives, où le Conseil législatif a pour rôle de contrebalancer et de contrôler le pouvoir législatif donné à la majorité canadienne-française du Bas-Canada via le système démocratique et ce, en nommant des pairs britanniques.

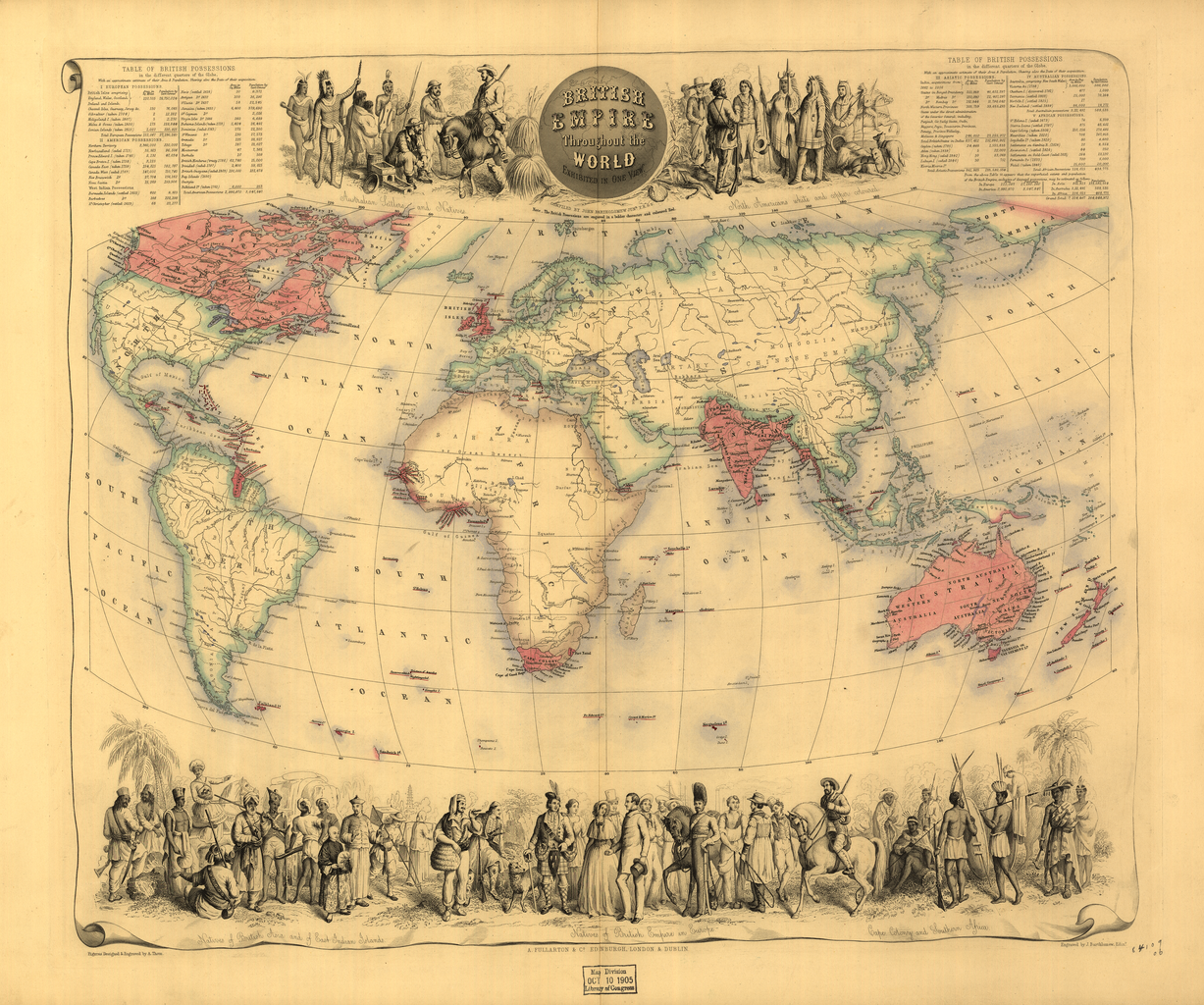
L'Amérique du Nord britannique et l'empire britannique mondial vers 1850.

De plus, le gouvernement des deux colonies est composé du Conseil exécutif du Bas-Canada et du Conseil exécutif du Haut-Canada (en) dont les conseillers sont nommés par le gouverneur général au Bas-Canada et par le lieutenant-gouverneur au Haut-Canada. Cette situation mènera donc la politique gouvernementale haut et bas-canadienne à une forme de ploutocratie tout au long de l'existence des deux Canadas. De plus, dans les deux colonies, le poste de secrétaire provincial (provincial secretary) est créé au sein de chacun des Conseils exécutifs. Il est placé sous l'autorité du gouverneur général et du lieutenant-gouverneur. Le secrétaire provincial de chaque colonie détiendra un rôle similaire à celui de premier ministre avant l'émergence du gouvernement responsable en 1848 et sera notamment chargé des communications entre les gouvernements colonial et impérial. La Clique du Château, nom donné au gouvernement bas-canadien, sera composée des gens de l'élite anglophone montréalaise, dont les figures les plus prééminentes seront sans doute John Molson et James McGill, afin de ne servir que les intérêts commerciaux et autres d'un petit groupe de personnes de la haute société anglaise. Alors qu'au Haut-Canada, le Family Compact (Pacte de Famille) mènera une politique monarchiste et ultra-conservatrice, dont le but sera d'établir le modèle britannique, de paralyser les Canadiens français et d'abolir le catholicisme. L'évêque anglican John Strachan en sera la figure la plus notable et verra son influence grandir après la Guerre de 1812. Ainsi, deux décennies après la création des deux Canadas, le Canada joue un rôle significatif lors de la Guerre de 1812 au cours de laquelle le Royaume-Uni tente vainement de reconquérir le territoire des États-Unis. Il se démarque, entre autres, lors de la bataille de Queenston Heights au débarquement américain sur la rivière Niagara, de la bataille de York où la ville est acculée à la capitulation, de la bataille de la rivière Thames où les forces britanniques tentent de freiner l'avance des Américains passés par Windsor, et de la bataille de Châteauguay au cours de laquelle les Canadiens français sèment des embûches aux Américains, lesquels tentent sans succès de prendre la ville de Montréal afin de couper l'approvisionnement du Haut-Canada,. La défense du Canada lui vaut d'importants avantages à long terme, notamment quant à la création d'un sentiment d'unité et de nationalisme au sein de la population de l'Amérique du Nord britannique. Une immigration massive de la Grande-Bretagne et de l'Irlande vers le Canada se fait sentir en 1815, où les immigrants s'installent notamment sur la péninsule du Niagara et dans les environs d'Hamilton joignant ainsi les Loyalistes arrivés en 1784. En cette même année, la ville de Drummondville est fondée à mi-chemin entre Trois-Rivières et la ville de Sherbrooke (peuplée en 1793 par les Loyalistes) afin d'établir un poste de surveillance sur la rivière Saint-François, laquelle donne un accès maritime direct du fleuve Saint-Laurent aux États-Unis. Une série d'accords mèneront ensuite à de longues périodes de paix entre le Canada et les États-Unis, n'étant interrompus que par de brefs raids opérés par des insurgés politiques, les Fenians (Américains d'origine irlandaise), de 1866 à 1871 contre les autorités britanniques. Ces derniers seront notamment soutenus par l'homme politique canadien Thomas D'Arcy McGee, mais celui-ci modérera ses propos avant l'invasion fénienne à la bataille de Ridgeway sur la péninsule du Niagara en 1866.
Aux alentours du site de la ville de Saint-Boniface (annexée plus tard à la ville de Winnipeg), laquelle est fondée en 1818 et peuplée par les Métis aux abords de la rivière Rouge, le Canada assiste en 1816 à la bataille des sept chênes. Cette dernière met en scène deux compagnies rivales de traite de fourrure, la Compagnie de la Baie d'Hudson et la Compagnie du Nord-Ouest, dont le dessein — qui se solde par une victoire — est la prise de contrôle des provisions de fourrure du Fort Douglas par la Compagnie de la Baie d'Hudson. En 1822, un projet d'union législative des deux Canadas est soumis au Parlement de Londres par Lord Henri Bathurst, alors secrétaire d'État pour les colonies britanniques, Secretary of State for the Colonies. Cette disposition a pour effet de créer une minorité francophone avec la majorité canadienne-française du Bas-Canada. Des représentants bas-canadien, dont Louis-Joseph Papineau, se rendent à Londres en 1823 afin de démontrer l'opposition massive du Bas-Canada. Le projet est finalement abandonné en cette même année. Les représentants du Parti patriote (fondé par les Canadiens français au début du XIXe siècle avec la dénomination « Parti canadien ») déposent des pétitions en 1828 à la Chambre des Communes de Londres, dont les principaux intéressés se plaignent des actes arbitraires et illégaux du gouverneur général George Ramsay à l'endroit des francophones. Ce dernier est démis de ses fonctions en cette même année.

L'Assemblée des six-comtés, telle que dessinée par Charles Alexander Smith en 1890.

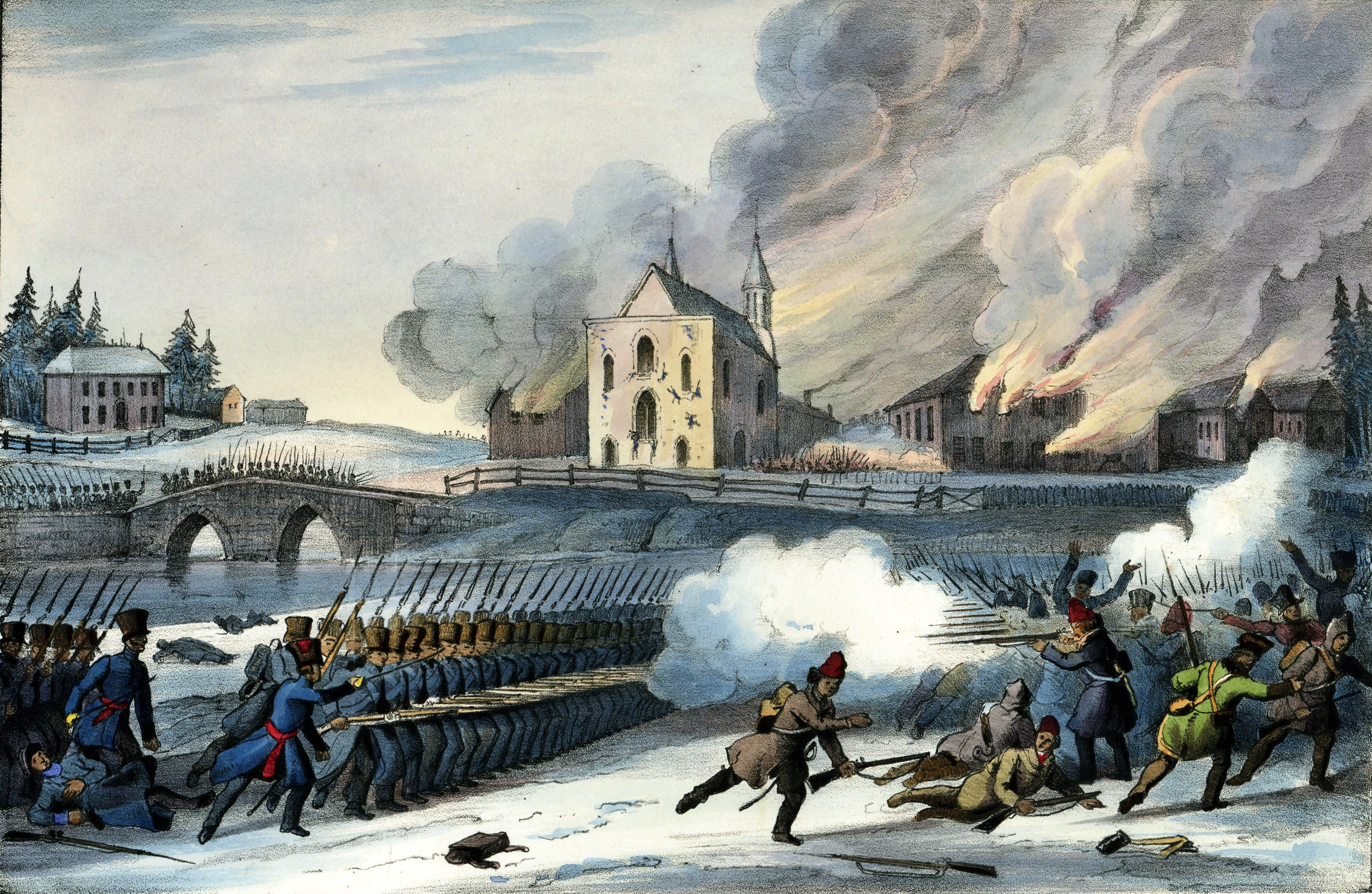
La Rébellion des Patriotes en 1837.

Les tentatives avortées de réforme constitutionnelle, l'absence de pouvoir réellement légiféré - le népotisme gouvernemental, les difficultés sociales et le sentiment de minorisation des francophones mènent les Patriotes canadiens, dirigés par Louis-Joseph Papineau et insatisfaits de leur position de faiblesse, à envoyer 92 résolutions à Londres en 1834 exigeant plus de pouvoirs démocratiques pour le Parlement du Bas-Canada. En 1835, le gouverneur Lord Gosford met sur pied la « commission royale d'enquête sur toutes les peines affectant les sujets de Sa Majesté dans le Bas-Canada ». Cette commission mène aux 10 résolutions de Russell en 1837, lesquelles incarnent le refus catégorique de Londres et le rejet de l'ensemble des demandes et permettent même au gouvernement colonial d'outrepasser l'autorité budgétaire de la Chambre d'assemblée du Bas-Canada. Le Parti patriote change de stratégie à la suite de ce refus et mène plusieurs assemblées de citoyens, dont les assemblées de Saint-Ours, de Saint-Laurent, de Saint-Marc et de Stanbridge Station, en plus de l'Assemblée des six-comtés où la Colonne de la liberté est érigée. Au cours de cette dernière assemblée tout comme dans les précédentes, les citoyens soutiennent l'idée des droits de l'homme, de la lutte constitutionnelle, du boycott économique et commercial et approuvent l'organisation paramilitaire des jeunes Patriotes, la Société des Fils de la Liberté. Alors réfugiés au Bas-Canada, plusieurs Acadiens participent aux assemblées de citoyens et soutiennent les Patriotes; leur apport sera d'ailleurs commémoré en 2002 par une promenade et un monument en leur hommage dans la ville de Québec,. De plus, certains Américains, dont les frères Robert Nelson et Wolfred Nelson et certains Français recrutés par les États-Unis, dont Charles Hindenlang, se rangent du côté des Patriotes et appuient l'assemblée, laquelle mènera à la guerre civile du Bas-Canada en 1837, communément appelée la Rébellion des Patriotes. En 1838, la déclaration d'indépendance du Bas-Canada, écrite par Robert Nelson alors retourné aux États-Unis avec ses partisans, promulgue la séparation de l'Église et de l'État, puis mène à la création de la république du Bas-Canada. Cette volonté d'autonomie et cette révolution sont toutefois violemment réprimées par l'armée britannique et mènent à une série de conflits dont la bataille de Saint-Denis, la bataille de Saint-Charles et la bataille de Saint-Eustache. De plus, au cours de la Rébellion, les Iroquois des régions de Kahnawake et de Kanesatake déclarent leur neutralité face au conflit, mais collaborent tout de même avec les autorités britanniques. Plusieurs villages de la Montérégie sont incendiés et pillés, et des Patriotes sont pendus en 1839, dont François-Marie-Thomas Chevalier de Lorimier, sur le futur site de la prison Parthenais à Montréal. Certains iront en appeler au génocide du Bas-Canada - rappelant celui des populations autochtones de 1763 à 1766 – qui durera jusqu'à ce que la politique d'éradication linguistique et culturelle entre en vigueur en 1840 via l'Acte d'Union,,. De plus, des centaines de familles canadiennes-françaises actuelles sont touchées par la déportation de plusieurs Patriotes. Ces derniers sont notamment exilés en Australie, colonie pénitentiaire, alors que d'autres doivent s'enfuir aux États-Unis.
La Rébellion du Haut-Canada menée contre l'empire britannique est quant à elle de plus courte durée, et n'a pas d'incidence directe. Comme au Bas-Canada, elle a pour but de réformer le système démocratique en introduisant la responsabilité ministérielle. Elle est le fruit de l'insurrection des Écossais, menée par William Lyon Mackenzie et son Parti réformiste, et qui mène aussi à une déclaration d'indépendance, celle de la république du Canada. Les révolutionnaires fuient Toronto et vont établir le nouveau gouvernement de la république sur l'île Navy sur la rivière Niagara. Cependant, après avoir été forcés de quitter l'île par la Royal Navy, ils traversent la frontière, là où les autorités américaines les capturent et les font prisonniers pour violation des lois de neutralité entre les États-Unis et l'empire britannique.
En 1838-1839, le Canada assiste en plus à un conflit de frontière lors de la guerre Aroostook qui oppose les Britanniques aux Américains dans la région acadienne chevauchant le nord-est de l'État du Maine (Comté d'Aroostook), l'est du Bas-Canada (MRC de Témiscouata) et le nord-ouest de la colonie du Nouveau-Brunswick (comté de Madawaska), dont le centre est la ville actuelle d'Edmundston. En 1842, une entente entre les États-Unis et le Royaume-Uni, le traité Webster-Ashburton, divise la région selon les trois frontières connues aujourd'hui. Cette région, communément appelée la république du Madawaska, est composée d'une population majoritairement francophone de descendance acadienne, dont les habitants sont connus sous le nom de « Brayons », contrairement aux Acadiens des autres régions qui ont conservé la même dénomination.

#### Province du Canada (1840-1867)

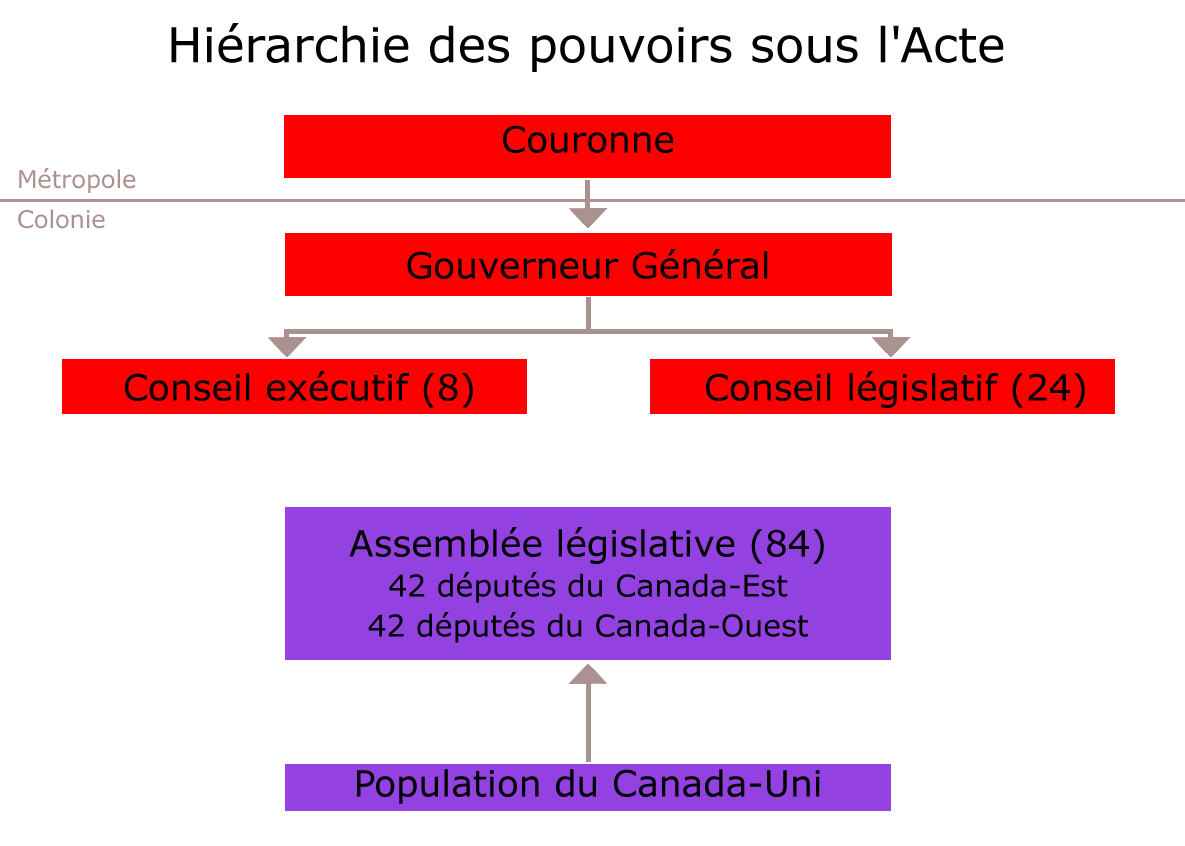
Structure du pouvoir au sein du Canada-Uni.

À la suite de l'échec des Rébellions de 1837, la reine Victoria sanctionne la création d'un conseil spécial pour administrer le Bas-Canada et donne en 1839 à John Lambton, Lord Durham, la tâche d'étudier la situation politique des deux Canadas. Le rapport sur les affaires de l'Amérique du Nord britannique (rapport Durham) traduit les principales recommandations de ce dernier. Celles-ci sont la réunification des deux colonies (ce qui permettrait de réduire la grande dette du Haut-Canada en la répartissant sur tout le territoire) et la présence plus importante de la culture britannique auprès des francophones, afin de les y noyer et de les assimiler, car ils sont considérés comme sans culture, sans histoire, sans patrie et sans littérature. C'est ainsi que l'Acte d'Union de 1840 fusionne les deux Canadas en une seule colonie quasi-fédérale, la province du Canada, communément appelée le Canada-Uni, abrogeant une partie des droits octroyés aux Canadiens français par l'Acte de Québec de 1774. En outre, l'Acte d'Union a pour conséquence de fusionner les dettes du Haut et Bas-Canada, afin de former une seule et unique dette publique. Ainsi, l'Assemblée législative de la province du Canada est dorénavant l'organe qui dirige théoriquement la colonie. Son siège sera alternativement Kingston, Montréal, Toronto et Québec, mais s'installe définitivement à Ottawa en 1866. La structure politique de la province du Canada comprend deux premiers ministres, qui agissent en tant que conseillers auprès du gouverneur général pour chacune des deux régions désignées en tant que Canada-Est et Canada-Ouest, lesquelles reprennent les mêmes limites que le Bas-Canada et le Haut-Canada respectivement. Le rôle de premier ministre du Canada-Uni est encore présent aujourd'hui, en ce sens qu'il est l'ancêtre du rôle de lieutenant du Québec, où une personnalité politique fédérale agit en tant que conseiller principal auprès de son parti sur des sujets spécifiques au Québec.
À l'Assemblée législative, le Parti Tory ou parti conservateur anglais (incarné au sein du Family Compact et de la Clique du Château), perdra peu à peu de son influence jusqu'en 1848. Cette année-là, on voit apparaître l'instauration du premier gouvernement responsable du Canada, à la suite de l'alliance entre Sir Louis-Hippolyte Lafontaine et Robert Baldwin, tous deux premiers ministres du Canada-Est et du Canada-Ouest respectivement.
De plus, en cette même année 1848, l'Institut canadien de Québec est fondé avec pour mission la promotion de la culture francophone afin de contrecarrer l'influence grandissante de la culture britannique. Des auteurs tels que François-Xavier Garneau écriront plusieurs œuvres qui perpétueront l'histoire des Canadiens français au fil des ans. Depuis l'échec de la Rébellion des Patriotes, les hommes politiques canadiens-français, dont George-Étienne Cartier, tentent en outre de continuellement négocier avec le gouvernement britannique afin de retrouver leur province et leurs pouvoirs législatifs.
D'autre part, dès la fin de la première moitié du XIXe siècle, la révolution industrielle fait son apparition au Canada, tout comme dans le reste de l'Empire britannique. Les riches familles anglaises du Canada s'établiront notamment dans la ville de Montréal (capitale financière) et fonderont certaines des plus grandes entreprises canadiennes actuelles avec des Canadiens anglais aux postes de contremaîtres et des Canadiens français comme ouvriers. Pendant plus d'un siècle, la grande majorité des Canadiens français vivra repliée sur elle-même, résignée à son sort dans la pauvreté, et sera acculée aux régions rurales, où l'Église catholique jouera un rôle politique ultramontain prépondérant dans le maintien de la cohésion et dans le soutien à la société canadienne-française. Ainsi, face à la croissance de l'immigration britannique au Canada, l'Église catholique tente notamment de contrer l'effet de minorisation des francophones en encourageant la natalité, ce qui est connu aujourd'hui comme étant la revanche des berceaux. Ce phénomène perdurera jusqu'à la fin des années 1950, lors de la Révolution tranquille et de la laïcisation de l'État. Au cours de cette période, l'on assistera au détachement de l'Église par les baby-boomers. Ces derniers se soulèveront contre ce qui sera perçu comme étant les abus de l'Église survenus lors de la Grande Noirceur au Québec, de 1944 à 1959.
Avec l'avènement du gouvernement responsable, on assiste à la fondation de nombreux partis politiques et, par le fait même, à la création d'un schéma rudimentaire décrivant les rouages de la scène politique canadienne actuelle. Ainsi, le Parti rouge est fondé au Canada-Est en 1848 par Antoine-Aimé Dorion en reprenant l'idéologie du Parti patriote de Louis-Joseph Papineau (à l'origine du Parti libéral du Québec). Étienne-Paschal Taché viendra quant à lui équilibrer la politique avec la création du Parti bleu selon les idées plus modérées de Louis-Hippolyte Lafontaine, lequel parti deviendra plus tard le Parti conservateur du Québec et l'Union nationale, pour finalement s'éteindre lors de la montée du mouvement souverainiste québécois dans les années 1960. Au Canada-Ouest, le parti libéral-conservateur sera fondé en 1854 par John Alexander Macdonald après la coalition du Parti réformiste (formé au cours des années 1830 en défenseur de la rébellion haut-canadienne, pour devenir aujourd'hui le Parti libéral de l'Ontario) de Robert Baldwin et William Lyon Mackenzie, et du Parti Tory (aujourd'hui le Parti progressiste-conservateur de l'Ontario). Après une gamme de fusions de partis politiques au fil des ans, ce nouveau parti mènera au Parti conservateur du Canada en 2003, au sein duquel se retrouveront les Red Tory et les Blue Tory - respectivement les partisans du progressisme et du conservatisme socio-économique. George Brown fondera quant à lui les Clear Grits (ancêtre du Parti libéral du Canada et considéré comme étant plus progressiste), à même les membres plus radicaux de la faction réformiste du Parti réformiste, en prônant la Rep by Pop (principe de la démocratie représentative où les députés sont élus au prorata de la population), et donc la minorisation des Canadiens français à l'assemblée législative du Canada-Uni. Ce parti sera perçu comme privilégiant des politiques anti-francophones, étant donné le principe défendu de la représentation selon la population, et la majorité anglaise qui existe dans l'ensemble du Canada-Uni.
Alors que le Canada Uni est au bord d'une guerre civile au début des années 1860 et que la guerre de Sécession des États-Unis fait rage, ayant été renversé par les partis d'opposition à la suite de son alliance avec le Parti rouge pour cause de sécularisme anticlérical, les Clear Grits de George Brown s'associent en 1864 avec les partis de John Alexander Macdonald (Parti libéral conservateur) et de George-Étienne Cartier (Parti bleu), lesquels forment la coalition Macdonald-Cartier. Les Clear Grits irlandais feront cependant volte-face et appuieront le Parti réformiste de William Lyon Mackenzie. Ainsi, le gouvernement de coalition sera formé et mènera à la création de la Confédération en 1867 et ce, notamment, dans le but de se prémunir des contrecoups de la guerre civile américaine au Canada.
Après que les États-Unis et le Royaume-Uni se furent entendus en 1846 pour retenir le 49e parallèle nord comme frontière séparant les États-Unis de l'Ouest de l'Amérique du Nord britannique, le gouvernement de Grande-Bretagne signa avec les États-Unis un accord de libre-échange pour le Canada-Uni en 1854. Le Traité de réciprocité canado-américain permit un regain dans l'économie en chute libre de la Province of Canada. Cet accord prendra cependant fin en 1866, et l'économie du Canada-Uni retombera à la dérive.
Le gouvernement du Royaume-Uni créa la colonie de l'Île de Vancouver en 1849 et, en 1858 la colonie de la Colombie-Britannique lors de la ruée vers l'or dans le canyon du Fraser.. Dès la fin des années 1850, les dirigeants canadiens entamèrent une série d'explorations vers l'Ouest, menées entre autres par George Dawson et Joseph Burr Tyrrell, avec l'intention de prendre le contrôle de la Terre de Rupert ainsi que de la région Arctique. Le Territoire du Nord-Ouest et le Territoire Stikine virent le jour en reprenant certains emplacements de la Terre de Rupert. La population canadienne crût rapidement grâce à un taux de natalité élevé ; l'immigration massive de l'Europe vint contrer l'effet de l'émigration vers les États-Unis. En effet, dès les années 1840 et jusqu'à la Grande Dépression de 1929, plusieurs Canadiens français migreront dans les États de la Nouvelle-Angleterre (nord-est américain) afin de fuir l'oppression anglaise et à la recherche de sécurité financière. Cet exode massif sera connu comme étant la « Grande Hémorragie » Au début du XXe siècle, plusieurs de ces Franco-Américains reviendront au Canada et s'installeront dans les provinces de l'Ouest canadien. De plus, durant ces années, plusieurs francophones iront s'établir dans le Canada-Ouest et peupleront les régions francophones actuelles du nord et de l'est de l'Ontario, bien que la colonisation française était déjà présente au temps de la Nouvelle-France dans les régions du sud de l'Ontario actuel.
Changement important à la fin de la période pré-Confédération, comme le gouvernement est maintenant imputable à la population, l'Assemblée législative du Canada-Est, majoritairement francophone, abolit le droit coutumier et introduit le code civil du Bas-Canada en 1866 à l'instar du Code Napoléon en France, afin de régir les affaires civiles. Ce nouveau code de loi connaîtra une première réforme en 1980 pour ensuite être réformé complètement en 1991 et donner le Code civil du Québec. De plus, au cours de cette période, la province du Canada connaît une période d'immigration massive provenant du sud des États-Unis à la suite de la guerre de Sécession. Les immigrants américains s'établissent principalement dans le sud du territoire québécois, peuplant ainsi davantage la région des Cantons-de-l'Est qui fut créée lorsque les Loyalistes de l'Empire-Uni s'y réfugièrent après la guerre d'indépendance des États-Unis. Puis, chevauchant la fin du régime du Canada-Uni et le début de la Confédération, on assiste à une recrudescence du développement de la région des Laurentides, lorsque l'évêque Ignace Bourget concède la paroisse de Saint-Jérôme à François-Xavier-Antoine Labelle.

### De la Confédération aux guerres mondiales (1867-1945)

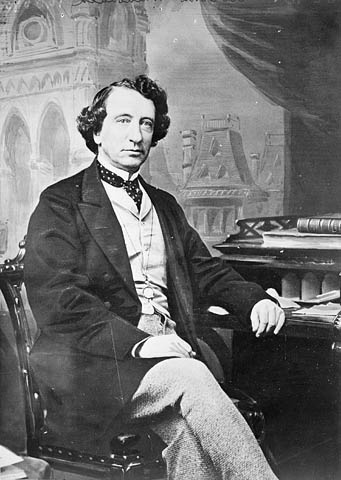
Sir John A. Macdonald, Père de la Confédération et premier premier ministre du Canada sous la Constitution de 1867.

Évolution du Canada : du dominion jusqu'à aujourd'hui (provinces en rose et territoires en jaune).

Par suite de la coalition lors de la Conférence de Charlottetown et de la Conférence de Québec en 1864, ainsi que de la Conférence de Londres en 1866, les Pères de la Confédération entreprennent d'unifier les colonies du Canada-Uni, de la Nouvelle-Écosse et du Nouveau-Brunswick. Le 1er juillet 1867, l'Acte de l'Amérique du Nord britannique (AANB) crée le Dominion du Canada, avec quatre provinces distinctes : l'Ontario et le Québec, issus de la division du Canada-Uni, ainsi que le Nouveau-Brunswick et la Nouvelle-Écosse. Le Canada est le premier territoire de l'Empire britannique à être élevé au statut de dominion. Au XIXe siècle, le nouveau pays sera aussi fréquemment nommé la « Puissance du Canada ». 
Le but de cette organisation est de noyer le Québec, très populeux et concentrant les francophones, dans un groupe de petites provinces anglophones avec les mêmes pouvoirs, ainsi que de se protéger contre les idées expansionnistes des États-Unis après la Guerre civile américaine. Bien que la formation de la Confédération entame une certaine forme de processus d'indépendance, le régime d'État demeure monarchique, mais cette monarchie devient constitutionnelle et conserve un gouvernement responsable à régime parlementaire.
Étant l'un des Pères de la Confédération, George-Étienne Cartier, homme politique de forte influence au Canada-Est, devient le principal précurseur de la conservation du fait français dans la confédération canadienne, ainsi que de la protection du régime politique que forme l'union fédérale. Lors de la Conférence de Londres en 1866, ce régime fut appelé par les délégués anglais à être remplacé par une union législative centrale à majorité anglaise, laquelle aurait supprimé le principe de la distribution des compétences législatives connu au sein de l'union fédérale actuelle et, par le fait même, aurait annihilé tous pouvoirs législatifs réels chez les francophones, étant donné la minorité qui aurait été ainsi formée.
Par la suite, le Canada entreprend de s'agrandir considérablement en annexant le nord du continent ainsi que les terres de la plaine située entre la province de l'Ontario et la colonie de la Colombie-Britannique. Ce projet se réalise en 1870 lorsque le pays acquiert le Territoire du Nord-Ouest et la Terre de Rupert, qui sont fusionnés en Territoires du Nord-Ouest (au pluriel). Au même moment, une petite partie de l'ancienne Terre de Rupert est détachée pour former le Manitoba, qui devient la 5e province du pays. 
Le Manitoba reprend grosso modo le territoire de la colonie de la Rivière-Rouge, majoritairement habitée par des peuples autochtones, incluant les Métis (descendants d'Amérindiens et de Canadiens français ou parfois d'Écossais), qui vivaient dans une structure politique qui leur était propre. Par conséquent, lorsque l'armée arrive pour prendre possession des terres, certaines tensions dégénèrent en conflits ouverts, voire à la guerre. Ainsi, une crise politique majeure, la rébellion de la Rivière-Rouge, est déclenchée par le peuple métis de la plaine, ce dernier désirant conserver autorité et autonomie sur son territoire. Le gouvernement provisoire métis procède à des négociations avec le gouvernement canadien, ce qui aboutit à la création de la province du Manitoba et à son entrée au sein de la Confédération en juillet 1870. Cependant, les soldats canadiens, dont plusieurs étaient des Orangistes, ont abusé de la population métisse.[réf. nécessaire] À la suite de ces événements, plusieurs Métis sont partis plus à l'ouest. Louis Riel, le président du gouvernement provisoire, fut aussi obligé de s'exiler au Montana à cause d'une prime placée sur sa tête par le gouvernement ontarien.
Après la grande expansion vers l'ouest de 1870, le gouvernement canadien applique une politique parfois qualifiée aujourd'hui de « racis[te] » et de « génocid[aire] » envers les Amérindiens des plaines, les confinant dans des réserves, procédant à l'assimilation des enfants dans des pensionnats spécialement construits à cet effet, procédant à de nombreuses exécutions et provoquant intentionnellement des famines.
En 1871, la colonie de la Colombie-Britannique, laquelle incluait celle de l'Île-de-Vancouver depuis 1866, rejoint la Confédération pour devenir la 6e province du pays. La colonie de l'Île-du-Prince-Édouard fait de même en 1873. De plus, dans un but d'unification et afin d'étendre l'autorité canadienne sur l'Ouest, le gouvernement fait construire trois chemins de fer transcontinentaux — plus particulièrement le chemin de fer du Canadien Pacifique — en employant, entre autres, de nombreux immigrants chinois (devenus aujourd'hui les Sino-Canadiens). Cependant, la construction du chemin de fer mène au Scandale du Pacifique en 1873 au cours duquel le premier ministre John Alexander Macdonald est aux prises avec des accusations de corruption.
Le gouvernement encourage les immigrants européens à venir développer les Prairies canadiennes et, à cette fin, il adopte la Loi des terres fédérales en 1872 et établit l'emblématique Police montée du Nord-Ouest, aujourd'hui la Gendarmerie royale du Canada (GRC). Alors que de plus en plus d'immigrants se rendent dans la plaine à bord du train transcontinental et que la population de la région s'accroît, certaines des plus grandes villes connues aujourd'hui sont établies au courant de la décennie 1880, dont Regina, Saskatoon, Calgary et Vancouver, tandis que les villes établies plus tôt, comme Winnipeg et Victoria, commencent à prendre de l'ampleur. Par contre, la croissance démographique du pays est ralentie par l'émigration vers le sud. En effet, entre 1871 et 1896, presque un quart de la population canadienne quitte le pays pour aller s'établir aux États-Unis.
En 1880, les Territoires arctiques britanniques sont annexés au Canada et joints aux Territoires du Nord-Ouest. À partir de ce moment, le pays ne connaîtra plus d'agrandissement jusqu'à l'annexion de Terre-Neuve-et-Labrador en 1949. 
La décennie 1880 est témoin d'une nouvelle rébellion dans les prairies : la rébellion du Nord-Ouest. À la suite de la rébellion de la Rivière-Rouge de 1869-1870, plusieurs Métis s'étaient déplacés vers l'ouest afin de conserver leur indépendance. Ils fondèrent la colonie de Batoche sur les rives de la rivière Saskatchewan Sud, au nord du site de l'actuelle ville de Saskatoon. Toutefois, avec l'arrivée des immigrants britanniques qui prirent possession des terres des Prairies dans les années 1880 et avec l'imposition du régime cadastral anglais de division des terres en cantons par le gouvernement canadien, le peuple métis se souleva une seconde fois et mena une révolte afin d'établir un État indépendant. Louis Riel, revenu de son exil en 1884, dirigea cette tentative avortée. Au cours de la rébellion, on assista à une série de conflits ouverts, dont la bataille de Duck Lake, le massacre de Frog Lake, la bataille de Fort Pitt, la bataille de Fish Creek, la bataille de Cut Knife, la bataille de Batoche, la bataille de Frenchman Butte et la bataille de Loon Lake. Le chef métis Louis Riel fut finalement capturé et pendu pour trahison en 1885 par les autorités canadiennes.
Au tournant du XXe siècle, plusieurs régions des Territoires du Nord-Ouest s'en détachent et se font accorder un nouveau statut. En 1897, le Yukon, théâtre de la ruée vers l'or dans la région du Klondike, devient un territoire à part entière. Les provinces de l'Alberta et de la Saskatchewan, quant à elles, sont formées en 1905 à partir de la partie sud-ouest des Territoires du Nord-Ouest.

L'immigration croissante entraîne des tensions dans le pays : « Le Canada a une longue histoire de violence motivée par la haine envers les minorités raciales ou ethniques. » Dans cette motivation, les institutions politiques, la presse locale, les dirigeants reconnus et les particuliers canadiens-anglais perpétreront une première émeute anti-Chinois en 1887 à Granville (Vancouver), alors qu'une deuxième émeute de la même sorte prendra place en 1907 et sera en plus dirigée vers les immigrants originaires du Japon. Des agressions similaires se produiront jusque dans les années 1970, notamment lors de la Seconde Guerre mondiale, où des membres de la communauté allemande, italienne et japonaise seront arbitrairement internés dans l'inspiration de l'antisémitisme nazi[réf. nécessaire]. Cependant, en juin 2006, le gouvernement canadien présente des excuses officielles et des dédommagements à la communauté sino-canadienne pour la « taxe d'entrée imposée aux immigrants chinois » avec la Loi de l'immigration chinoise de 1923. Toujours au point de vue social, le Canada voit apparaître le mouvement des suffragettes pour le droit de vote des femmes dès les années 1870. Par contre, ce droit n'est octroyé pour la première fois qu'en 1916 par les provinces de l'Ouest. L'année suivante, le gouvernement fédéral fera de même, et les provinces centrales et de l'Atlantique ainsi que les territoires suivront par la suite.

La création du Nunavut en 1999.

Face à la convoitise des États-Unis sur les îles de l'archipel Arctique, l'explorateur Joseph-Elzéar Bernier ainsi qu'un groupe de marins canadiens-français de L'Islet-sur-Mer permet au Canada, dès le début du XXe siècle, de soutenir sa souveraineté sur une série d'îles situées au-delà de l'île de Baffin. La prise de possession effective de la majeure partie de la région arctique par ce groupe d'explorateurs permettra en plus de développer les relations diplomatiques canadiennes avec le peuple inuit,. Toujours au point de vue territorial, au cours des années 1920, le Canada est en conflit avec le Dominion de Terre-Neuve, encore indépendant, concernant la frontière entre la province de Québec et le Labrador. Un jugement du Comité judiciaire du Conseil privé de Londres tranche finalement la question en faveur de la frontière réclamée par Terre-Neuve en 1927,. Cependant, le Québec considère toujours le tracé de cette frontière comme n'étant pas définitif.
À partir de la fin du XIXe siècle, l'exploitation des ressources naturelles permet le développement de nouvelles parties du pays. On assiste d'abord à la ruée vers l'or du Klondike, qui mène à la fondation des villes de Dawson City et de Whitehorse ainsi que du territoire du Yukon dans la décennie 1890. Donnant suite au commerce de la fourrure dans la région, le développement de l'Abitibi-Témiscamingue, au Québec, se fait sentir à la fin du XIXe siècle et au début du XXe siècle avec sa colonisation par les draveurs et son développement agroforestier ainsi que, dans la période de l'entre-deux-guerres, avec un développement minier. En effet, on y extrait des métaux précieux, tels que l'argent et l'or, et des minéraux industriels, tels que le cuivre et le zinc. Ainsi, on verra la fondation des villes de la région telles qu'Amos, Rouyn-Noranda et Val-d'Or. Dans la même lignée, la ville de Yellowknife, capitale actuelle des Territoires du Nord-Ouest, sera fondée au courant des années 1930 lors de la découverte de mines de diamant et d'or dans la région. Les régions les plus au nord des Prairies, notamment celles de l'Alberta et de la Saskatchewan, verront pour leur part une croissance de leur population dès les années 1930 avec la découverte et l'exploitation des gisements de pétrole dans les sables bitumineux de l'Athabasca. Le nord de la Colombie-Britannique sera quant à lui développé grâce à son fort potentiel forestier, alors que le sud de la province le sera grâce à son climat propice à la culture fruitière et maraîchère, notamment dans la vallée de l'Okanagan, près de la ville de Kelowna.

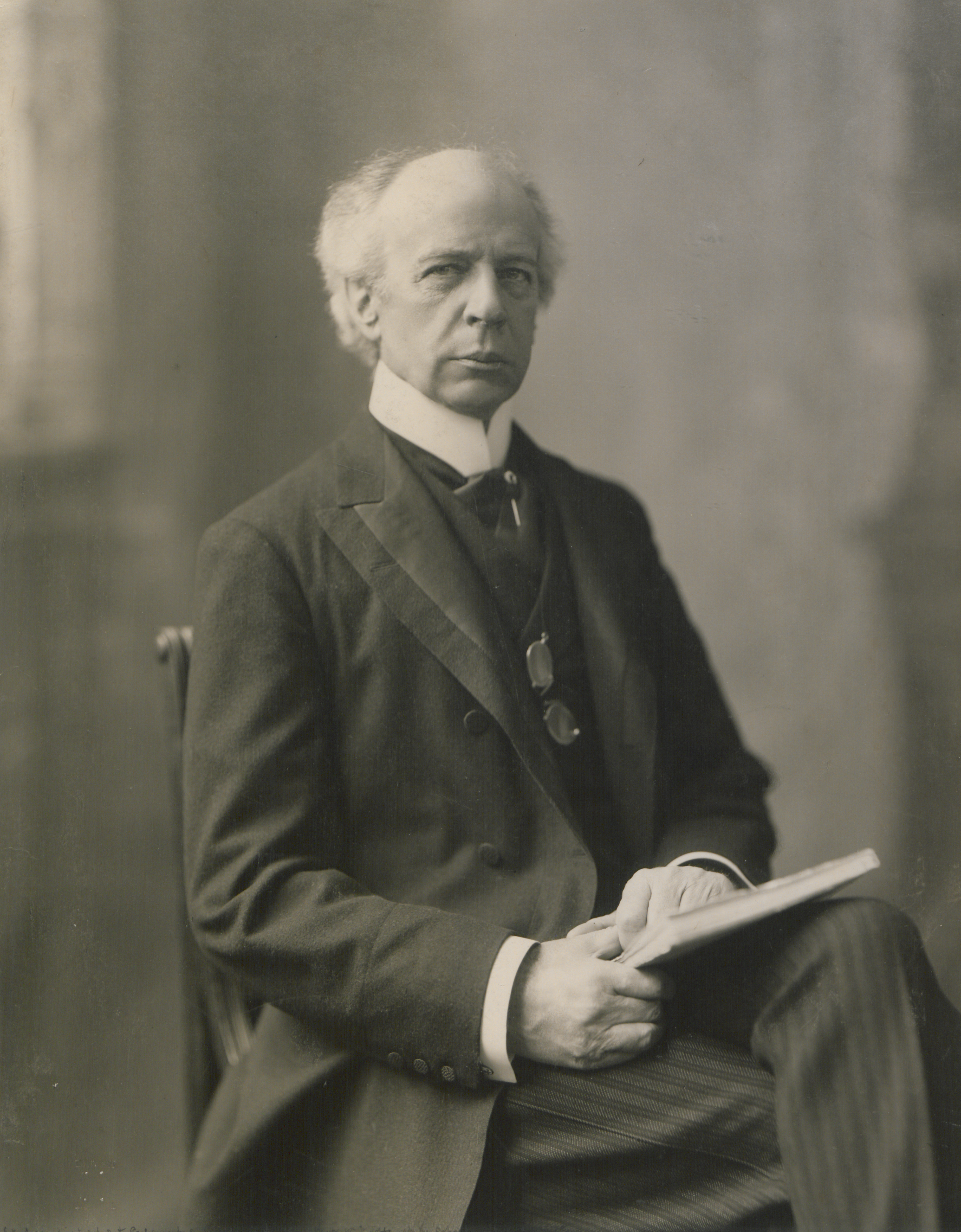
Wilfrid Laurier implique le Canada dans la seconde guerre des Boers.

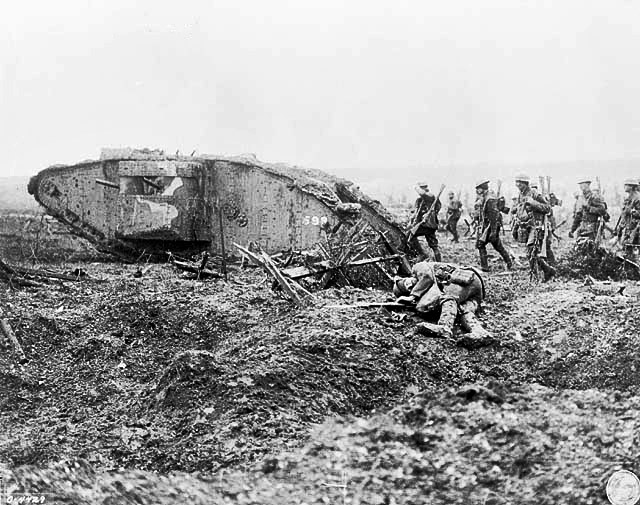
Des soldats canadiens s'avancent derrière un char d'assaut à la Bataille de la crête de Vimy en 1917.

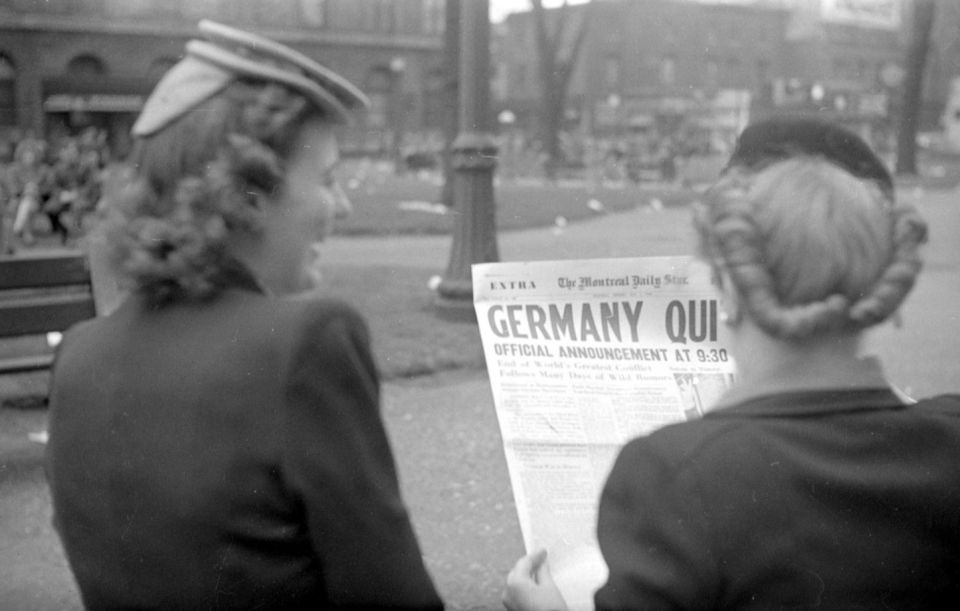
Le Montreal Daily Star annonce la fin imminente de la guerre en 1945.

Faisant partie de l'Empire britannique, le Canada est intégré à la seconde guerre des Boers en Afrique du Sud par le premier premier ministre canadien-français Wilfrid Laurier, à la fin du XIXe siècle et au début du XXe siècle. Dirigés par l'homme politique Henri Bourassa, des groupes de Canadiens français opposés à la tutelle britannique se vouent à la défense de leurs droits en tant que peuple. Ils s'opposeront notamment à l'entrée en guerre du Canada et à la création de forces navales canadiennes sous le drapeau britannique.
Dès 1914, le Canada se lance dans la Première Guerre mondiale et envoie sur le front ouest (en Belgique, sur la Somme et en Picardie) des divisions composées principalement de volontaires afin de se battre en tant que contingent national. Les pertes humaines sont si grandes que le premier ministre canadien de l'époque, Sir Robert Laird Borden, décrète la conscription en 1917, ce qui entraîne la Crise de la conscription au Québec. En effet, cette décision est extrêmement impopulaire au sein de la population québécoise, menant ainsi à une perte de popularité pour le Parti conservateur du Canada dans la province et également à la fameuse grève de Québec, souvent passée sous silence, car faisant écho à la révolte du Chemin des dames en France. Lors de l'émeute de Québec de 1918, l'armée tire sur la foule, faisant plusieurs blessés et quelques morts. Bien que les membres du Parti libéral du Canada soient profondément divisés sur l'enrôlement obligatoire, ils s'unifient et deviennent le parti dominant sur la scène politique canadienne.
En 1919, le Canada rejoint la Société des Nations de son propre chef et, en 1931, le Statut de Westminster confirme que, dorénavant, aucune loi du Parlement britannique ne s'étend à l'intérieur des frontières du Canada sans son consentement. Dans la même période, la Grande Dépression, résultat du krach boursier de 1929, affecte les Canadiens de toutes les classes sociales; la popularité croissante du Parti social démocratique du Canada en Alberta et en Saskatchewan débouche sur un état-providence tel qu'initié par Tommy Douglas ou, plus tard, par Jean Lesage dans les années 1960 au Québec. Il devient ainsi l'ancêtre du Nouveau Parti démocratique actuel et prône des politiques plus socialistes et populistes dans le pays.
Après avoir soutenu l'apaisement avec l'Allemagne à la fin des années 1930, le premier ministre libéral William Lyon Mackenzie King obtient l'approbation du Parlement pour l'entrée du Canada dans la Seconde Guerre mondiale en 1939, mobilisant ainsi les militaires avant l'invasion de la Pologne par l'Allemagne. Au début de la guerre, on avait promis au Québec que la participation à ce conflit serait volontaire. Cependant, la conscription est tout de même décrétée en 1944, ce qui mène à une nouvelle crise de la conscription. Le maire de Montréal, Camillien Houde, est mis en prison à la suite de son opposition officielle. Autre sujet de discorde, selon la Constitution canadienne, seules les provinces ont le droit de taxation et d'imposition. Or, pour faire face à l'effort de guerre, le gouvernement fédéral capte tous les pouvoirs fiscaux en promettant de les rendre à la fin du conflit. Cette promesse ne fut jamais respectée, mis à part au Québec, qui retrouve la moitié de son droit d'imposition. L'économie canadienne connaît une forte effervescence pendant la guerre, en grande partie grâce à l'énorme production de matériel militaire pour le compte du Canada, du Royaume-Uni, de la Chine et de l'Union soviétique. Le Canada termine la guerre avec l'une des plus grandes armées du monde.. L'économie du pays connaît des heures de gloire et ne cesse de progresser. Au même moment, le Canada modernise son système social qui devient une référence mondiale dans plusieurs domaines, dont celui de la santé.

### Époque contemporaine
En 1949, le Dominion de Terre-Neuve, anciennement indépendant, rejoint la Confédération en tant que dixième province du Canada. Avec l'abolition de l'Empire britannique, tous les liens impériaux sont rompus et le Canada obtient de fait son indépendance, bien que sa constitution reste à Londres.
Jusqu'au centenaire du Canada en 1967, une immigration massive d'après-guerre provenant des divers États ravagés en Europe change la courbe de la démographie du pays. En outre, tout au long de la guerre du Viêt Nam, des milliers de dissidents américains s'installent aux quatre coins du pays. L'accroissement de l'immigration — combiné au baby-boom, une force économique équivalente à celle des États-Unis dans les années 1960 et la réaction à la Révolution Tranquille au Québec — favorise l'émergence d'un nouveau type de nationalisme canadien. Les années 1960 sont aussi l'occasion pour les Québécois de se politiser, du fait de leur non-représentation dans les postes stratégiques et économiques. C'est pendant cette période que le mouvement indépendantiste qui conduit à la fondation du Parti québécois et à sa prise de pouvoir en 1976, prend son essor. À la fin des années 1960, la Commission Laurendeau-Dunton obtient le mandat de faire enquête et rapport sur l'état du bilinguisme et du biculturalisme au Canada. La Loi sur les langues officielles y donne suite lorsqu'elle est adoptée en 1969 par le Parlement. Celle-ci proclame l'anglais et le français comme étant les langues officielles du Canada. Celles-ci sont à égalité devant la loi et toute personne a le droit de recevoir les services de l'administration publique fédérale ainsi que de ses sociétés d'État dans l'une ou l'autre langue. Le Commissariat aux langues officielles sera l'organe responsable de l'application de la loi et de la promotion des deux langues.
Entre la fin du XIXe siècle et 1996, plus de 150 000 enfants autochtones ont été retirés à leur famille et placés dans des pensionnats religieux. De nombreux enfants y sont morts faute de soins. En outre, entre les années 1960 et 1980, 20 000 enfants autochtones ont été enlevés de leur famille et placés dans des familles non autochtones dans le cadre de la rafle dite des « Sixties Scoop.

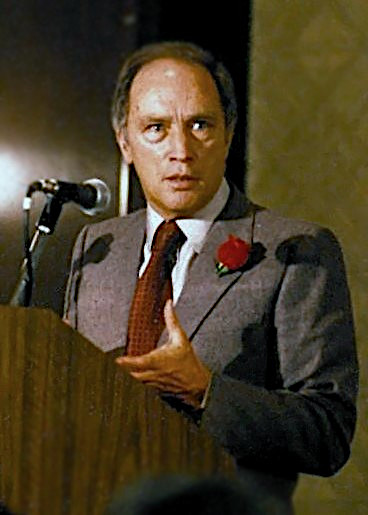
C'est Pierre Elliott Trudeau, alors premier ministre du Canada qui, en 1970, gère la Crise d'Octobre.

Au début de la décennie 1970, une partie du mouvement indépendantiste se radicalise sous la forme du Front de libération du Québec (FLQ). Des actes terroristes seront commis, amenant à la crise d'Octobre et à l'intervention du gouvernement du Canada. Une décennie plus tard, le référendum sur la souveraineté-association du Québec a lieu au printemps de l'année 1980. Le premier ministre du Canada, Pierre Elliott Trudeau, promet de modifier la Constitution du Canada lors de la campagne référendaire, à la condition que les Québécois votent en majorité contre la sécession du Québec. Ce référendum sera effectivement rejeté par une majorité de Québécois.
À l'occasion d'une rencontre spéciale en novembre 1981, les premiers ministres provinciaux et fédéral demandent le rapatriement de la Constitution du Canada, pour autant que les procédures de modification y soient désormais incluses. Après une série de négociations interprovinciales, des premiers ministres provinciaux se rencontrent dans la soirée du 4 novembre 1981 afin de parachever le rapatriement de la Constitution du Canada. La province de Québec est cependant exclue des négociations de cette soirée-là mais pas de celles de la matinée du 5 novembre 1981. Malgré la non-ratification des modifications par la province de Québec, cette dernière sera reconnue par les Nations unies comme faisant partie de la fédération. Le Statut de Westminster de 1931 avait soumis le droit de modification constitutionnelle à l'approbation de la Couronne et du Parlement du Royaume-Uni. Cependant, les indépendantistes québécois soutiennent que l'imposition de la nouvelle Constitution au Québec est illégitime, étant donné le principe de la souveraineté des États membres d'une fédération et donc, celui de l'unanimité requise pour la modification de la Constitution du Canada. Le Canada rapatrie tout de même sa Constitution le 17 avril 1982, grâce à la Loi de 1982 sur le Canada, sous proclamation de la reine Élisabeth II. Cette loi du Parlement britannique crée un État entièrement souverain, bien que le Canada partage toujours aujourd'hui le même monarque que celui du Royaume-Uni. Ainsi, la Constitution du Canada inclut dorénavant la Loi de 1982 sur le Canada, la Loi constitutionnelle de 1982, la Loi constitutionnelle de 1867, le Statut de Westminster de 1931, les lois d'intégrations des provinces et les autres lois constitutionnelles et décrets mis en annexe, les diverses modifications constitutionnelles ainsi que les principes constitutionnels sous-jacents reconnus par la jurisprudence. La Loi constitutionnelle de 1982 comprend la Charte canadienne des droits et libertés, les droits des peuples autochtones du Canada ainsi que le principe de la péréquation. Le régime politique demeure une monarchie constitutionnelle à régime parlementaire selon les dispositions de la Loi constitutionnelle de 1867. Dès l'entrée en vigueur de la Loi constitutionnelle de 1982, la forme de l'État améliore toutefois la fédération, donnant ainsi place à un nouveau fédéralisme canadien. L'expression « Confédération canadienne » continue cependant à être utilisée de façon abusive pour désigner le Canada. L'appellation de Dominion du Canada ne figurant pas dans la nouvelle Loi constitutionnelle de 1982, ce nom tombe également en désuétude, et la Fête du Dominion est renommée Fête du Canada.

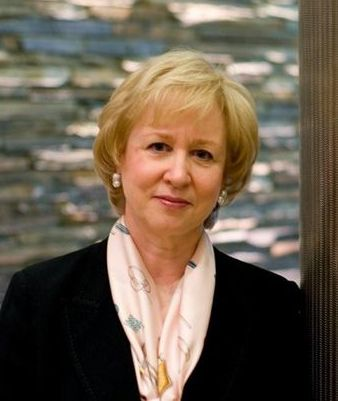
Kim Campbell est la première femme première ministre du Canada.

Après le court règne de la première femme première ministre du Canada, la conservatrice Kim Campbell qui fut en poste du 25 juin 1993 au 3 novembre 1993, le libéral Jean Chrétien prend le pouvoir en 1993. Très rapidement il réalisera une de ses promesses électorales, en mettant sur pieds le Programme national des travaux d'infrastructures, qui fut lancé en 1994 et qui fut financé par le gouvernement fédéral, les gouvernements provinciaux et les municipalités du Canada. Le programme canadien, qui avait initialement un budget de six milliards de dollars, intégrait dans ses objectifs de contrer la récession économique qui sévissait au pays pendant cette période de l'histoire canadienne,,.

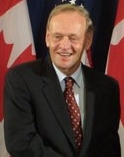
Jean Chrétien, premier ministre du Canada, a lancé en 1994 un programme d'infrastructures au Canada.

Par suite du référendum de 1995 sur la sécession du Québec, la « loi de clarification » est déposée à la Chambre des Communes par le gouvernement fédéral du premier ministre Jean Chrétien et est adoptée par le Parlement en 2000. Celle-ci donne suite au « Renvoi relatif à la sécession du Québec » à la Cour suprême du Canada en 1998. Cette loi a principalement pour but de définir les bases de reconnaissance de la souveraineté d'une province par le Canada advenant une victoire référendaire future pour son indépendance, notamment en déterminant « si la question permettrait à la population de la province de déclarer clairement si elle veut ou non que celle-ci cesse de faire partie du Canada et devienne un État indépendant ». Cette loi sera cependant jugée inadéquate par les députés de l'Assemblée nationale du Québec, toutes tendances politiques confondues. En effet, ceux-ci créent un contrepoids en cette même année en votant à l'unanimité la « Loi sur l'exercice des droits fondamentaux et des prérogatives du peuple québécois et de l'État du Québec », laquelle édicte que « le peuple québécois détermine seul (…) les modalités de l'exercice de son droit de choisir le régime politique et le statut juridique du Québec » selon une majorité référendaire.

#### Mouvement souverainiste québécois
Par suite des profonds changements sociaux et économiques ainsi que de la prise de conscience populaire survenus au Québec pendant la Révolution tranquille des années 1960, plusieurs Québécois commencent à revendiquer une plus grande autonomie provinciale sur le plan politique, et même l'indépendance totale du Québec. La Révolution Tranquille est le précurseur de l'État moderne que forme le Québec et amène les Québécois à se redéfinir non plus en tant que « Canadiens français » (expression aujourd'hui devenue obsolète et même péjorative pour certains au Québec), mais dorénavant en tant que « Québécois », ce qui mène par conséquent à la formation d'un patriotisme québécois plutôt que canadien. La société moderne se développera notamment grâce à l'État-providence et au développement d'entreprises typiquement québécoises et ce, tout en reprenant les postes stratégiques de l'administration publique, tant fédérale que provinciale. Bien que Jean Lesage soit reconnu comme étant le père du nationalisme québécois, plusieurs événements historiques remontant jusqu'au temps de la Nouvelle-France, dont la Rébellion des Patriotes, démontrent que le nationalisme québécois est en fait le fruit du nationalisme canadien-français. Dans cet esprit, René Lévesque fonde le Mouvement Souveraineté-Association en 1967 et supportera la fusion du mouvement l'année suivante avec le Ralliement national pour mener à la formation du Parti québécois. Contrairement à ce parti qui privilégie la démocratie et la voie référendaire pour atteindre l'indépendance,[réf. nécessaire] le Rassemblement pour l'indépendance nationale sera quant à lui formé d'une faction indépendantiste qui sera plus tard connue sous le nom Front de libération du Québec[Quoi ?] et qui disparaîtra peu après la Crise d'octobre de 1970. Bien que plusieurs personnalités politiques, dont René Lévesque, aient considéré cette allocution comme étant de l'ingérence politique, le discours de l'ancien président de la République française, Charles de Gaulle, en 1967 à Montréal, a enflammé les foules et a donné un coup de main au mouvement souverainiste en présentant le Québec à la communauté internationale, notamment avec sa célèbre phrase : « Vive le Québec libre !,.
Dans les années 1960, les personnalités politiques réussissent un tour de force avec l'abolition du Conseil législatif du Québec. Contrairement aux autres provinces canadiennes qui ont aboli le leur dans les premières décennies de la Confédération, le Québec réussit en 1968 à se détacher de cette chambre haute, symbole du contrôle du pouvoir législatif donné aux Canadiens français. Cette chambre donnait suite aux Conseils législatifs du Bas-Canada et de la province unie du Canada. Le lieutenant-gouverneur du Québec demeure toutefois, encore aujourd'hui, le symbole de la monarchie britannique au Québec. Dans le cadre légal de la Loi constitutionnelle de 1982, cette institution ne peut cependant être abolie que par une modification de la Constitution du Canada par l'accord unanime des législatures provinciales et du parlement fédéral, bien que la légitimité de cette loi au Québec soit sujet à débat.
Lors du premier gouvernement formé par le Parti québécois en 1976, le premier ministre René Lévesque fait la promotion de la devise nationale : « Je me souviens », laquelle avait été gravée sur la façade de l'hôtel du Parlement du Québec en 1883 par l'architecte Eugène-Étienne Taché. Au cours des années, cette devise nationale jouera un rôle important pour plusieurs Québécois dans l'élaboration et le développement du patriotisme québécois et ce, en rappelant l'histoire de l'Amérique française,. En outre, encore aujourd'hui, certaines personnes ne reconnaissent pas la légitimité du Parlement et du gouvernement fédéral dans les affaires canadiennes-françaises. Sans compter que le Québec n'a jamais signé la loi constitutionnelle de 1982. Cependant, bien que le respect de la culture canadienne-française soit d'intérêt pour plusieurs francophones, le mouvement souverainiste crée une dichotomie dans l'idéologie des francophones du Québec et de ceux des autres provinces, bien que certains groupes, dont les Acadiens, possèdent leurs propres institutions et symboles nationaux tels que la devise « L'Union fait la force ». Bien que la diaspora québécoise soit apparue dès les années 1840 en quête d'une sécurité d'emploi, plusieurs Québécois - anglophones et francophones - quittent le Québec lors de la prise de pouvoir du Parti québécois et de l'entrée en vigueur de la Charte de la langue française. Ceux-ci migrent notamment aux États-Unis ainsi que dans les provinces de l'Ontario et des Prairies. Cet exode suit le déménagement du siège social de plusieurs grandes entreprises canadiennes-anglaises quittant entre autres le centre financier de la rue Saint-Jacques de Montréal pour celui de la Bay Street de Toronto.
L'aliénation entre les deux principaux groupes linguistiques sur la question de la langue et sur les divergences sociales et culturelles est exacerbée par plusieurs événements, dont la Crise de la conscription de 1944 à la Seconde Guerre mondiale, la crise d'Octobre de 1970 au cours de laquelle la loi martiale (loi sur les mesures de guerre) est décrétée par le premier ministre fédéral - Pierre Elliott Trudeau - au Québec, ainsi que l'échec des deux conférences constitutionnelles de l'ancien premier ministre du Canada - Brian Mulroney, à savoir l'Accord du lac Meech de 1987 et l'Accord de Charlottetown de 1992. Ces dernières avaient pour but d'amener le Québec à ratifier la Loi constitutionnelle de 1982. Nonobstant le caractère sporadique de ces événements, l'attitude possessive et vindicative du Canada anglophone à l'égard du Québec,, ainsi que le phénomène du dénigrement systématique du Québec, ou Quebec bashing, viendront quant à eux ajouter leur grain de sel à cette frustration continuelle,.
Un premier référendum en 1980 conclut que 59,6 % des électeurs rejettent la proposition de souveraineté-association, et un second référendum en 1995 démontre que la souveraineté est rejetée à 50,6 % des voix, bien qu'elle ait été soutenue par 60 % des électeurs francophones. Les résultats du référendum de 1995 sont cependant contestés par plusieurs souverainistes et fédéralistes étant donné la faible marge séparant les deux camps. D'un côté, les souverainistes mentionnent que le gouvernement fédéral a violé les lois électorales du Québec par l'entremise, entre autres, d'Option Canada. De l'autre côté, les fédéralistes font état des irrégularités au niveau du nombre élevé de bulletins de vote rejetés dans certains comtés fortement opposés à la souveraineté, sans quoi les résultats du référendum de 1995 auraient été moins serrés. Depuis 1995, l'appui populaire à la souveraineté du Québec a reculé pour se rapprocher de celui exprimé au référendum de 1980.

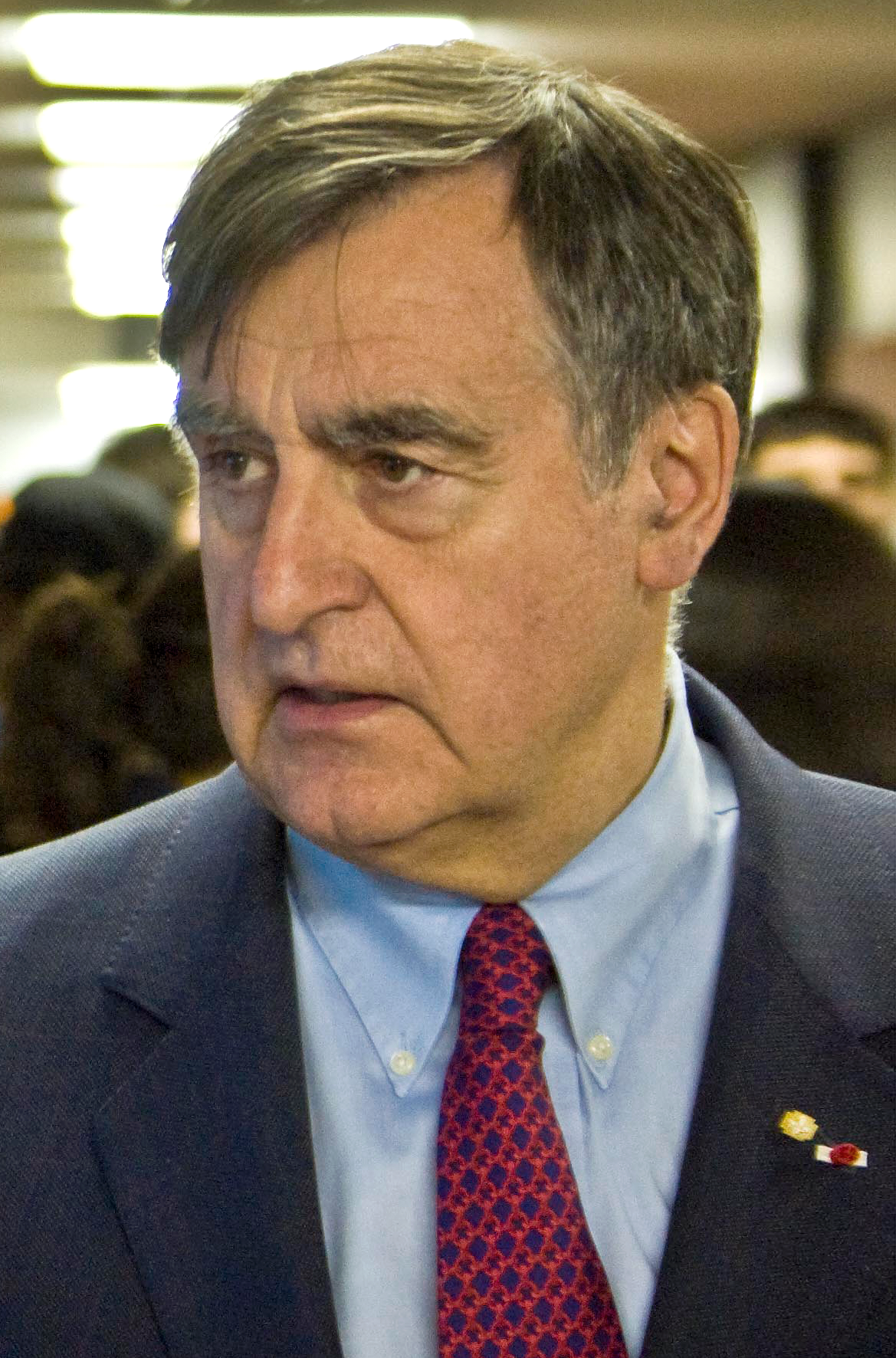
Lucien Bouchard a fondé le Bloc québécois.

D'autre part, le mouvement souverainiste québécois défend continuellement sa position affirmant que la culture canadienne-française n'est pas considérée à sa juste valeur en politique canadienne étant donné une majorité nettement plus grande de Canadiens anglais, et étant donné les événements historiques. Dans le but de faire front commun et de défendre les intérêts du Québec sur les sujets tombant sous la compétence législative fédérale et ce, en travaillant de concert avec son homologue provincial (le Parti québécois), le Bloc québécois est fondé en 1991 par le député Lucien Bouchard (ultérieurement premier ministre du Québec de 1996 à 2001). Ce nouveau parti souverainiste fait son entrée à la Chambre des Communes en 1993 en tant qu'opposition officielle (1993-1996); depuis lors, ce dernier a toujours récolté plus de la majorité des sièges alloués au Québec jusqu'à l'élection du 14 octobre 2008. Principalement, c'est un parti qui se dit social-démocrate et qui prône le droit à l'autodétermination des peuples tel que déclaré par le président américain Woodrow Wilson, après la Première Guerre mondiale, dans le respect de la décolonisation, et qui est un principe reconnu dans le droit international de l'Organisation des Nations unies.
De plus, la discorde entre Canadiens anglophones et Québécois francophones entraîne la province de Québec à ne déléguer pratiquement aucune de ses compétences législatives à des organismes de collaboration interprovinciale, tendant ainsi à créer une société totalement distincte et se dissociant ainsi de la plupart des accords interprovinciaux et fédéraux qui pourraient compromettre le droit du Québec de faire valoir la culture et le savoir-faire canadiens-français au sein de groupes politiques où les décisions sont prises à la majorité des voix. D'autre part, dans un but de promotion des affaires canadiennes-françaises, le Québec a su tirer profit de sa position géopolitique particulière où il est le seul état majoritairement de langue française en Amérique du Nord, contrairement aux francophones des autres provinces et des États-Unis qui sont souvent noyés et assimilés à la masse d'expression anglaise et pour qui un territoire les circonscrivant est souvent quasiment indéfinissable. De la même façon qu'un pays indépendant, il n'est pas rare de voir des personnalités politiques québécois se porter à la défense des minorités francophones des autres provinces et territoires. Le gouvernement du Québec s'engage même dans des accords extraterritoriaux, voire internationaux, en se donnant pour mission la promotion et l'accroissement des échanges entre personnes de langue française. Ainsi, on peut assister, par exemple, à des ententes conclues avec la Société nationale de l'Acadie, avec les gouvernements des provinces à l'ouest du Québec en matière d'affaires francophones, et même avec les communautés francophones des États-Unis telles que celles des États de la Louisiane et du Maine.
Depuis quelques années, différentes scissions sont apparues au sein du mouvement souverainiste sur la question nationale. Cependant, la souveraineté demeure le but de toutes les divisions. Non seulement de nouveaux partis politiques ont été fondés tels que Québec solidaire, mais des organisations telles que le Conseil de la souveraineté du Québec, les Jeunes Patriotes du Québec et le Réseau de Résistance du Québécois ont été formées afin de regrouper les militants, de promouvoir l'indépendance et d'agir, non pas contre, mais indépendamment de l'aile parlementaire. Ces organisations viennent donc s'ajouter aux Sociétés Saint-Jean-Baptiste ainsi qu'à leur fédération, le Mouvement national des Québécoises et des Québécois, fondés respectivement en 1834 et en 1947.
Dans l'optique de l'avancement continuel vers la souveraineté, certains acteurs du mouvement ont, depuis peu, avancé l'idée de la gouvernance souverainiste pour contrer les inconvénients des référendums populaires. Dans cette stratégie, l'indépendance du Québec est perçue comme une question de fait alors qu'un référendum est une formalité administrative. Par conséquent, un gouvernement souverainiste élu du Québec, notamment du Parti québécois, sera porté à créer des institutions et politiques (constitution, citoyenneté, indépendance politique régionale, etc.) répondant à cette vision de l'avenir du Québec tout en conservant à l'esprit les exigences constitutionnelles canadiennes.
Au printemps 2006, le nouveau gouvernement conservateur du Canada a signé un accord avec le gouvernement du Québec afin que la province joigne les rangs de l'UNESCO en tant que membre associé. Ce faisant, le fédéralisme asymétrique est désormais présent en politique fédérale. De plus, le 27 novembre 2006, la Chambre des communes du Canada a voté, presque unanimement, en faveur d'une motion qui reconnaît que « les Québécois forment une nation au sein d'un Canada uni », une démarche surtout symbolique mais qui constitue un grand pas en avant pour la consolidation du concept de statut particulier de la province francophone. Au Canada anglais, les critiques ont fusé, beaucoup craignant qu'on ne donne de nouvelles armes aux indépendantistes québécois.

#### Spécificité canadienne
Depuis la fin du XIXe siècle, les Amérindiens possèdent des territoires quasi-autonomes, appelés réserves, octroyés par le gouvernement fédéral. Les peuples autochtones vivant dans ces zones ne paient ni impôts, ni taxes provinciales. Souvent isolées, ces réserves disposent de peu de services publics. En conséquence de ce manque de services et de plusieurs traités souvent signés sous l'influence de l'armée britannique, divers heurts surviennent encore aujourd'hui au sujet de revendications territoriales et du respect de la place des peuples autochtones au sein du Canada. Ces différends entre les peuples autochtones et le gouvernement dégénèrent quelquefois en conflits ouverts, notamment lors de la Crise d'Oka en 1990, de la Crise d'Ipperwash en 1995, de la Crise de Kanesatake de 2004 à 2005 et de la Crise de Caledonia en 2006. La reconnaissance des droits ancestraux ou issus de traités quant aux revendications territoriales a été confirmée dans la loi constitutionnelle de 1982. Depuis les années 1990, le Canada assiste à une importante crise de la contrebande de tabac, en plus d'un important trafic d'armes à feu et de stupéfiants transitant notamment par la réserve d'Akwesasne, laquelle chevauche la frontière canado-américaine. Alors que ces sujets s'avèrent être très sensibles pour les personnalités politiques, les gouvernements ont souvent été accusés de laxisme dans les médias et par la population.
L'intégration économique avec les États-Unis se renforce après 1940. L'Accord de libre-échange nord-américain (ALENA) de 1994 est un moment culminant dans l'élaboration d'une intégration économique entre les deux pays. Toutefois, le conflit du bois d'œuvre demeure un enjeu politique et commercial depuis la fin des années 1980. De plus, l'économie canadienne est en croissance continue grâce aux secteurs de l'immobilier et des ressources minières et naturelles ainsi qu'aux réserves de pétrole dans les sables bitumineux de l'Athabasca, bien qu'elle fût affectée à la baisse par la crise économique asiatique de 1997-1998, par les attentats terroristes de 2001 aux États-Unis et par la perte de valeurs des titres technologiques en 2002. Le Canada a été le pays hôte du Sommet des Amériques en 2001, lequel s'est tenu dans la ville de Québec, afin de pourvoir aux dispositions d'une éventuelle Zone de libre-échange des Amériques (ZLEA).
D'autre part, depuis les années 1980, les Canadiens se préoccupent de leur autonomie culturelle puisque les compagnies, la télévision et les films américains sont omniprésents. Cependant, faisant contraste avec le reste de l'Amérique du Nord, certaines provinces du Canada s'alignent sur un système universel de soins de santé. De plus, la Charte canadienne des droits et libertés contraint les tribunaux à la conservation du multiculturalisme dans leurs jugements.
Le Canada participe à la guerre du Golfe de 1990-1991 ainsi qu'aux missions de paix de l'Organisation des Nations unies en Ex-Yougoslavie et au Rwanda dans les années 1990. Depuis 2001, le Canada participe activement à la guerre d'Afghanistan au sein de la coalition occidentale formée à la suite des attentats terroristes du 11 septembre 2001 perpétrés par une faction islamique talibane aux États-Unis. De ce fait, le Canada entre officiellement dans la guerre contre le terrorisme en tant qu'allié des États-Unis, mais se restreindra à la campagne militaire menée en Afghanistan.
Le Canada signe le Protocole de Kyoto en 2002 dans le respect de la Convention-cadre des Nations unies sur les changements climatiques et devient le 99e pays à y adhérer. En 2006, le gouvernement conservateur de Stephen Harper succède au gouvernement Libéral de Jean Chrétien et désire retirer le pays du protocole de Kyoto considérant les objectifs comme trop idéalistes et inatteignables,. Le gouvernement conservateur apporte son appui aux pétrolières de l'ouest du pays, les principaux opposants au protocole. De plus, le gouvernement Harper stoppe les programmes de sensibilisation et de recherche scientifique et adopte une politique laxiste concernant les émissions de gaz à effet de serre (GES). Plutôt que de suivre les recommandations environnementales, les conservateurs de Harper s'alignent avec la Coopération économique pour l'Asie-Pacifique (APEC) donnant ainsi préséance au Partenariat Asie-Pacifique conclu par les membres de l'Association des nations de l'Asie du Sud-Est (ASEAN),. En 2011, Le gouvernement conservateur devient un gouvernement majoritaire et annonce en décembre de la même année que le pays se retirerait du protocole de Kyoto en 2012. Le retrait n'a pas plu à certaines provinces profondément impliquées dans le protocole, comme le Québec qui en retirait des avantages économiques et commerciaux avec l'Europe. Ainsi, le Canada a laissé le choix à ses provinces de réintégrer le protocole, car les provinces ont les pouvoirs nécessaires pour émettre des législations favorables à la réalisation des demandes de ce protocole. Seules les provinces du Québec et du Manitoba le réintègrent. Des provinces comme la Colombie-Britannique et le Nouveau-Brunswick étaient désireuses d'en savoir davantage à son propos avant de prendre leur décision.
Dans un autre ordre d'idées, un phénomène populaire invite plusieurs Canadiens à leur migration dans les États du sud des États-Unis tels que l'Arizona et la Floride, dans les pays des Caraïbes et de l'Océanie ainsi que sur l'île de Vancouver où les hivers sont généralement plus doux. Ce phénomène s'étend à toute catégorie d'âge sans restriction bien qu'il soit présent notamment auprès des personnes retraitées. Ces gens que l'on nomme les Snowbirds y passent l'hiver, généralement six mois, et reviennent au Canada en été afin de conserver leur statut légal de résidence. La présence canadienne étant d'autant plus remarquée avec les Québécois en Floride que des institutions financières québécoises s'y sont installées en plus de journaux du Québec qui sont livrés chaque matin dans certaines régions « québécoises » de la Floride, comme à Hallandale Beach, Pompano Beach, Lauderhill, Fort Lauderdale, Fort Myers et Key West. Depuis la première moitié du XXe siècle, des relations économiques et de développement d'affaires se sont développées et sont maintenant présentes tout au long de l'année. On y retrouve en plus plusieurs centaines de milliers de propriétés québécoises. De plus, une forte présence de Québécois peut être remarquée dans le Maine, à Old Orchard Beach et à Ogunquit, lors des vacances d'été.
Depuis le 17 octobre 2018, le Canada est le second pays au monde, après l'Uruguay, à légaliser totalement le cannabis pour tous usages, y compris récréatifs. Les lois encadrant le cannabis diffèrent selon chaque province.

### Les150 ansde la Confédération canadienne (1867-2017)

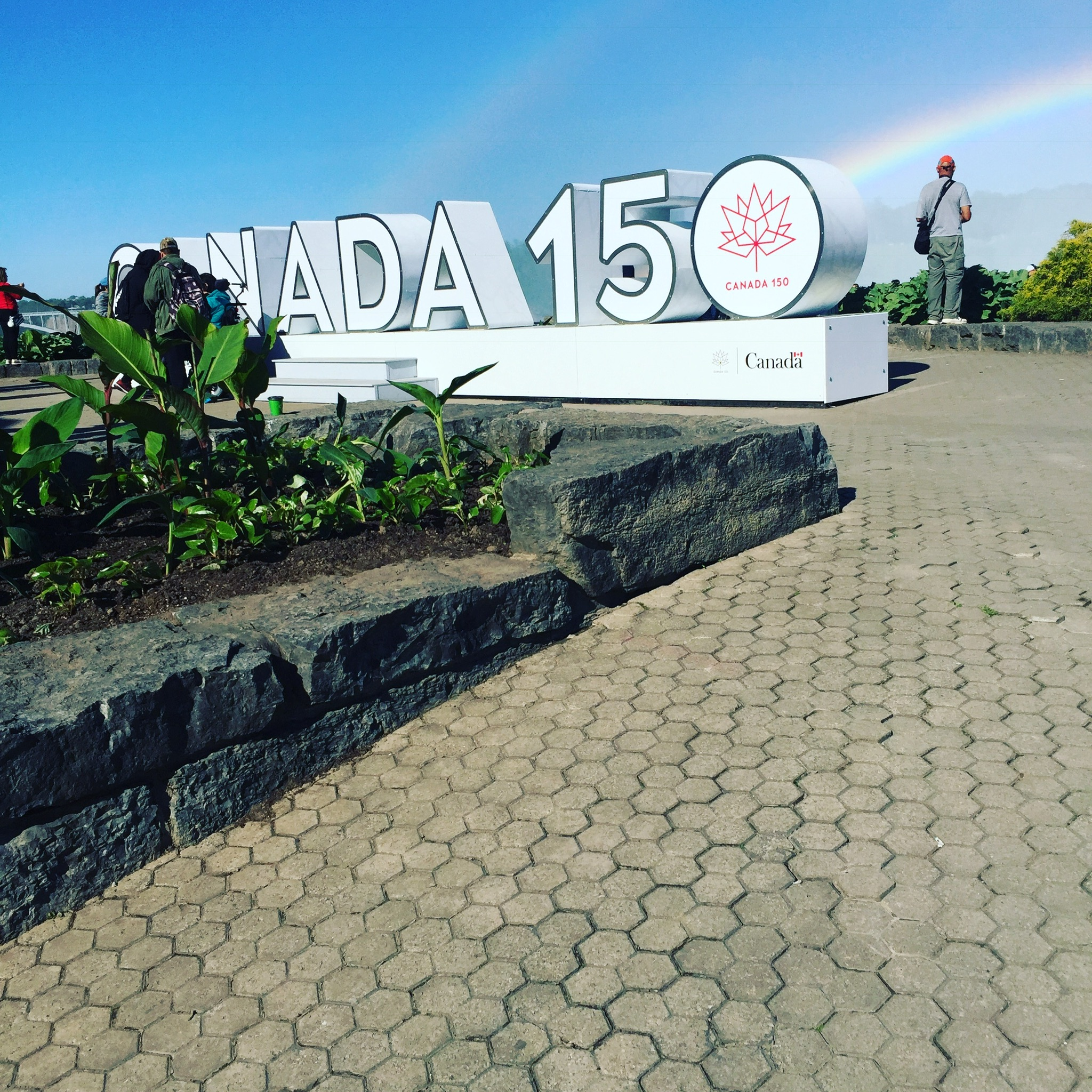
Les 150 ans de la Confédération canadienne : ici le Centre d'information de Niagara Falls.

Ancien drapeau du Canada de 1921 à 1957.

En 2017, les Canadiens célèbrent les 150 ans de la Confédération.
Quatre journées de fêtes canadiennes ont été ainsi plus grandioses qu'à la normale pour souligner cet anniversaire. La Journée nationale des peuples autochtones, la Saint-Jean Baptiste, la Fête nationale du Québec et de la francophonie canadienne, et la Journée canadienne du multiculturalisme ont vu leurs programmations souligner les 150 ans du pays. Enfin, le point culminant de ces célébrations majeures a été le 1er juillet, lorsque les Canadiens au pays et à l’étranger ont célébré la Fête du Canada.
Plusieurs autres activités ont été prévues pour les 150 ans du Canada dans différentes communautés. De plus, pour souligner l’événement, les différents parcs nationaux du Canada ont été libres d'accès tout au long de cette année anniversaire 2017.

## Parlement et gouvernement
Le Canada est une monarchie constitutionnelle qui, en tant que royaume du Commonwealth, reconnaît comme roi le monarque du Royaume-Uni. Le chef de l'État (Charles III depuis le 8 septembre 2022) est représenté par un gouverneur général, qui nomme le Premier ministre, chef du gouvernement.

### Pouvoir exécutif

Logotype bilingue du gouvernement du Canada.

Le pouvoir exécutif est, quant à lui, constitué du Conseil privé, chargé de conseiller le gouverneur général dans sa prise de décisions. Les conseillers privés sont nommés par le gouverneur général. Parmi eux, des conseillers sont assermentés pour former le cabinet ministériel, dirigé par le premier ministre. Les membres du Cabinet sont les seuls conseillers privés autorisés à agir officiellement par décrets au nom du gouverneur général et ont la responsabilité d'un ministère.

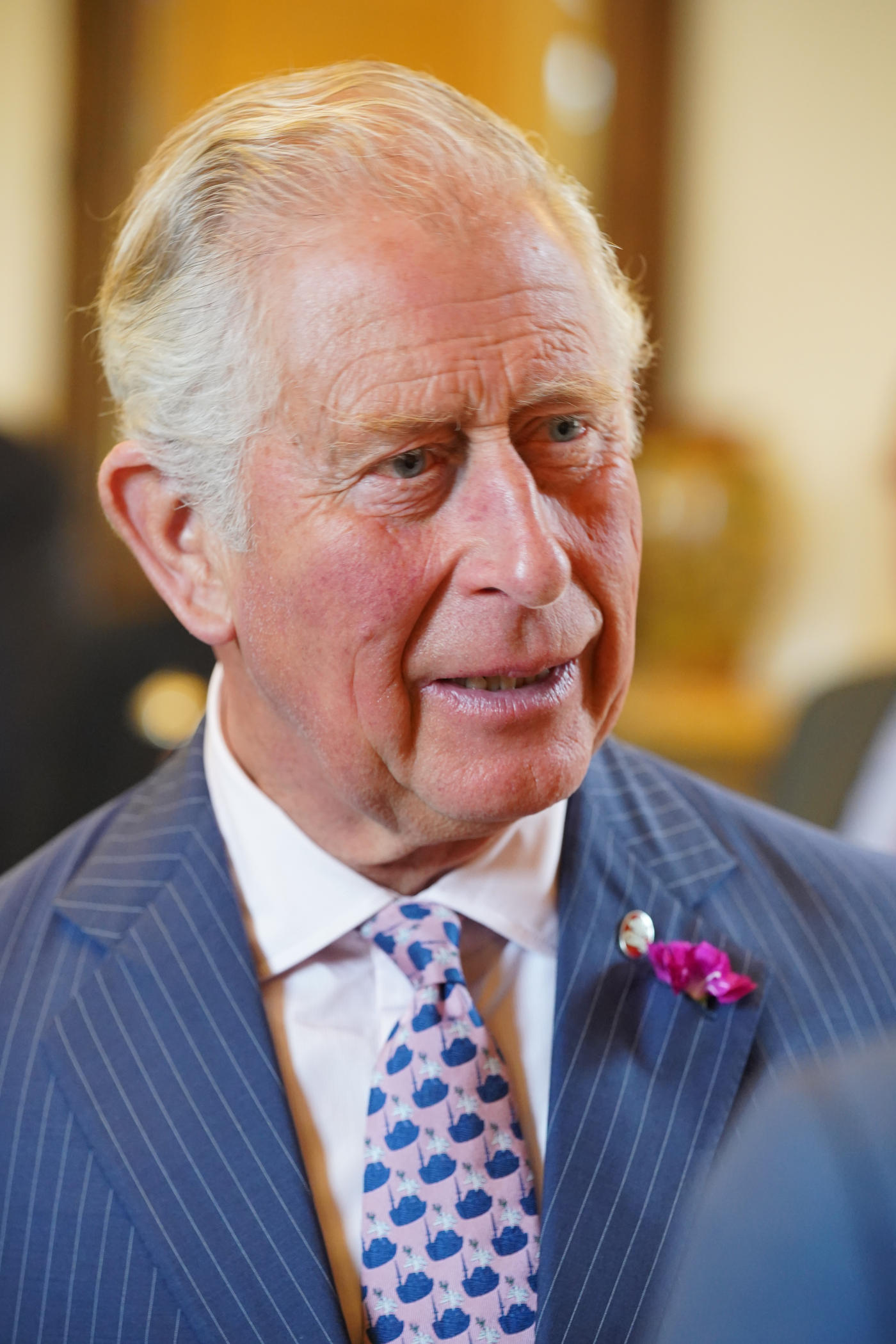
Charles III, roi du Canada depuis le 8 septembre 2022.
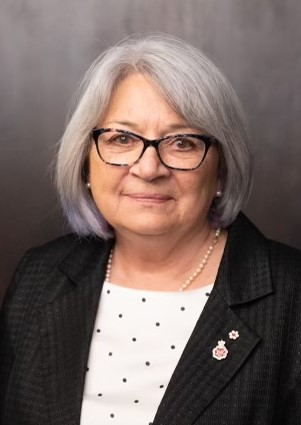
Mary Simon, gouverneure générale depuis 2021.
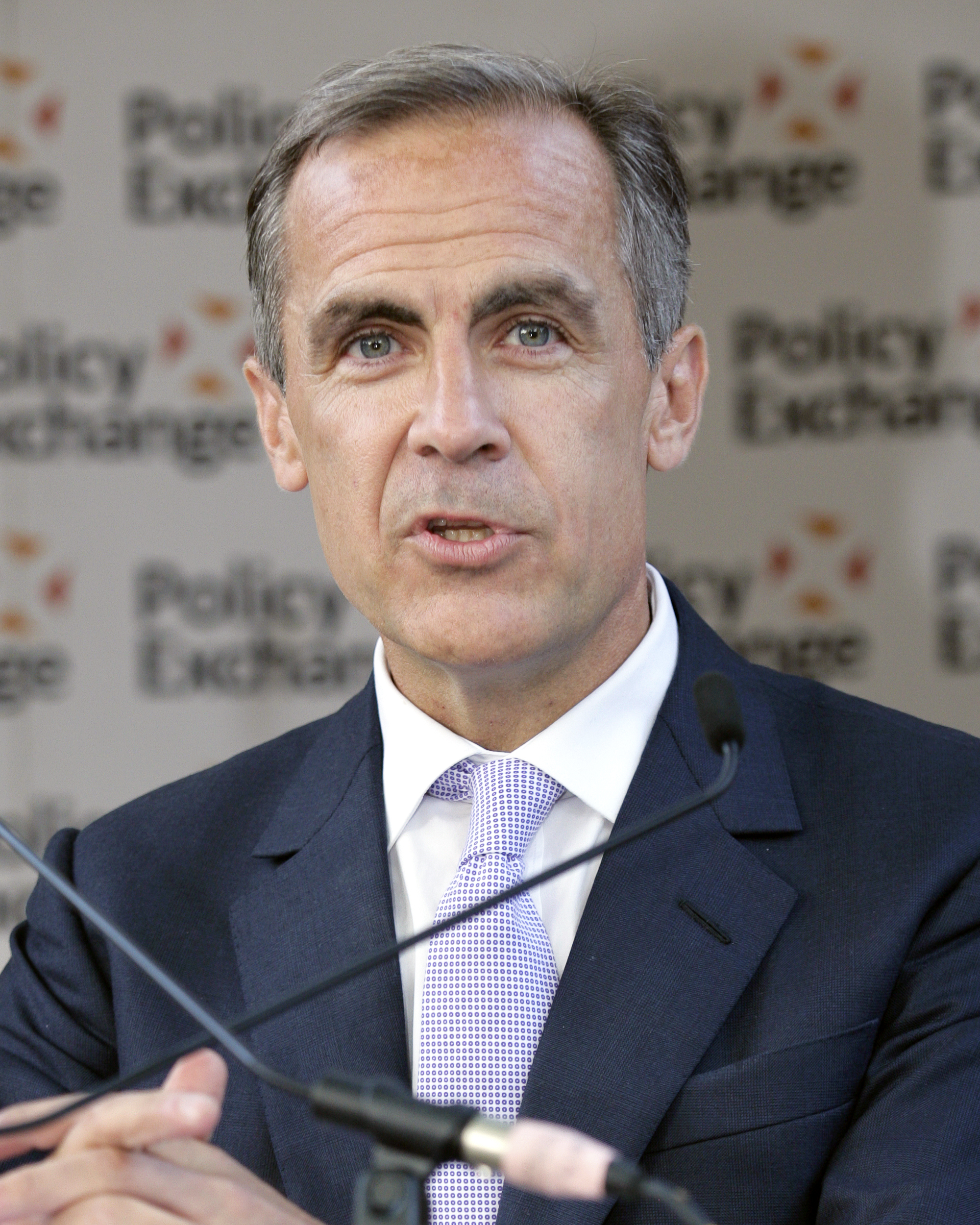
Mark Carney, premier ministre depuis 2025.

#### Gouverneur général du Canada
En sa qualité de représentant du roi ou de la reine, chef de l'État, le ou la gouverneur général et à ce titre Commandant en chef des Forces armées canadiennes, assume les prérogatives royales lorsque le roi ou la reine ne se trouve pas au Canada. Le ou la gouverneur général est nommé par le roi ou la reine sur conseil du premier ministre. Rideau Hall est sa résidence principale d'Ottawa alors que la Citadelle de Québec est sa résidence à Québec. Bien que le ou la gouverneur général conserve certaines prérogatives royales, ses devoirs et obligations sont définies par la Constitution du Canada, laquelle consiste en une série de lois constitutionnelles enchevêtrées, celles-ci étant composées de textes écrits et de traditions et conventions non écrites. Dans les faits, le poste de gouverneur général est surtout symbolique, et ne possède pas de pouvoir réel. Depuis quelques années un débat subsiste, à savoir si le poste de gouverneur général et celui des lieutenant-gouverneur devraient être abolis.

#### Premier ministre
Le poste de premier ministre, chef du gouvernement du Canada, revient de facto au chef du parti politique dont la représentation à la Chambre des Communes est la plus grande, ce qui peut mener à des situations où le parti du gouvernement peut être majoritaire comme minoritaire. Le premier ministre choisit ensuite les membres du conseil des ministres. Les nominations ministérielles sont effectuées par le gouverneur général sur les recommandations du premier ministre, ces dernières étant habituellement de facto respectées bien qu'elles puissent de jure être rejetées. Les membres du Cabinet proviennent généralement du parti politique du premier ministre, et fort majoritairement des députés de la Chambre des communes, bien que certains puissent aussi provenir du Sénat, ou même dans de rares cas, ne faire partie d'aucune Chambre du Parlement. Bien qu'il n'y ait aucun texte écrit à cet effet, et comme la tradition dicte au gouverneur général de nommer au poste de premier ministre le chef de la majorité politique élue à la Chambre des communes, et aux postes de conseillers privés et de ministres les gens dont il approuve la nomination, certains juristes soutiennent que de nos jours, cette disposition unit constitutionnellement le gouverneur général. En 2025, Mark Carney devient le 24e Premier Ministre du Canada.
Comme le Canada est une monarchie parlementaire, le gouverneur général est le responsable du pouvoir exécutif en l'absence du Roi. Cependant, au fil des années, son rôle a évolué et s'est empreint de conventions non écrites qui lui ont fait perdre le pouvoir qu'il détenait autrefois. Bien qu'aujourd'hui son rôle soit apolitique et purement symbolique et protocolaire, le gouverneur général est tout de même assisté par le Bureau du secrétaire du gouverneur général afin d'accomplir son mandat et [de] s'acquitter de ses responsabilités en qualité de chef d'État et en ce qui concerne la constitution, le cérémonial et les autres responsabilités traditionnelles.
Le Conseil privé du Roi ou de la Reine pour le Canada a été créé par la loi constitutionnelle de 1867 afin d'aider et aviser le gouverneur général en conseil dans l'administration du gouvernement. Il est le principal organe du pouvoir exécutif après la Couronne. Le ministre des Affaires intergouvernementales est par tradition le président du Conseil privé. En plus des candidats aux postes de ministre, le premier ministre peut recommander la nomination d'autres personnes au titre de conseillers privés telles que des personnalités de marque, d'anciens membres du gouvernement ou tout simplement des gens à titre honorifique. Le Conseil privé pourrait (…), s'il était actif, être un organisme important et politiquement encombrant (…) avec des membres allant toujours à contre-courant des autres. Il s'est sorti de cette malencontreuse situation d'une façon simple et efficace, en ne réunissant que très rarement tous ses membres. Ainsi, la dernière fois que le Conseil privé a réuni tous ses membres fut en 1981 afin de consentir officiellement au mariage royal du prince Charles, prince de Galles, et de Lady Diana Spencer. Suivant l'annonce des fiançailles du prince à la duchesse de Cornouailles, Camilla Parker Bowles, en 2005, le ministère de la Justice du Canada annonça que le Conseil privé n'avait pas à se réunir puisque le mariage n'aboutirait pas à une descendance et donc, n'affecterait pas l'ordre de succession pour la Couronne du Canada. Selon David Brown, dirigeant au Bureau du Conseil privé en 1981, si le Conseil privé avait rejeté le mariage de 1981, il y aurait eu division dans la lignée royale ainsi qu'avec les autres pays membres du Commonwealth. Par conséquent, aucun descendant du Prince de Galles n'aurait été reconnu comme légitime successeur au Trône. Cette situation aurait amené le Canada à créer sa propre monarchie ou à changer son régime d'État pour celui d'une république.
Le gouvernement est composé du cabinet ministériel, organe exécutif du Conseil privé et lequel est dirigé par le premier ministre. Dans ces tâches, ce dernier est soutenu par le Bureau du Conseil privé. À sa tête se trouve le greffier du Conseil privé, le plus haut fonctionnaire apolitique du gouvernement du Canada. En tant que secrétaire du Cabinet, le greffier du Conseil privé joue un rôle central dans la gestion de l'État et a pour tâches de conseiller de façon impartiale et seconder le premier ministre et le Cabinet, et diriger la fonction publique.
Le gouvernement du Canada est en plus assisté par le Conseil du Trésor, comité du Cabinet composé du président du Conseil du Trésor et de ministres. Le Conseil du Trésor est chargé de l'imputabilité et de l'éthique, de la gestion des finances, du personnel et de l'administration, de la fonction de contrôle ainsi que de l'approbation des règlements et de la plupart des décrets en conseil. Ainsi, tout comme le Bureau du Conseil privé, le Conseil du Trésor joue un rôle central dans la gestion de l'État, mais constitue un organe politique dont les membres sont élus contrairement à ce dernier. Le Conseil du Trésor est donc directement imputable au Parlement.
Bien que chaque ministère soit responsable de son portefeuille respectif, trois ministères jouent un rôle central dans la gestion des finances publiques de l'État et supporte ainsi les travaux du Conseil du Trésor et des autres ministères. Ainsi, le ministère des Finances est responsable de toutes les questions en matière de finances publiques qui ne sont pas attribuées de droit au Conseil du Trésor, tel l'établissement du budget fédéral et de la politique économique et financière du pays. L'Agence du Revenu du Canada est quant à elle responsable du contrôle d'application de la législation fiscale. Alors que le ministère des Travaux publics et des Services gouvernementaux est un organisme de services communs destinés à aider les ministères à réaliser leurs programmes. Le ministre de ce dernier ministère est par tradition le Receveur général du Canada et donc, responsable de l'émission et de la réception de tous les paiements faits et reçus par le gouvernement et, responsable de la préparation et de la publication des comptes publics.
D'autres organismes existent dans la gestion centrale et le contrôle de l'État, mais ceux-ci relèvent directement du Parlement et sont donc indépendants du gouvernement. Tel est le cas du Bureau du commissaire à l'éthique, du Bureau du vérificateur général et du Commissariat aux langues officielles.

### Pouvoir législatif

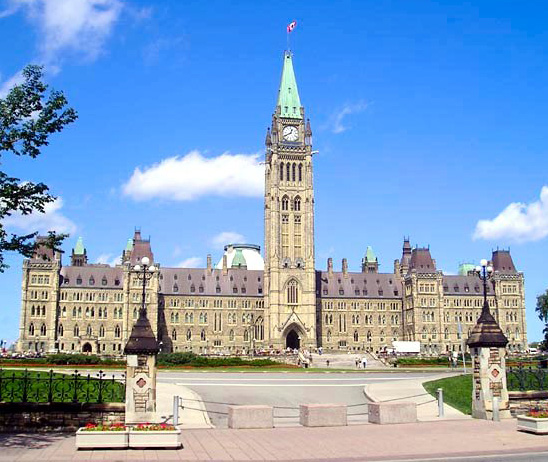
Édifice du Centre, Colline du Parlement, Ottawa.

Le Canada est un régime parlementaire fédéral avec une tradition démocratique héritée de la démocratie anglaise du XVIe siècle. Le pouvoir législatif est constitué du Parlement, lequel comprend le roi ou la reine (en son absence le gouverneur général du Canada), le Sénat et la Chambre des communes. La représentation du pouvoir législatif se fait par la Colline du Parlement, là où se situent tous les édifices parlementaires.

#### Assermentations, élections et nominations
Avant d'entrer en fonction, le premier ministre du Canada ainsi que tous les membres de son cabinet ministériel sont assermentés par le gouverneur général en conseil d'abord en tant que conseillers privés au sein du Conseil privé du Roi pour le Canada, et ensuite en tant que membres du Cabinet. Le premier ministre exerce des pouvoirs nombreux, notamment quant à la nomination des responsables au sein du Gouvernement et de l'administration publique.
La tradition veut que le prédicat « le très honorable » précède le nom du premier ministre.
Justin Trudeau, chef du Parti libéral du Canada est premier ministre du 4 novembre 2015 à mars 2025, laissant la place à Mark Carney, nouveau chef du Parti libéral du Canada. Chacun des ministres a la responsabilité de son ministère respectif. Ainsi, chaque ministre est chargé de la nomination des responsables au sein du ministère, dont le sous-ministre. Ce dernier constitue la plus haute autorité administrative non élue du ministère. Son rôle est de conseiller le ministre et de rendre compte à celui-ci des activités du ministère.
La Chambre des communes du Canada est composée de députés élus au scrutin uninominal majoritaire à un tour dans chacune des circonscriptions électorales (jadis appelées « comtés »). Des élections générales sont déclenchées par le gouverneur général en conseil après que celui-ci a dissous la Chambre des communes pour l'une des raisons suivantes :
- sous recommandation volontaire et stratégique du premier ministre ;
- au terme du mandat de quatre ans ;
- à la suite d'un vote de confiance non favorable au gouvernement en place par les députés fédéraux.

Les membres du Sénat, dont les sièges sont octroyés sur une base régionale, sont choisis par le premier ministre et assermentés à vie par le gouverneur général en conseil pour servir jusqu'à l'âge maximum de 75 ans.

#### Fonctionnement du Parlement
À l'issue de l'élection fédérale canadienne de 2015 les cinq partis politiques du Canada siégeant actuellement[C'est-à-dire ?] au Parlement sont, en ordre décroissant de représentation à la Chambre des communes : le Parti libéral du Canada (184), le Parti conservateur du Canada (99), Nouveau Parti démocratique du Canada (44), le Bloc québécois (10) et le Parti vert du Canada (1). Aucun député indépendant n'a été élu le 19 octobre 2015. Bien que plusieurs autres partis ne soient pas représentés au Parlement, la liste des partis historiques avec représentation est substantielle (voir Partis politiques canadiens).
Le président de la Chambre des communes est responsable de la direction des affaires parlementaires de la Chambre. Il veille au bon déroulement de la Chambre, à l'interprétation impartiale des règles et à la défense des droits et privilèges de tous les députés. Siégeant au centre de la Chambre avec des greffiers adjoints, sous-greffiers et légistes, le Greffier de la Chambre des communes relève du président et, a pour tâches de conseiller de façon impartiale le Président et les députés sur l'interprétation des règles, des usages et de la jurisprudence parlementaires. Il est aussi responsable de l'enregistrement des décisions et des débats de la Chambre dans le Hansard et de faire parvenir les publications à la Gazette officielle. Le sergent d'armes assiste quant à lui le greffier de la Chambre des communes dans son rôle de chef de la cité parlementaire, notamment dans les fonctions protocolaires telles que le cérémonial de la masse au début et à la fin de chaque séance, dans la sécurité et l'entretien des édifices parlementaires.
Le Sénat fonctionne sensiblement de la même façon que la Chambre des communes. Cependant, comme c'est la Chambre haute du Parlement, la représentation de l'autorité est plus présente. À titre de membre du service interne de la maison royale, l'huissier du bâton noir agit en tant que serviteur personnel du Roi et sert de messager parlementaire afin de convoquer les députés au discours du Trône et à la cérémonie de la sanction royale. Il est responsable des détails protocolaires, logistiques et administratifs entourant tous les événements d'envergure nationale, tels que l'ouverture des législatures, l'investiture du gouverneur général, les funérailles nationales et la réception des dignitaires et officiels étrangers par le gouverneur général.
Dans l'exercice de leurs tâches, les parlementaires sont assistés par la Bibliothèque du Parlement, laquelle offre des services objectifs d'information juridique, budgétaire et d'estimation de coûts.
En matière de responsabilité ministérielle, les membres du Cabinet doivent rendre compte des activités de leur ministère lors d'une période de questions et de réponses orales à chaque jour de travail de la Chambre des communes. Ainsi, une période de la journée est allouée où tous les membres du gouvernement, dans la mesure du possible, siègent en Chambre afin de répondre aux questions de l'Opposition officielle et des autres partis d'opposition.
Une période similaire existe au Sénat où les membres de l'Opposition interrogent le leader parlementaire du gouvernement au Sénat.

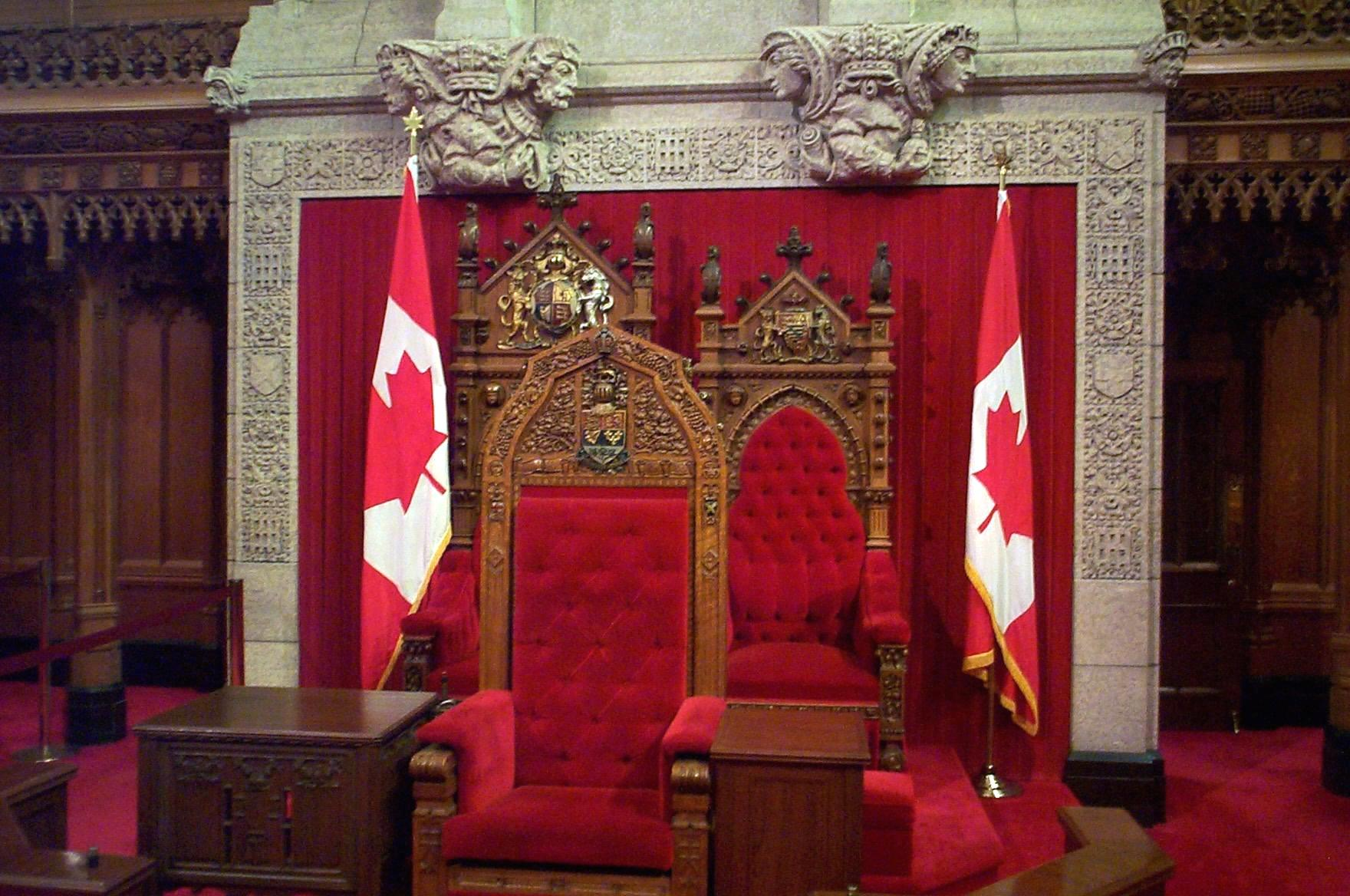
Les trônes (en arrière-plan) de la reine Élisabeth II et du prince Philippe, duc d'Édimbourg, dans la chambre du Sénat. Au premier plan, le siège du président du Sénat.

À l'ouverture de chaque session parlementaire (deux par année), le gouverneur général en conseil prononce le discours du Trône à même la Salle du Trône, la chambre du Sénat. Ce discours stipule les grandes lignes d'intervention du gouvernement tout au long de la session parlementaire. Ce discours est ensuite passé au vote par les députés et, en général, soumis à une motion de confiance. Cette motion a pour effet d'induire au vote la qualité de faire tomber le gouvernement si le vote s'avère négatif. Dans cette situation, le gouverneur général en conseil doit dissoudre la Chambre des communes et déclencher des élections générales. Si le vote est positif, le gouvernement peut cependant mettre en œuvre ces directives.
En plus des travaux législatifs effectués en Chambre, différents comités sénatoriaux et comités des Communes existent afin d'approfondir les études. Ces comités permettent aux députés et aux sénateurs de rencontrer et d'interroger (dans un cadre formel) des experts ou groupes de citoyens pouvant apporter une opinion sur le sujet débattu. Ces comités déposent ensuite leurs rapports à la Chambre et au Sénat pour examen subséquent. Sauf exception, telle le vote du budget, l'approbation des deux chambres législatives est nécessaire pour que le gouverneur général en conseil sanctionne la création, la modification ou l'abrogation d'une loi.

### Charte canadienne des droits et libertés
La Constitution inclut la Charte canadienne des droits et libertés garantissant aux Canadiens les droits et libertés qui y sont énoncés, et qui ne peuvent être enfreints par aucun niveau de gouvernement au Canada. « Ils ne peuvent être restreints que par une règle de droit, dans des limites qui soient raisonnables et dont la justification puisse se démontrer dans le cadre d'une société libre et démocratique » (Extrait du premier article de la Charte). En outre, une disposition de dérogation octroie au Parlement fédéral ainsi qu'aux législatures provinciales le pouvoir de légiférer en tout temps, et dans la mesure convenue par les législateurs, en outrepassant temporairement certaines dispositions de la Charte — dans les libertés fondamentales, les garanties juridiques ou les droits à l'égalité — pour une période de cinq ans renouvelable.

### Cour suprême du Canada

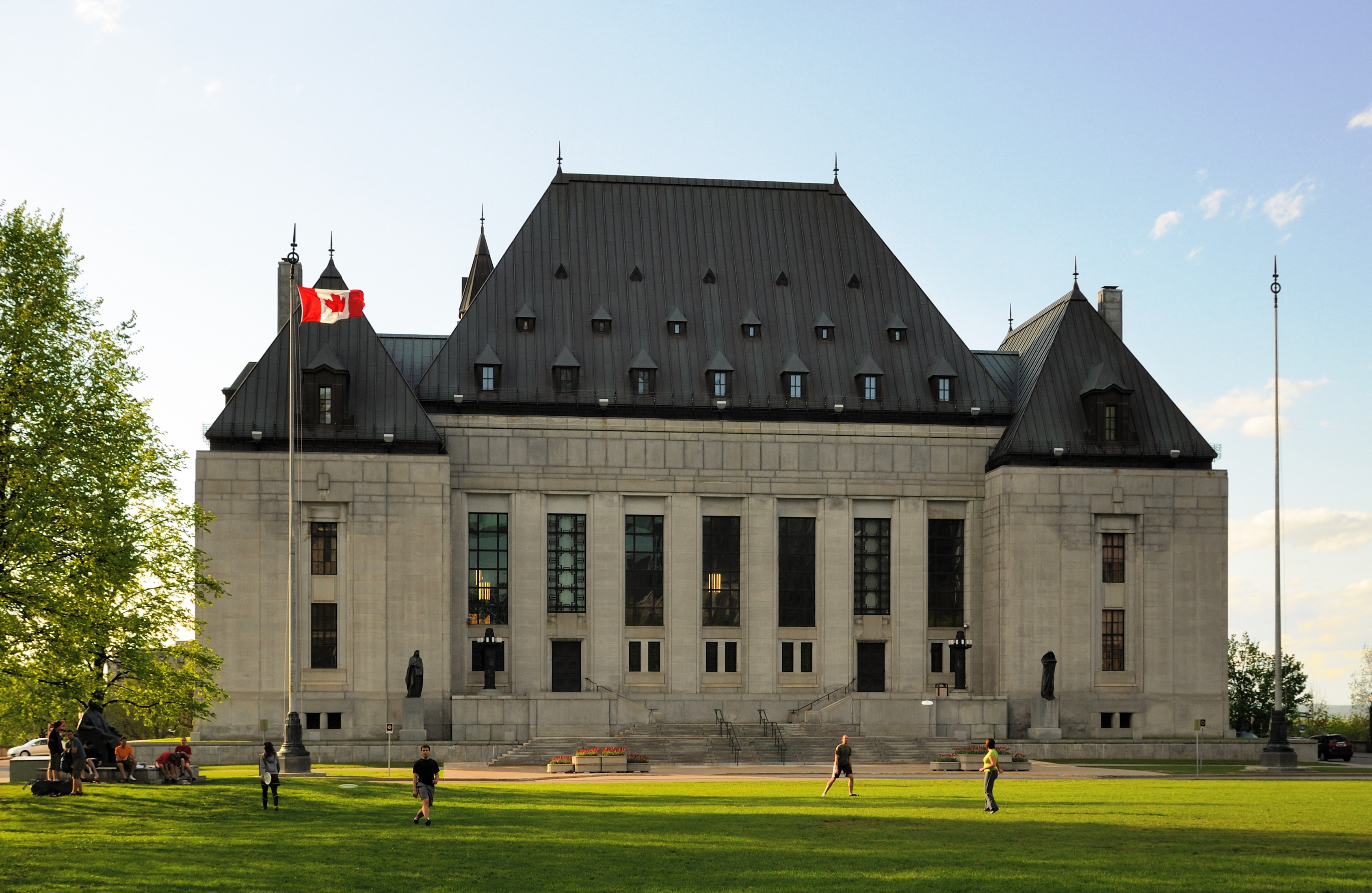
La Cour suprême du Canada, à Ottawa, à l'ouest de la Colline du Parlement.

La Cour suprême du Canada est la juridiction d'appel de dernier ressort du pays et/ou la plus haute cour au Canada. Elle tranche des questions de droit d’importances pour le public. Elle contribue aussi à l'évolution de tous les domaines du droit au Canada. Elle est composée de 9 juges dont le juge en chef du Canada. La Cour suprême du Canada constitue une institution nationale majeure qui se trouve au sommet du pouvoir judiciaire de l’État canadien.

### Fonctionnement du fédéralisme
La Constitution garantit un partage des compétences législatives entre le Parlement et les législatures provinciales. Chacun des paliers possède l'autorité suprême sur leurs compétences respectives bien que les deux aient une compétence égale dans les matières sur l'immigration et l'agriculture. Afin de faire respecter ce partage des juridictions, plusieurs débats se traduisent souvent en Cour suprême. Au cours des années, il s'est cependant avéré que les provinces possèdent significativement plus de pouvoirs que le gouvernement fédéral au point où les provinces ont le pouvoir d'influencer indirectement le pouvoir de certaines compétences fédérales à l'intérieur des limites de leur territoire. Tel est le cas en matière de réglementation du trafic et du commerce (compétence fédérale) et d'octroi de permis d'exercice et de pratique commerciale (compétence provinciale) ou d'élaboration contractuelle (compétence provinciale). Ainsi, dans cet exemple, les principes du libre-marché promus par les gouvernements fédéraux peuvent être annihilés par des politiques provinciales.
Le ministère des Affaires intergouvernementales est un organisme du Bureau du Conseil privé et, est responsable des affaires parlementaires touchant les relations fédérales-provinciales-territoriales telles que le fédéralisme fiscal, l'évolution de la fédération et l'unité canadienne.
Dans un but de développement de la fédération, les provinces, avec la participation des territoires, ont créé le Conseil de la fédération en 2003. Bien que cette organisation n'ait pas été institutionnalisée, elle permet aux provinces et territoires de consolider leurs forces et de travailler en collaboration sur tous sujets tombant dans leur juridiction législative en favorisant entre autres les échanges interprovinciaux. De plus, elle permet aux provinces et territoires de faire front commun lorsque vient le temps de négocier avec le gouvernement fédéral, notamment en matière de péréquation et de développement de projets nécessitant la coopération du gouvernement fédéral.

#### Parlements provinciaux
Chaque province est un État à part entière avec un régime également parlementaire. Le régime est constitué du pouvoir législatif, c'est-à-dire un parlement unicaméral comprenant une assemblée législative élective et du représentant du roi ou de la reine du Canada appelé lieutenant-gouverneur. Le pouvoir exécutif, c'est-à-dire le gouvernement, est composé du représentant de la reine et d'un conseil des ministres dirigé par le premier ministre provincial.
L'assemblée législative de chaque province est composée de députés élus au scrutin uninominal majoritaire à un tour dans chacune des circonscriptions électorales provinciales (différentes des circonscriptions fédérales, à l'exception de l'Ontario, où plusieurs circonscriptions provinciales coïncident avec les circonscriptions fédérales depuis 1999).
En 2001, la Colombie-Britannique a été la première province canadienne à adopter le principe d'élections générales à date fixe. Depuis, trois autres provinces, soit l'Ontario (2004), Terre-Neuve-et-Labrador (2004) et le Nouveau-Brunswick (2007) ont fait de même. En novembre 2006, le gouvernement fédéral modifiait lui aussi sa loi électorale afin que soit déterminée d'avance, la date des futures élections. De nos jours, seule la Nouvelle-Écosse n'a pas adopté de loi prévoyant des élections générales à date fixe. Cependant la mise en place d'élections à date fixe au Canada n'a pas pour effet d'empêcher un gouvernement de perdre la confiance de son assemblée législative élective. Par conséquent, si un gouvernement est renversé en chambre, la date initialement prévue pour la tenue d'une élection générale est devancée même si le principe d'élections à date fixe a été adopté. Cette caractéristique de ce dernier dans le contexte canadien se distingue de celui appliqué aux États-Unis où la date prévue, par exemple, pour la tenue des élections présidentielles, ne peut être devancée, et ce, même si le président américain n'est plus en mesure d'exercer son mandat.
Le système démocratique et parlementaire d'une province est par défaut celui défini dans la Loi constitutionnelle de 1867, à savoir un système similaire à celui du parlement fédéral. Cependant, chaque parlement provincial a le pouvoir de modifier sa propre constitution provinciale.

## Système juridique et droit

### Tribunaux
La judicature du Canada est définie dans la Loi constitutionnelle de 1867. Elle joue un rôle important dans l'interprétation des lois, et possède le pouvoir d'invalider les lois qui transgressent la Constitution. Tous les tribunaux provinciaux et fédéraux sont organisés en une seule pyramide à quatre niveaux. La Cour suprême du Canada, constituée en 1875, est la plus haute instance judiciaire du pays, et en l'occurrence, la cour de dernier ressort nationale. « Elle a (…) compétence sur des litiges relevant de tous les domaines du droit », chapeautant la Cour d'appel fédérale ainsi que toutes les cours d'appel provinciales. Sous ces juridictions viennent la Cour fédérale, la Cour canadienne de l'impôt ainsi que les cours supérieures de compétence générale des provinces et des territoires. Puis au bas de la pyramide viennent les cours typiquement décrites comme des cours provinciales. « Bien que ne faisant pas officiellement partie du système judiciaire canadien, du fait qu'ils ne sont pas officiellement des « cours de justice », les tribunaux administratifs sont partie intégrante du système créé au Canada par le gouvernement pour résoudre les litiges », entre autres en matière de relations de travail.
D'autre part, le mandat de la judicature est de pourvoir à la primauté du droit de façon impartiale et accessible à tous ; la primauté du droit étant assurée grâce à l'indépendance de la magistrature face aux institutions politiques.
La juge en chef du Canada, Beverley McLachlin, de même que les huit autres juges puînés de la Cour suprême, sont assermentés par le gouverneur général en conseil après avis du premier ministre. Tous les juges des cours d'appel, provinciales et fédérale, et des cours supérieures sont aussi assermentés de la même manière, après avis du premier ministre et du ministre de la Justice, à la suite de la consultation des organismes non gouvernementaux. Le Cabinet fédéral nomme les magistrats des cours supérieures aux niveaux provincial et territorial. Les postes des tribunaux du bas de la pyramide judiciaire, aux niveaux provincial et territorial, sont comblés par les gouvernements respectifs.

### Droit positif

#### Droit constitutionnel
Le fondement légal du Canada repose dans la Constitution du Canada. Celle-ci est composée de textes écrits, de traditions et de conventions non écrites dont les origines proviennent du droit anglais, et dont la pertinence au sein du droit canadien est de nos jours confirmée par la jurisprudence grâce au premier paragraphe du préambule de la Loi constitutionnelle de 1867 :

« Considérant que les provinces du Canada, de la Nouvelle-Écosse et du Nouveau-Brunswick ont exprimé le désir de contracter une Union Fédérale pour ne former qu'une seule et même Puissance (Dominion) sous la couronne du Royaume-Uni de la Grande-Bretagne et d'Irlande, avec une constitution reposant sur les mêmes principes que celle du Royaume-Uni. »

Cependant, la Proclamation royale de 1763 est le point de départ du droit canadien pour tous sujets en litige, tels que les conflits frontaliers des provinces. Par suite de la cession du territoire par la France, la proclamation a imposé au Canada toutes lois en vigueur en 1763 au Royaume-Uni et a amené avec elle tous les droits détenus par les Britanniques dans l'Empire. Encore aujourd'hui, plusieurs lois ou traditions britanniques en vigueur en 1763 font partie intégrante du contexte légal canadien. Par exemple, plusieurs institutions politiques existantes de nos jours, telles que les Assemblées législatives, trouvent leur source dans des traditions en vigueur au XVIIIe siècle au Royaume-Uni et dans l'ensemble de l'Empire britannique. Ces lois et traditions britanniques n'ont, pour la plupart, de représentation écrite dans le droit canadien que la jurisprudence des tribunaux. De plus, la Magna Carta de 1215 et la Déclaration des droits (Bill of Rights) de 1689 octroient certains droits fondamentaux aux Canadiens, dont la liberté d'expression, la liberté de presse, le droit de vote et le principe de l'Habeas Corpus. Les droits de tout homme et femme canadien sont par ailleurs repris et confirmés par écrit dans la Charte canadienne des droits et libertés, créée en 1982. Par conséquent, en plus des droits énoncés par écrit dans les textes constitutionnels, il existe une théorie judiciaire en jurisprudence canadienne qui fait intervenir des droits intrinsèques à la Constitution afin de reconnaître les lois et traditions existantes lors de l'entrée en vigueur de la loi constitutionnelle de 1867 et même avant, de la Proclamation royale en 1763. Cette théorie est mieux connue sous le nom de Charte des droits implicite. Elle a préséance tant et aussi longtemps qu'elle n'est pas contredite par des dispositions écrites de la Constitution même, par une loi du Parlement ou d'une législature provinciale, ou par des conventions non écrites.
Le droit positif canadien est ainsi composé de quatre grandes sphères : la législation, la jurisprudence, la doctrine et la tradition. Le bijuridisme est un trait particulier du droit canadien. En effet, la common law est l'unique loi civile au Canada - comme dans la plupart des pays anglophones, sauf dans les compétences législatives du Québec où la préséance est donnée exclusivement au Code civil du Québec. Cependant, seuls les principes de la common law régissent la Constitution. Par conséquent, les dispositions constitutionnelles sont muables et constamment en modification jour après jour. Autrement dit, les écrits constitutionnels ne forment que des points de départ auxquels les classes médiatiques, politiques et sociales se rattachent pour ensuite influencer les comportements populaires de façon à conserver ou modifier la Constitution par voie de conventions non écrites. De cette façon, ses principes s'appliquent, par exemple, aux compétences législatives provinciales pour que celles-ci demeurent aux provinces ou soient transférées au Parlement fédéral, ou à l'inverse pour que des compétences législatives fédérales soient conservées par le Parlement fédéral ou transférées aux législatures provinciales.
La Constitution du Canada inclut donc aujourd'hui la Loi de 1982 sur le Canada, la Loi constitutionnelle de 1867, la Loi constitutionnelle de 1982 et tous les documents figurant à son annexe, les modifications constitutionnelles subséquentes, ainsi que les principes constitutionnels sous-jacents.

#### Common law
Les lois civiles du Canada sont issues des lois civiles britanniques puis ont été adaptées au fil du temps au contexte socio-culturel et géopolitique du Canada. Exception faite des compétences législatives du Québec, la common law est le système de droit civil qui prévaut dans les compétences législatives provinciales de l'ensemble des provinces et territoires du Canada. La common law s'applique toutefois à toutes les provinces et territoires en matière de droit constitutionnel et de compétences législatives fédérales. Common law ne se traduit pas en français. Bien que certaines personnes soient portées à parler de droit coutumier, la common law est plus qu'un système de droit coutumier, c'est aussi un système de droit jurisprudentiel, de droit législatif et de droit populaire. Ainsi, on parle de droit jurisprudentiel lorsque les normes légales sont promulguées par arrêts des tribunaux, de droit législatif lorsque les lois sont édictées par le Parlement fédéral ou les législatures provinciales et de droit populaire lorsque les normes légales ont pour source le peuple (les citoyens). Dans le droit populaire, l'on parle de conventions non-écrites pour définir les normes émanant du peuple.
Dans le système de common law, le droit coutumier sert à chacun des groupes ci-haut mentionné pour acquérir de l'autorité sur certaines matières, ou en perdre, dépendamment de la tradition ou de la coutume établie au fil du temps. Cette tradition, ou coutume, se définit par un comportement ou une omission répétée pendant une période de temps. Par exemple, une législature provinciale pourrait détenir l'autorité sur certaines dispositions de la sécurité routière et ainsi établir une loi qui interdit de tourner à gauche sur les feux rouges, mais si l'autorité responsable (les forces policières) ne prend pas les mesures appropriées pour l'application de cette loi et que son omission provoque la création d'une coutume où les conducteurs tournent à gauche sur les feux rouges malgré l'interdiction législative, cette coutume risque de prendre le dessus sur la législation et ainsi devenir une convention non-écrite qui rend la loi de la législature invalide. Le droit populaire s'étant imposé, toutes interventions futures des forces policières pour faire respecter la législation deviendraient illégales. L'influence médiatique et la propagande deviendraient les seules façons valides pour faire changer cette coutume afin d'obtenir l'approbation d'une quantité suffisante de personnes, le cas échéant. Par conséquent, la coutume peut être d'ordre national, provincial, régional, local, et même individuel - un individu peut créer sa propre loi. Ainsi, dans l'exemple ci-dessus, tourner à gauche sur les feux rouges est d'ordre courant dans la grande région de Toronto si le virage s'effectue lorsque le trafic en sens inverse empêche les trois premières voitures de tourner à gauche sur un feu vert ou jaune, bien que la législation l'interdise.
Parfois, dans les situations de plus grande portée, les gouvernements sont aux prises avec l'obligation d'entretenir ou de sonder l'opinion publique conformément à leur idéologie, car celle-ci sert de justification légale à certaines de leurs actions ou inactions. Tel est le cas, par exemple, sur les questions de reconnaissance de la nation québécoise ou sur les droits des minorités francophones hors-Québec.
Finalement, dans un système de common law, chaque acteur tente généralement de conserver son pouvoir en plus d'acquérir ou de retrouver un pouvoir légal, voire constitutionnel, par voie de traditions et de conventions non écrites. Par conséquent, l'influence, la pression, la manipulation et la propagande sont les moyens utilisés au sein de la population, des médias et des instances politiques afin de parvenir à ces buts. Ces derniers peuvent notamment être atteints en tentant de :
1. casser les conventions en vigueur qui sont perçues comme étant contraires aux intérêts des uns ;
2. empêcher certains groupes ou personnes d'imposer des coutumes qui pourraient être inappropriées pour les propres intérêts de ces mêmes personnes ;
3. et créer sa propre autorité ou imposer sa propre idéologie.

#### Equityet Procédure
En complément de la common law existent les principes de l'équité. Alors que la common law élabore les normes légales, l'equity est un ensemble de principes permettant aux tribunaux canadiens de pourvoir à l'application des normes légales. Des instruments tels que des brefs d'évocation, cautions, décrets, injonctions, mises en demeure et outrages au tribunal sont utilisés par les tribunaux afin de rendre leurs jugements effectifs. Ainsi, il est possible pour les tribunaux d'établir une forme de justice naturelle qui va au-delà des sanctions imposées par la législation, telles les dommages-intérêts ou l'emprisonnement. Dans un souci de justice et d'équité, les tribunaux invoquent la présomption d'innocence du défendeur et donc, les principes par lesquels chacune des parties adverses doit être traitée équitablement jusqu'à preuve de culpabilité de la partie défenderesse. Par exemple, en présumant son innocence, le suspect d'un meurtre pourrait être libéré sous caution en attendant son procès tout en promettant de comparaître dans les délais prévus en garantie de ne pas quitter le pays, ou une région donnée. Un tribunal pourrait aussi, par exemple, émettre une injonction interlocutoire provisoire empêchant la partie plaignante d'user d'un droit légal qui, si le jugement du tribunal était favorable au défendeur, rendrait ce jugement ineffectif.
Dans un même souci de justice et d'équité, les peines imposées à un coupable déclaré peuvent être réduites ou augmentées par un tribunal après évaluation des causes affligeantes et réductrices. Par exemple, le coupable déclaré à une infraction pourrait voir sa peine réduite de façon substantielle par un tribunal en considération du traitement médiatique qui lui a été infligé. À l'inverse, sa peine pourrait être augmentée significativement dans la situation où le coupable ne démontre aucun signe apparent de remords.
Les principes de l'equity existent dans toutes les provinces et territoires du Canada et s'appliquent tant au droit constitutionnel qu'aux compétences législatives fédérales et provinciales. Cependant, eu égard au droit civil du Québec, on parle de procédure civile et de procédure pénale dans les champs de juridictions québécoises. L'Assemblée nationale du Québec reprend toutefois les mêmes principes de l'equity, mais en les définissant et en les balisant par écrit dans le Code de procédure civile et le Code de procédure pénale du Québec. Contrairement à l'equity qui suit les règles de modification de la common law, les procédures ne peuvent être modifiés que par l'Assemblée nationale du Québec.

#### Droit civil mixte
Contrairement au reste du Canada, le Québec est unique en ce sens où toute loi civile est écrite. Par conséquent, seule une modification dans le respect des lois existantes par les législateurs est nécessaire. L'autorité ultime appartient à l'Assemblée nationale du Québec, dans les limites de ses compétences législatives. Cependant, pour les lois fédérales, seuls les principes de common law s'appliquent. Ainsi, toutes les lois de l'Assemblée nationale du Québec ont préséance en tout temps, tant et aussi longtemps qu'elles suivent les règles constitutionnelles et qu'elles ne sont pas modifiées par les législateurs. Cependant, le Code civil du Québec ainsi que d'autres lois provinciales délèguent parfois aux tribunaux le rôle de créer un droit jurisprudentiel, coutumier et populaire, d'abord et avant tout, encadré par la législation. Ce type de droit constitue un système juridique mixte quasi-unique dans le Monde au côté du droit écossais et de celui de la Louisiane.
Le droit jurisprudentiel et coutumier du Québec est très présent pour légiférer et réglementer certaines industries membres du système corporatiste, en particulier les professions libérales, à savoir la médecine, le droit, le notariat, la comptabilité et la planification financière. Il en est ainsi, par exemple, lorsque les législateurs insèrent dans une loi des dispositions qui insistent sur le caractère raisonnable ou pertinent d'une action, sans nécessairement donner plus de détails. Les tribunaux sont ainsi appelés à créer des lois sur ces points en litige en jugeant de la raisonnabilité ou de la pertinence selon les us et coutumes de l'industrie respective. Dans plusieurs contextes, les principes de droit jurisprudentiel, coutumier et populaire s'appliquent aussi à tous les citoyens. Par exemple, les tribunaux sont appelés à établir les droits de la personnalité en plus de ceux énoncés au Code civil et d'établir les situations constituant des atteintes à la réputation.
Ce système mixte a entre autres pour effet de combler certains vides juridiques auxquels les législateurs n'auraient pas pensé, et ce, en plus de permettre au droit de s'adapter plus rapidement à l'évolution de la société. Il encourage en plus la rapidité d'innovation des pratiques sous la concertation des experts des industries concernées. Autrement dit, la codification des lois québécoises intègre les principes de droit commun en permettant au peuple d'établir lui-même ses principes fondamentaux de justice grâce à la « loi de la nation » (law of the land), principe décrit dans la Magna Carta de 1215 et dans la Coutume de Paris de la Nouvelle-France. Par exemple, en matière de responsabilité civile, le premier paragraphe de l'article 1457 du Code civil indique que « toute personne a le devoir de respecter les règles de conduite qui, suivant les circonstances, les usages ou la loi, s'imposent à elle, de manière à ne pas causer de préjudice à autrui. » L'ensemble de la nation est ainsi amené à établir démocratiquement au sein de sa population diverses normes socio-culturelles qui prennent de fait une valeur légale avec le temps. Ainsi, selon les normes socio-culturelles en vigueur, cette seule phrase du Code civil légifère sur des sujets tels que l'abus de confiance, l'abus de pouvoir, le harcèlement psychologique, l'assistance à autrui, la divulgation de renseignements, la modification des lois par les législateurs, etc.
Par conséquent, contrairement aux provinces de pure common law, aucun système de droit coutumier et de droit populaire n'existe dans les compétences législatives du Québec si ce n'est ceux établis par le droit législatif. Cependant, pour avoir force de loi, la jurisprudence des tribunaux est seule compétente, dans les limites de la législation, pour reconnaître la « loi de la nation » et le respect des dispositions législatives.

#### Droit criminel et autres lois fédérales
Les lois criminelles sont uniquement de juridiction fédérale, et sont par conséquent uniformes dans tout le Canada. Celles-ci sont entièrement codifiées dans le Code criminel du Canada. Seuls les principes de la common law s'appliquent au droit criminel ainsi qu'aux autres lois fédérales partout au Canada, même au Québec. Ainsi, l'autorité populaire s'étend à l'ensemble des citoyens canadiens plutôt qu'à une seule province ou région.
Dans le cas des lois criminelles, seules les normes culturelles du Canada définissent si un comportement, ou une omission, est criminel. Cette désignation s'effectue principalement sur la base de l'affectation du bien-être collectif de la société. Bien que les lois criminelles soient représentées dans le Code criminel du Canada, le droit populaire (la mentalité des citoyens) détient aujourd'hui la pleine autorité sur la totalité des matières criminelles. Ainsi, pour que le Parlement puisse effectuer une modification du Code criminel du Canada, la mentalité des citoyens doit être conforme aux modifications effectuées. Un changement de mentalité au sein de la population est donc impératif pour que le Parlement puisse effectuer un amendement quelconque en toute légitimité. Cependant, la mentalité populaire n'a force de loi que si le Code criminel a préalablement été modifié en conséquence par les législateurs. L'influence médiatique, la pression et la propagande sont donc des moyens utilisés partout au Canada au sein de la population sur des sujets tels que l'avortement, l'euthanasie, la prostitution et la peine de mort.
Quant à l'application des lois criminelles, le pouvoir est détenu par la législation (les forces policières), la jurisprudence (les tribunaux) et la population (les citoyens). Ainsi, les forces policières sont responsables des enquêtes et du maintien de l'ordre et de la paix alors que les tribunaux pourvoient à l'établissement de l'equity ou de la procédure, le cas échéant. De plus, dans les limites légales établies par la common law, tout citoyen canadien a le pouvoir d'arrestation, de dénonciation et de détention de tout suspect à tout acte criminel. Par exemple, un individu commettant un vol qualifié auprès d'un employé de dépanneur pourrait être poursuivi et arrêté par une tierce personne témoin de la perpétration du crime pour ensuite être détenu par celle-ci jusqu'à l'arrivée des forces policières.

### Système juridique

La Gendarmerie royale du Canada.

L'application de la loi au Canada, incluant les cours de compétences criminelles, est de juridiction provinciale, mais dans la plupart des provinces, cette application est donnée à contrat à la police fédérale, la Gendarmerie royale du Canada (GRC). Seuls l'Ontario, le Québec et Terre-Neuve-et-Labrador possèdent en propre un corps policier provincial, respectivement la Police provinciale de l'Ontario, la Sûreté du Québec et la police Royal Newfoundland Constabulary (« Police royale de Terre-Neuve »). La GRC n'applique que les lois fédérales sur leur territoire, et seulement les lois criminelles d'une étendue nationale, voire internationale, telles que celles relatives au crime organisé, à la sécurité nationale et frontalière, à la jeunesse, aux communautés autochtones et à l'intégrité financière. Cependant, à Terre-Neuve-et-Labrador, la Gendarmerie est aussi responsable de l'application des lois provinciales, mais seulement à l'extérieur des centres urbains de la province.
Certaines municipalités possèdent leur propre corps policier ; il est chargé de l'application des règlements municipaux dans son district judiciaire. Pour les municipalités, régions, comtés… n'ayant pas de corps policier, les services policiers sont donnés à contrat soit à la GRC ou, dans le cas de l'Ontario et du Québec, à leurs polices provinciales respectives. Pour ce qui est des réserves indiennes, chacune possède son corps policier mandaté par le gouvernement fédéral, et ayant juridiction sur tout le territoire de la réserve. Ces policiers sont communément appelés les Peacekeepers.
L'Unité de police militaire du Canada est quant à elle le corps policier responsable de l'ordre et du maintien de la paix au sein des Forces armées canadiennes. Le Service national des enquêtes des Forces canadiennes est, lui, responsable des enquêtes. Pour ce qui est de l'armée, elle peut être déployée auprès de la population lorsque des états de crise ou d'urgence sont en vigueur. Par exemple, lors de la Crise du verglas en 1998 dans le sud du Québec, les Forces canadiennes ont servi à des opérations de secours et de support aux sinistrés.
L'Agence des services frontaliers est de son côté l'organisation responsable d'assurer la protection civile à la frontière du Canada. La Garde côtière canadienne travaille en collaboration avec la Gendarmerie royale du Canada et l'Agence des services frontaliers afin d'assurer la sécurité publique en mer, et la protection civile sur les frontières maritimes. Le Service canadien du renseignement de sécurité est l'agence des services secrets responsable des enquêtes approfondies d'ordre national, voire international, afin d'assurer la protection civile du Canada.

## Affaires étrangères

### Relations commerciales

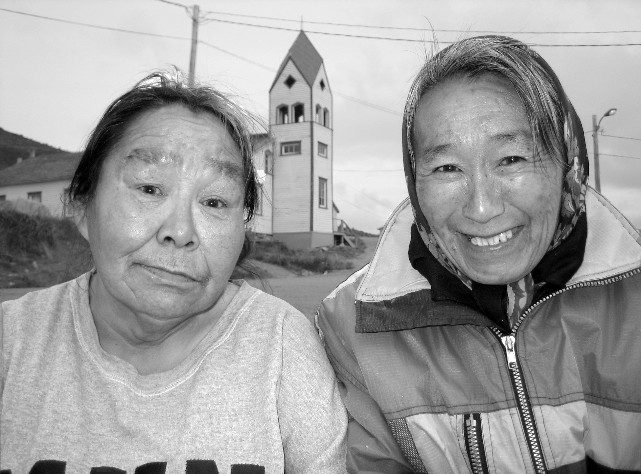
Femmes inuites de Nain au Labrador.

Le Canada entretient une relation de premier plan avec les États-Unis, pays avec lequel il partage la plus longue frontière non défendue du monde, frontière où les échanges économiques transfrontaliers sont parmi les plus importants du globe. Cette collaboration économique, établie à plusieurs niveaux entre le Canada et les États-Unis, permet les relations économiques les plus importantes de l'accord de libre-échange nord-américain. Le Canada partage aussi de longues relations avec le Royaume-Uni et nourrit depuis peu, surtout à travers le Québec, des rapports privilégiés avec la France. La Grande-Bretagne et la France sont les deux puissances coloniales européennes les plus significatives de sa fondation. Ces relations s'étendent aussi avec d'autres anciens membres des Empires britanniques et français, par l'entremise du Commonwealth et de la Francophonie.
Parmi les nombreuses et fructueuses collaborations économiques, notons les travaux communs entre Bombardier et Alstom (France) dans le domaine de la fabrication de matériel de transport en commun ayant permis la mise en place du premier TGV en sol américain dans le corridor Washington-Boston. Plus récemment, Hydro-Québec a signé un accord permettant l'application de ses nouvelles recherches par les industriels Heuliez et Dassault pour la fabrication d'une voiture électrique très prometteuse.
Le peuple Inuit du Canada a également constitué une alliance avec les autres peuples Inuit du pourtour arctique.

### Coopération et Développement international
Le Canada s'est régulièrement illustré en Afrique grâce à l'Agence canadienne de développement international (ACDI).

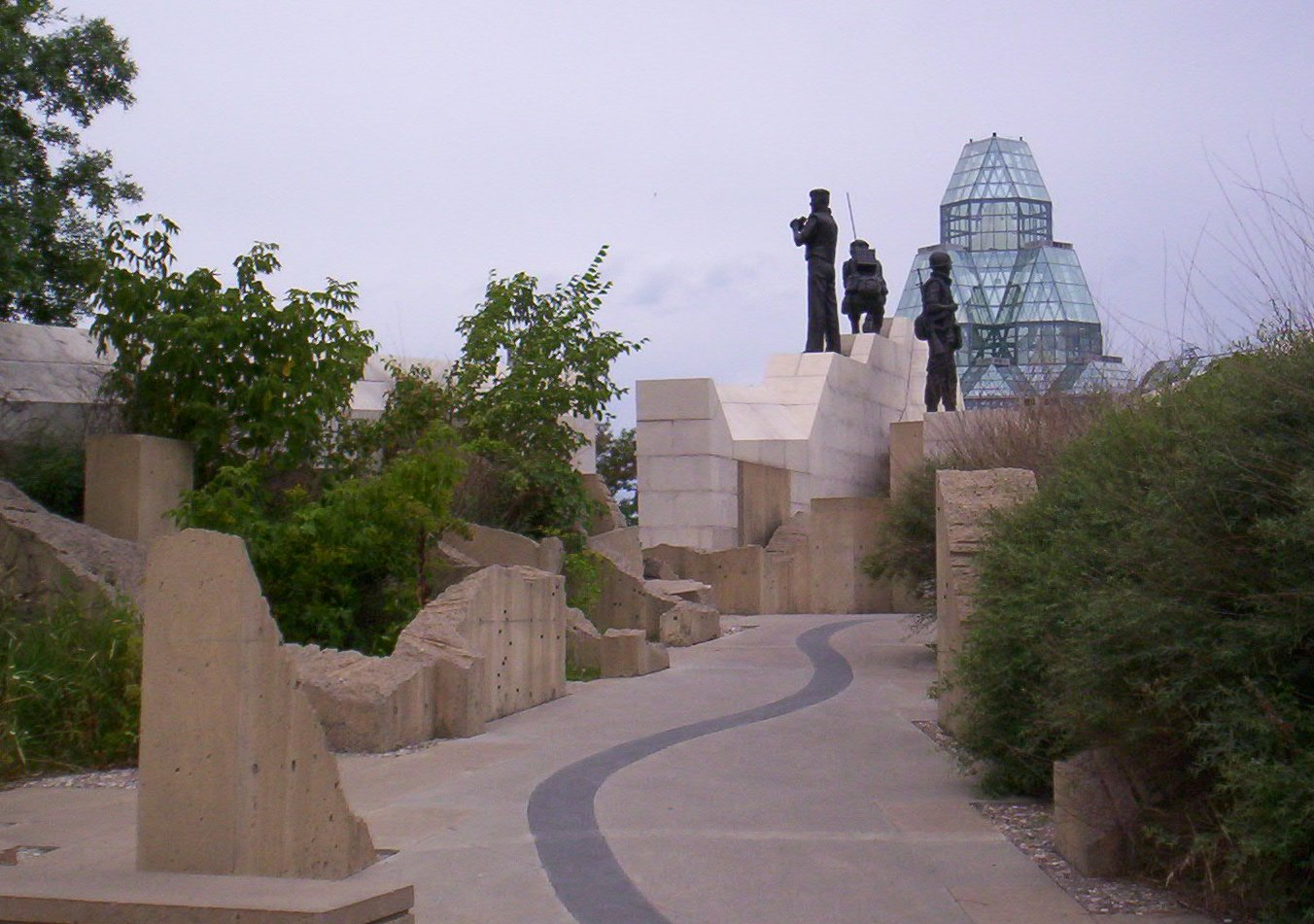
Le monument du maintien de la paix à Ottawa.

Pendant les soixante dernières années, le Canada s'est fait le défenseur du multilatéralisme, faisant des efforts pour résoudre les conflits internationaux en collaboration avec les autres nations. Cela est clairement démontré lors de la Crise de Suez en 1956 quand l'ancien premier ministre Lester B. Pearson, alors ministre des Affaires étrangères, apaise les tensions en proposant des interventions de maintien de la paix et l'envoi de la Force de maintien de la paix des Nations unies. Dans cet esprit, le Canada développe et tente de maintenir un rôle de chef de file dans les interventions de l'ONU. Le Canada a participé à 50 missions de la sorte, participant à chaque opération de l'ONU jusqu'en 1989. Les contributions du Canada au programme de maintien de la paix de l'ONU diminuèrent pendant les premières années du XXIe siècle.
Par ailleurs le Canada joue un rôle significatif auprès de l'Organisation de l'aviation civile internationale dont le siège social se situe à Montréal. En outre, le Canada fut représenté depuis le 1er juillet 2004 jusqu'au 30 juin 2008 par Louise Arbour, originaire du Québec, pour assurer le poste de Haut-commissaire des Nations unies aux droits de l'homme.

Le Canada fait partie du Commonwealth.

Enfin, le Canada fait partie du Commonwealth, ce qui l'intègre à un ensemble politique mondial qui est chapeauté par le roi Charles III.
En 1985, l'Institut antarctique du Canada est mis en place pour faire pression sur le gouvernement canadien afin d'améliorer les recherches sur l'Antarctique.

### Conflits armés, missions de paix et opérations de secours
Membre fondateur de l'Organisation du traité de l'Atlantique nord (OTAN), le Canada s'est doté d'une armée défensive sans armes nucléaires. Il emploie actuellement[C'est-à-dire ?] environ 75 000 militaires permanents au sein des Forces armées canadiennes, et 30 000 dans la réserve militaire. Les Forces canadiennes (FC) comprennent l'armée, la marine et la force aérienne. La majeure partie de l'équipement déployé des Forces inclut 1 500 véhicules de combat blindés, 34 vaisseaux de combat, et 861 appareils d'aviation.

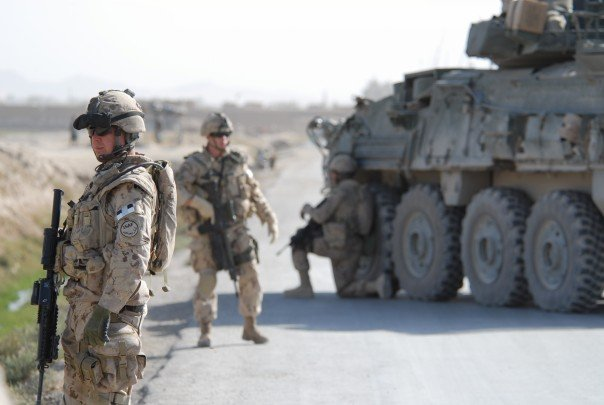
Soldats canadiens en Afghanistan.

En plus des grandes participations à la seconde guerre des Boers, à la Première Guerre mondiale, à la Seconde Guerre mondiale, et à la guerre de Corée, le Canada maintient des participations substantielles dans les missions internationales sous le commandement des Nations unies et de l'OTAN depuis 1950, incluant des missions de maintien de la paix, diverses missions en ex-Yougoslavie, et un soutien aux Forces de la Coalition lors de la Première guerre du Golfe. Depuis 2001, le Canada a des troupes déployées en Afghanistan en partenariat de la Force de stabilisation des États-Unis et de la Force internationale d'assistance à la sécurité, dirigée par l'OTAN et autorisée par l'ONU. L'Équipe d'intervention en cas de catastrophe (DART) a participé à trois importantes opérations de secours après le tsunami de décembre 2004 en Asie du Sud-Est, après l'ouragan Katrina en septembre 2005 sur les côtes américaines, après le tremblement de terre du Cachemire en octobre 2005 et celui d'Haïti en janvier 2010.

### Souveraineté et frontières du territoire
Le Canada et les États-Unis sont partenaires sur le projet de Commandement de la défense aérospatiale de l'Amérique du Nord (NORAD) qui vise à la défense de la souveraineté aérienne de l'Amérique du Nord depuis 1957 en administrant les plans de vols commerciaux et privés. De plus, le Canada est depuis quelques années approché par le gouvernement américain afin de mettre en œuvre leur projet de bouclier antimissile visant à la défense de l'Amérique du Nord contre les attaques de missiles balistiques.
Bien que le gouvernement du Canada affirme constamment son autorité sur l'ensemble du territoire, certains endroits ne sont pas universellement reconnus par la communauté internationale comme étant sous la souveraineté du Canada. Bien que la Convention des Nations unies sur le droit de la mer jette les bases de reconnaissance des droits souverains des pays sur les eaux entourant leur territoire, l'interprétation de cette convention diffère entre le Canada et d'autres pays. Par exemple, bien que la zone économique exclusive soit respectée, certains États considèrent les eaux entourant l'archipel de la région arctique, lesquelles constituent le Passage du Nord-Ouest, comme étant libres de passage pour tous. De plus, les États-Unis affirment que le Canada agit à l'encontre de la convention sur la partie de la mer de Beaufort et de l'océan Arctique qui s'étend jusqu'au Pôle Nord géographique. Un conflit similaire a existé jusqu'en 1992 entre le Canada et la France sur la zone économique exclusive entourant l'archipel Saint-Pierre-et-Miquelon.
Certaines parcelles de terre sont en outre contestées par les pays limitrophes du Canada. Bien que la frontière maritime de la baie de Baffin entre le Canada et le Groenland ait été délimitée après entente avec le Danemark, les deux pays se disputaient toujours l'île Hans dans le détroit de Nares reliant la mer de Baffin à la mer de Lincoln. Cette dispute a été réglée en 2022 par la division l'île entre les deux pays. La Commission de la frontière internationale est quant à elle la société créée par le Canada et les États-Unis afin d'entretenir la frontière terrestre canado-américaine. Cependant, les deux pays sont en désaccord sur le droit de propriété de l'île Machias Seal dans le golfe du Maine.

## Provinces et territoires

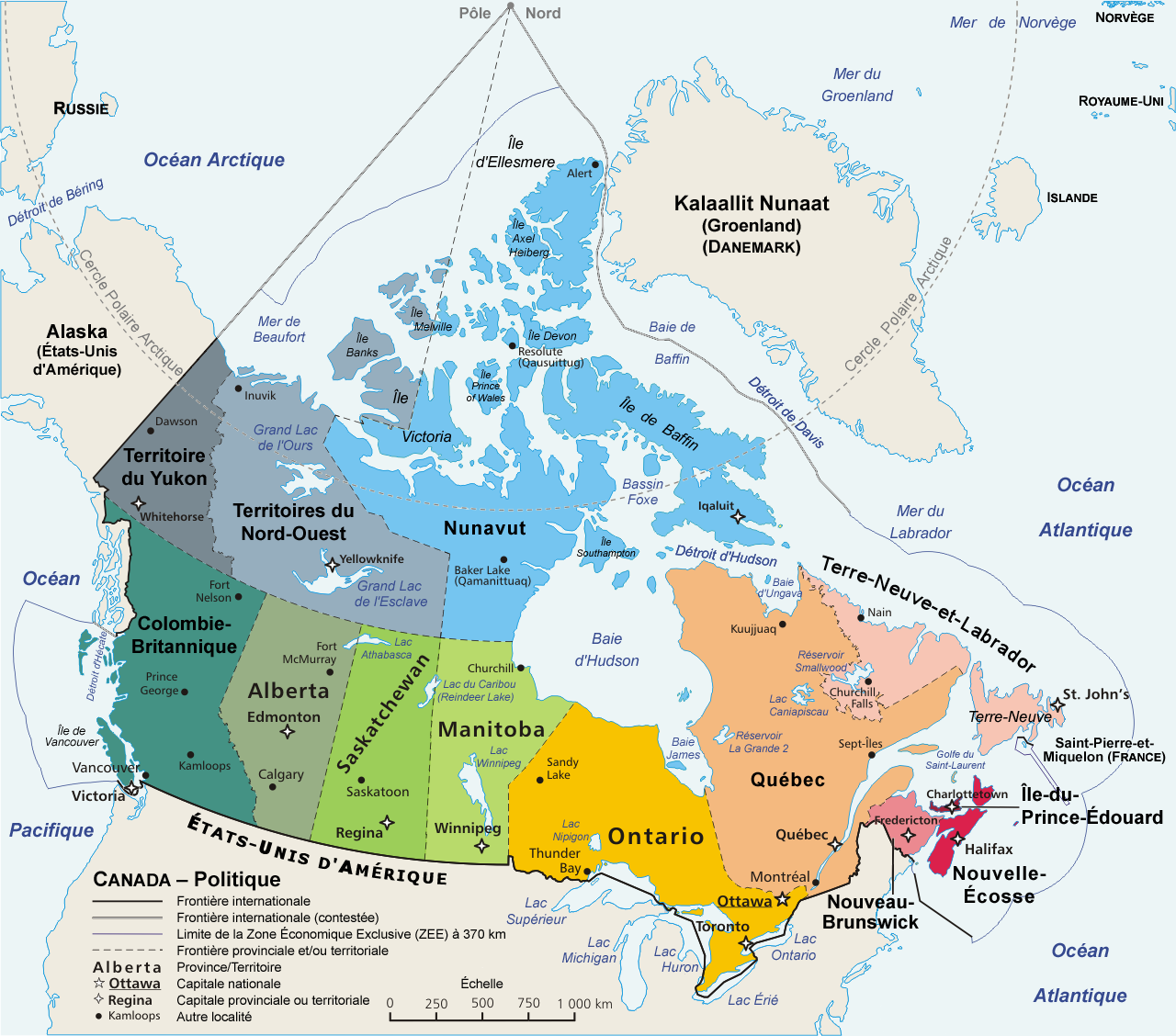
Carte administrative du Canada, illustrant les 13 subdivisions de premier rang.

### Provinces
| Province                | Superficie (km2) | Capitale      | Population             |
| ----------------------- | ---------------- | ------------- | ---------------------- |
| Québec                  | 1 667 441        | Québec        | 8 501 833 hab. (2021)  |
| Ontario                 | 1 076 395        | Toronto       | 14 223 942 hab. (2021) |
| Colombie-Britannique    | 944 735          | Victoria      | 5 000 879 hab. (2021)  |
| Alberta                 | 661 848          | Edmonton      | 4 262 635 hab. (2021)  |
| Saskatchewan            | 651 036          | Regina        | 1 132 505 hab. (2021)  |
| Manitoba                | 647 797          | Winnipeg      | 1 342 153 hab. (2021)  |
| Terre-Neuve-et-Labrador | 405 212          | Saint-John    | 510 550 hab. (2021)    |
| Nouveau-Brunswick       | 72 908           | Fredericton   | 775 610 hab. (2021)    |
| Nouvelle-Écosse         | 55 284           | Halifax       | 969 383 hab. (2021)    |
| Île-du-Prince-Édouard   | 5 660            | Charlottetown | 154 331 hab. (2021)    |

### Territoires
| Territoires               | Superficie (km2) | Capitale    | Population         |
| ------------------------- | ---------------- | ----------- | ------------------ |
| Nunavut                   | 2 093 190        | Iqualuit    | 36 858 hab. (2021) |
| Territoires du Nord-Ouest | 1 346 106        | Yellowknife | 41 070 hab. (2021) |
| Yukon                     | 482 443          | Whitehorse  | 40 332 hab. (2021) |

S'y ajoute le mémorial de Vimy (France) dont le terrain d'assise ainsi qu'une centaine d'hectares alentour offerts par la France en 1922.

Évolution de la carte du Canada.

La première différence entre une province et un territoire réside dans leur autonomie. En effet, les provinces ont des compétences déléguées par la Loi constitutionnelle de 1867, et donc qui ne peuvent être octroyées au gouvernement fédéral que par une modification constitutionnelle. Ainsi, dans la limite de leurs compétences législatives, et des droits et privilèges qui leur sont accordés par la Constitution, les provinces sont indépendantes du gouvernement fédéral et des unes par rapport aux autres. En d'autres mots, bien qu'une procédure normale puisse mener à la modification de la Constitution selon la Loi constitutionnelle de 1982, la modification est sans effet dans les limites d'une province ayant déclaré son désaccord à son égard si cette modification est dérogatoire aux droits, privilèges et compétences de la province. Cette disposition a donc pour effet d'annihiler l'emprise de certaines provinces, ou du gouvernement fédéral, sur d'autres provinces jouissant de pouvoirs et droits acquis par la Constitution. De plus, dans les limites définies par la Loi constitutionnelle de 1982, une législature a compétence exclusive pour modifier sa propre constitution provinciale, laquelle est définie par défaut par la Loi constitutionnelle de 1867. Quant aux territoires, ceux-ci sont le fruit d'une simple loi du Parlement fédéral, et donc directement sous son pouvoir.
Les provinces sont, à l'intérieur de leurs limites, responsables de la plupart des programmes sociaux du Canada tels que l'administration de la santé, l'éducation, et « généralement toutes les matières d'une nature purement locale ou privée dans la province ». Au total, les provinces regroupées encaissent davantage de revenus que le gouvernement fédéral, une structure quasi-unique parmi les fédérations dans le monde. Les paiements de péréquation sont accordés par le gouvernement fédéral dans le but d'assurer que des standards uniformes et raisonnables de services publics et d'imposition soient conservés entre les provinces les plus riches et celles les plus pauvres.
Bien qu'une province puisse, exclusivement, « faire des lois relatives aux matières tombant dans ses catégories de sujets », le gouvernement fédéral peut initier des politiques nationales dans les champs de compétence provinciale, telles que la loi canadienne sur la santé. Cependant, chaque province a le choix de se retirer du programme, ou de ne pas y adhérer. De plus, tous accords internationaux signés par le gouvernement fédéral, notamment en matière de commerce, sont subordonnés aux compétences législatives de chacun des paliers de gouvernement du Canada. Considérant que les relations internationales constituent une compétence fédérale, les provinces ont néanmoins le pouvoir de signer des accords internationaux dans la limite de leurs pouvoirs législatifs. Le Québec est d'ailleurs un ardent défenseur de ce pouvoir au travers duquel il entretient notamment des relations avec la France et les États du Nord-Est des États-Unis, et grâce auquel il établit des Délégations générales dans plusieurs villes du monde.
Toutes les provinces ont une législature élue et monocamérale qui est chapeautée par un premier ministre choisi de la même façon que le premier ministre du Canada. Chaque province a aussi son lieutenant-gouverneur, représentant de la Couronne et homologue provincial du gouverneur général du Canada, assermenté sous l'avis du premier ministre du Canada, et depuis quelques années avec des consultations croissantes avec les gouvernements provinciaux. Toutes les provinces et territoires ont leurs propres emblèmes.

### Gouvernance locale
La gouvernance locale relève directement et uniquement des législatures provinciales. De ce fait, chaque province ou territoire a son propre système d'administration territoriale et de subdivisions de son territoire. Dans certaines provinces, des compétences législatives provinciales sont déléguées par la législature aux unités territoriales ainsi formées. Dans la désignation de ces unités, l'on parlera dépendamment de comtés, districts, districts municipaux, districts régionaux, districts d'amélioration, districts municipaux d'opportunité, municipalités régionales, municipalités régionales de comté, régions, régions administratives, villes, villages, paroisses, hameaux, cantons, agglomérations, arrondissements, communautés métropolitaines, etc. De plus, bien que des unités territoriales puissent être désignées sous un même nom générique, tel que comté, ces unités n'ont pas nécessairement la même définition légale ou les mêmes compétences d'une province à l'autre. Par exemple, les régions de l'Ontario désignées sous le générique comté n'ont pas autant de pouvoir que les gouvernements locaux des comtés du Nouveau-Brunswick.

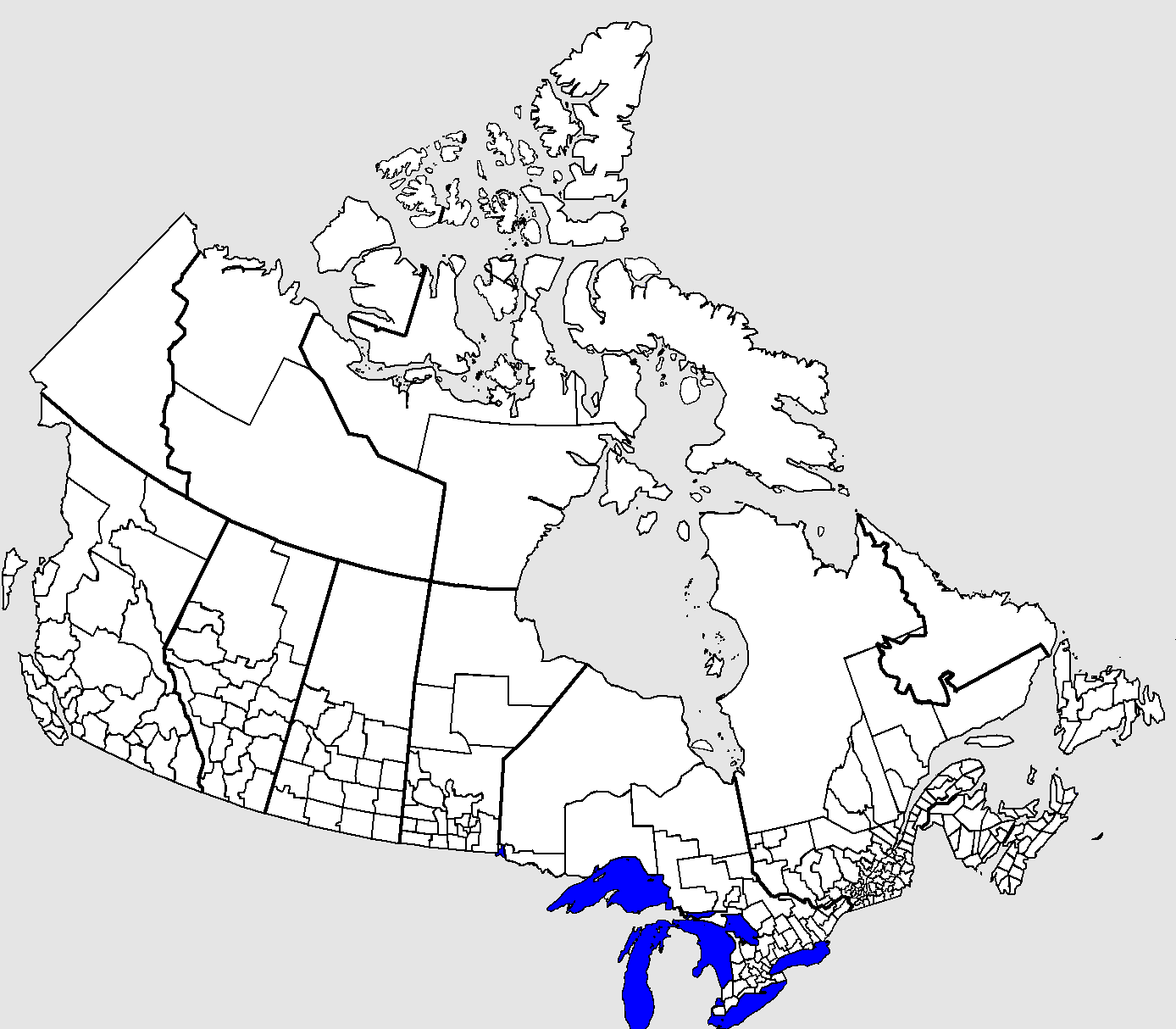
Divisions de recensement au Canada.

Bien que le gouvernement fédéral n'ait pas de compétence en matière d'administration territoriale, celui-ci subdivise tout de même le pays afin d'accomplir ses propres mandats, notamment de statistiques nationales. Dans ce cas, l'on parle de régions métropolitaines de recensement, régions économiques, agglomérations de recensement, divisions de recensement, subdivisions de recensement, secteurs de recensement et aires de diffusion. Ces unités géographiques respectent dans la plupart des cas les unités territoriales créées par les législatures provinciales bien qu'il puisse y avoir plusieurs divergences. Par exemple, pour ce qui est des divisions de recensement, dans les provinces de la Colombie-Britannique, de l'Île-du-Prince-Édouard, du Nouveau-Brunswick, de la Nouvelle-Écosse et de l'Ontario, ces divisions correspondent aux unités formées par chacune des provinces. Au Québec, la plupart des divisions correspondent aux municipalités régionales de comté, sauf pour onze d'entre elles qui sont regroupées en seulement cinq divisions de recensement différentes. Quant aux provinces de l'Alberta, du Manitoba, de la Saskatchewan et de Terre-Neuve-et-Labrador, aucun gouvernement supra local ou régional n'est établi par leur législature. Le gouvernement fédéral a cependant conclu un accord avec ces provinces afin d'y créer des divisions de recensement. Il en est de même pour le Nunavut et les Territoires du Nord-Ouest. Le Yukon forme quant à lui une seule division de recensement. D'autre part, dans chacune des provinces, les commissions scolaires ont aussi leur propre territoire qui peut différer des unités de gouvernance locale formées par les législatures provinciales. De plus, les circonscriptions électorales fédérales, provinciales, régionales, municipales et autres diffèrent l'une de l'autre et des unités de gouvernance locale dans plusieurs cas.

## Capitale nationale

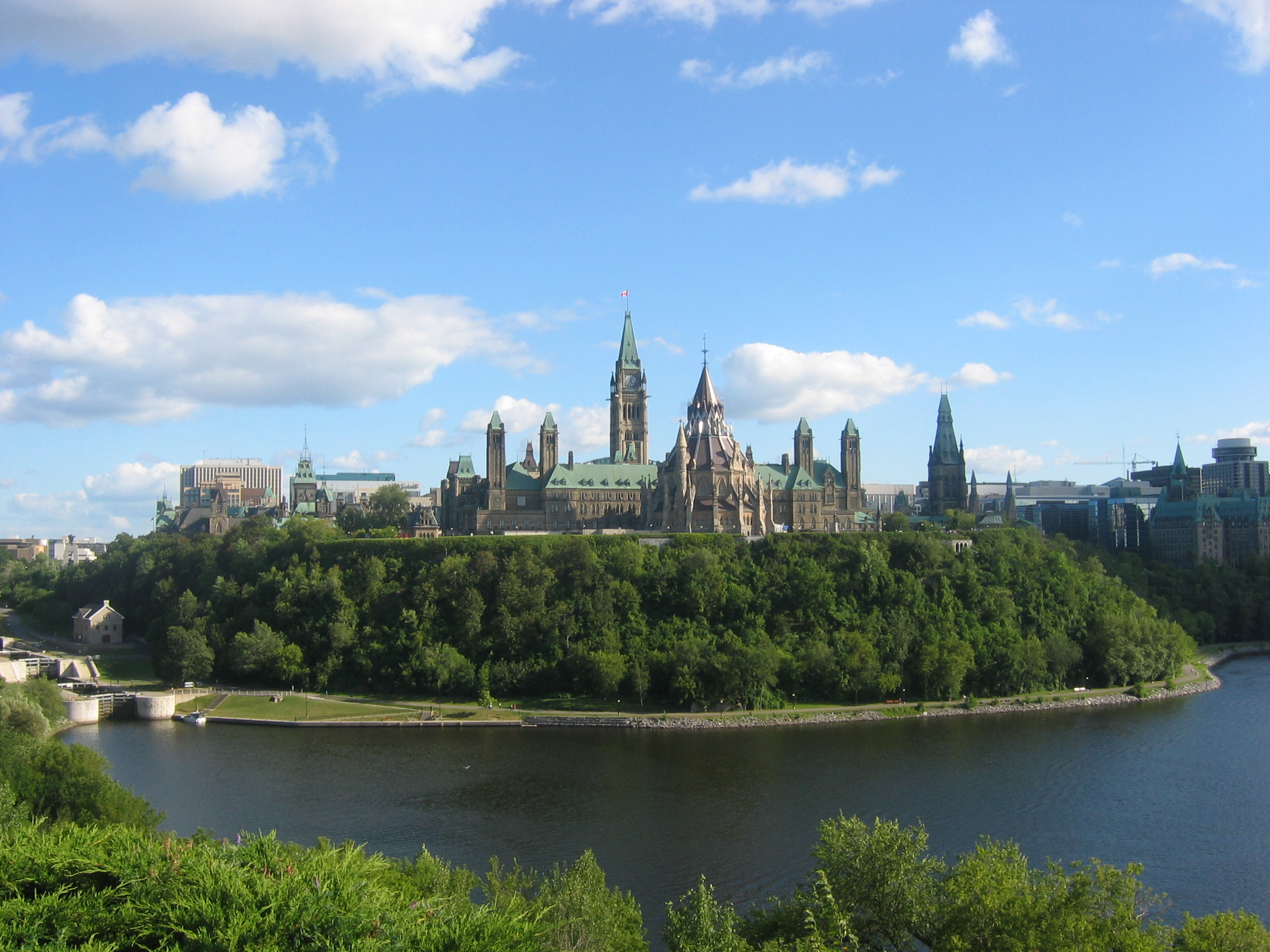
La colline du Parlement à Ottawa.

Ottawa est la capitale nationale du Canada et le siège du gouvernent fédéral. Au cœur de la ville, la colline du Parlement est le centre d'intérêt de la vie politique et culturelle de la ville d’Ottawa. Siège de la majorité des Ministères et organismes fédéraux, Ottawa est aussi le siège de plusieurs institutions nationales. Enfin la ville accueille aussi le siège de plusieurs organisations internationales.
Ottawa est le point de rencontre des deux cultures nationales d'importance, à savoir la culture francophone et la culture anglophone. La capitale nationale est un lieu historique à la culture cosmopolite.

### Historique
Au moment de l'Acte d'Union, c'est Kingston qui est désignée, de 1841 à 1843, comme la capitale du nouveau pays. Trop à l'étroit à Kingston les députés déménageront en 1844 à Montréal mais la loi d'indemnisation des citoyens du Bas-Canada viendra soulever la population anglaise contre cette mesure et elle incendiera le siège montréalais du gouvernent canadien. Par mesure de sécurité la capitale déménagera de nouveau à Toronto cette fois.
En 1852, c'est à Québec que se déplace la capitale du pays. En 1855 c'est à nouveau à Toronto. En 1857 la reine Victoria désigne finalement Bytown (qui allait devenir Ottawa) comme la capitale officielle du Pays. Ce n'est qu'en 1866 que les députés s'y installent après 5 ans de nouveau à Québec de 1860 à 1865 qui prend alors le titre de capitale provisoire. C'est enfin en 1866 qu'Ottawa devient la dernière capitale du Canada-Uni pour devenir en 1867 la capitale du Canada.

## Géographie et climat

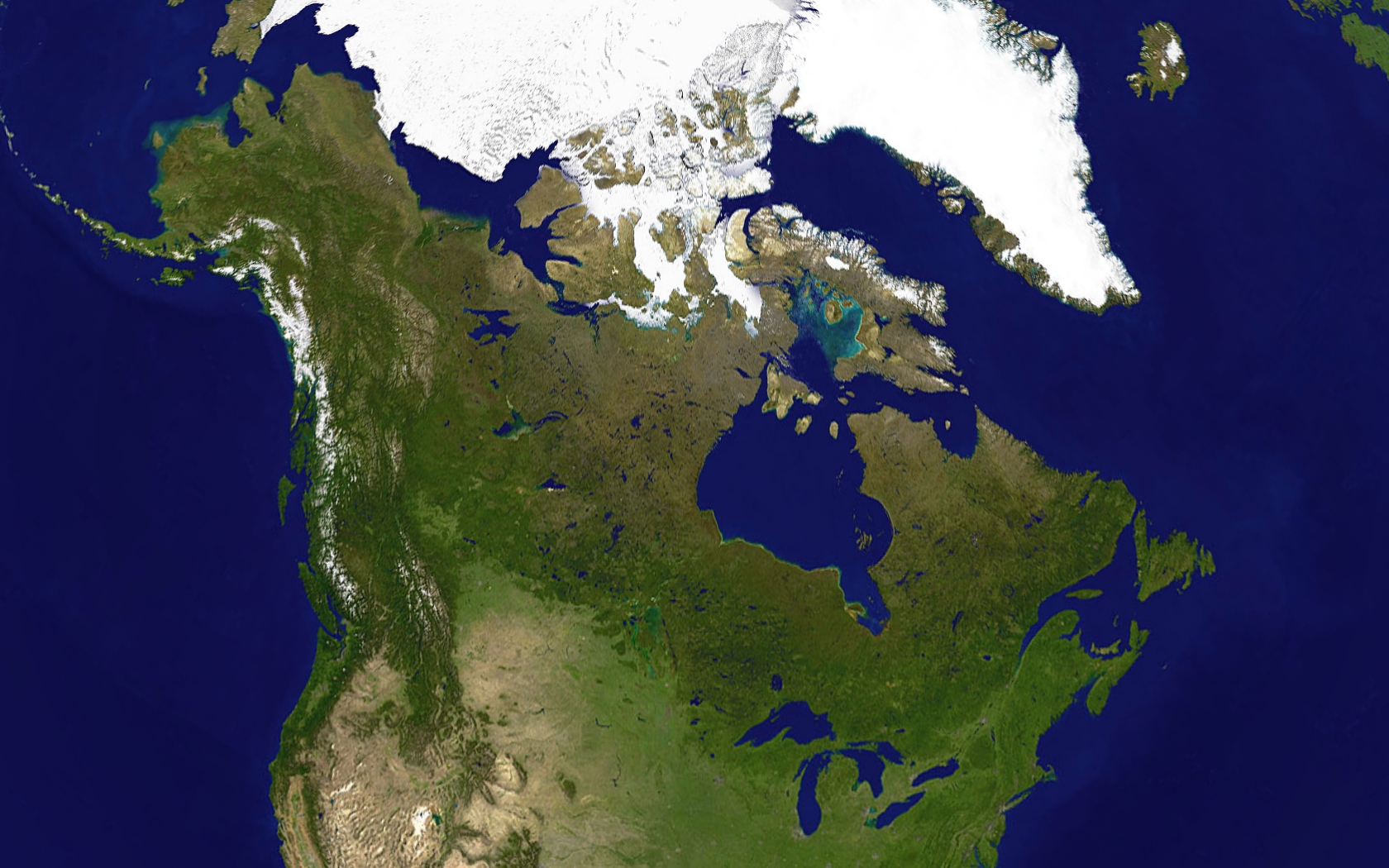
Image satellite du Canada. Au nord du, on retrouve la toundra, les forêts boréales prévalent sur le bouclier canadien alors que plus au sud la forêt mixte et la forêt de feuillus est présente. La glace est prédominante dans les îles arctiques ainsi que sur certaines montagnes côtières de la côte Ouest. L'agriculture est prédominante dans les Prairies de l'Ouest, sur la partie nord des Grands Lacs et dans la vallée du Saint-Laurent. Ces deux dernières régions comptent la plus grande partie de la population.

Le Canada occupe la majeure partie de la portion septentrionale de l'Amérique du Nord, s'étendant de l'océan Atlantique à l'est jusqu'à l'océan Pacifique à l'ouest, et au nord vers l'océan Arctique. Il partage une frontière terrestre commune avec les États-Unis au sud, et une autre avec ce même pays au nord-ouest (entre l'Alaska et le Yukon d'une part et le nord de la Colombie-Britannique d'autre part). Depuis 2022, il partage aussi une frontière terrestre avec le Danemark (Groenland) grâce au partage entre les deux pays de l'Île Hans. Il partage aussi une frontière maritime la France, entre Terre-Neuve et Saint-Pierre-et-Miquelon, et en revendique une autre avec la Russie sur la dorsale de Lomonossov. Aussi, depuis 1925, le Canada réclame la portion de l'Arctique s'étalant entre les méridiens 60ºO et 141ºO ; cette réclamation n'est toutefois pas universellement reconnue. L'établissement le plus nordique du Canada, et du monde, se situe à Alert (Nunavut), base des Forces armées canadiennes, au sommet de l'île d'Ellesmere (latitude 82,5ºN à 834 kilomètres — 450 milles marins — du Pôle Nord). Le Canada est le plus grand pays du monde après la Russie.
La densité de la population, environ 3,5 habitants par kilomètre carré, est l'une des plus faibles au monde. La région la plus densément peuplée du pays est celle du Corridor Québec-Windsor, le long des basses-terres du fleuve Saint-Laurent et des Grands Lacs au sud-est. Au nord de cette région se trouve le vaste bouclier canadien, une région de roc nettoyé par la dernière ère glaciaire, dépourvue de terres fertiles, riche en minéraux, et dotée de lacs et rivières. On y retrouve la forêt boréale, immense forêt nordique composée majoritairement d'épinettes et de sapins. Le Canada possède sur son territoire plus de lacs que tout autre pays dans le monde et possède une importante réserve d'eau douce,,.
Dans l'est du Canada, le fleuve Saint-Laurent se verse dans le golfe du Saint-Laurent, le plus grand estuaire du monde ; l'île de Terre-Neuve se situe en son embouchure, alors que l'Île-du-Prince-Édouard se situe au sud de celui-ci. Le Nouveau-Brunswick et la Nouvelle-Écosse sont séparés par la baie de Fundy, laquelle connaît les marnages les plus grands du monde. Ces quatre provinces maritimes s'avancent à l'est de la péninsule gaspésienne du Québec. L'Ontario et la baie d'Hudson dominent le centre du Canada, alors qu'à l'ouest se trouvent les vastes plaines des Prairies canadiennes, passant par le Manitoba, la Saskatchewan et l'Alberta pour se rendre jusqu'aux montagnes Rocheuses qui les séparent de la Colombie-Britannique.

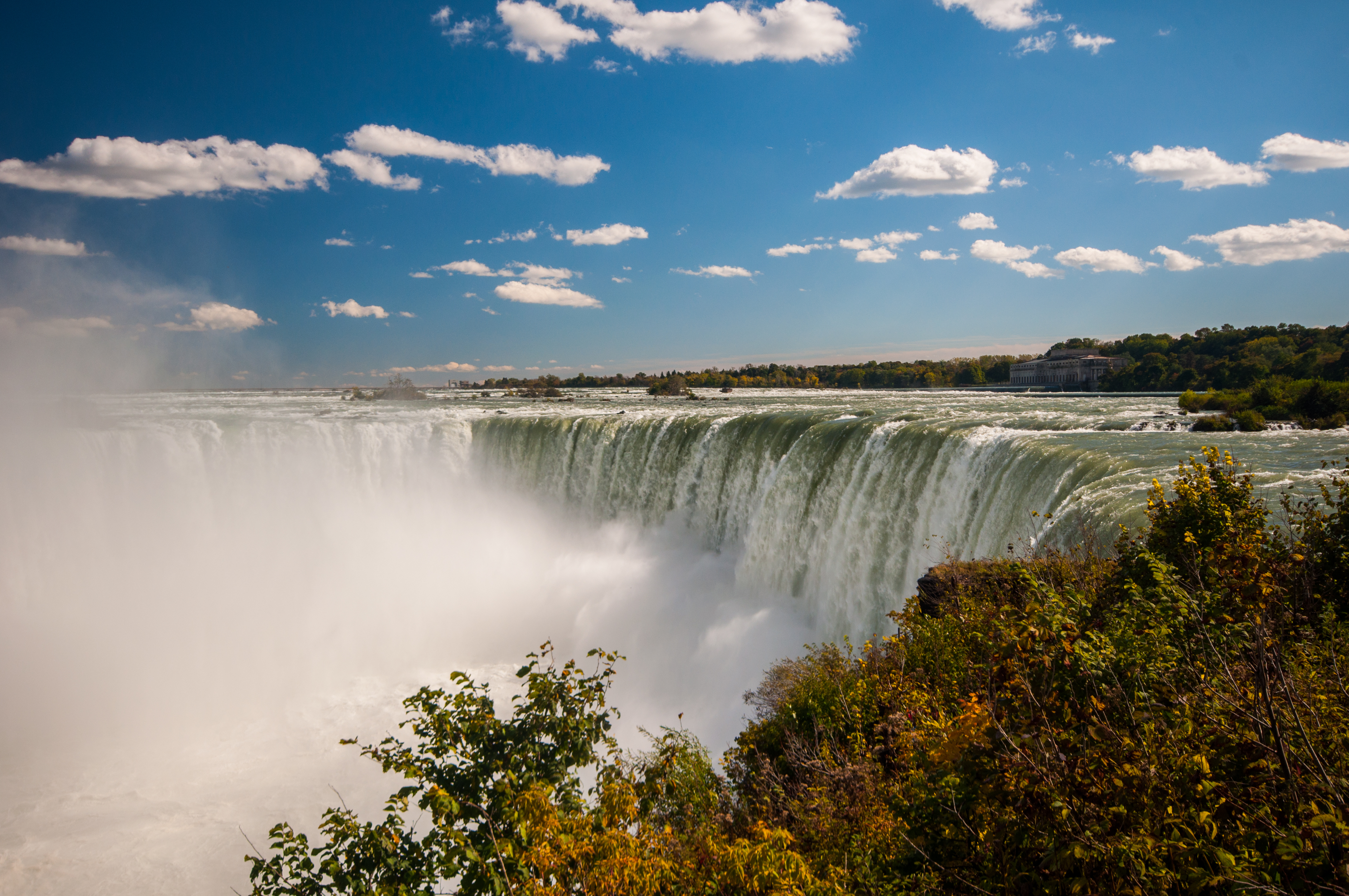
La chute en Fer à cheval, en Ontario, est la plus grande composante des chutes du Niagara. Elle constitue une source majeure de puissance hydroélectrique et une destination touristique.

Au nord du 60e parallèle se trouvent les trois territoires canadiens — Nunavut, Territoires du Nord-Ouest et Yukon — parsemés de plusieurs lacs (dont le grand lac de l'Ours et le grand lac des Esclaves) et traversés par le plus long fleuve du pays, le fleuve Mackenzie. De plus, les terres continentales du Nord canadien sont bordées au nord d'un grand archipel, l'archipel Arctique comprenant certaines des plus grandes îles du monde. Les détroits se trouvant entre ces îles constituent le passage du Nord-Ouest, du détroit de Davis à la mer de Beaufort en passant par la baie de Baffin. En outre, c'est dans cette région que l'on retrouve, en majorité au large et entre les îles de la Reine-Élisabeth, le pôle nord magnétique ainsi qu'une partie de la glace polaire.
La végétation passe des forêts de feuillus dans le sud de l'Ontario aux forêts mixtes et laurentiennes, et diminue graduellement vers le Nord canadien passant de la taïga — forêts boréales ou ceinture de conifères — à la toundra et finalement aux sols arides du Grand Nord.

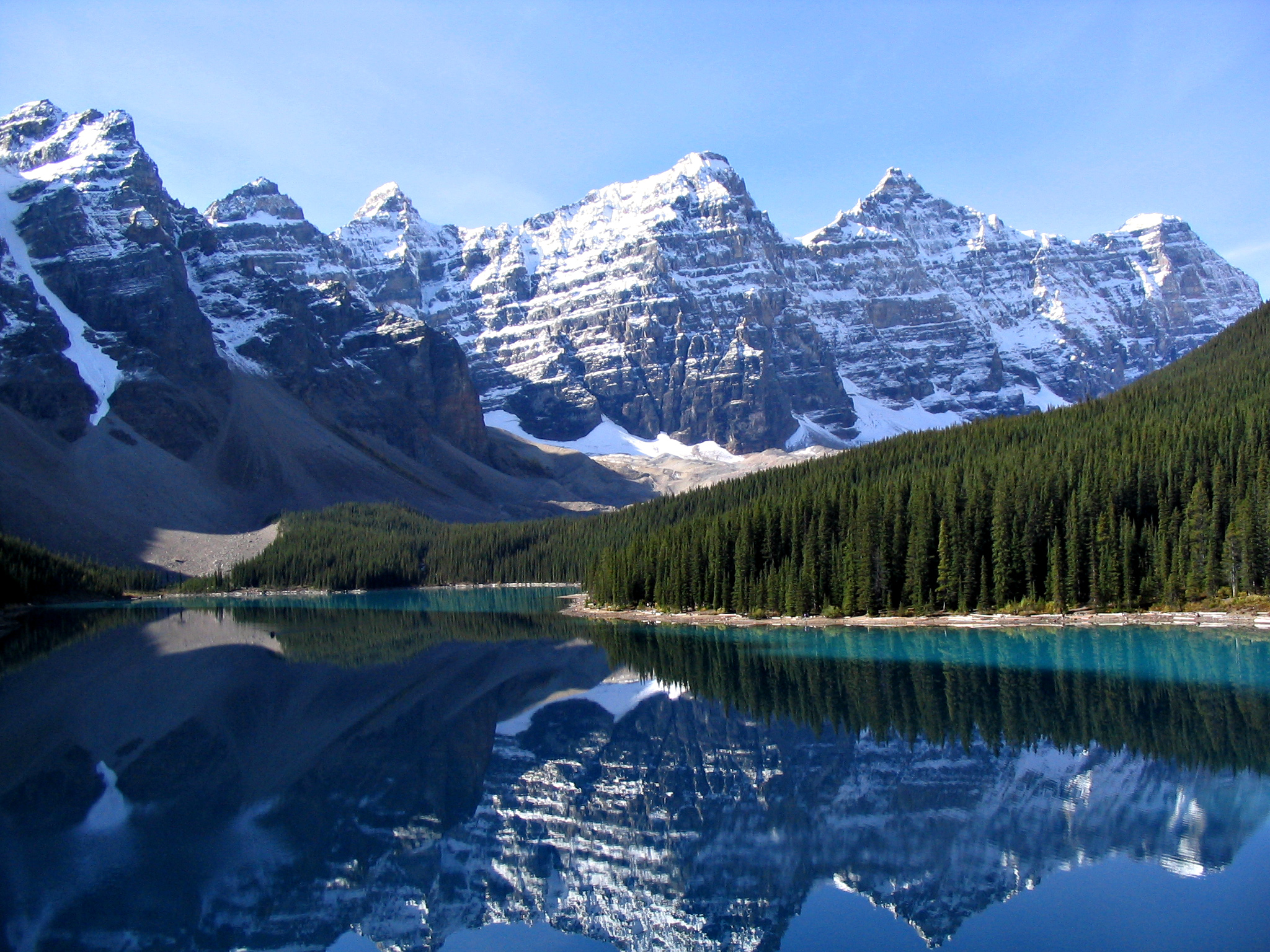
Le lac Moraine, dans le parc national de Banff en Alberta.

Pour ce qui est du relief, le pays se dessine principalement de par les plaines des Prairies, et des plateaux du bouclier canadien. Les basses terres continentales de la Colombie-Britannique ainsi que la chaîne des Rocheuses occupent la région à l'ouest des Prairies alors que les montagnes des Appalaches s'étalent du Sud du Québec vers les provinces maritimes.
Sept principaux types de climat se retrouvent au Canada. La majeure partie du territoire du pays est dotée d'un climat subarctique qui sévit dans la partie méridionale des Territoires du Nord-Ouest et du Nunavut, de même que dans le nord-est de la Colombie-Britannique, le nord des Prairies, de l'Ontario et du Québec, ainsi que le Labrador. La zone septentrionale du Yukon, des Territoires du Nord-Ouest et du Nunavut connaît un climat arctique. Un climat de type continental sec se retrouve dans la partie sud des Prairies, tandis que les provinces centrales (Ontario et Québec) possèdent dans leur partie sud un climat continental humide, tout comme dans la région nord-ouest du Nouveau-Brunswick. Un climat maritime caractérise la zone côtière (pacifique) de la Colombie-Britannique (climat maritime de l'ouest, doux et humide), de même que les provinces atlantiques (Nouveau-Brunswick dans sa région sud-est, l'Île- du-Prince-Édouard, Nouvelle-Écosse et l'île de Terre-Neuve (climat maritime de l'est). Un climat de montagne (climat alpin) couvre la plus grande partie de la Colombie-Britannique et du Yukon et le sud-ouest de l'Alberta,.
La moyenne des températures absolues hivernales et estivales diffèrent largement d'une région à l'autre. L'hiver peut être très rude dans certaines régions du pays, avec des températures moyennes mensuelles pouvant descendre à −15 °C dans la partie méridionale du pays, bien qu'il soit aussi possible d'atteindre des températures de −45 °C avec de forts vents glaciaux. Les chutes de neige annuelles peuvent atteindre plusieurs centaines de centimètres en moyenne (par exemple, une moyenne de 337 cm à Québec). La côte de la Colombie-Britannique, notamment l'île de Vancouver, constitue une exception, et jouit d'un climat tempéré avec des hivers doux et pluvieux. Pour ce qui est des étés, les températures peuvent grimper jusqu'à 35 °C, voire 40 °C en tenant compte de l'indice humidex. La température la plus froide jamais observée au Canada est de −63 °C à Snag, dans le territoire du Yukon.
En 2018, des scientifiques alertent sur la fonte des glaciers du Yukon, celle-ci étant deux fois plus rapide que prévu et pouvant avoir des « conséquences dramatiques » dans la région. Cette accélération a déjà provoqué des changements dans la région : en 2016, en raison du manque d'eau, la rivière Slims qui alimente le lac Kluane a été complètement asséchée. Depuis, le niveau du lac a baissé, provoquant la disparition de milliers de poissons.
Le réchauffement climatique est deux fois plus rapide au Canada que sur le reste de la planète selon un rapport commandé par le gouvernement canadien. D'après les experts auteurs du rapport, le réchauffement climatique « augmentera la sévérité des vagues de chaleur et contribuera à augmenter les risques de sécheresses et de feux de forêt. Même si les inondations à l’intérieur des terres résultent de multiples facteurs, des précipitations plus intenses augmenteront le risque d’inondation en milieu urbain ».
En 2019, les chercheurs constatent la fonte du pergélisol des îles arctiques du Canada. Les modèles climatiques établis par le Groupe d'experts intergouvernemental sur l'évolution du climat (GIEC) ne prévoyaient pas un tel dégel avant 2090. 

## Environnement
En 2019, le gouvernement autorise l’élevage de saumons transgéniques. Ces saumons qui produisent plus d'hormone de croissance grandissent deux fois plus rapidement qu'un saumon normal.
En juin 2019, le gouvernement annonce la relance des travaux d'agrandissement de l'oléoduc Trans Mountain vers la côte Ouest canadienne. La décision est saluée par l'industrie pétrolière, mais décriée par les écologistes. Une fois achevé, le projet pourrait dégager environ 330 millions d'euros par an mais aussi entraîner une hausse additionnelle de 15 millions de tonnes des émissions de gaz à effet de serre du Canada.
En août 2014, la catastrophe du Mont Polley endommage considérablement la biodiversité. Des milliards de litres d’eaux usées et de boues toxiques se sont déversées dans les lacs et les cours d’eau environnants. La rupture de la digue est survenue malgré un rapport officiel de 2011 alertant le propriétaire de la mine, Imperial Metals, sur la nécessité de trouver une solution durable pour évacuer les eaux usées s’accumulant dans le bassin.

### Toronto

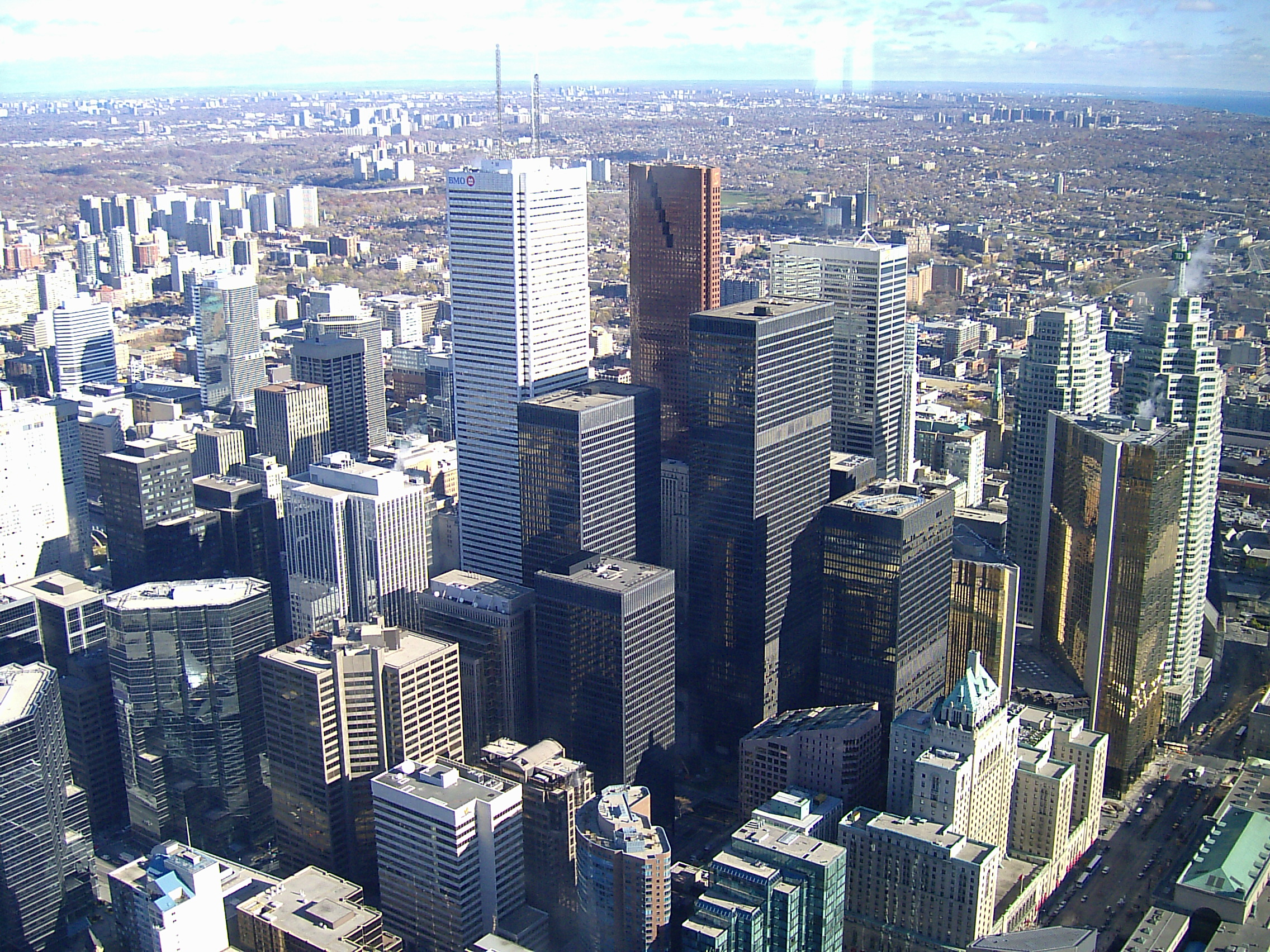
Toronto.

Toronto est la plus grande ville du Canada devant Montréal et la capitale de la province de l'Ontario. La ville est située sur la rive nord-ouest du lac Ontario. Avec plus de 2,5 millions d'habitants, Toronto est la cinquième plus grande ville en Amérique du Nord. En 2006, 5 113 149 personnes vivaient dans la région du Grand Toronto ainsi que 8,1 millions dans la mégapole du Croissant d'or (nommée Golden Horseshoe, en anglais). Toronto est la principale place financière et économique du Canada et la deuxième en Amérique du Nord. La capitale de l'Ontario possède une bourse qui se nomme le Toronto Stock Exchange (abrégé TSX). La plupart des compagnies minières émettent des actions dans cette bourse, ainsi que des compagnies gazières et pétrolières. Le TSX est le meneur mondial dans les échanges boursiers dans ces deux catégories. En août 2012, le TSX comptait plus de 1 577 entreprises enregistrées, avec une capitalisation totale qui est de 1 989 562 971 807 $CAN.
Dans le monde du sport, il y a le Toronto FC en MLS, les Maple Leafs de Toronto dans la LNH, les Blue Jays de Toronto dans la LMB, le Rock de Toronto dans la ligue de crosse, les Raptors de Toronto dans la NBA et les Argonauts de Toronto dans la LCF.

### Montréal

Montréal.

Montréal est la métropole du Québec. La ville est située sur une île dont la superficie atteint 500 km2. L'île est située entre la rivière des Prairies (au nord-ouest) et le fleuve Saint-Laurent (au sud-est). Elle constitue un centre majeur du commerce, de l'industrie, de la culture, de la finance et des affaires internationales. Montréal a accueilli l'exposition universelle de 1967 et les Jeux olympiques d'été de 1976. On peut y voir aussi le Festival International de Jazz de Montréal, le Festival Juste Pour Rire, le Heavy Montréal, le Festival international Nuits d'Afrique, le Festival Montréal en lumière et le Grand Prix de Formule 1 du Canada. Le Vieux-Montréal a été déclaré arrondissement historique en 1964.
Dans le milieu sportif professionnel, Montréal est bien représenté par l'équipe des Canadiens de Montréal dans la LNH, l'équipe de soccer Club de Foot Montréal dans la MLS et les Alouettes de Montréal dans la LCF. La ville avait autrefois une équipe de LMB, les Expos de Montréal.
Montréal est la quatrième agglomération francophone de langue officielle dans le monde et la seule métropole francophone en Amérique du Nord. Elle est aussi, après Toronto, la deuxième agglomération canadienne en importance ainsi qu'une des villes financières les plus importantes dans le monde. Les secteurs économiques les plus importants sont la finance, les télécommunications, le secteur aérospatial, les transports, les médias, les arts, le cinéma, la production de séries télévisées, la publication de documents, l'informatique, les jeux vidéo, la recherche médicale, l'éducation, le tourisme et les sports.

### Vancouver

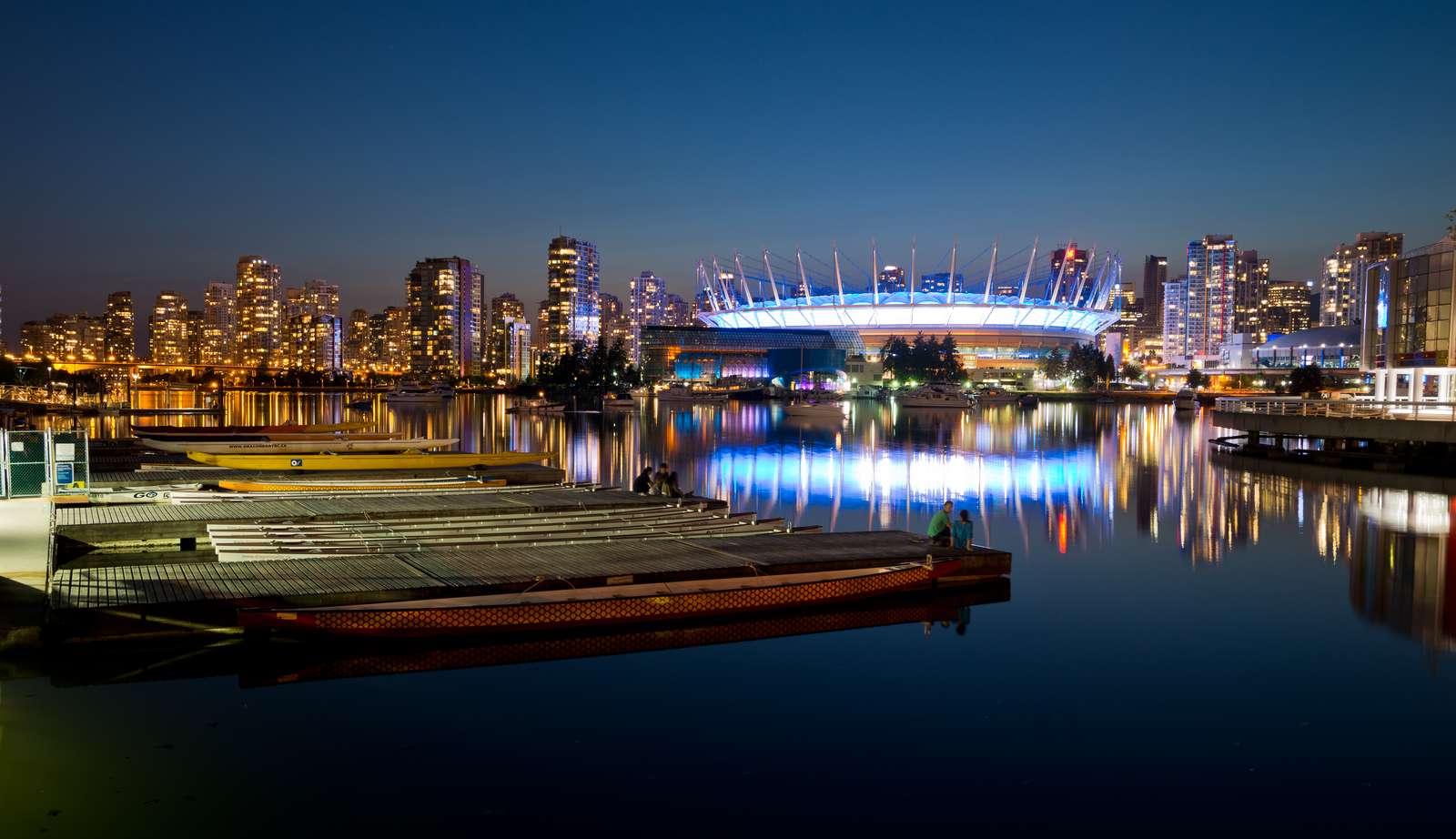
Vancouver.

Vancouver est une ville portuaire et la métropole de l'Ouest canadien. Elle est la troisième agglomération canadienne en importance. Vancouver a accueilli les Jeux olympiques d'hiver de 2010. Le sport professionnel est présent dans la ville de par l'équipe des Whitecaps de Vancouver en MLS et l'équipe des Canucks de Vancouver dans la LNH.

## Patrimoine naturel
Relativement peu occupé par l'activité humaine, le Canada jouit d'une grande biodiversité. Sa superficie est protégée par quarante-deux parcs nationaux dont deux aires marines. Au total, 681 espèces d'oiseaux habitent son territoire, à l'année ou une partie de l'année. L'un d'eux, le plongeon huard, décore d'ailleurs l'envers de la pièce de 1 dollar canadien.

## Économie

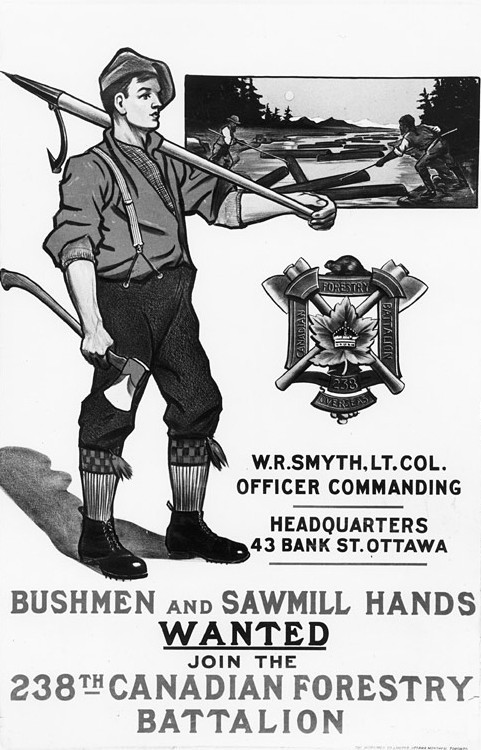
L'exploitation forestière est l'un des piliers du secteur primaire canadien. Ici, une affiche du Corps forestier canadien.

Le Canada est l'une des nations les plus riches du monde, un membre de l'Organisation de coopération et de développement économiques (OCDE) et du Groupe des huit (G8). En 2024, le Canada est classé en 14e position pour l'indice mondial de l'innovation . Le Canada possède une économie de marché qui subit légèrement plus d'interventions gouvernementales que l'économie américaine, mais beaucoup moins que la plupart des pays d'Europe. Le Canada eut historiquement un produit intérieur brut (PIB) par habitant plus faible que celui de son voisin du sud — bien que la richesse soit plus équitablement distribuée, mais plus élevée que dans les grandes économies d'Europe occidentale. À partir des années 1990, grâce à une réforme de l'État réussie et d'une gestion de l'État rigoureuse (voir Politique de rigueur), inspirée des principes du libéralisme économique présentation par Association interparlementaire France-Canada, par l'État françaiset des libéraux, la dette fédérale passe de 68,4 % du PIB en 1994 à 38,7 % en 2004, à la suite d'une série d'excédents budgétaires ; en parallèle à la baisse du déficit, la part des dépenses publiques fédérales dans le PIB est passée de 19 % à 12 %, les dépenses publiques totales baissant d'environ 10 % entre 1992 et 2004. L'économie canadienne connaît une période d'effervescence économique, avec un taux de croissance élevé et un faible taux de chômage. En 2008, le Canada ressemble fortement aux États-Unis quant à son orientation-marché dans son système économique, à ses moyens de production, et à son haut niveau de vie. Alors qu'en janvier 2008, le taux de chômage national du Canada était à son plus bas depuis 1974, se chiffrant ainsi à 5,8 %, les taux de chômage provinciaux variaient entre 3,2 % et 12,2 %. La crise frappe le pays au cours de l'année 2008 et le chômage touchait 6,2 % de la population active en novembre selon l'OIT.
Au cours du XXe siècle, l'impressionnante croissance des secteurs manufacturiers, miniers et des services transforme la nation d'une économie largement rurale à une économie principalement industrielle et urbaine. Tout comme les autres nations modernes et industrialisées, l'économie canadienne est dominée par l'industrie des services, laquelle emploie environ les trois quarts des Canadiens. Cependant, le Canada est, contrairement aux pays industrialisés, exceptionnel quant à l'importance qu'a le secteur primaire dans son économie, avec deux de ses plus importantes industries, le pétrole et le bois d'œuvre. Par ailleurs, le pays possède d'importantes réserves d'eau douce dont l'exportation vers les États-Unis fait l'objet d'un débat récurrent.
À l'inverse de la plupart des nations développées, le Canada est un exportateur net d'énergie. Le Canada a de vastes réserves de gaz naturel sur la côte est, et de grandes ressources de gaz et de pétrole principalement situées en Alberta, en Colombie-Britannique et en Saskatchewan. Les grandes étendues de sables bitumineux dans la région d'Athabasca placent le Canada au huitième rang des pays producteurs de pétrole (2006). En Colombie-Britannique, au Manitoba, en Ontario, au Québec et à Terre-Neuve-et-Labrador se trouve une source d'énergie renouvelable, abondante et à faible coût : l'énergie hydroélectrique.

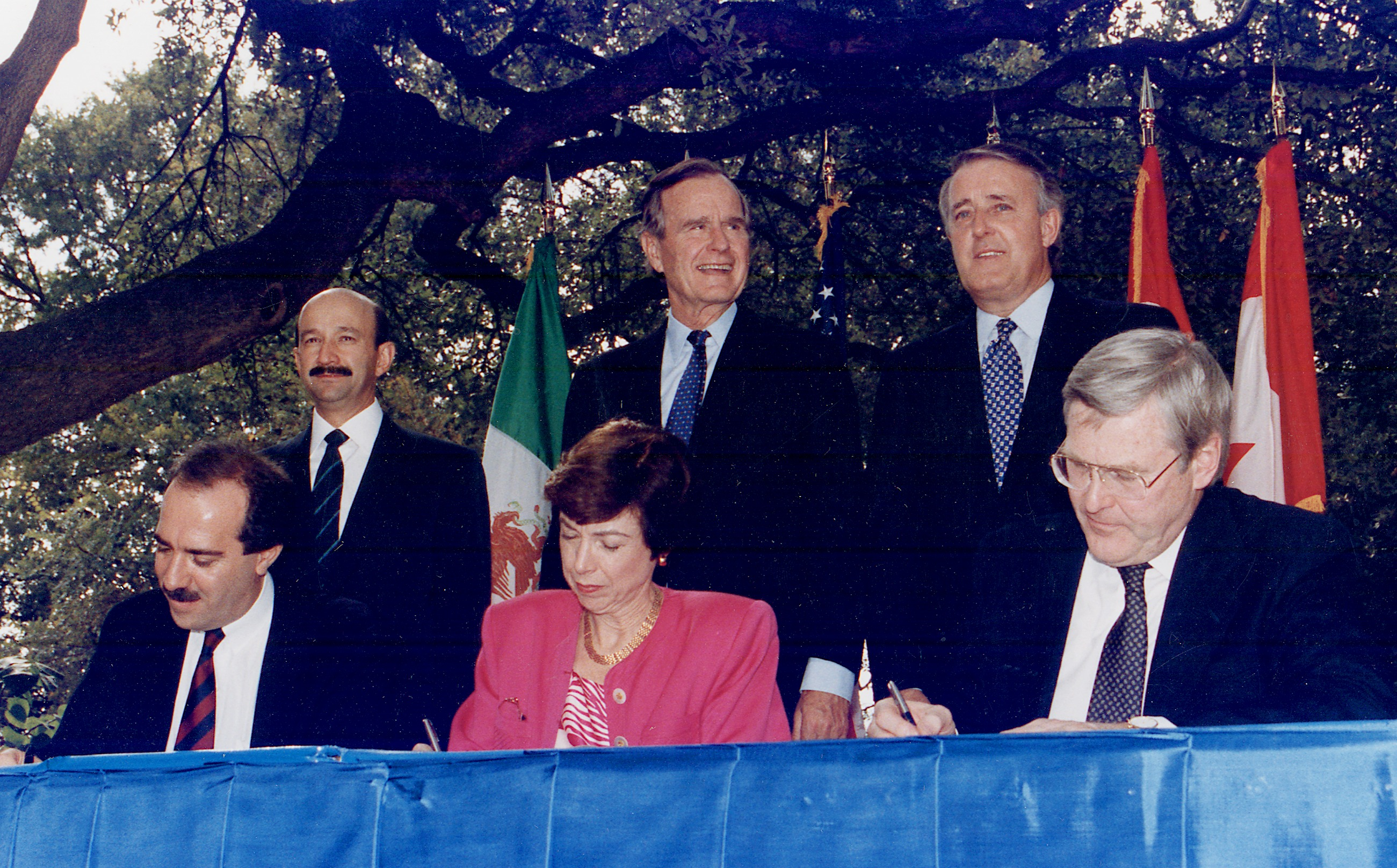
Signature de l'Accord de libre-échange nord-américain, en 1992, auquel appartient le Canada.

Le Canada est l'un des fournisseurs les plus importants du monde en produits agricoles, avec la région des Prairies, qui est l'un des plus grands fournisseurs de blé et céréales grâce à la Commission canadienne du blé. Le pays était aussi sixième au palmarès des producteurs mondiaux de céréales au milieu des années 2010, toujours dominé par son voisin, les États-Unis.
Le Canada est le deuxième producteur de diamants au monde, le plus grand producteur de zinc et d'uranium, et un chef de file dans plusieurs autres ressources naturelles telles que l'or, le nickel, l'aluminium et le plomb. Plusieurs des villes, pour ne pas dire toutes les villes de la région nordique du pays, où l'agriculture est difficile, subsistent grâce à une mine tout près ou à une source de bois d'œuvre. Le Canada a aussi un imposant secteur manufacturier concentré principalement dans le sud de l'Ontario, avec un important tissu industriel de l'automobile grâce à la présence des constructeurs américains et japonais, et au Québec, avec un fort réseau d'industries aérospatiales grâce à une industrie nationale et provinciale forte.
En partie le résultat de son important secteur primaire, le Canada est hautement dépendant du commerce international, spécialement le commerce avec les États-Unis. L'Accord de libre-échange (ALE) de 1989, avec ce dernier, et l'Accord de libre-échange nord-américain (ALENA) de 1994, qui inclut le Mexique, déclenchent une impressionnante croissance de l'intégration commerciale et économique du Canada avec les États-Unis. Mis à part le ralentissement économique de 2001 qui n'a techniquement pas été considéré comme une récession puisqu'il a duré moins de deux trimestres consécutifs, le Canada n'a pas connu de récession depuis 1991, et maintient dans l'ensemble la meilleure performance économique du Groupe des huit (G8) et ce jusqu'en 2008.
Selon l’Institut de recherche en économie contemporaine (IRÉC), les stocks d’actifs canadiens dans les sept principaux paradis fiscaux ont été multipliés par 37,6 entre 1987 et 2014. Entre 1999 et 2013, une demi-douzaine de projets de loi ont été déposés pour limiter ou mettre un terme à l’évasion fiscale, mais tous ont été rejetés. Une étude réalisée en 2020 par un groupe d’économistes note que des entreprises canadiennes ont accumulé un montant total de 381 milliards de dollars en 2019 dans les 12 principaux paradis fiscaux de la planète. Les actifs d’entreprises déclarés dans ces États ont augmenté de 135 % entre 2010 et 2020. D'après l’économiste Toby Sanger « Il y a un “momentum” pour que les gouvernements récupèrent les recettes fiscales qui leur échappent, mais le Canada n’est pas un leader, pas du tout. C’est un “suiveux” qui fait le minimum de ce qu’on attend de lui ».
En 2016, les cent patrons canadiens les mieux rémunérés ont gagné en moyenne 10,4 millions de dollars canadiens, soit plus de 200 fois le revenu moyen d'un travailleur canadien en 2016. De 2015 à 2016, la rémunération moyenne des PDG a augmenté de 8%. Le déclin du syndicalisme au Canada aurait entraîné une hausse de 15 % des inégalités de revenu du travail.
En 2015, le Canada possède le dixième revenu par habitant le plus élevé et est classé neuvième par le PNUD en termes d'indice de développement humain. Néanmoins, l'endettement des ménages canadiens est particulièrement élevé : le ratio de la dette contractée par chaque ménage en proportion de ses revenus disponibles atteint 174 % en 2019.

### Industrie pétrolière
Le Canada possède la troisième réserve de pétrole prouvée au monde. En 2019, Ottawa a décidé de racheter le pipeline TransMountain, qui transporte le pétrole de l'Alberta vers le Pacifique, afin de pouvoir lancer des travaux d'extension. Bien que certaines nations contestent le processus de consultation en cour fédérale, la plupart des communautés autochtones potentiellement affectées par le projet ne s'opposent pas à celui-ci.

### Industrie laitière canadienne
Le lait et les produits laitiers canadiens sont très diversifiés.
L'industrie laitière canadienne jouit d'une excellente réputation internationale sans doute parce qu'elle est liée à l'application de normes de qualité rigoureuses.
Cette industrie est aussi liée à des engagements spécifiques en regards de la protection des animaux et du développement durable.
Fondée sur un système de gestion de l’offre, l'industrie laitière canadienne s'oriente sur la planification de la production nationale, des prix réglementés et des contrôles à l'importation des produits laitiers.

Ici le classement mondial de la consommation de produits laitiers au Canada.

Au troisième rang du secteur agricole canadien après les secteurs des céréales et oléagineux et des viandes rouges, l’industrie laitière canadienne a importé pour 899,4 millions de dollars de produits laitiers en 2015 pour des exportations totalisant 211,1 millions de dollars.

### Banque du Canada
La Banque du Canada est la banque centrale du Canada. Son rôle consiste à favoriser la prospérité économique et financière du pays. Les quatre grandes sphères de responsabilités de la banque sont les suivantes :
- politique monétaire : la banque contrôle la quantité de monnaie en circulation et l'inflation ;
- système financier : la banque fait la promotion des systèmes financier au Canada ;
- monnaie : la banque est le concepteur, le distributeur et l'émetteur des billets canadiens ;
- gestion financière : la banque est l'agent financier du gouvernement canadien[210].

### Budget annuel
Pour 2017 le budget du Canada est de 330,2 milliards de dollars avec un déficit prévu de 28,5 milliards de dollars. Dans ce budget, 3,4 milliards de dollars sont accordés aux autochtones du Canada.

### Industrie minière
L'industrie minière est fortement soutenue par le gouvernement. Le pays accueille les sièges sociaux et principales filiales d’une majorité de sociétés minières dans le monde. La législation fédérale et celles des provinces favorisent la mise en valeur des titres boursiers en permettant des formes de publicité sur les gisements plus souples qu’ailleurs, et la fiscalité est favorable aux entreprises. En outre, le réseau diplomatique canadien soutient politiquement à l’étranger toute société minière inscrite au pays.
Le premier ministre Stephen Harper (en fonction de 2006 à 2015) a déclaré vouloir faire du Canada l’un des plus grands exportateurs de ressources naturelles au monde. Il lui a été reproché d’affaiblir délibérément les protections environnementales en vigueur afin de favoriser l’industrie, notamment minière.

### Industrie spatiale

Logo de l'Agence spatiale canadienne.

Le Canada participe officiellement au développement de l'industrie spatiale depuis 1989 grâce à la création de l'Agence spatiale canadienne. L'agence est essentiellement chargée de coordonner les politiques et programmes spatiaux civils au nom du gouvernement du Canada. Le Canada est également connu pour la conception du Bras canadien (Canadarm).

## Démographie

### Population

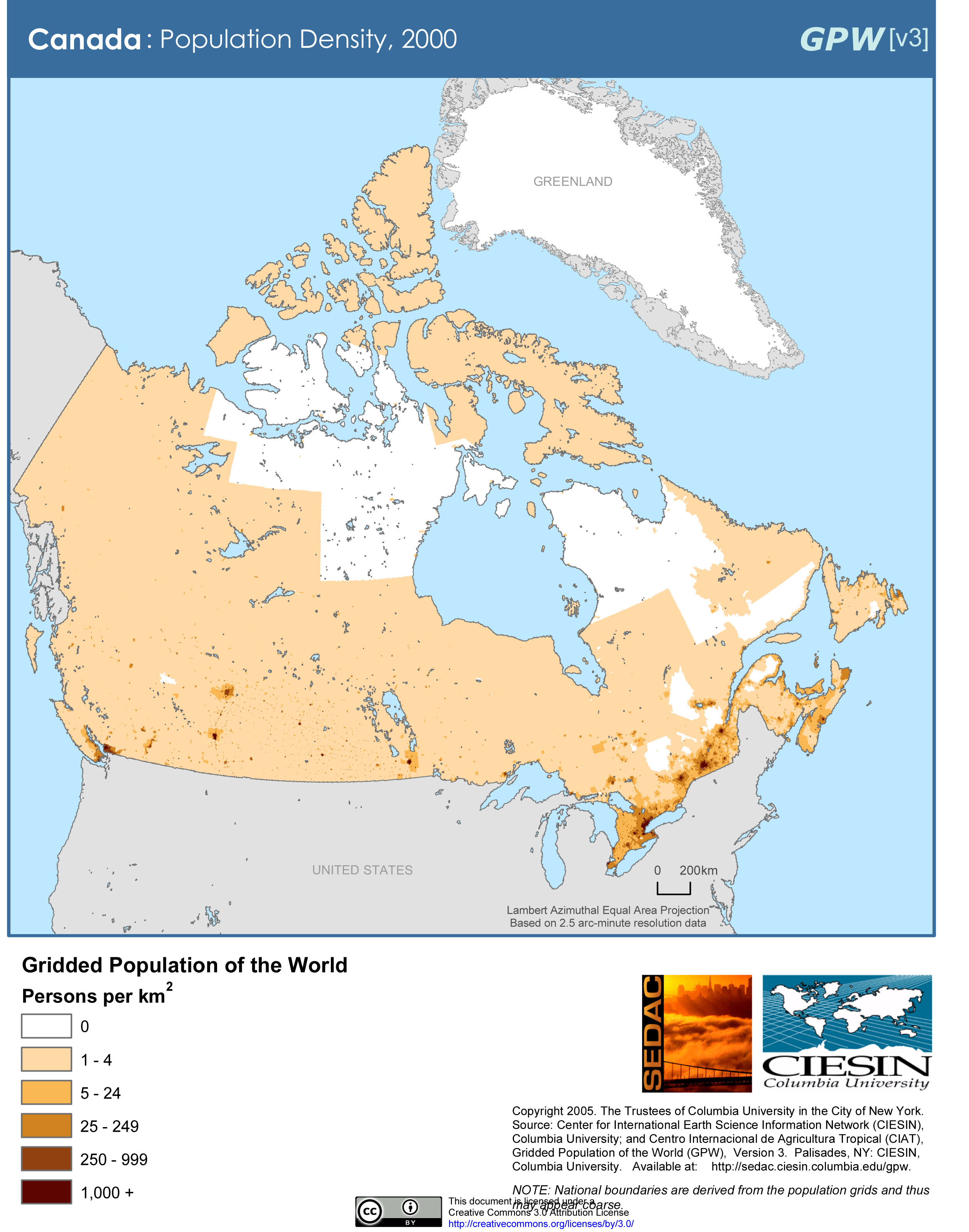
Carte de la densité de population du Canada (2000)

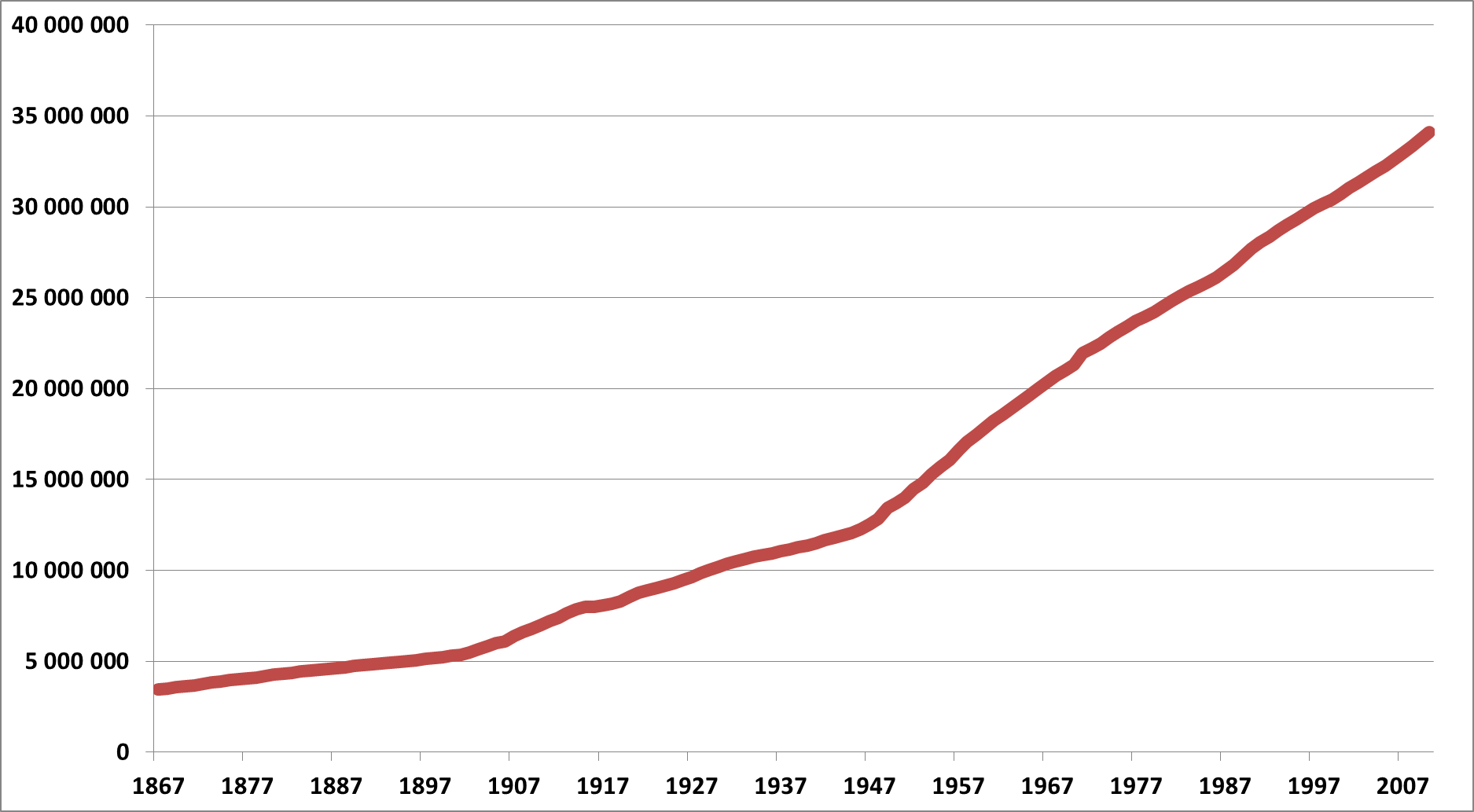
Graphique de l'évolution de la population canadienne depuis 1867.

Les estimations démographiques du Canada au 1er juillet 2023 dénombrent une population de 40 720 593 personnes, ce qui est comparable à celle de la Pologne et du Maroc. 91,2 % des habitants sont des citoyens canadiens. Parmi eux, 74,4 % sont citoyens de naissance, tandis que 16,8 % le sont à la suite d'une naturalisation. La croissance de la population canadienne s'accomplit largement grâce à l'immigration et, dans une moindre mesure, par la croissance naturelle.
Environ trois quarts des Canadiens vivent à moins de 160 kilomètres de la frontière avec les États-Unis. Une proportion semblable vit dans les zones urbaines concentrées dans le corridor Québec-Windsor (notamment les régions métropolitaines de recensement Toronto-Hamilton, Montréal et Ottawa-Gatineau), les basses terres continentales de la Colombie-Britannique (de la région de Vancouver jusqu'au bout de la vallée du fleuve Fraser) ainsi que dans le corridor Calgary-Edmonton en Alberta.
Depuis 1867, la population historique du Canada est passée de 3,4 millions à 38,2 millions. La densité de population reste très faible : elle est de 3,6 par km2, dix fois inférieure à celle des États-Unis et trente fois inférieure à celle de la France du fait de l'immense grand nord canadien très peu urbanisé et sauvage.
Le 16 juin 2023, Statistique Canada indique que la population canadienne vient d'atteindre les 40 millions d'habitants. Il se base sur leur « horloge démographique », un outil visuel qui modélise en temps réel les changements dans le nombre de naissances, de décès et d'immigrants avec répartition par provinces et territoires.
Selon le recensement de 2016, les Canadiens possèdent majoritairement des ancêtres du même nom (la grande majorité des répondants à cette catégorie sont des blancs anglophones ou francophones de l'est du pays : leur présence est trop lointaine pour connaitre une partie ou l'ensemble de leurs ascendances avec exactitude, en conséquence, ils choisissent l'origine « canadienne » à 32 %. La plupart du temps, les personnes cochant cette catégorie descendent en partie ou en totalité des plus anciennes lignées de colons français ou britanniques). Il est suivi par anglais (18,3 %), écossais (13,9 %), français (13,6 %), irlandais (13,4 %), allemands (9,6 %), amérindiens (5,0%), chinois (4,7 %), italiens (4,6 %), indiens (4,0 %) et ukrainiens (3,9 %). Les répondants doivent préciser toutes les origines ethniques qui s'appliquent et jusqu'à six origines ethniques par personne sont retenues lors du recensement.
D'après le même recensement, les Blancs constituent le groupe racial majoritaire (72,9 %), suivis des Asiatiques (17,7 %), des Autochtones (5,0 %), des Noirs (3,1 %), des Latino-Américains (1,3 %) et des Pacifiens (0,2 %). 22,3 % de la population appartient à une minorité visible non autochtone. En 2016, les plus grands groupes de minorités visibles sont les Sud-Asiatiques (5,6 %), les Chinois (4,7 %) et les Noirs (3,5 %). Entre 2011 et 2016, la population des minorités visibles a augmenté de 18,4 %. En 1961, moins de 2 % de la population canadienne (environ 300 000 personnes) étaient membres d'un groupe de minorités visibles. Les peuples autochtones ne sont pas considérés comme une minorité visible dans les calculs de Statistique Canada.
À la fin de 2007, le Canada comptait près de 54 500 réfugiés et demandeurs d'asile. Le programme de réinstallation des réfugiés du Canada a accepté 11 100 réfugiés en 2007, dont 2 040 provenaient de l'Afghanistan, 1 790 du Myanmar/Birmanie, et 1 650 de la Colombie.
Le Canada présente le taux d'immigration le plus élevé des pays du G7 avec pour objectif d'accroitre la main d’œuvre disponible. Les autorités prévoient que les habitants originaires d'un pays étranger représenteront 30 % de la population canadienne en 2030. Les candidats à l'immigration doivent cependant prouver détenir des compétences professionnelles spécifiques faisant défaut au niveau local, ou être en mesure de créer des entreprises au Canada. En raison de cette politique, 36 % des médecins, 41 % des ingénieurs et un chef d'entreprise sur trois au Canada sont issus de l'immigration (statistiques de 2023). Cette politique migratoire présente l'inconvénient de priver les pays pauvres de leur personnel qualifié et ainsi de ralentir leur développement
Le Canada a connu jusque dans les années 1950 des clauses restrictives en matière immobilière qui interdisaient la vente de propriétés à des Noirs, à des juifs ou à des immigrants chinois. Certaines discriminations perdurent encore de nos jours en matière d’accès à l’emploi ou à l’éducation pour la minorité noire du pays.

### Religion

Le drapeau de l'Église anglicane du Canada.

La conquête par les Britanniques de l'Acadie péninsulaire, en 1713 (traité d'Utrecht), puis du reste de la Nouvelle-France, en 1763 (traité de Paris), a amené sur le territoire canadien une nouvelle dualité religieuse : la dualité entre les protestants et les catholiques. Sous le régime britannique, les protestants représentent la religion chrétienne réformée. La confession anglicane, qui est alors la branche du protestantisme sans doute la plus significative, incarne la religion officielle de la royauté.
Majoritaires depuis la fondation du pays, les protestants sont dépassés en nombre par les catholiques à partir du recensement de 1971.
Aujourd’hui, l'Église anglicane du Canada est dirigée par la primat Linda Nicholls (en). L'Église catholique au Canada, quant à elle, a à sa tête le primat Gérald Cyprien Lacroix.
Les Canadiens adhèrent à une grande variété de religions. Selon le recensement de 2011, 67,3 % des Canadiens s'identifient comme chrétiens ; de ceux-ci, les catholiques constituent le plus grand groupe avec 38,7 % des Canadiens. Le catholicisme est suivi par le protestantisme et l'Église protestante la plus importante est l'Église unie du Canada. Environ 24 % des Canadiens déclarent n'avoir aucune affiliation religieuse. Les religions minoritaires importantes incluent l'islam (3,2 % de la population), l'hindouisme (1,5 %), le sikhisme (1,4 %), le bouddhisme (1,1 %) et le judaïsme (1,0 %).

### Éducation
Au Canada, les provinces et territoires sont responsables de l'éducation ; en l'occurrence, le Canada n'a pas de ministère national pour l'éducation. Chacun des treize systèmes d'éducation est similaire aux autres, et ce, tout en reflétant l'histoire, la culture et la géographie régionale de sa province. Une des grandes différences existantes est celle du Québec, où les études post-secondaires débutent au cégep (collège d'enseignement général et professionnel), une institution scolaire préparant aux études universitaires et formant les techniciens spécialisés. L'âge pour l'éducation obligatoire varie à travers le Canada, mais se situe généralement aux alentours de 5–7 ans jusqu'à 16–18 ans, contribuant ainsi à un taux d'alphabétisation de 99 % chez les adultes[réf. nécessaire]. Néanmoins, selon ABC Canada, 24 % des Canadiens sont limités à des lectures très simples. Le pays est un des meneurs en matière de recherche scientifique et se range parmi les plus éduqués du monde en étant classé premier par le nombre d'adultes possédant une éducation post-secondaire, avec 51 % d'entre eux ayant au moins atteint un diplôme post-secondaire chez sa population âgée de 25 à 64 ans.
Chaque province est responsable d'organiser la gestion de ses écoles. Cependant, dans le cadre des dispositions constitutionnelles de la Charte canadienne des droits et libertés, moyennant certaines conditions et restrictions, les citoyens canadiens membres d'une minorité francophone ou anglophone dans la province où ils résident ont le droit à l'instruction dans la langue de la minorité de leur province dans toutes les communautés où le nombre est suffisant pour justifier le financement des écoles à même les fonds publics. Toutes les provinces canadiennes ont mis en place des commissions scolaires, des conseils scolaires ou des centres de services scolaire pour assurer la prestation des services en matière d'éducation. Parmi les provinces canadiennes, c'est au Québec et en Ontario qu'il y a le plus de ces entités : 72 pour chacune de ces provinces. L'éducation post-secondaire est la responsabilité des gouvernements provinciaux et territoriaux, lesquels fournissent la majeure partie du financement ; le gouvernement fédéral fournit du financement additionnel du fait des subventions à la recherche. En 2002, 43 % des Canadiens âgés entre 25 et 64 ans ont déjà eu accès à l'éducation post-secondaire ; pour ceux âgés entre 25 et 34 ans, la réalisation d'études post-secondaires atteignait 51 %.

## Langues

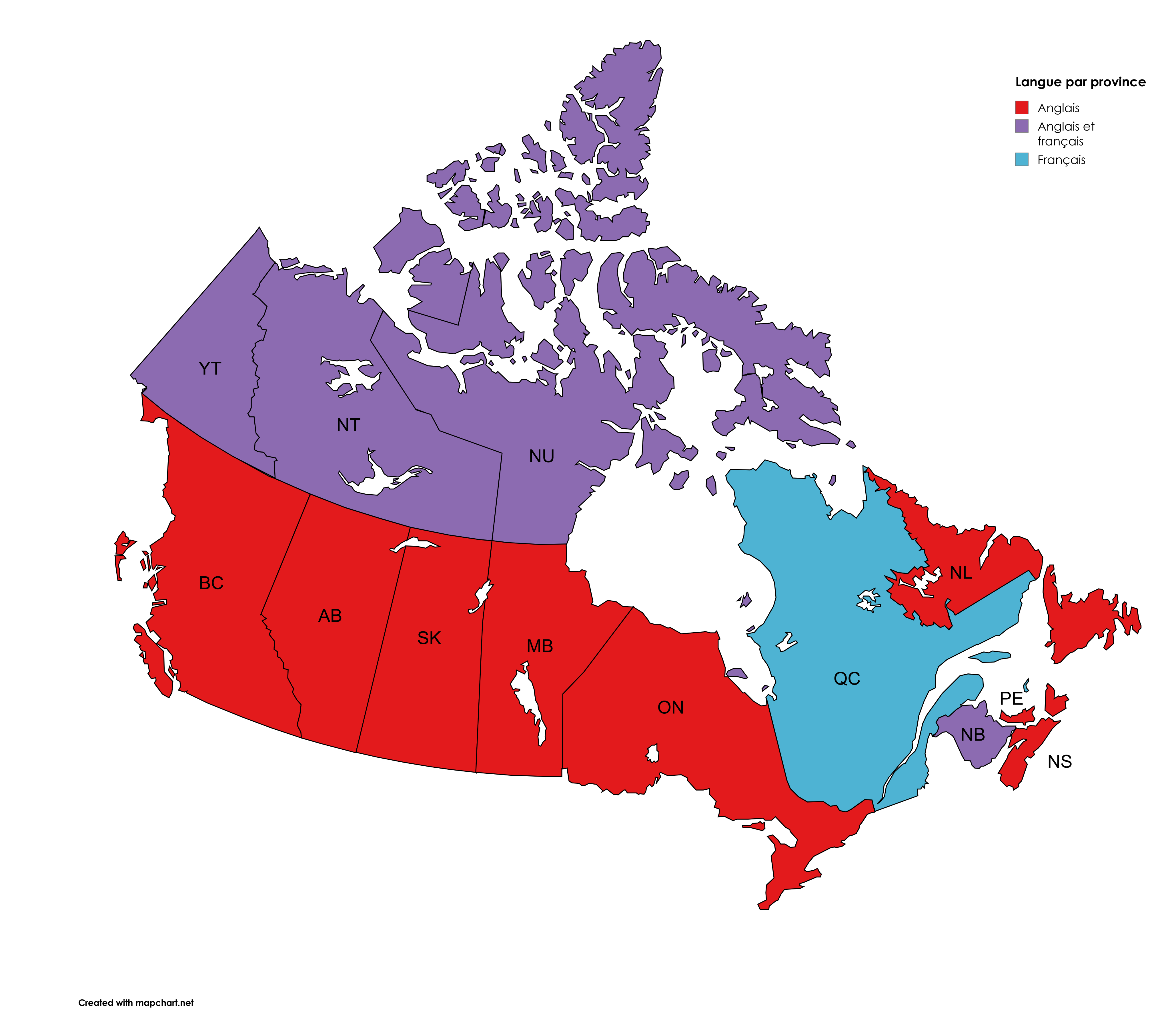
Langue officielle par province canadienne (rouge : anglais ; bleu : français ; mauve : bilingue).

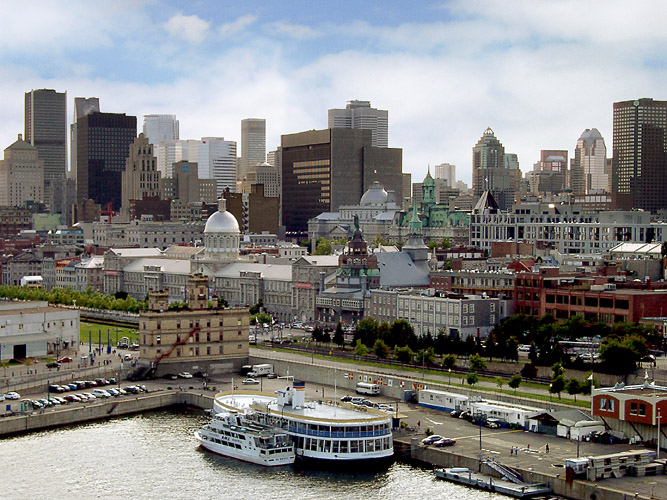
La population de Montréal est principalement francophone, avec une communauté anglophone en forte baisse et une communauté allophone en forte augmentation. Selon le recensement de 2006, le français est la langue d'usage de 52,6 % des habitants de l'île de Montréal avec une légère tendance à la baisse au détriment des allophones (Les allophones se francisent à hauteur de 75,3 % en 2006 en augmentation.),,.

Les deux langues officielles du Canada, l'anglais et le français, sont respectivement parlées par 75,4 % et 21,4 % de la population. Le 7 septembre 1969, sous la Loi sur les langues officielles, le français obtient un statut égal à celui de l'anglais dans toutes les instances gouvernementales fédérales. Ceci déclenche un processus qui mène le Canada à se redéfinir officiellement en tant que nation bilingue.
L'anglais et le français ont un statut égal dans les tribunaux fédéraux, le Parlement et toutes les sociétés d'État fédérales ainsi que dans les autres institutions gouvernementales du Canada. Le public a le droit de recevoir, là où il y a une demande suffisamment importante, des services du gouvernement fédéral dans l'une ou l'autre langue. L'utilisation de la signalisation routière bilingue varie d'une région à l'autre. Alors que le multiculturalisme est une politique d'immigration officielle du Canada, devenir citoyen canadien nécessite de parler aisément soit le français, soit l'anglais — 98,5 % des Canadiens parlent au moins une des deux langues (anglais seulement : 67,5 %, français seulement : 13,3 %, les deux : 17,5 %).
Selon le recensement de 2021, l'anglais est la langue maternelle majoritaire dans tous les provinces et territoires du Canada, excepté au Québec et au Nunavut. En effet, la langue anglaise est la langue natale de seulement 10 % de la population québécoise, où c'est plutôt le français qui prédomine, avec 77,8 % de locuteurs natifs. Cependant, 51,7 % des Québécois savent parler anglais. Au Nunavut, seuls 43,5 % des habitants ont l'anglais comme langue maternelle. En effet, la langue anglaise est dépassée par l'inuktitut, qui est l'unique langue natale de 52,2 % des Nunavutois. Cependant, l'anglais est parlé par la grande majorité des habitants du Nunavut, soit 94,1 % d'entre eux.
Bien que le français soit principalement parlé dans la province de Québec, d'autres provinces — le Nouveau-Brunswick qui est d'ailleurs la seule province considérée officiellement bilingue, l'est et le nord de l'Ontario ainsi que le sud du Manitoba — ont une part substantielle de personnes francophones. De tous ceux qui parlent le français comme première langue, 85 % vivent au Québec. Le français est l'unique langue officielle de la province de Québec. Plusieurs langues autochtones ont un statut officiel dans les Territoires du Nord-Ouest ; l'inuktitut est la langue de la majorité de la population au Nunavut et l'une des trois langues officielles de ce territoire.
Les langues non officielles sont aussi importantes au Canada, avec près de 5 200 000 personnes en parlant au moins une en tant que première langue. Les langues non officielles listées comme étant des langues maternelles incluent le mandarin (853 745 locuteurs natifs), l'italien (469 485 locuteurs natifs), l'allemand (438 080 locuteurs natifs) et le pendjabi (271 220 locuteurs natifs).

### Premières Nations du Canada

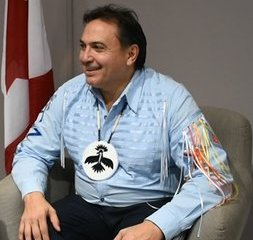
Perry Bellegarde est le chef national de l’Assemblée des Premières Nations.

Le terme Premières Nations désigne les peuples autochtones du Canada qui sont autres que Métis ou Inuits. En 2011 cette population représentait environ 1,3 million d'individus.
Les migrations autochtones remontent à environ 15 000 ans lors de la dernière glaciation, qui a abaissé le niveau des océans et créé un pont terrestre reliant l'Eurasie à l'Amérique, permettant à ceux-ci de s'installer.
Les Premières Nations du Canada sont actuellement[C'est-à-dire ?] regroupées et représentées par l'Assemblée des Premières Nations fondée en 1982. Le chef actuel est Perry Bellegarde.
En octobre 2019, le Canada est épinglé par l'ONU pour les conditions de logement des peuples autochtones. La commission d’enquête souligne que les Autochtones sont « plus susceptibles d’être mal logés et d’avoir des problèmes de santé qui découlent de cette situation ». En outre, « le pourcentage des sans-abri parmi eux est disproportionnellement élevé et ils sont extrêmement vulnérables aux expulsions forcées, à l’accaparement de terres et aux effets des changements climatiques. Lorsqu’ils défendent leurs droits, ils sont souvent la cible de violences extrêmes ». Les communautés autochtones sont aussi fortement victimes de la pénurie de logements qui touche le nord du Canada : communautés à dormir en alternance. « Quinze personnes vivent dans une maison de la taille d’une caravane. […] Elles doivent dormir à tour de rôle quand il n’y a pas beaucoup de place ».

### Francophonie
Le Canada est membre de l'Organisation internationale de la francophonie et de l'Assemblée parlementaire de la francophonie. De plus, l'Association francophone des municipalités du Nouveau-Brunswick, la Fédération québécoise des municipalités, l'Union des municipalités du Québec, la Fédération canadienne des municipalités de même que les villes de Lévis, Québec, Sherbrooke, Gatineau, Montréal, Saguenay et Trois-Rivières sont membres de l'Association internationale des maires francophones.
Les groupes francophones du Canada incluent :
- Québec : Québécois ;
- Ontario : Franco-Ontariens ;
- Manitoba : Franco-Manitobains ;
- Saskatchewan : Fransaskois ;
- Alberta : Franco-Albertains ;
- Colombie-Britannique : Franco-Colombiens ;
- Yukon : Franco-Yukonnais ;
- Territoires du Nord-Ouest : Franco-Ténois ;
- Nunavut : Franco-Nunavois ;
- Terre-Neuve-et-Labrador : Franco-Terreneuviens ;
- Nouveau-Brunswick,  Île-du-Prince-Édouard,  Nouvelle-Écosse : Acadiens ;
- Nouveau-Brunswick (Madawaska) : Brayons.

#### Principales communautés francophones hors Québec
On retrouve dans les Maritimes plusieurs communautés francophones dont Chéticamp, Edmundston et Évangeline, plus connues, font partie.
En Ontario, on retrouve une communauté francophone significative à Toronto même, de même que dans les villes de Windsor, Ottawa et Sault-Sainte-Marie.

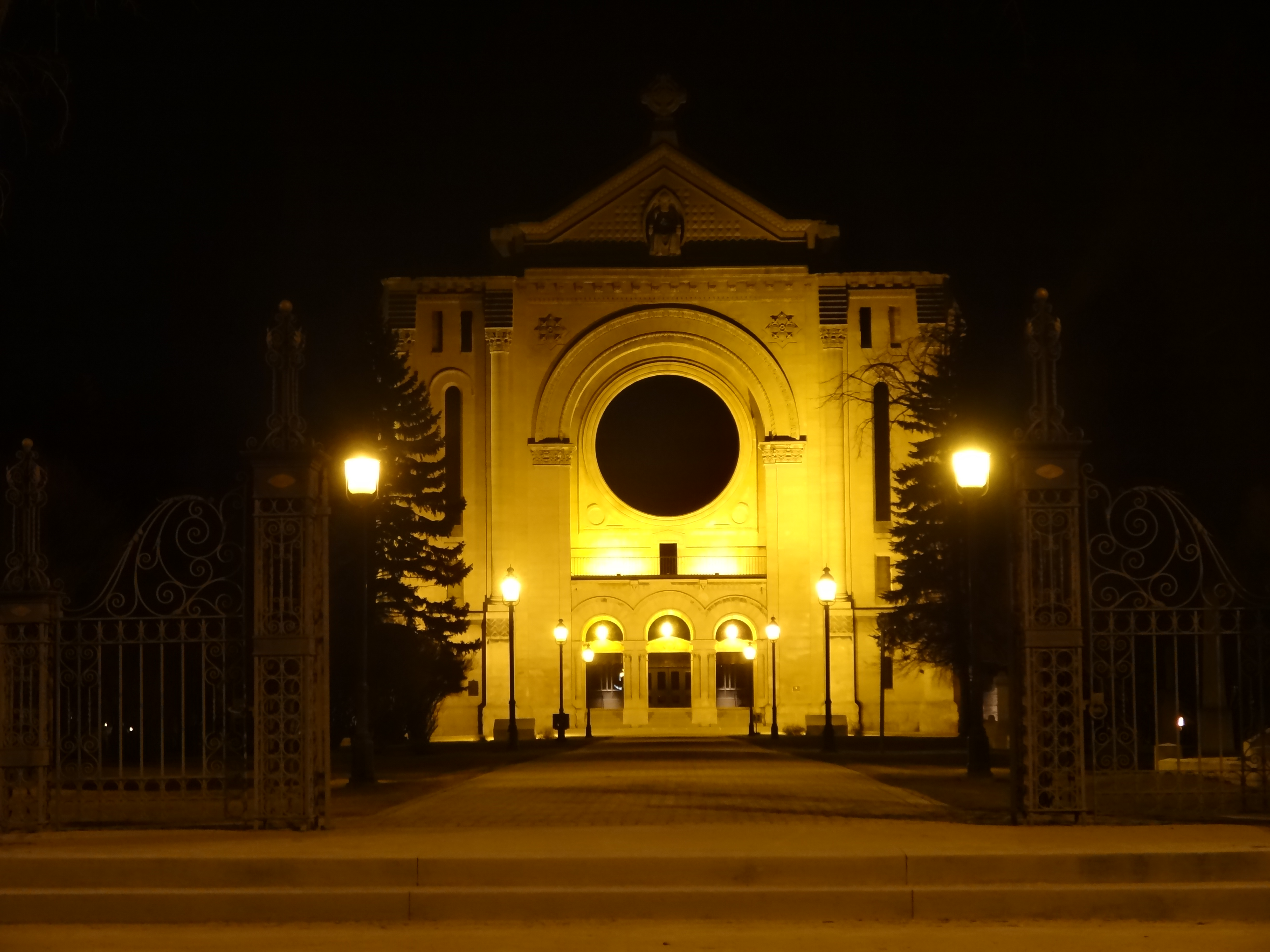
Cathédrale Saint-Boniface, un secteur francophone du Canada.

Au Manitoba, la principale communauté francophone se retrouve à Saint-Boniface, un quartier français de Winnipeg.
Au Nunavut, la communauté francophone est surtout concentrée à Iqaluit.

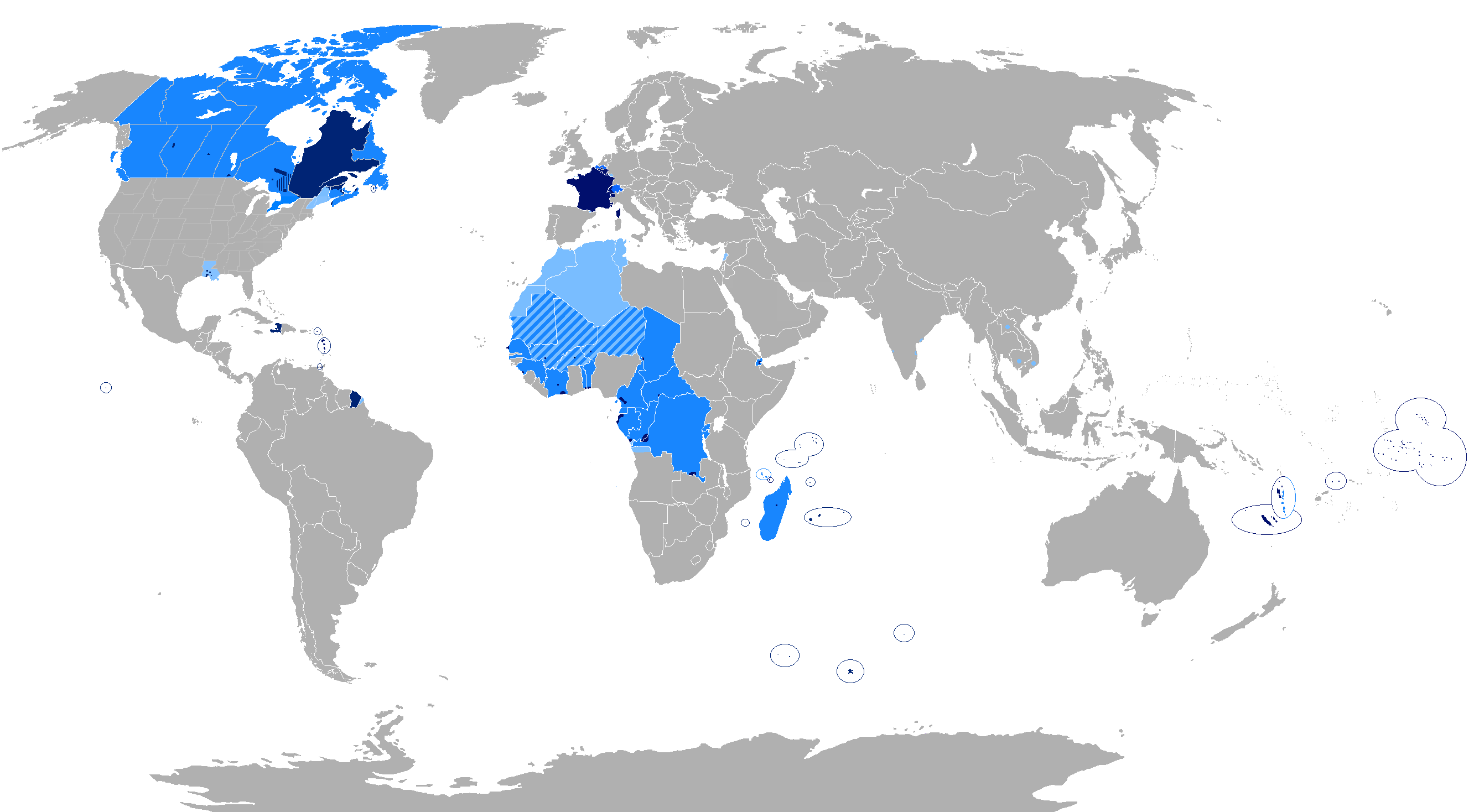
Cette carte met en relief l'existence des francophones hors Québec du Canada comme une partie intégrante de la Francophonie internationale.

Enfin pour l'Ouest canadien, c'est surtout à Kamloops, dans le Nord-Ouest de l'Alberta surnommé « Le Petit Québec » ou au lieu historique de Batoche que se concentrent les francophones.

## Culture
La culture canadienne est historiquement influencée par les cultures et traditions anglaises, françaises, irlandaises, écossaises et autochtones, ainsi que par la culture étatsunienne en raison de la proximité et des échanges de capital humain existant entre les deux pays. Plusieurs formes de médias et de divertissements américains sont populaires et omniprésents au Canada, surtout la partie anglophone. À l'inverse, plusieurs produits et divertissements culturels canadiens ont de grands succès aux États-Unis et partout dans le monde. Plusieurs produits culturels sont maintenant généralement commercialisés vers un marché nord-américain unifié, ou un marché global, bien que certaines régions conservent leur spécificité. Notamment, la région des Maritimes qui conserve un folklore aux airs de la culture celte irlandaise et écossaise et qui, par le fait même, s'harmonise avec le principal trait de la culture de l'Acadie et du Québec dont le folklore est empreint de rythmes gallo-romains de la Gaule celtique.
Par ailleurs, une différence flagrante domine toujours pour beaucoup de personnes en les fondements français du Canada. Ceux-ci donnent une spécificité particulière au continent américain et à la nature même du Canada, ce qui fait sous-entendre à plusieurs personnes que la ville de Montréal est en l'occurrence la plaque tournante de la culture de langue française en Amérique. Ce faisant, plusieurs artistes francophones fusent des quatre coins du pays (Québec, Acadie, Ontario, Manitoba, etc.), des États-Unis (notamment du pays des Cadiens, en Louisiane) ainsi que des Caraïbes pour faire carrière à Montréal tant dans les domaines littéraire, musical, cinématographique, etc. Sans compter que de nombreux artistes provenant de l'Europe, du Proche-Orient et de l'Afrique viennent aussi se tailler une place afin de faire épanouir encore davantage la culture latine au Canada.
La création et la conservation d'une culture canadienne distincte est partiellement influencée par des programmes du gouvernement fédéral, des lois et des institutions politiques telles que la Société Radio-Canada (SRC), l'Office national du film du Canada (ONF) ainsi que le Conseil de la radiodiffusion et des télécommunications canadiennes (CRTC).

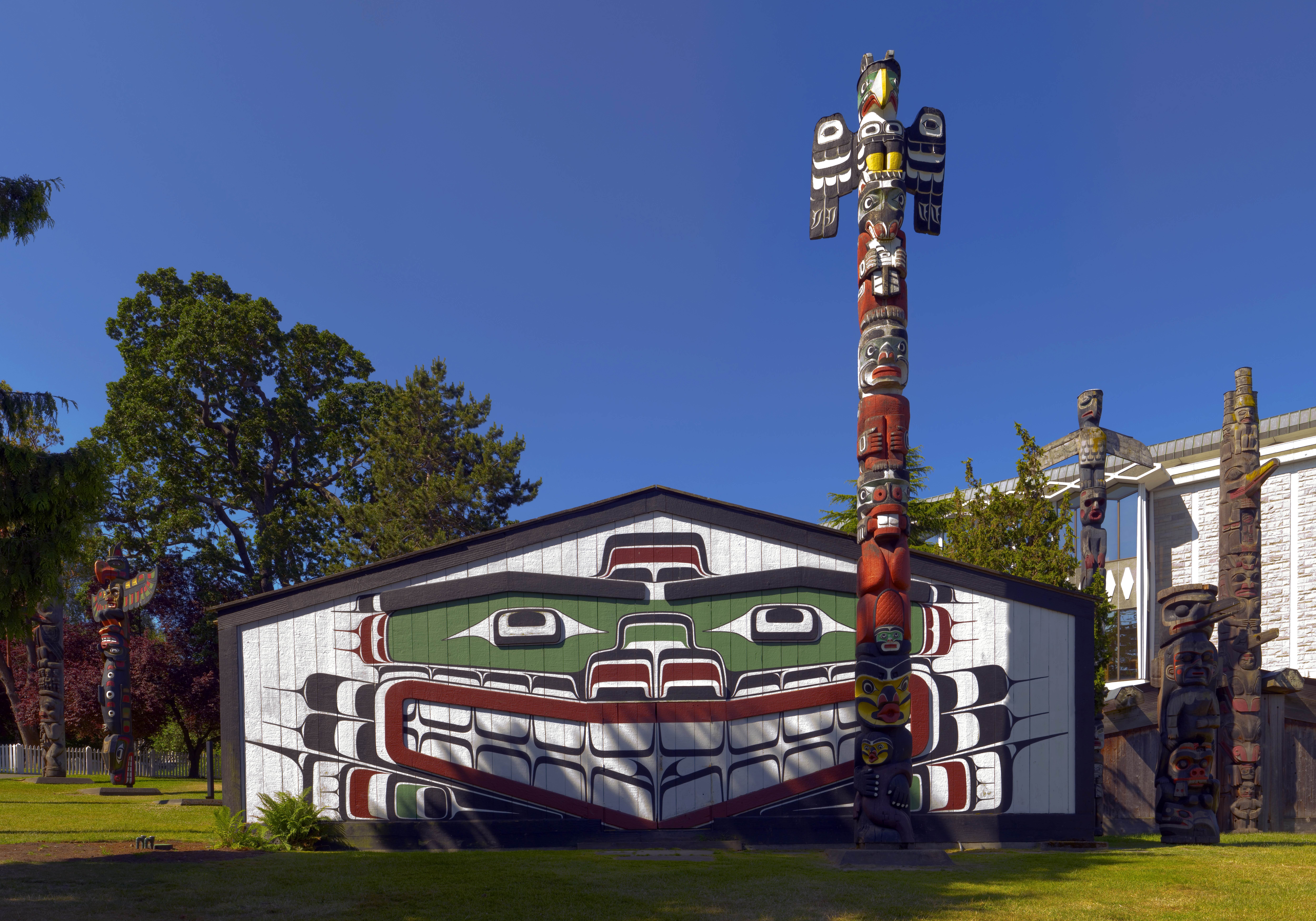
Un totem et une grande maison traditionnelle Kwakwaka'wakw à Victoria en Colombie-Britannique.

Le Canada possède plusieurs orchestres de renommée internationale, tels l'Orchestre symphonique de Québec, l'Orchestre symphonique de Toronto et surtout l'Orchestre symphonique de Montréal dirigé par Kent Nagano. Le Canada possède aussi plusieurs groupes musicaux de rock alternatif extrêmement importants sur la scène mondiale tel Arcade Fire, Crystal Castles, Simple Plan, Hot Hot Heat, The Dears, Malajube, Godspeed You! Black Emperor, The Stills ou The Sam Robert's Band. Ainsi que des groupes évoluant sur la scène punk alternative international tels que Billy Talent, Alexisonfire, Silverstein ou encore Cancer Bats.
La culture canadienne est aussi partiellement influencée par l'immigration récente de personnes provenant des quatre coins du monde. De nombreux Canadiens prisent le multiculturalisme, ce qui fait croire aux yeux de certaines personnes que la culture du Canada est proprement dite multiculturelle. De surcroît, le patrimoine multiculturel du Canada est protégé par l'article 27 de la Charte canadienne des droits et libertés. Les symboles nationaux sont largement le fruit d'influences provenant de sources naturelles et historiques, ainsi que des peuples autochtones. Plus particulièrement, l'utilisation de la feuille d'érable comme symbole national canadien remonte au début du XVIIIe siècle, et est illustrée sur les anciens drapeaux du Canada, sur son drapeau actuel, sur le cent (prononcé [sɛnt], ou communément [sɛn]), ainsi que sur les armoiries. D'autres symboles importants incluent le castor, la bernache du Canada, le plongeon huard, la Couronne et la Gendarmerie royale du Canada (GRC).

### Gastronomie
La province de Québec produit de très nombreuses variétés de fromages. Le Canada fut le premier à introduire des législations strictes sur les critères de propreté et d'hygiène régissant la traite du lait et l'élaboration des fromages.
Le Canada est également un grand producteur de vin de glace et de cidre de glace ainsi que de spécialités rustiques à base de gibier.
De Calgary jusqu'à Vancouver on peut aussi découvrir une cuisine typique du Canada influencée par les tendances européennes et françaises à base d'ingrédients locaux et nuancés par les communautés culturelles canadiennes.
En marge de cela l'Ouest canadien révèle une cuisine semblable à ce que l'on retrouve du côté américain.
Le Canada est le premier producteur mondial de sirop d'érable (sirop produit à partir de sève brute de l'érable, l'eau d'érable), la province de Québec étant le chef de file de cette industrie. Dans la seule année 2011, cette dernière province a produit près de 102 millions de livres de sirop d'érable, qui ont principalement été exportés aux États-Unis. Le sirop d'érable est produit pendant une courte période de quatre à six semaines s'échelonnant de la mi-mars à la fin avril, « saison » désignée au Québec comme le temps des sucres. L'industrie acéricole génère également des produits dérivés : tire d'érable, beurre d'érable, sucre d'érable, liqueur d'érable. Le temps des sucres est, pour de nombreux canadiens, et plus particulièrement au Québec, l'occasion de rencontres autour d'un joyeux festin à la cabane à sucre où la gastronomie est dominée par l'usage du sirop d'érable dans la préparation des différents plats. Le sirop d'érable est fréquemment utilisé dans la confection de desserts. On le voit d'ailleurs de plus en plus dans la gastronomie et de nombreux restaurateurs l'incluent dans leurs menus.

### Principales fêtes

#### Noël
D'influence chrétienne, française, britannique et américaine la fête de Noël au Canada passait inaperçue au début du XIXe siècle et prit l'importance qu'on lui connaît de nos jours au début du XXe siècle. C'est environ à cette période (1870) que Noël perdit son aspect religieux pour devenir une fête familiale et communautaire. La reine Victoria fut à l'origine, à la même période, de l’introduction de nombreuses caractéristiques familières du Noël moderne dont le fameux sapin de Noël et la dinde rôtie. L'influence américaine est surtout notable au niveau où les États-Unis ont les premiers transformé saint Nicolas en Père Noël et sont principalement à l'origine la commercialisation de Noël,.

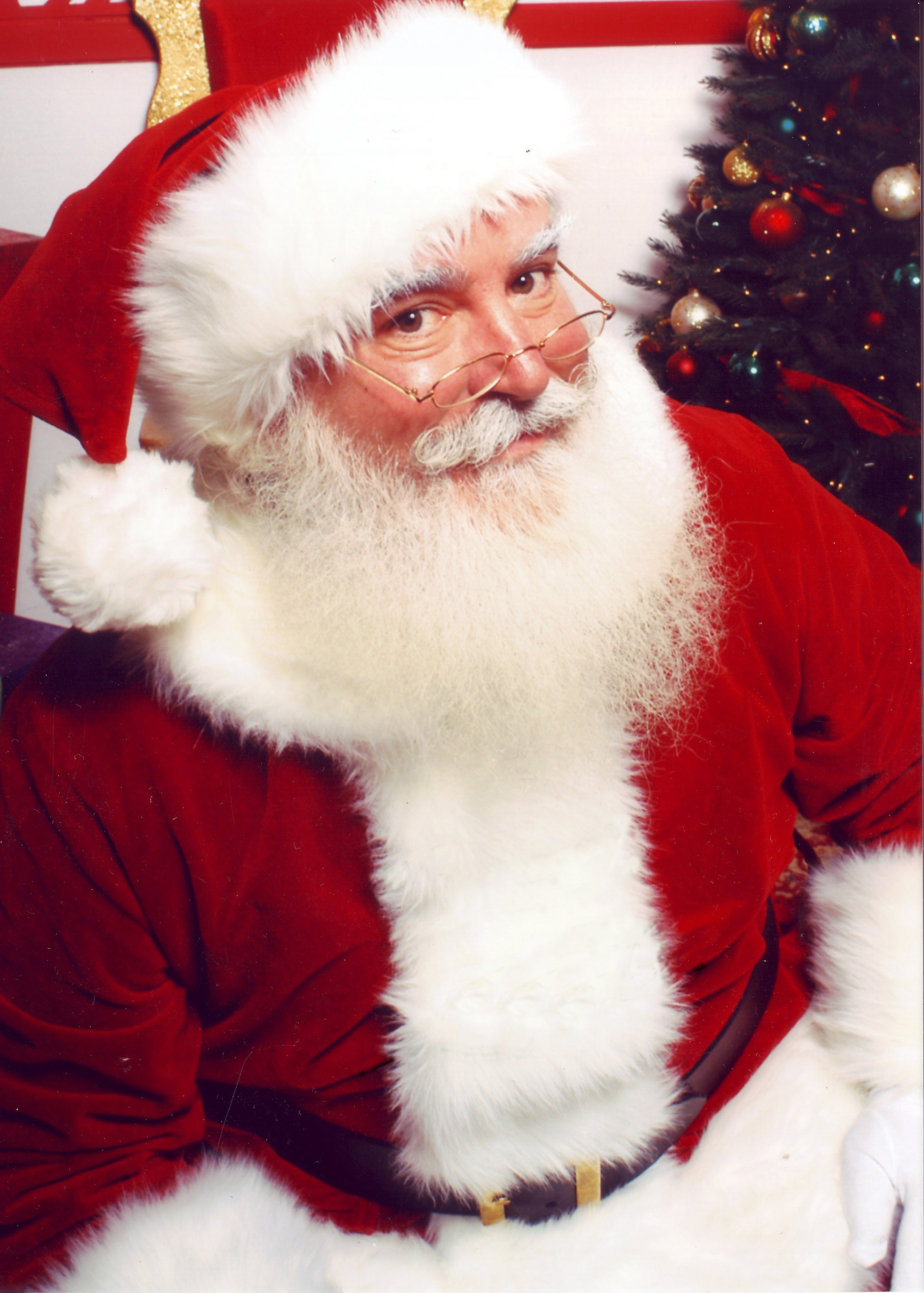
Les États-Unis ont influencé la nature du père Noël au Canada.
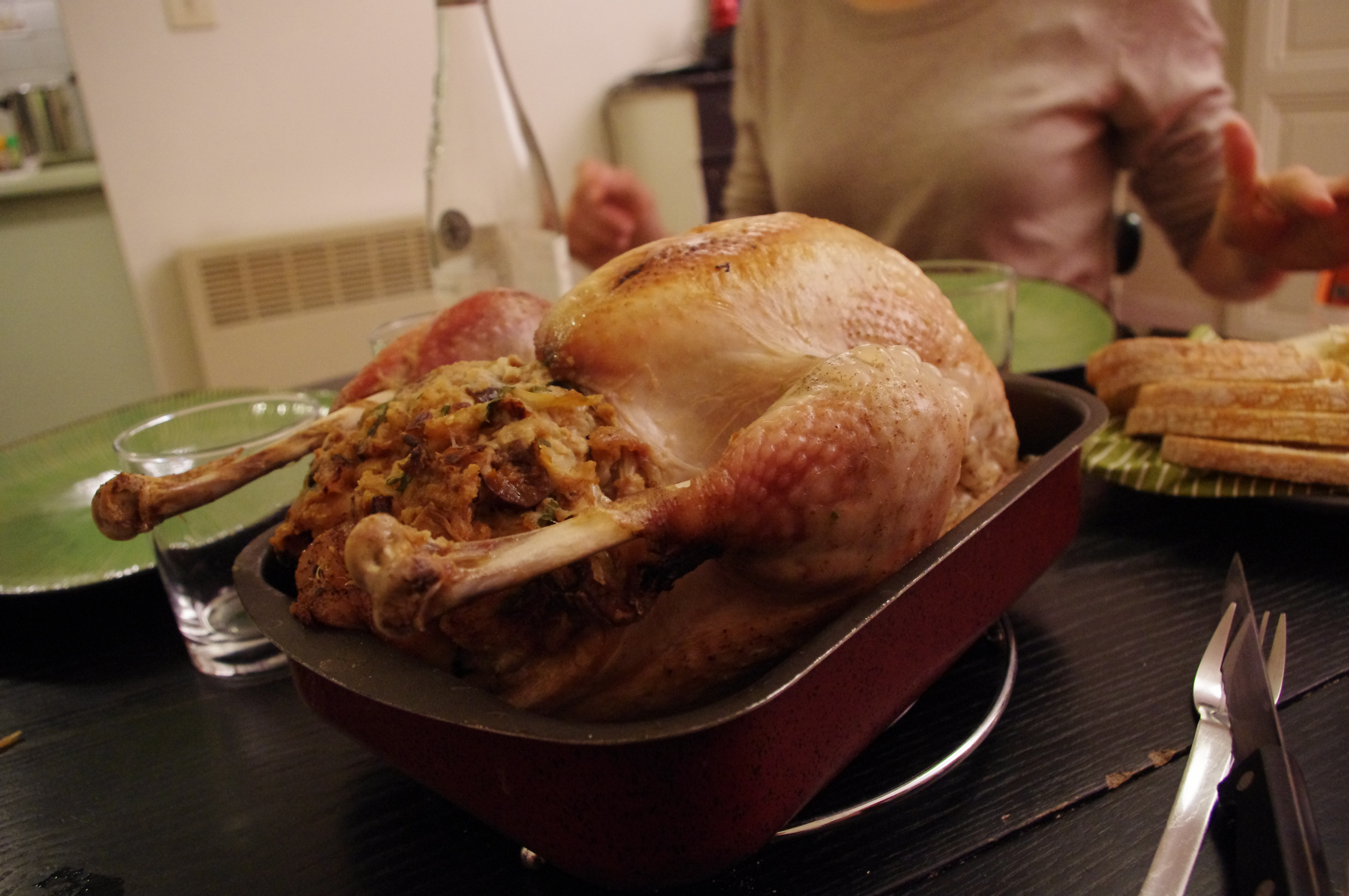
Le dinde de Noël au Canada est d'origine britannique.
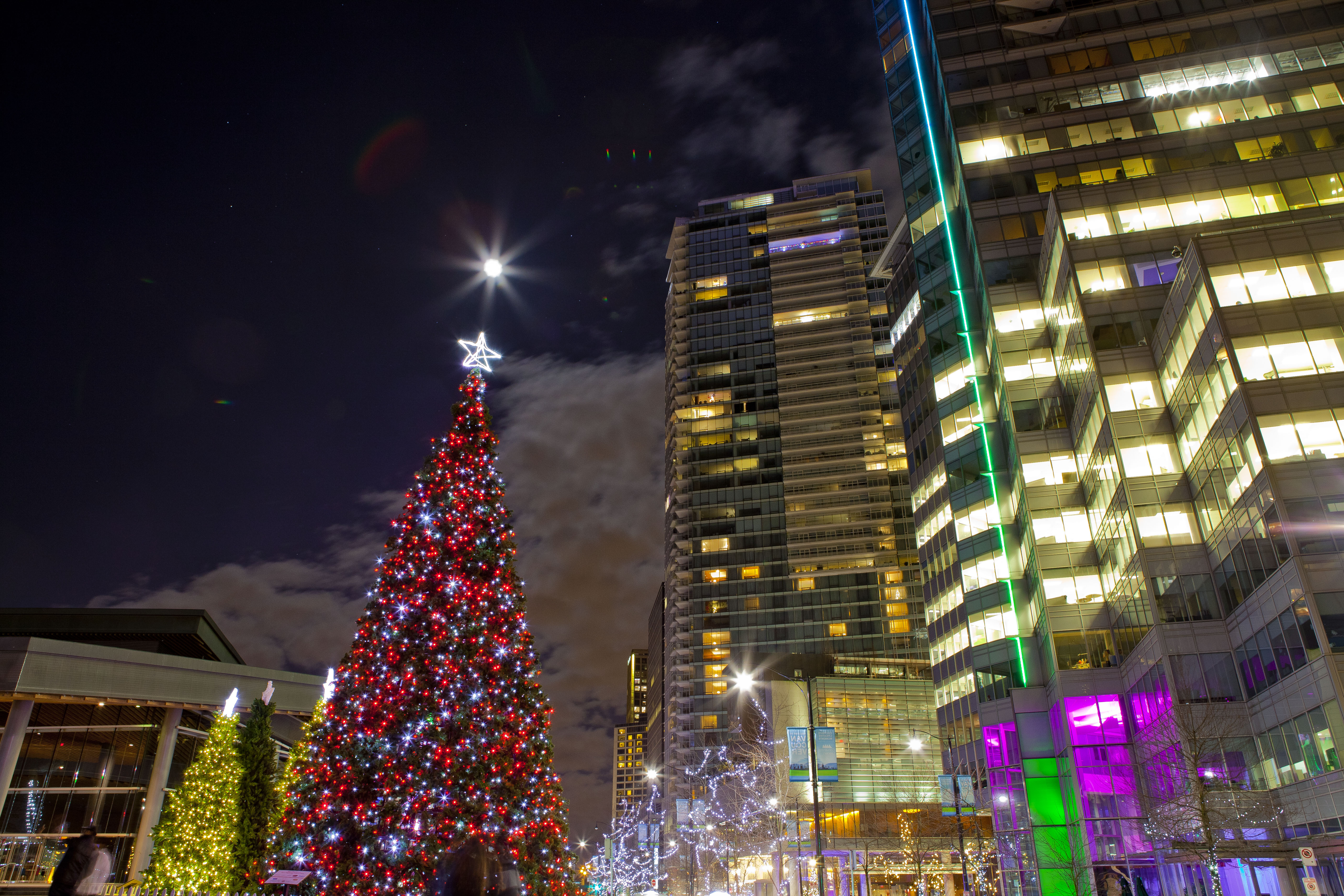
Le sapin de Noël canadien est aussi d’origine britannique.

#### Festival canadien des tulipes

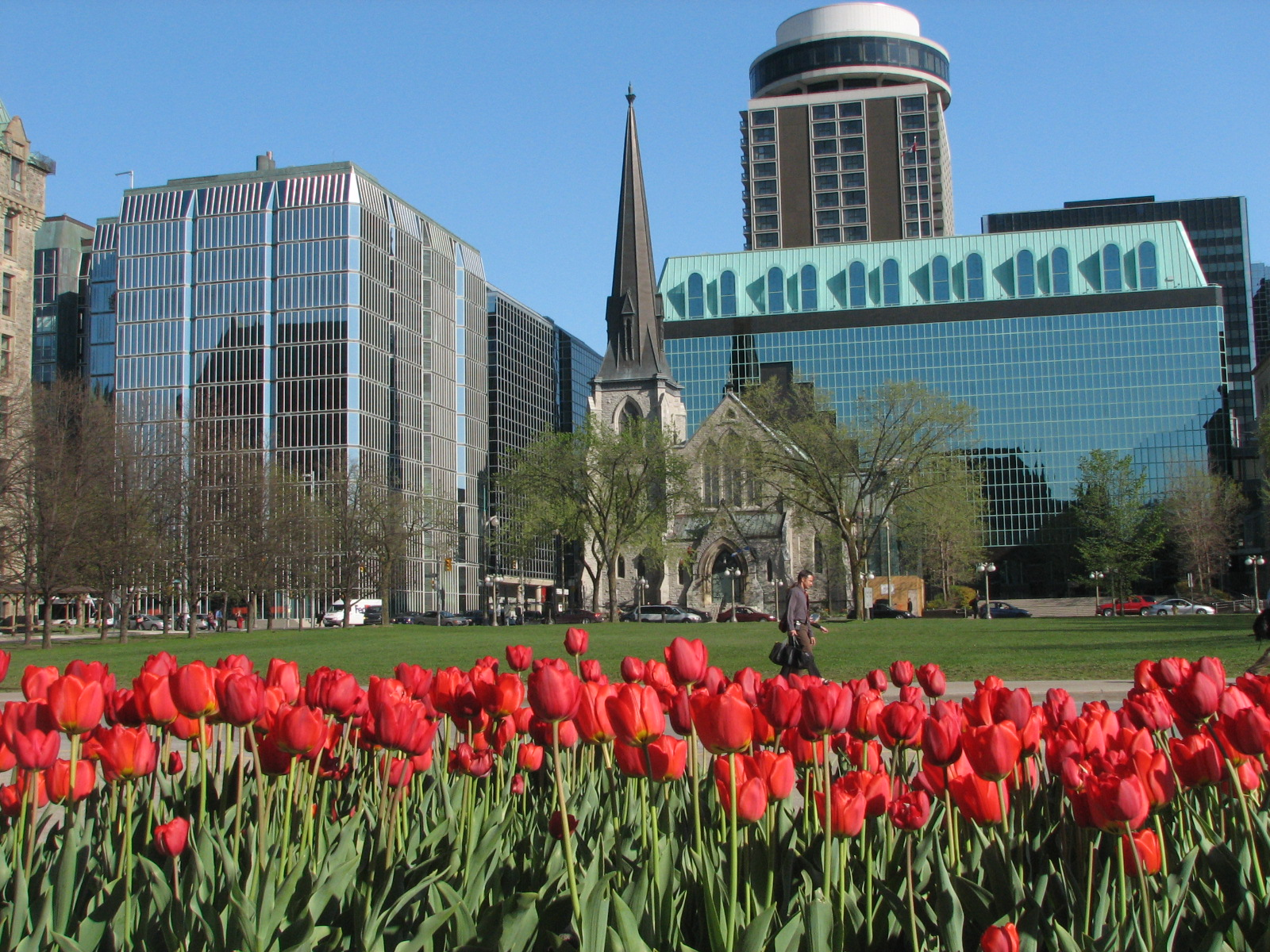
Le festival des tulipes à Ottawa.

Célébré chaque année à Ottawa, le festival est le plus grand au monde dédié spécifiquement à la tulipe. Il trouve son origine dans un don de tulipes au Canada en provenance des Pays-Bas pour célébrer la fin de la Seconde Guerre mondiale,.

#### Fête de la Reine
Chaque lundi précédant le 25 mai, en souvenir de l'anniversaire de naissance de la reine Victoria qui est née un 24 mai, le Canada, par un jour férié officiel, célèbre la première reine du Canada et, lors de son règne, la reine Élisabeth II,.

#### Fête du Canada

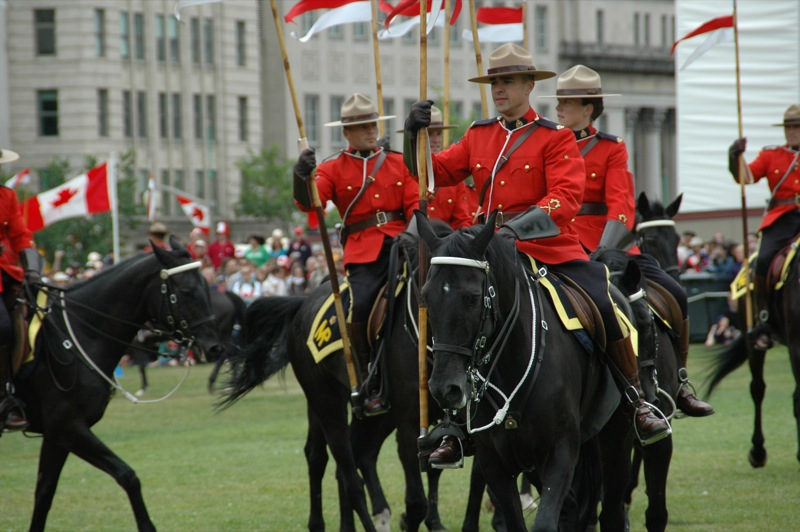
La fête du Canada.

Depuis 1868, la fête du Canada est célébrée chaque année le premier juillet. De nombreuses festivités ont lieu ce jour-là,.

#### Jour du souvenir
Le 11 novembre de chaque année, les Canadiens célèbrent la mémoire des 100 000 Canadiens morts au combat lors de la Première Guerre mondiale,.

## Identité
Le sociologue Gérard Bouchard rapporte que selon plusieurs observateurs, « il n'existe pas et il n'a jamais existé d'identité canadienne, le Canada étant un pays trop diversifié, trop divisé ».
- Les premiers habitants, qu'on appelle aujourd'hui Autochtones, ne jouent qu'un rôle marginal dans la politique et la société canadiennes.
- Les premiers occupants permanents d'origine européenne, les Français, ont été conquis par les Britanniques (1760-1763) après 150 ans de colonisation et d'occupation du sol, pour devenir démographiquement minoritaires moins de cent ans plus tard. Les francophones représentent cependant encore environ 30 % de la population canadienne.
- La conquête de 1760-1763 a été suivie par une forte immigration britannique dont la population s'est longtemps vue comme des sujets de l'Empire plutôt que comme les citoyens d'un nouveau pays. On peut noter par exemple que le premier premier ministre canadien à utiliser le mot « Canadien » dans le sens de « citoyen du Canada » est sir Charles Tupper, sixième premier ministre du pays, plus de 25 ans après la Confédération de 1867[262].
- Le mélange entre ces trois nations ou sociétés d'origine ne s'est pas véritablement effectué.
  - La grande majorité des Canadiens anglais ne peuvent nommer des acteurs, chanteurs ou personnalités politiques du Canada français, et vice versa. L'auteur canadien anglais Hugh MacLennan a parlé des deux solitudes pour parler des deux principales communautés linguistiques du Canada, expression souvent reprise depuis.
  - On dit souvent que beaucoup de Québécois ont du sang indien dans les veines, mais cette thèse ne fait pas l'unanimité, et par ailleurs, cette mixité ne paraît ni dans les traits physique ni dans la culture[263].
- Le pays est immense géographiquement, et la dernière province à l'intégrer, Terre-Neuve (1949), se caractérise encore par une mentalité insulaire distinctive. Le sentiment de spécificité existe aussi ailleurs au Canada, en particulier au Québec et dans l'Ouest canadien[264].

Selon Gérard Bouchard, là où la plupart des autres pays ont des mythes fondateurs forts (comme la Révolution en France et la Guerre d'indépendance aux États-Unis), le Canada en est dénué, et s'est bâti plutôt sur des « micro-ancrages (l'octroi d'une Chambre d'assemblée, l'Acte d'Union, […], la Confédération, la participation à la guerre 1914-1918, le Statut de Westminster, etc.) dont aucun ne prédomine vraiment. Il en résulte que le Canada s'est fondé essentiellement sur trois grands axes, dont deux se définissent par comparaison ou opposition au pays voisin :
« a) La nécessité de contrer la menace assimilatrice des États-Unis;
« b) Le besoin de surmonter le sentiment d'infériorité à l'endroit de ce puissant voisin […];
« c) La formulation d'un grand destin exprimé dans des mythes qui donnent à la nation une personnalité distincte au regard des autres nations du monde. »
Bouchard conclut : « Il en résulte une situation un peu paradoxale et fascinante, à savoir le fait d'une identité qui semble se manifester davantage dans l'ardeur mise à la revendiquer que dans la réalité. »
Cette revendication a été portée par de nombreuses personnalités politiques (Lester B. Pearson) et artistiques (Margaret Atwood, Northrop Frye, « Groupe des sept ») canadiennes. Outre l'opposition aux États-Unis, on la fait reposer notamment sur le pacifisme, le multiculturalisme, et le système universel de soins de santé.

## Sport
Les sports nationaux officiels du Canada sont le hockey et la crosse. Le hockey est le sport le plus populaire au pays. Les sept plus grandes régions métropolitaines du Canada — Toronto, Montréal, Vancouver, Ottawa, Calgary, Edmonton et Winnipeg — sont les villes-maison d'équipes faisant partie intégrante de la Ligue nationale de hockey (LNH). Au sein de toutes les équipes de la Ligue (trente-deux équipes réparties entre le Canada et les États-Unis), plus de 50 % de tous les joueurs sont originaires du Canada. Outre le hockey, la saison froide est au Canada propice aux sports d'hiver tels le patin à glace, le ski alpin et le ski nordique, la raquette, la randonnée en motoneige. Certains centres de ski ont acquis une renommée internationale Whistler, Mont-Tremblant, Mont Sainte-Anne. La pratique de la motoneige s'est initialement développée au Canada, à la suite de l'invention de la motoneige par Joseph-Armand Bombardier.

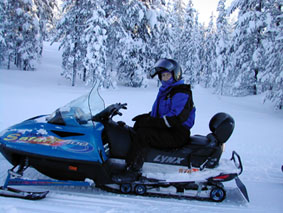
Motoneige

D'autres sports canadiens populaires comprennent le curling, le football canadien (en particulier la Ligue canadienne de football) ainsi que le vélo de montagne (le Canada serait en partie le lieu de naissance du VTT[réf. souhaitée], notamment des disciplines comme le Freeride ou encore le Northshore.), plus communément appelé VTT, qui se pratique beaucoup dans la ville de Whistler. Le basket-ball et le baseball sont considérablement joués à des niveaux amateurs et de jeunes, mais ne connaissent pas autant de popularité sur la scène professionnelle que les autres sports. Le Canada est le pays hôte de la Coupe du monde de football (soccer) des moins de 20 ans 2007, des Jeux olympiques d'hiver de 2010 à Vancouver en Colombie-Britannique et de ceux de 1988 à Calgary en Alberta. Il a également reçu les Jeux olympiques d'été de 1976 à Montréal au Québec. Depuis les années 1990 la ville de Toronto accueille une franchise de basket-ball évoluant dans le championnat professionnel nord-américain, la NBA, les Raptors de Toronto, qui ont reçu le NBA All-Star Game 2016. De plus, il y a trois franchises de la MLS au Canada. Soit le Toronto FC, les Whitecaps de Vancouver et l'Impact de Montréal.
La course à pied est un sport populaire en été pour les canadiens. Parmi les nombreuses courses organisés au Canada, trois sont ont reçu le label d'or de l'IAAF, soit le 10 km d'Ottawa, le marathon d'Ottawa et le marathon de Toronto.
Montréal accueille chaque année le Grand Prix automobile du Canada en Formule-1 sur le circuit Gilles-Villeneuve, et Toronto le Grand Prix automobile de Toronto en IndyCar Series.

## Santé
Le budget consacré aux soins de longue durée est considéré comme le « parent pauvre » du système de santé au Canada, où il n’existe pas de financement spécifique, contrairement à la France et à d'autres pays. Les emplois sont souvent mal rémunérés et le personnel insuffisamment nombreux.
Le système de santé canadien est décentralisé, ce sont les provinces et les territoires qui sont responsables du système de santé. Le gouvernement fédéral met en place des normes nationales et assure une part du financement.
L'accès aux soins de santé est garanti par des régimes d'assurance maladie publics. Depuis 2006, à la suite du jugement Chaoulli v. Québec, certaines cliniques offrant des soins de santé privée sont autorisées dans la province de Québec.
Un sondage Ipsos réalisé en 2021 concluait que 71% des Canadiens jugent le système de santé trop bureaucratique pour répondre aux besoins de la population.
À la suite de la pandémie de Covid-19, plusieurs voix se sont fait entendre, exigeant l’autorisation de l’assurance médicale duplicative ainsi qu’une plus grande place au secteur privé dans le système de santé.

## Symboles
- L'érable
- La feuille d'érable
- Le castor, qui a été élevé au rang d'emblème officiel du Canada le 24 mars 1975, lorsqu'une « loi portant reconnaissance du castor (Castor canadensis) comme symbole de la souveraineté du Canada » reçut la sanction royale. Aujourd'hui, grâce aux techniques de préservation de la faune, le castor, le plus gros rongeur du Canada, survit et prospère dans tout le pays[274].
- Le caribou
- La Gendarmerie royale du Canada

Drapeau du Canada, couramment appelé l'Unifolié.
Grand Sceau du Canada.
Drapeau du Gouverneur général du Canada.
Cocarde de l'Aviation royale canadienne[275].
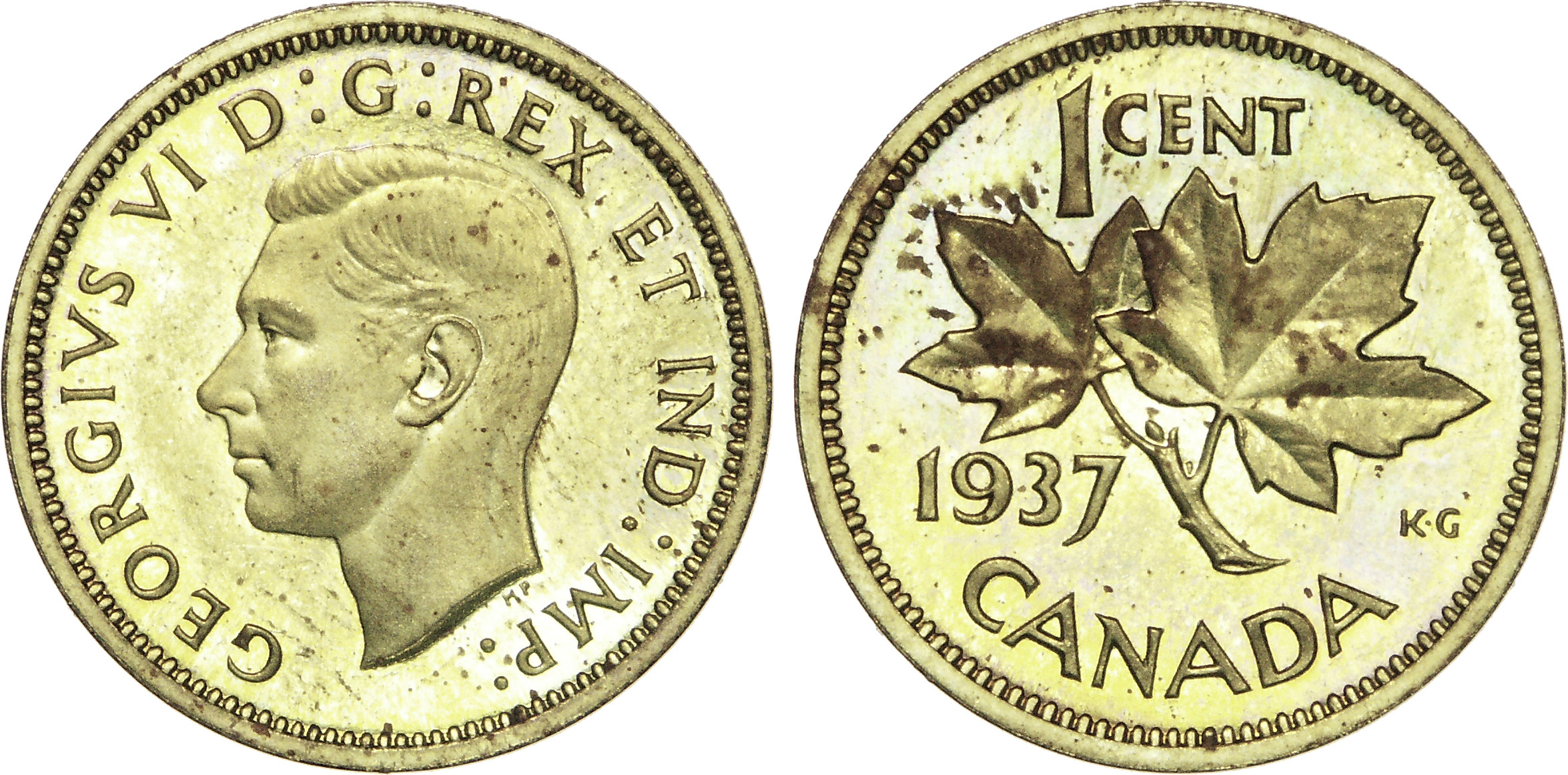
Épreuve de 1 cent en laiton représentant une feuille d'érable.
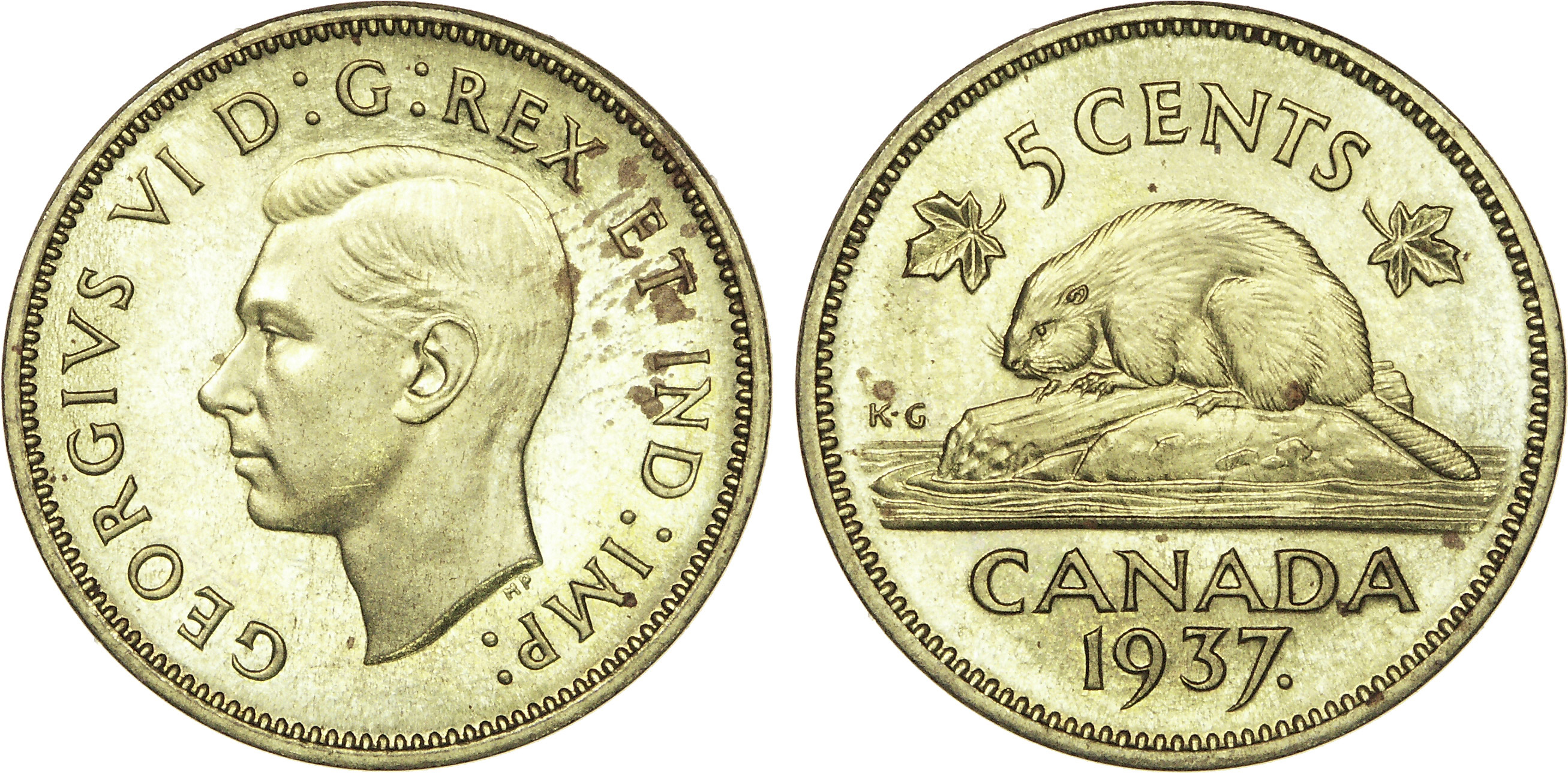
Épreuve de 5 cents en laiton du Canada représentant un castor.
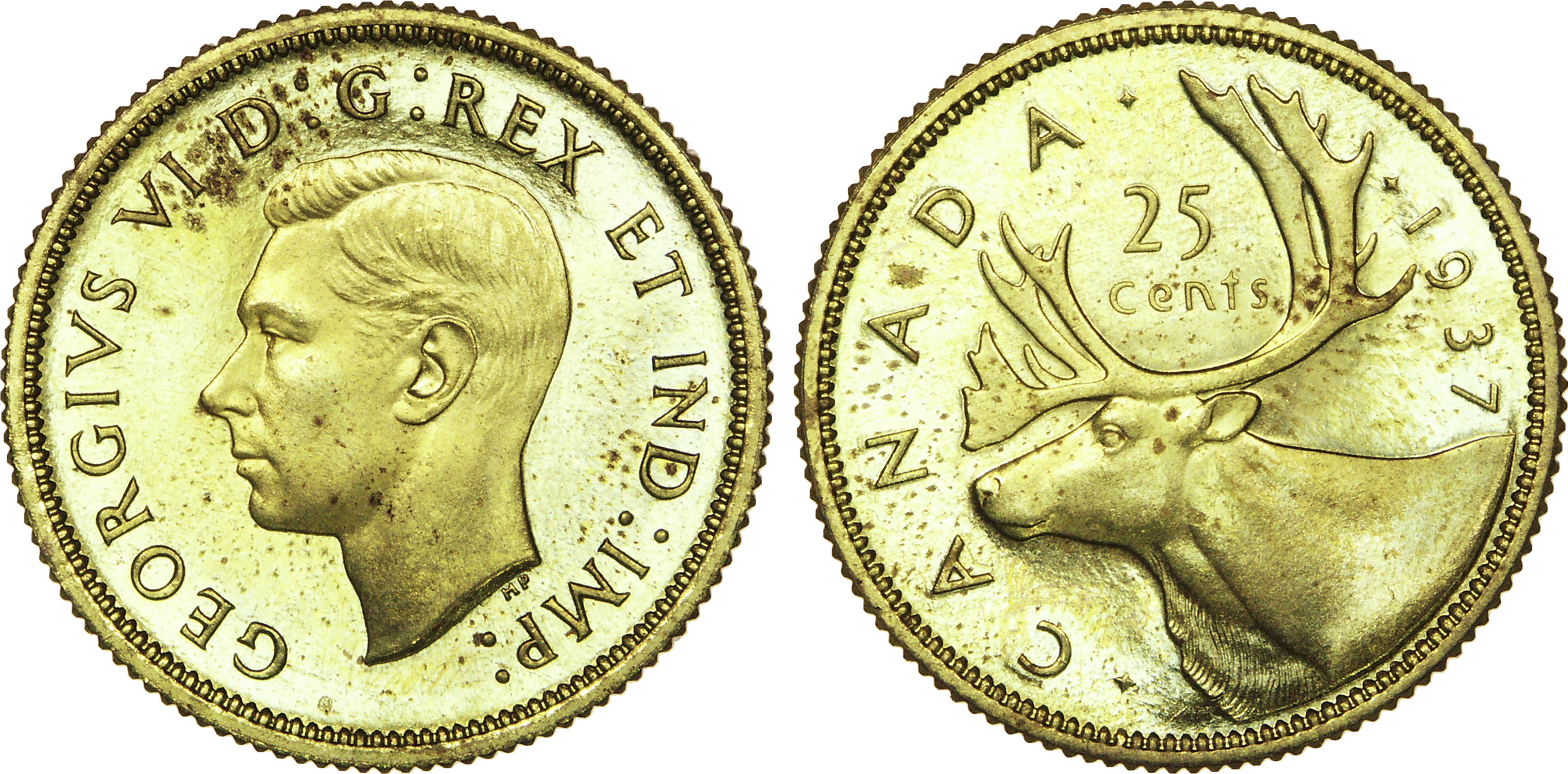
Épreuve de 25 cents en laiton représentant un caribou.
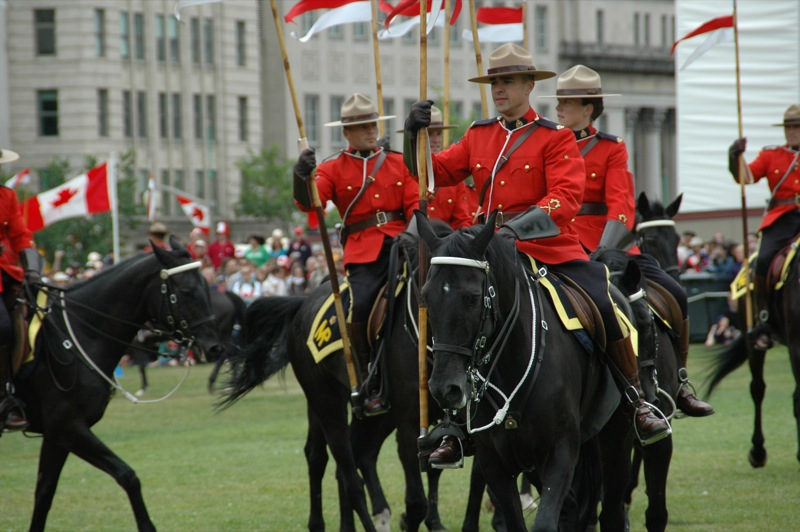
Police montée en uniforme d'apparat.

## Honneur
L'astéroïde (24899) Dominiona est nommé d'après le Dominion du Canada.